# Autorretrato

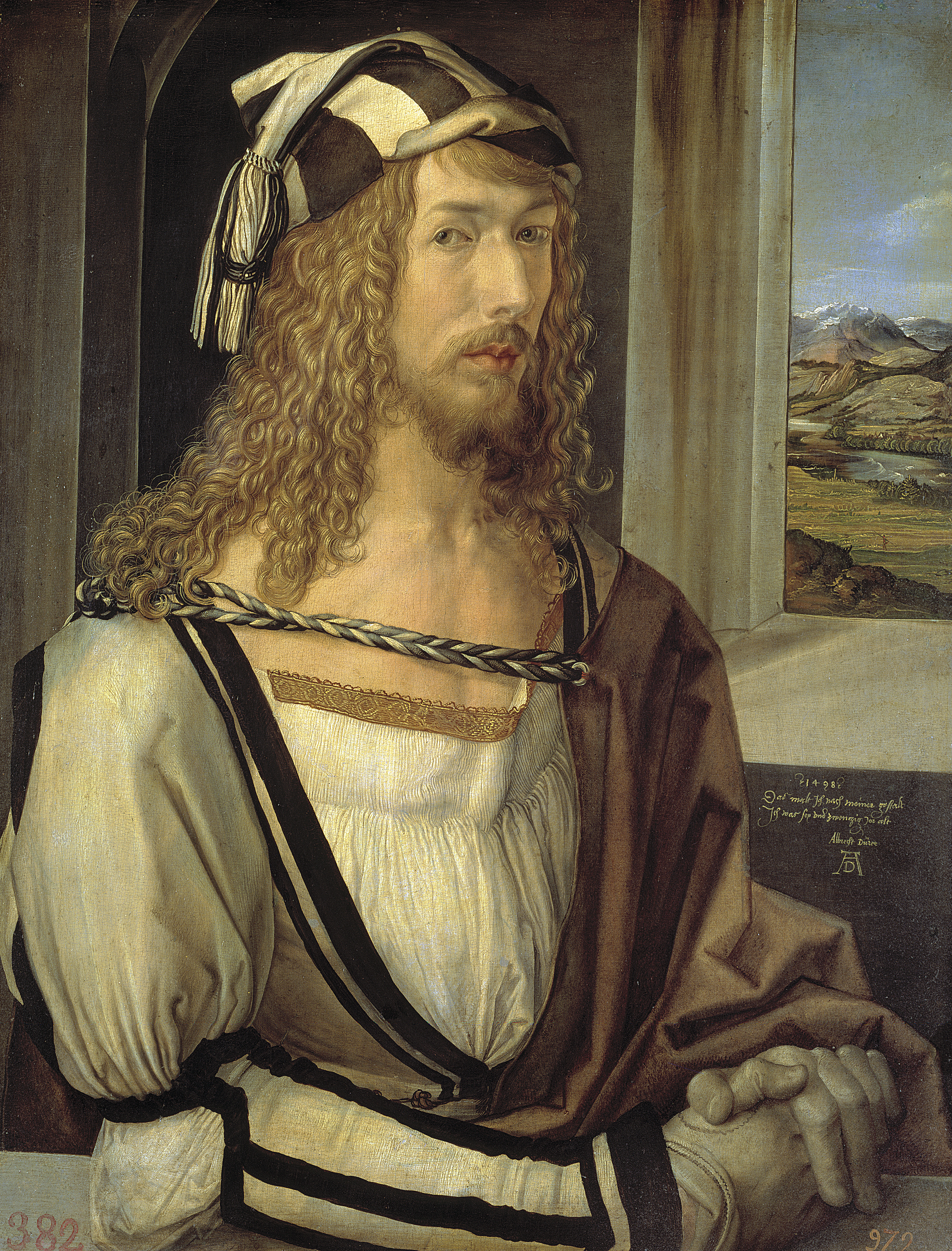
Alberto Durero, autorretrato de 1497, uno de los primeros autorretratos formales conocidos.

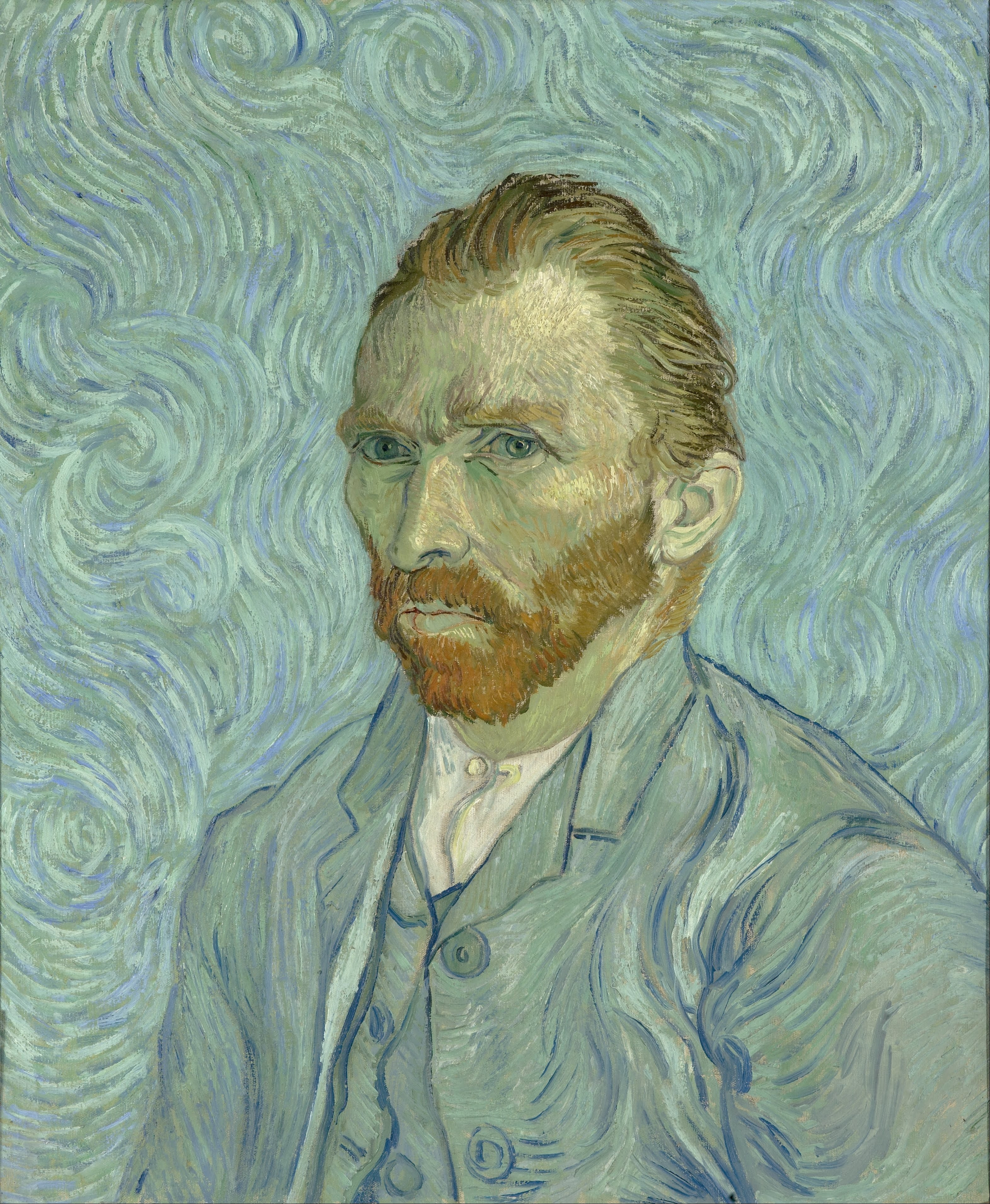
Vincent van Gogh, autorretrato del año 1889.

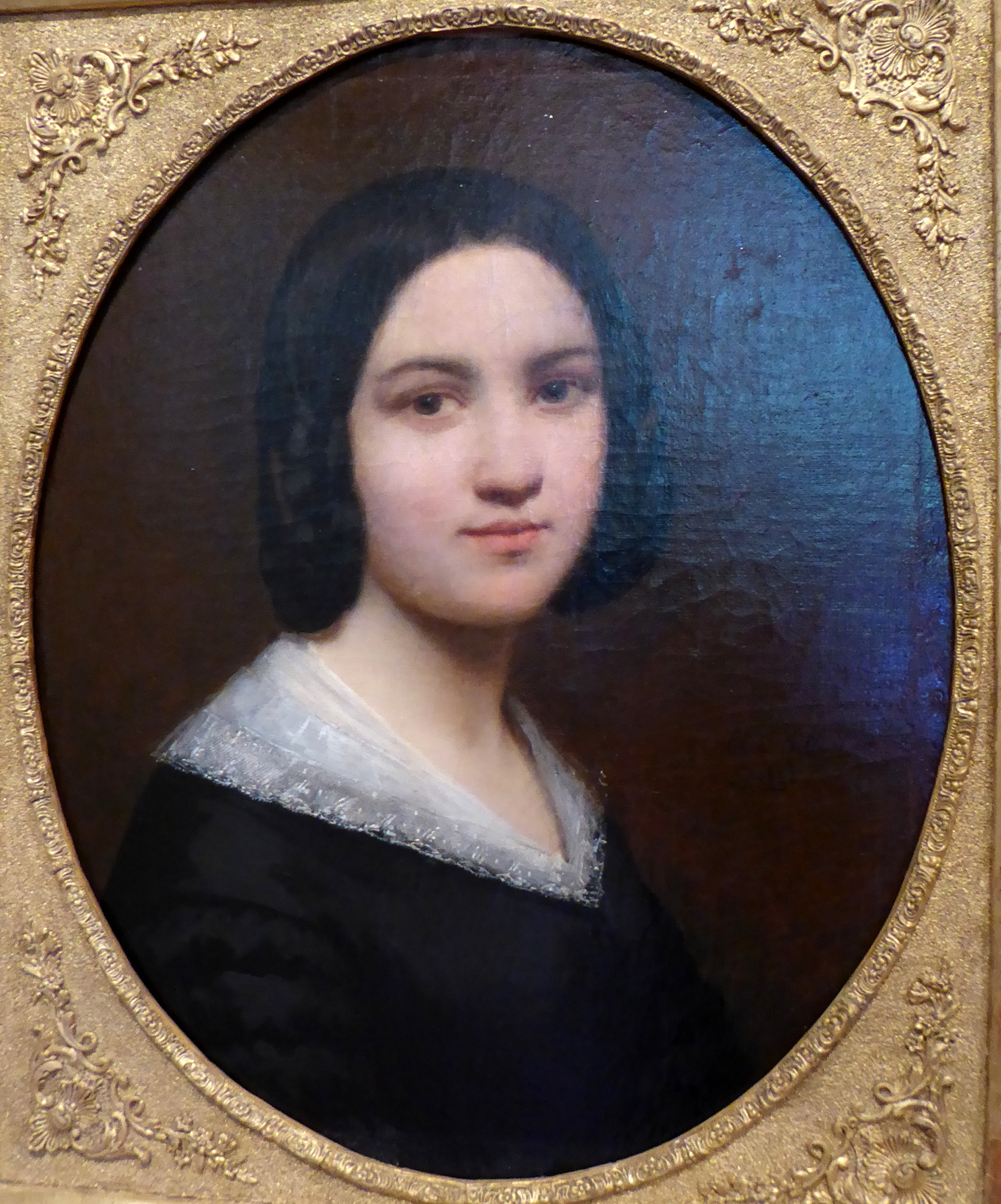
Autorretrato de Clara Filleul.

El autorretrato se define como un retrato hecho de la misma persona que lo realiza. Es uno de los ejercicios de análisis más profundos que puede hacer un artista. Implica escrutarse el rostro y conocerse hasta tal punto que la expresión que tenga en ese momento se traduzca en el dibujo o la pintura que aborda. En épocas pictóricas como el barroco o el renacimiento, una de las costumbres era que el artista se autorretratara dentro de un gran cuadro, para reafirmar su autoría o para dar a entender sus intenciones, como lo hizo Velázquez.
Un autorretrato no necesariamente implica un género realista. Tampoco implica necesariamente el término asociado a la pintura. Existe como recurso literario, muy próximo a la prosopografía y la etopeya.

## Primeros autorretratos

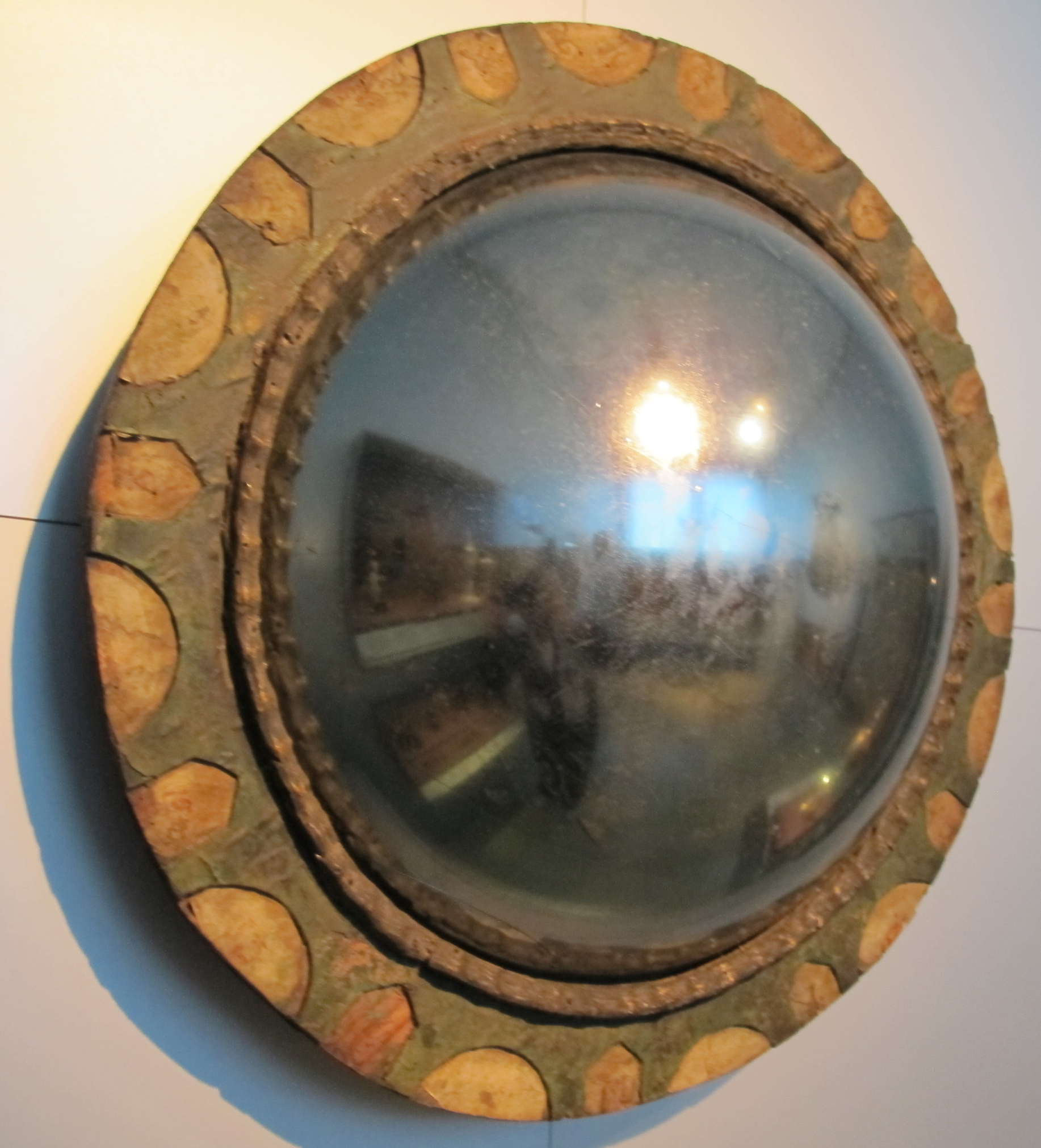
Un espejo convexo del.

Los primeros autorretratos de los que se tiene conocimiento datan de la Edad Antigua. En Egipto, alrededor del año 1300 a. C. se sabe que hubo un escultor de nombre Bek que esculpió un autorretrato sobre piedra. En ese tiempo solo los dioses, los ricos y poderosos tenían el privilegio de inmortalizar su imagen.

## La Edad Media y el uso del autorretrato como firma
El arte medieval vio una primera difusión del autorretrato, pero siempre en forma que contextualiza la obra en su conjunto y nunca como un género independiente. La función de estas representaciones, realizadas a modo de firma, era simplemente la certificación de la paternidad del trabajo.
Entre las razones para la inexistencia del autorretrato como un género artístico separado estaban la escasa importancia que el arte medieval atribuía al parecido fisonómico de las personas representadas en los retratos. Más importantes fueron las connotaciones sociales y profesionales, a tal punto que solo a través de ellas es posible rastrear la identidad de la persona representada en el retrato o en el autorretrato. Sobre todo, en la sociedad medieval, el artista era visto esencialmente como un artesano, desprovisto del carácter cultural del que los pintores y escultores disfrutarían durante los siglos venideros.

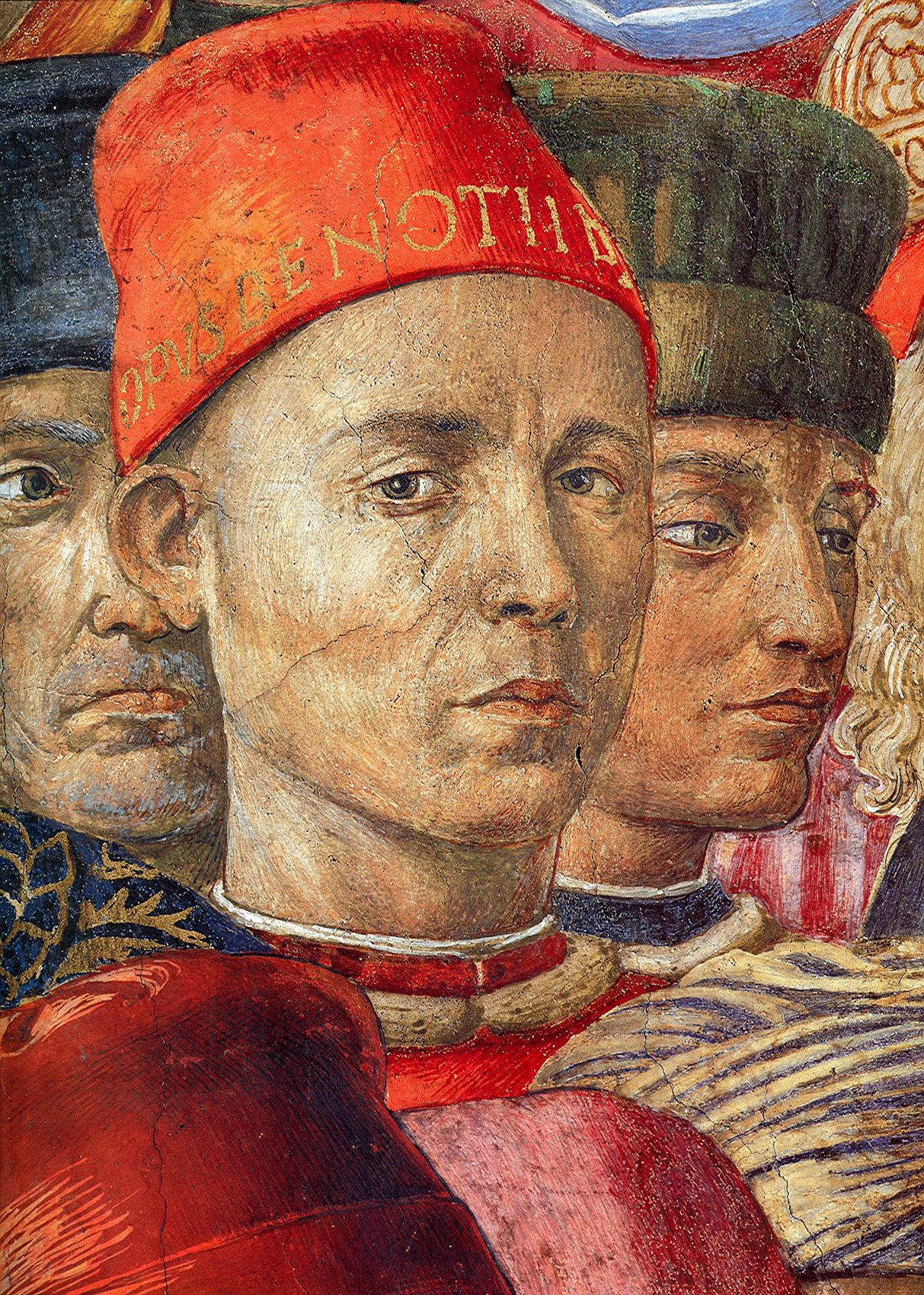
Cappella dei Magi, primer autorretrato de Benozzo Gozzoli.

En muchos casos, una vez más como parte del uso como firma, se produjo una combinación entre el artesano y la figura del donante, presentándose juntas en actitud de oración: es el caso de la imagen que el escultor Ursus dio de él mismo y el duque Ulrico entre 739 y 740 en el altar de la abadía de San Pietro in Valle, en Ferentillo, o el altar del orfebre Volvinio de San Ambrosio en el siglo IX, en la que el artesano incluso ha coronado como el arzobispo Angilberto al mismo San Ambrosio. A veces incluso hubo coincidencia entre la donación y el artesano, como en el caso de Hugo d'Oignies, orfebre y hermano lego que donó a su monasterio un manuscrito en el que en la cubierta de plata se representa en el acto de la donación. Tales fenómenos se pueden encontrar sobre todo en el arte del norte de Europa, más que en el sur.
Giorgio Vasari trajo noticias de algunos autorretratos ejecutados por Giotto (1267-1337): en el Castello Nuovo de Nápoles, el pintor habría creado un círculo que representa a hombres famosos; en Gaeta "su propio retrato con un gran crucifijo" se añadiría a algunas escenas del Nuevo Testamento, mientras que en Florencia lo haría el retrato junto a Dante en la Capilla del Palazzo del Podesta.

## El Renacimiento: desarrollo y diversificación del autorretrato
En el Renacimiento se produjo un notable desarrollo del género artístico del autorretrato, que gradualmente se generalizó y adquirió una dignidad artística cada vez más autónoma, con episodios notables y seguidores ilustres, especialmente en Italia y el norte de Europa. Las causas del nuevo interés que los artistas comenzaron a sentir hacia la representación de su rostro eran técnicas, culturales y sociales.

### El desarrollo del autorretrato: razones técnicas
En el plano técnico, la difusión de nuevos materiales y las nuevas formas de aplicar el color (especialmente en el caso de la pintura al óleo) posibilitaron mejoras significativas en el dibujo, el color y la representación del claroscuro en las pinturas. Además, la mejora y el extendido uso del espejo facilitó la tarea de los pintores en el acto del autorretrato, y contribuyó al modelo de composición, que se caracteriza por la vista de lado del sujeto y la de tres cuartos. Sin embargo, debe recordarse que solo en 1516 se comenzaron a producir espejos similares a los modernos en Murano. Hasta entonces, los espejos convexos estaban muy extendidos, lo que generaba una distorsión óptica desde el centro hacia el exterior de la imagen que hacía que la percepción exacta de la propia imagen reflejada fuera particularmente difícil y, en consecuencia, su transferencia al lienzo.
Este privilegio quedó casi exclusivamente reducido a los hombres, apareciendo los primeros autorretratos femeninos en el Renacimiento. Es comúnmente aceptado que uno de los primeros fue el de la artista Caterina o Catharina van Hemessen, en 1548.

### Razones culturales
Significativo fue también el nacimiento de una perspectiva cultural diferente: la centralización filosófica del papel del hombre en relación con la creación, hecha por la cultura humanista, engendra un aumento significativo en el interés por la sensibilidad artística de la cara humana, sus rasgos faciales y sus muchas expresiones y matices con el consiguiente aumento en la producción de retratos y, en consecuencia, de autorretratos. Este nuevo tema de la pintura renacentista, en palabras de Leonardo "hará que las figuras funcionen en tal acto, lo cual es suficiente para demostrar lo que la figura tiene del alma; de lo contrario, su arte no será loable " y marcó la ruptura definitiva con la técnica anterior.
El interés cultural en la psique de la persona representada, y en concreto el propio artista, asumió durante el siglo XVI connotaciones de naturaleza pseudocientífica como las teorías de la fisonomía elaboradas por Gian Paolo Lomazzo y la importancia que Gerolamo Cardano dio a la magia y a la alquimia como base metodológica de su investigación sobre el alma humana. En cambio, en el siglo siguiente, el discurso asumió una dimensión más científica, en el sentido moderno de la palabra.

### Razones sociales

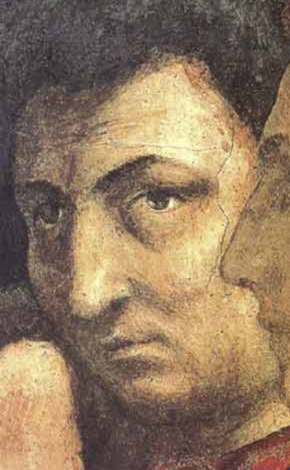
Masaccio, autorretrato.

Sin embargo, el elemento que más que cualquier otro determinó el desarrollo del fenómeno de autorrepresentación fue el del orden social. La figura del artista pasó de una dimensión puramente técnico-artesanal a una más marcadamente creativa y cultural. Durante siglos, de hecho, los artistas eran herederos de los maestros antiguos griegos y romanos, mitificados por los escritores de la época clásica, y se vieron a sí mismos como pertenecientes a una clase de artesanía, vinculada a la aplicación de su trabajo manual y el conocimiento que esto implicaba, en lugar de valorarse por los dones intelectuales.

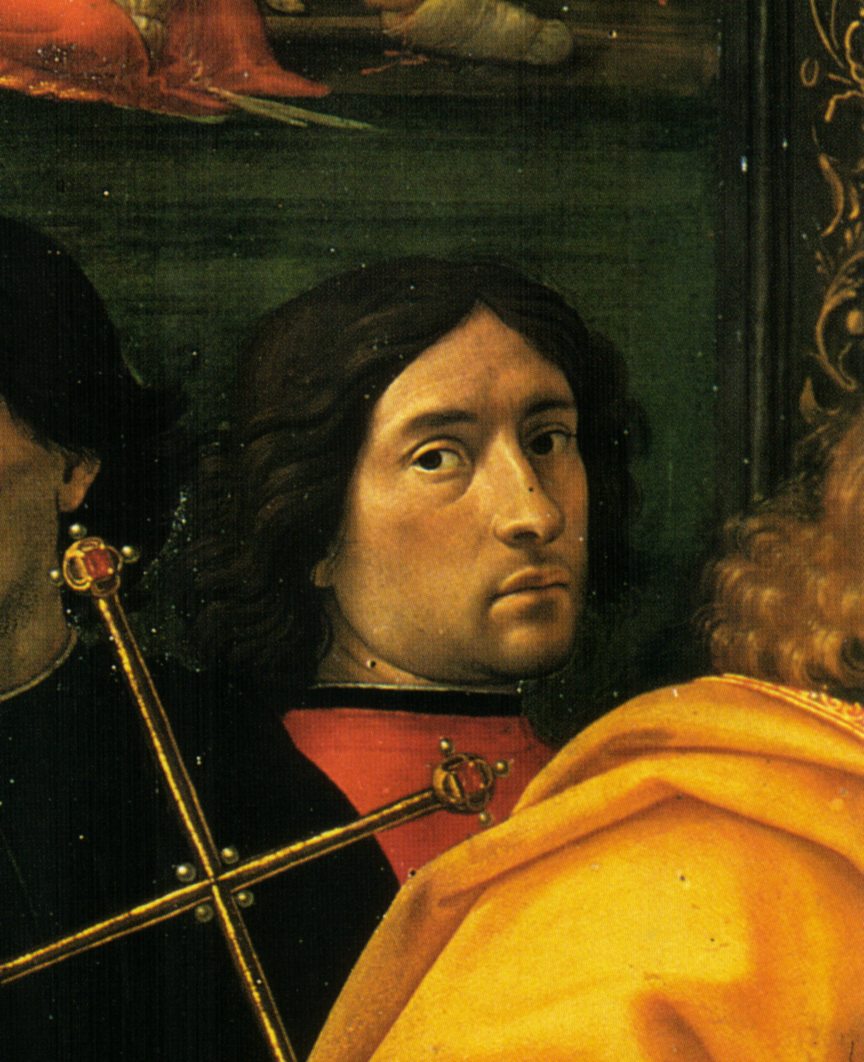
Domenico Ghirlandaio, autorretrato en la Adorazione dei Magi (en español: Adoración de los Reyes Magos) de 1488, Hospital de los Inocentes.

Sin embargo, desde el siglo XIII, las relaciones culturales y personales entre artistas e intelectuales se hicieron más frecuentes, como en el caso de Simone Martini, que se hizo amigo de Petrarca; en consecuencia, cada vez más, comenzaron a citarse en las obras literarias de la época: Cimabue y Giotto fueron mencionados en la Divina Comedia, Buffalmacco y el propio Giotto aparecieron en el Decamerón. En el siglo siguiente, incluso muchos artistas tomaron prestigio incluso en las artes liberales o ciencias: Piero della Francesca era un matemático de talento, Leon Battista Alberti y Lorenzo Ghiberti fueron apreciadas teóricos, Leonardo da Vinci se convirtió en uno de los científicos más famosos y multifacéticos. Así, en dos siglos, el papel del artista completó una verdadera "escalada social", que lo colocó en una posición de absoluto prestigio cultural. La práctica de firmar las propias obras se generalizó como consecuencia lógica, lo que ayudó a llamar la atención no solo sobre el trabajo sino también sobre su autor, y sobre la consideración del propio rostro como un tema digno de atención y representación artística.
Por lo tanto, el proceso de emancipación del artista de su función original como artesano se evidencia por la evolución que en la época del Renacimiento tienen los autorretratos, comenzando con representaciones tímidas del pintor donde se limita a disponerse aislado, en el borde de la composición (autorretratos llamados "ambientati") con el género y sujeto autónomos, un símbolo de los logros sociales e intelectuales del artista, que siente que puede dar dignidad independiente a su imagen, sin tener que justificarse más insertándola al borde de composiciones complejas.
La figura y el rostro del artista comenzaron de hecho a despertar el interés de los representantes de la élite cultural de la época: por ejemplo, Vasari escribió sus Vidas de artistas poniéndolos biográficamente como una secuencia de retratos, que quiere aprender aún desde el punto de vista de la apariencia física y del carácter.

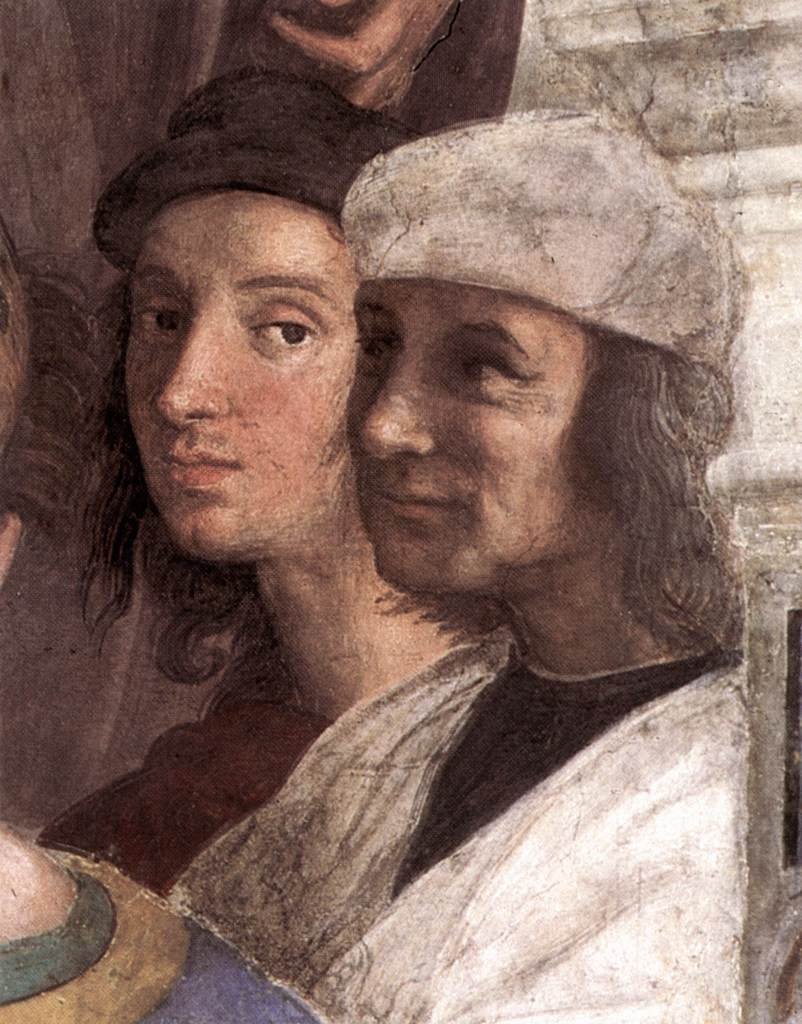
Rafael. Autorretrato en la Escuela de Atenas 1509 (Stanza della Segnatura, Palacio pontificio, Ciudad del Vaticano).

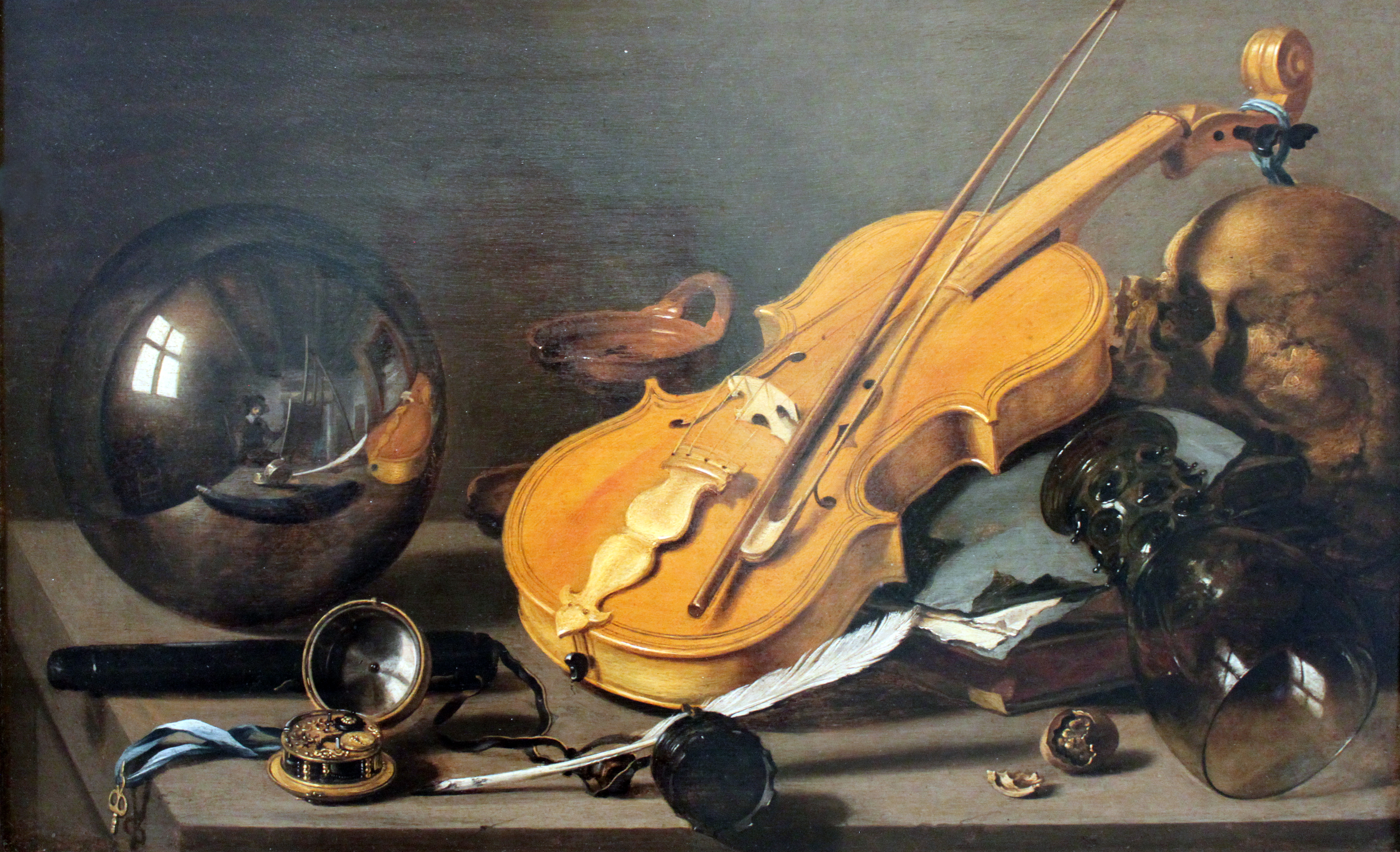
Pieter Claesz, Vanitas, 1628 (Núremberg, Germanisches Nationalmuseum), en el reflejo de la bola de cristal se aprecia al artista pintando en el caballete la propia obra.

## Objetivo general

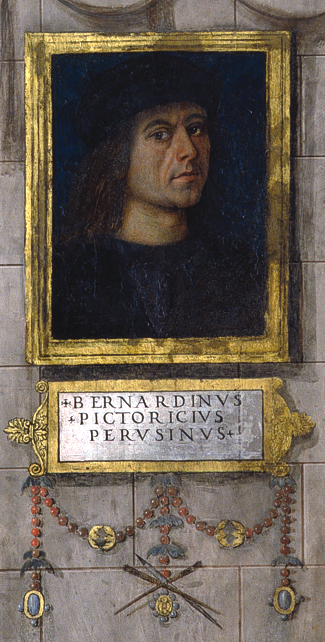
Pinturicchio Autorretrato en los frescos de la Capilla Baglioni, 1501 (Spello, Colegiata de Santa Maria Maggiore).

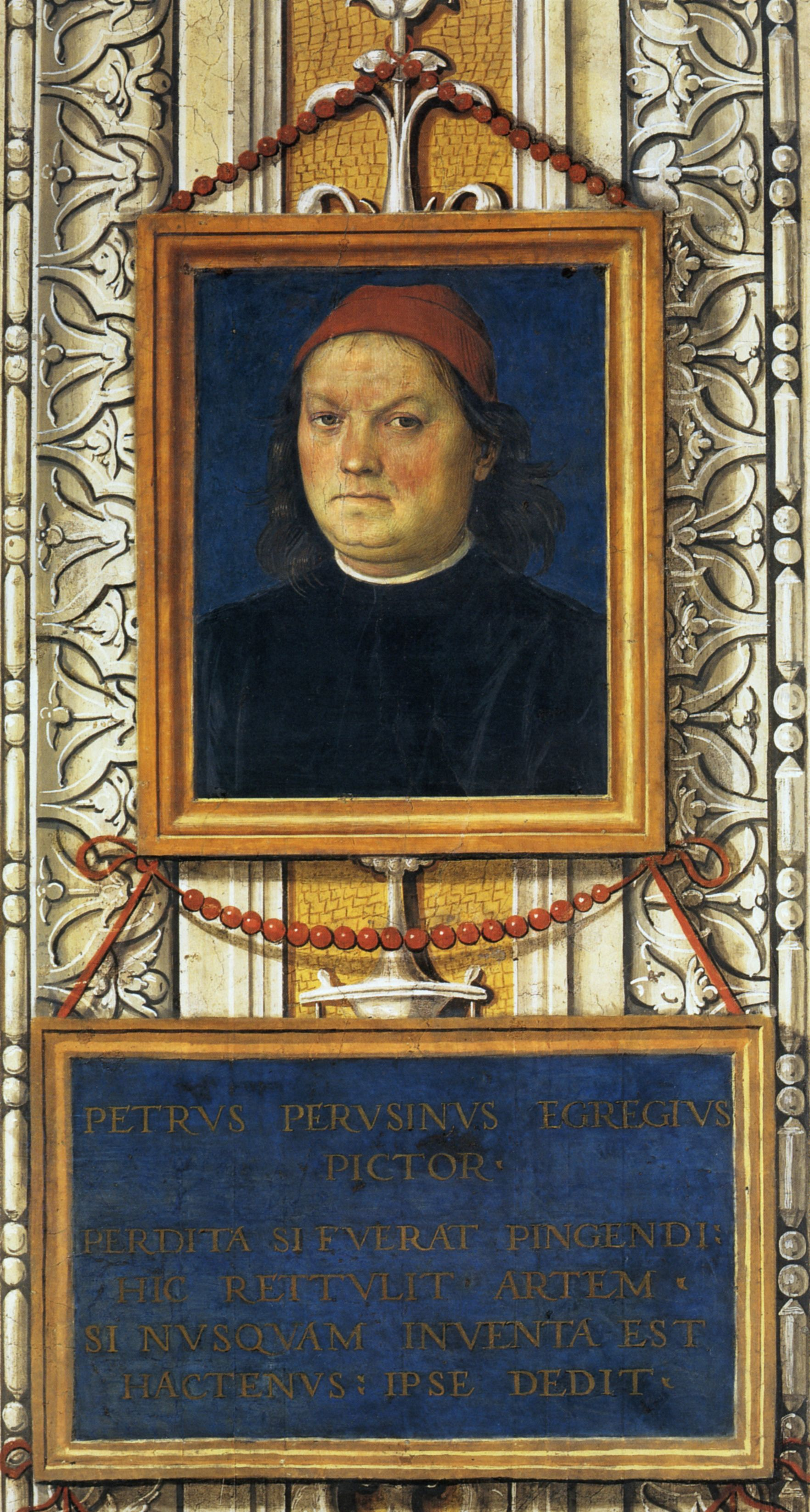
Pietro Perugino. 1502 (Perugia, Collegio del Cambio).

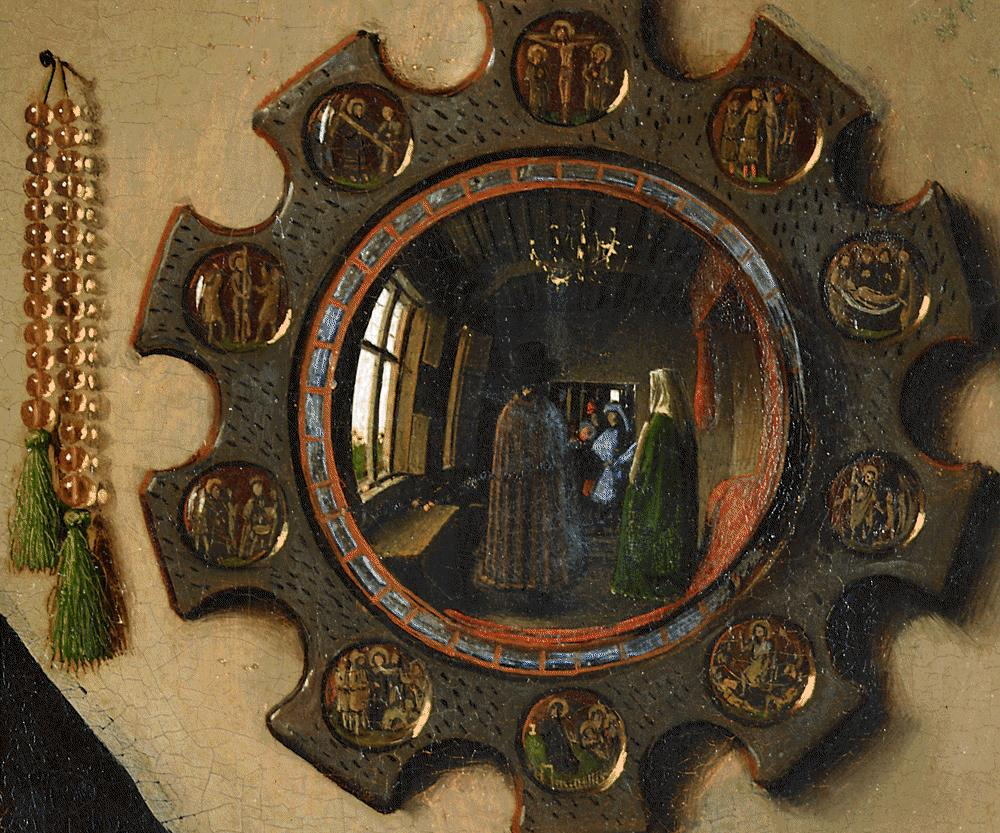
Jan van Eyck, detalle del Retrato de los esposos Arnolfini, 1434 (Londres, Galería Nacional).

Un autorretrato puede ser un retrato de un artista, o un retrato incluido en una obra más grande, incluyendo un grupo de autorretratos. Muchos pintores incluyeron representaciones de individuos específicos, incluidos ellos mismos, en las pinturas de figuras religiosas o de otros tipos de composiciones. En tales pinturas no se trataba de representar a las personas como ellos mismos, sino a los hechos que se conocían al momento en que fue realizada la obra, creando un tema de conversación, así como una prueba pública de las habilidades del artista.
En los primeros autorretratos sobrevivientes de la Edad Media y la época del Renacimiento, y de escenas históricas o míticas (de la Biblia o la literatura clásica) fueron representados utilizando a personas reales como modelos, a menudo incluyendo al artista, dándole a estas obras distintos valores como los de retrato, autorretrato y pintura histórica/mítica. En estos trabajos, el artista generalmente aparecía como una persona entre la multitud, a menudo cerca de las orillas o las esquinas del retrato, detrás de los protagonistas de la obra.

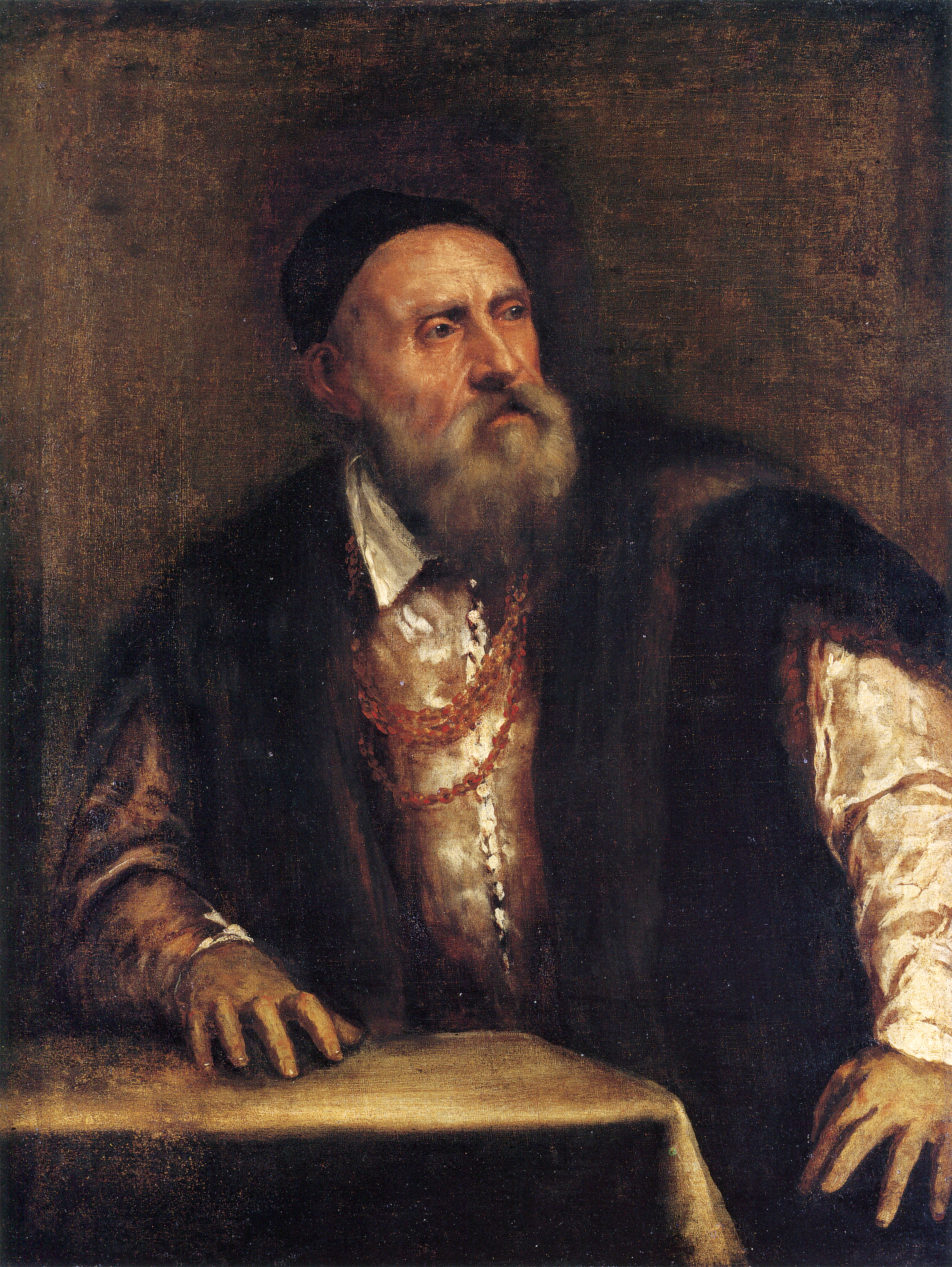
Autorretrato de Tiziano. Gemäldegalerie Berlin

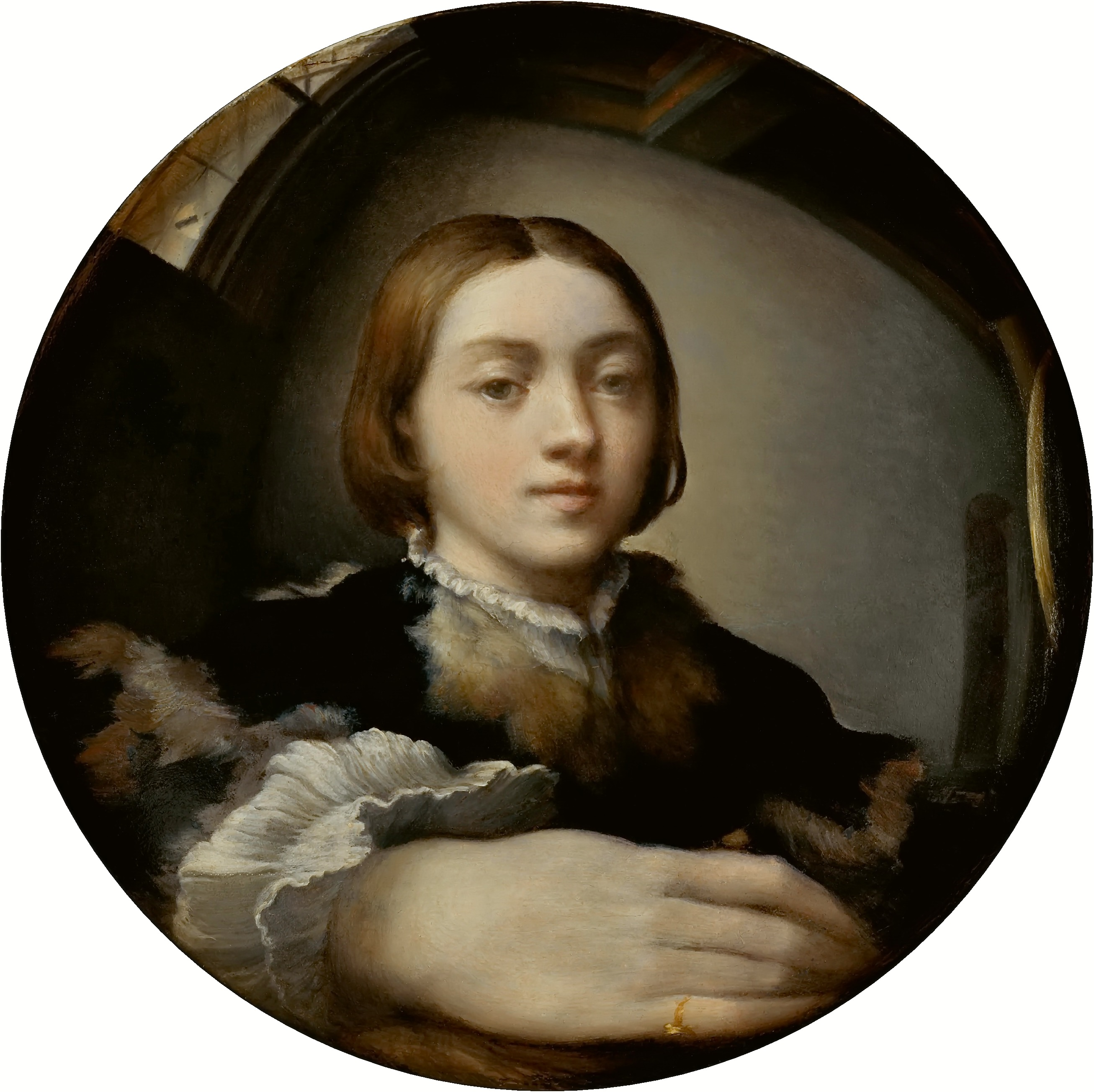
Parmigianino. Autorretrato en un espejo convexo

En el famoso Retrato de Giovanni Arnolfini y su esposa (1434), Jan van Eyck es probablemente una de las dos figuras reflejadas que aparecen en el espejo, lo que es sorpresivamente una presunción moderna. La pintura de Van Eyck probablemente inspiró a Diego Velázquez a representarse a sí mismo en figura entera como el pintor de Las Meninas (1656), pues la obra de Van Eyck estaba colgada en el Palacio Real de Madrid en dónde él trabajaba. Este fue otro avance, ya que aparece como el pintor que está parado cerca del grupo familiar del rey, sujetos principales de la pintura.

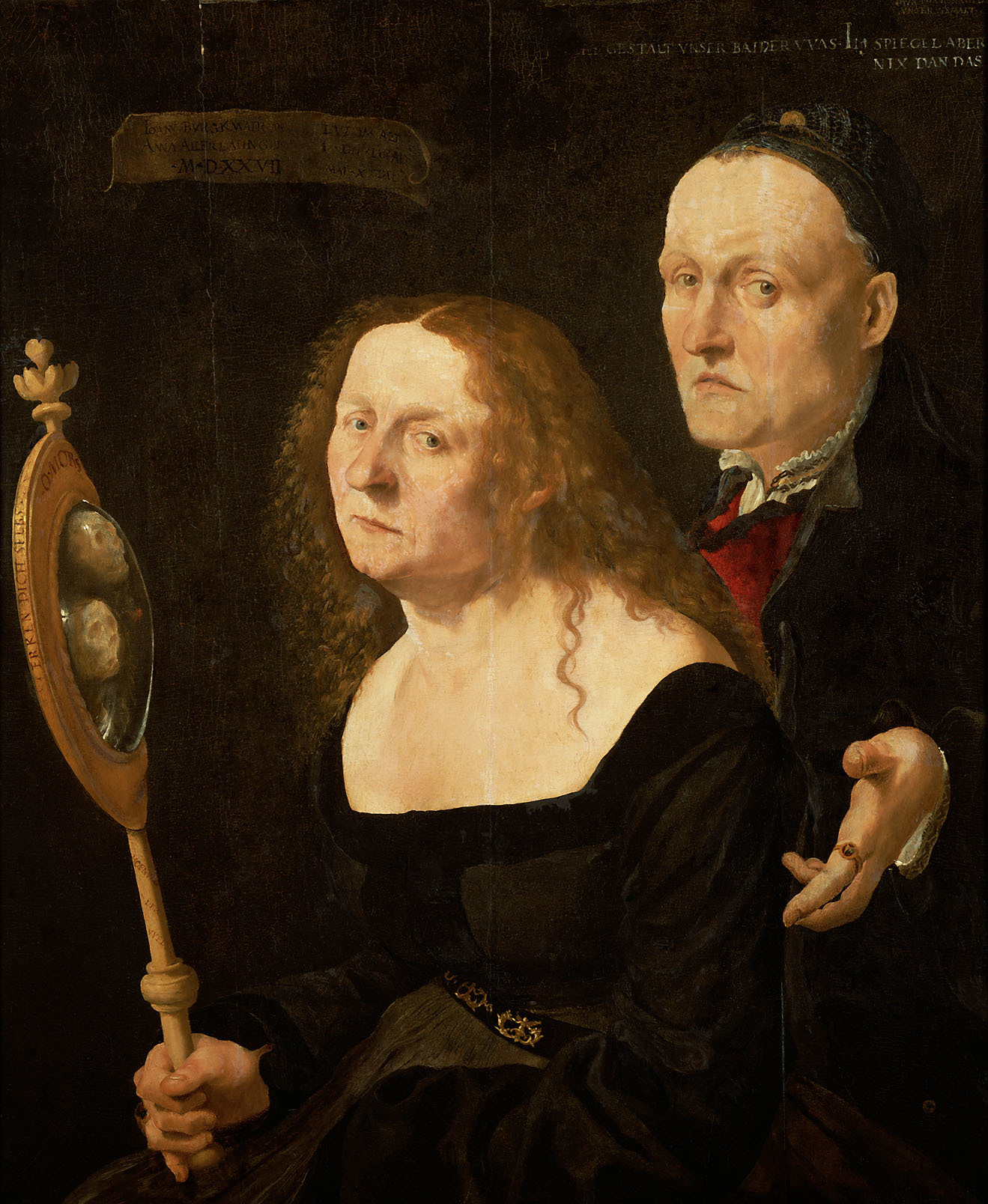
Hans Burgkmair el Viejo, Autorretrato con su esposa, 1529 (Viena, Kunsthistorisches Museum).

En la que podría ser la más antigua representación de la niñez en autorretrato que aún sobrevive, Alberto Durero se representó a sí mismo con un estilo naturalista siendo un niño de 13 años, en 1484. Años después se autorretrató de diversas maneras, como comerciante en el fondo de escenas Bíblicas y como Cristo.
Leonardo da Vinci quizás dibujó un autorretrato a la edad de 60 años, alrededor de 1512. La imagen es a menudo reproducida como la apariencia real de Da Vinci, a pesar de no ser totalmente confiable.

## Autorretratos como figurantes
Esta tendencia, aún tardíamente medieval, estuvo particularmente de moda en el siglo XV y principios del XVI.
Ejemplos particularmente conocidos son los de Piero della Francesca, que aparece en el Políptico de la Merced (1444-1464) y como durmiente en la Resurrección (1465), Filippo Lippi, en la Coronación de la Virgen (1441-1447) y en la Vida de la Virgen (1466-1469), y Andrea Mantegna, cuyo rostro aparece en la Presentación en el templo (1455) y el Ciclo de frescos de la Capilla Ovetari: una vez entre los soldados en la Sentencia de Santiago, otra probablemente, como el Apóstol Santiago, finalmente en una galería cuyos frescos fueron destruidos por los bombardeos durante la Segunda Guerra Mundial. También hay numerosos autorretratos de Ghirlandaio en sus frescos y sus tablas como la Adoración de los Magos o la Adoración de los pastores, donde un pastor corresponde a sus características.
En otro ambiente y con mayor modernidad los autorretratos de Benozzo Gozzoli en la Capilla de los Magos (1459), que con el fin de facilitar el reconocimiento escribió su nombre en su ropa, Masaccio en la Crianza del hijo de Teófilo y San Pedro (1424- 28) y Filippino Lippi en la Disputa de Simón el Mago y la Crucifixión de San Pedro (1482-1485), en la capilla Brancacci en Santa Maria del Carmine (Florencia), Sandro Botticelli en la Adoración de los Magos (1475), Luca Signorelli, junto al Beato Angélico, coautor de los frescos de la capilla de San Brizio en la catedral de Orvieto (1499-1502), y Rafael, en la Escuela de Atenas (1509-1510).
En estas pinturas el rostro del artista, a pesar de aparecer en puntos y circunstancias marginales de la composición, se impone a la vista gracias a la configuración de los otros personajes y la mirada de los ojos destinada a cruzarse con la del observador. Para una composición tal solución no parece ajena a la recomendación formulada en 1435 por Leon Battista Alberti en su De Pictura: el humanista hizo hincapié en la importancia de incluir en la escena "una cara de un hombre conocido y digno que represente a todos esos ojos la historia". A nivel emocional, cruzar la mirada del artista al mismo tiempo representa para el observador "un momento muy emotivo y atrapante, un precioso contacto personal con la obra de arte". En cualquier caso, la solución fue una vez más sugerida y facilitada por el proceso de realización, basado en el uso del espejo.
En particular, el autorretrato rafaelesco que introduce su rostro entre el de los filósofos atenienses también tiene un significado ideológico preciso, "por el que los artistas son parte del círculo de los entendidos, y las artes plásticas, consideradas" mecánicas" se han situado al mismo nivel de "artes liberales", revelando una nueva, orgullosa y consciente afirmación de la dignidad intelectual del trabajo artístico que por lo tanto, no se limita a la traducción de las formas visibles, sino al trabajo mental subyacente una búsqueda de la "idea". En otras palabras, es el cumplimiento de la conciencia del rol cultural del artista, que comenzó a finales de la Edad Media, de la cual el autorretrato fue un poderoso medio de expresión.

## Evolución del autorretrato del figurante a la autonomía
En los primeros años del siglo XVI se sitúan dos autorretratos, todavía experimentales y muy curiosos, como híbridos hacia la representación autónoma y, por tanto, testigos de la transición gradual de una solución conceptual: se trata de dos cuadros, con marcos y placas conmemorativas, que representan las caras de Perugino y Pinturicchio, los dos pintados al fresco en los ciclos decorativos, respectivamente, de la sala de audiencias del Colegio del Cambio en Perugia (1502) y la Capilla Baglioni en 
la Colegiata de Santa Maria Maggiore en Spello (1501).
Más tarde, Annibale Carracci uso el expediente de presentar su autorretrato en un caballete (1605). 

## El criptorretrato y el autorretrato delegado
El criptorretrato y el autorretrato delegado fueron particularmente exitosos en el contexto flamenco. El primero tuvo como mejor exponente a Jan van Eyck, que está retratado en la imagen reflejada en el espejo del maravilloso Retrato de los Arnolfini (1434) y en los reflejos del escudo de San Jorge en la Madonna con el Canónigo Van der Paele (1436). Una experimentación similar fue reanudada en 1625 por el neerlandés Pieter Claesz en su Vanitas.
En el contexto italiano también son famosas las dos inserciones de su rostro que hizo Andrea Mantegna en la decoración de la habitación de la boda en el Castillo de San Jorge en Mantua.
El criptorretrato fue hecho especialmente famoso en Rogier van der Weyden, que se traspuso en el papel de San Lucas en la pintura San Lucas pinta el retrato de la Virgen (1435-1438), y tuvo seguidores como Dirk Bouts, Jan Gossaert y Lancelot Blondeel ( 1498-1561). 

## Autorretratos autónomos: desarrollo conceptual y experimentación técnica

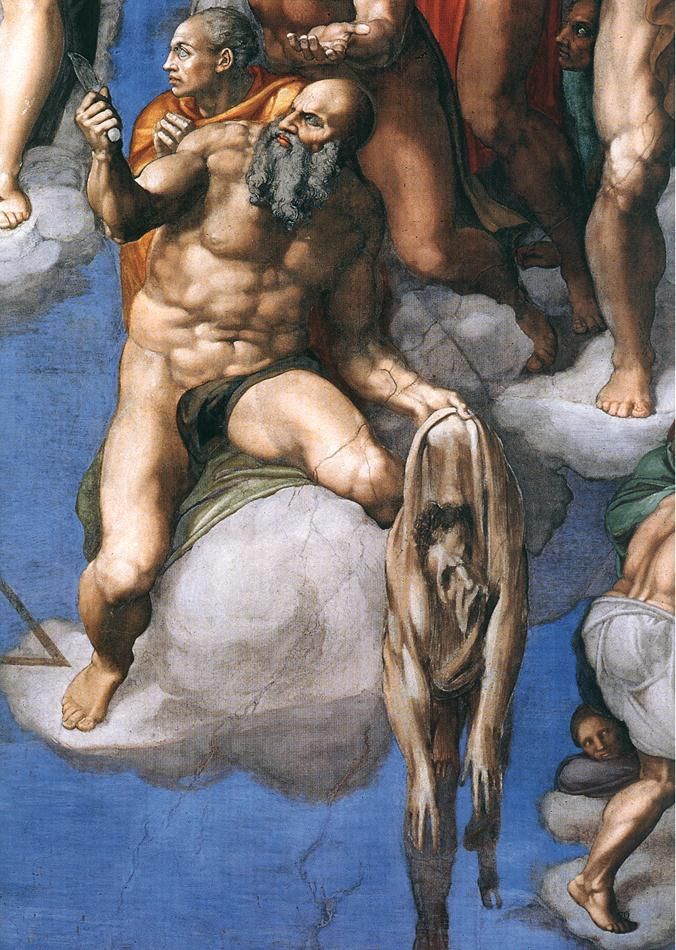
Miguel Ángel, detalle del Juicio Final, 1536-41 (Ciudad del Vaticano, Capilla Sixtina).

En la segunda mitad del siglo XV y el siglo XVI, con el rápido fortalecimiento del prestigio social de los artistas, se produjo un importante desarrollo del autorretrato como género autónomo, en el que el artista fue el protagonista de la composición: se trata, sin duda, del formato destinado a satisfacer a los más exigentes y será el predominante en los siglos posteriores, así como el punto de llegada del proceso de codificación medieval y renacentista de la autofiguración.
La autonomía de este tipo probablemente fue inaugurada por Jean Fouquet cuyo autorretrato autónomo en un medallón se conserva en el Museo del Louvre, fechado en 1450 y, por tanto, considerado el primer autorretrato de la historia. Sin embargo, se ha especulado que la persona representada en el famoso Retrato de hombre con turbante rojo de Jan Van Eyck (1433) es, precisamente, el propio pintor: de esta manera el nacimiento del autorretrato como un género independiente se adelantaría unos veinte años.
Muy a menudo el autorretrato fue concebido y ejecutado con el objetivo de mostrar su papel social y cultural. Se señala en este sentido el autorretrato de Tiziano de Berlín, pintado entre 1560 y 1565, en el que el artista, ahora viejo y establecido, todavía vigoroso, con la cadena de oro alrededor de su cuello, enseña el título de Conte Palatino conferido por Carlos V en 1533. Una representación psicológica completamente diferente es en cambio el famoso autorretrato de Rafael, en la que el de Urbino da una imagen delicada, casi afeminada, no muy diferente de cómo hizo unos años más tarde en la Escuela de Atenas, pero con una solución compositiva aún más moderna.
De hecho, a nivel técnico, la configuración típica de los retratos como figurante, según la cual se representa el pintor en el acto de realizar un ligero giro de la cara con respecto al busto y la investigación sobre los efectos volumétricos de las figuras, nacida en el contexto de disputa sobre la "primacía de las artes" que enfrentaron a escultores y pintores, y en el que sobresalieron entre los segundos Leonardo y Giorgione, prepararon el terreno para lo que se convirtió en uno de los experimentos más arriesgados en la pintura del Renacimiento, que tuvo como objetivo efectos volumétricos, o incluso en tres dimensiones, en retratos y autorretratos. En general, el efecto fue recreado acentuando la torsión del cuerpo, tal como, por ejemplo, en el mismo retrato de Rafael, en el Autorretrato como David (1509-1510) y en el Autorretrato de Budapest (1510) de Giorgione, a veces empujando el 'efecto de crear autorretratos casi desde atrás, como en el caso del hombre joven con piel de Palma el Viejo (1509-1510), alabado por Vasari.
En algunos casos, especialmente en el contexto de Venecia, se da lugar a una verdadera tridimensionalidad y para conseguirla se llegó a descomponer la imagen procesada a través de juegos de espejos, sobre la base de lo que ya había experimentado precisamente Giorgione en una pintura perdida, en la cual un caballero fue representado en el acto de quitarse la armadura en el borde de un río, cuyas aguas reflejan la imagen desde otros puntos de vista, dando al espectador la oportunidad de mirar el tema desde diferentes ángulos. 
En términos de autorretratos, el caso quizás más famoso es el Retrato de Gaston de Foix de Savoldo (1529), que en realidad puede ser más probable que sea un autorretrato: el modelo está representado en tres cuartos, como de costumbre, pero su imagen también es visible desde atrás, desde dos ángulos diferentes, por medio de los dos espejos presentes en la escena.

## El gusto por lo misterioso, lo macabro o lo aberrante
El fin del pleno Renacimiento también vio el nacimiento de ese particular gusto por los autorretratos inquietantes que fueron característicos de cierta pintura de los siglos siguientes (Caravaggio, Allori, Géricault y otros).
Representativo de este subgénero, y en general la relación entre la pintura, el virtuosismo, el análisis psicológico, la magia y la alquimia, fue el Autorretrato en un espejo convexo de Parmigianino (1503-1540): pintado alrededor de 1523, que revela una atención particular del pintor en el tema de los juegos ópticos y la distorsión de su imagen, atención similar a su interés en la magia y la alquimia señalado por Vasari.

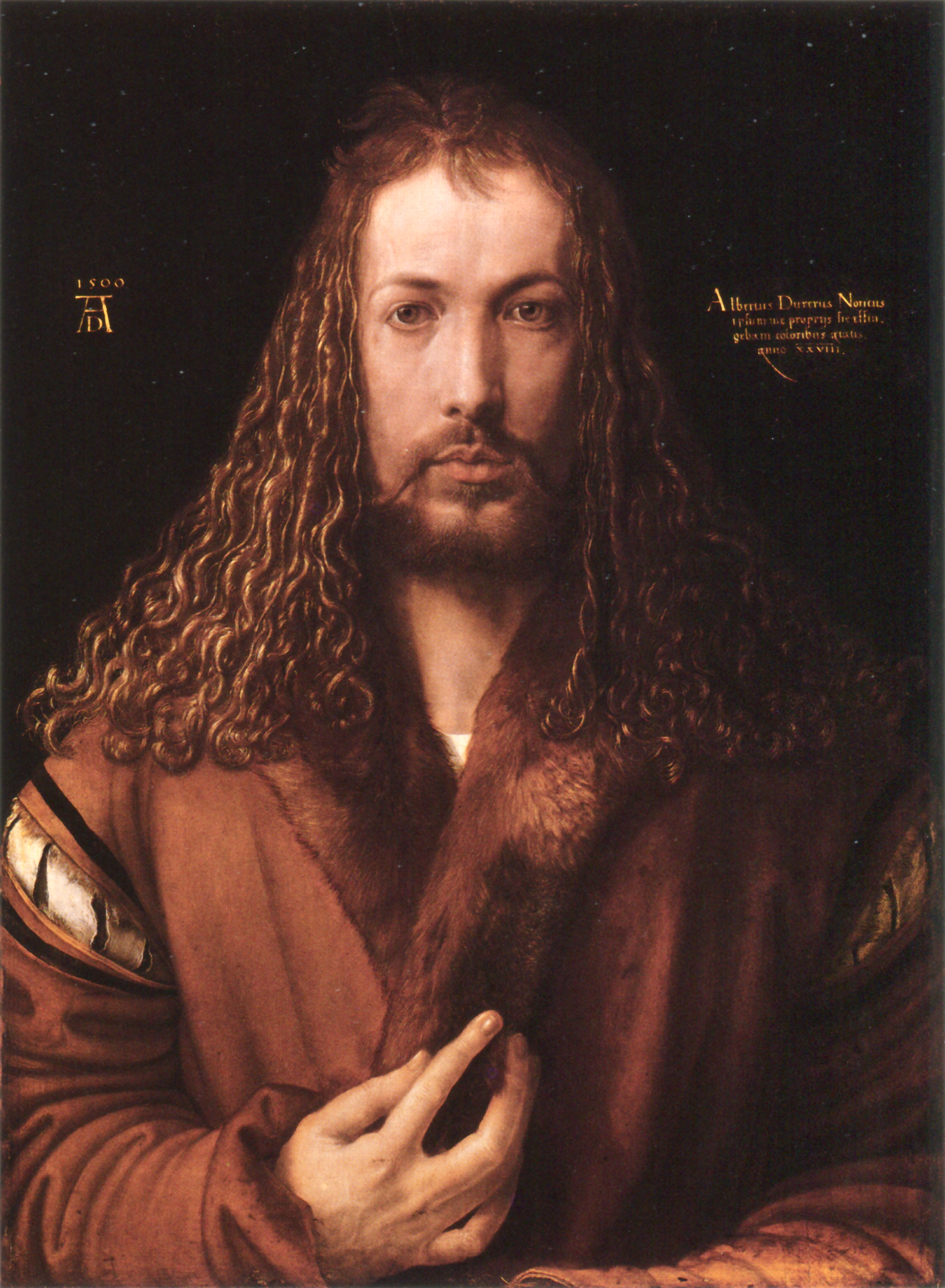
Alberto Durero, Autorretrato con pieles (1500, Múnich, Alte Pinakothek.

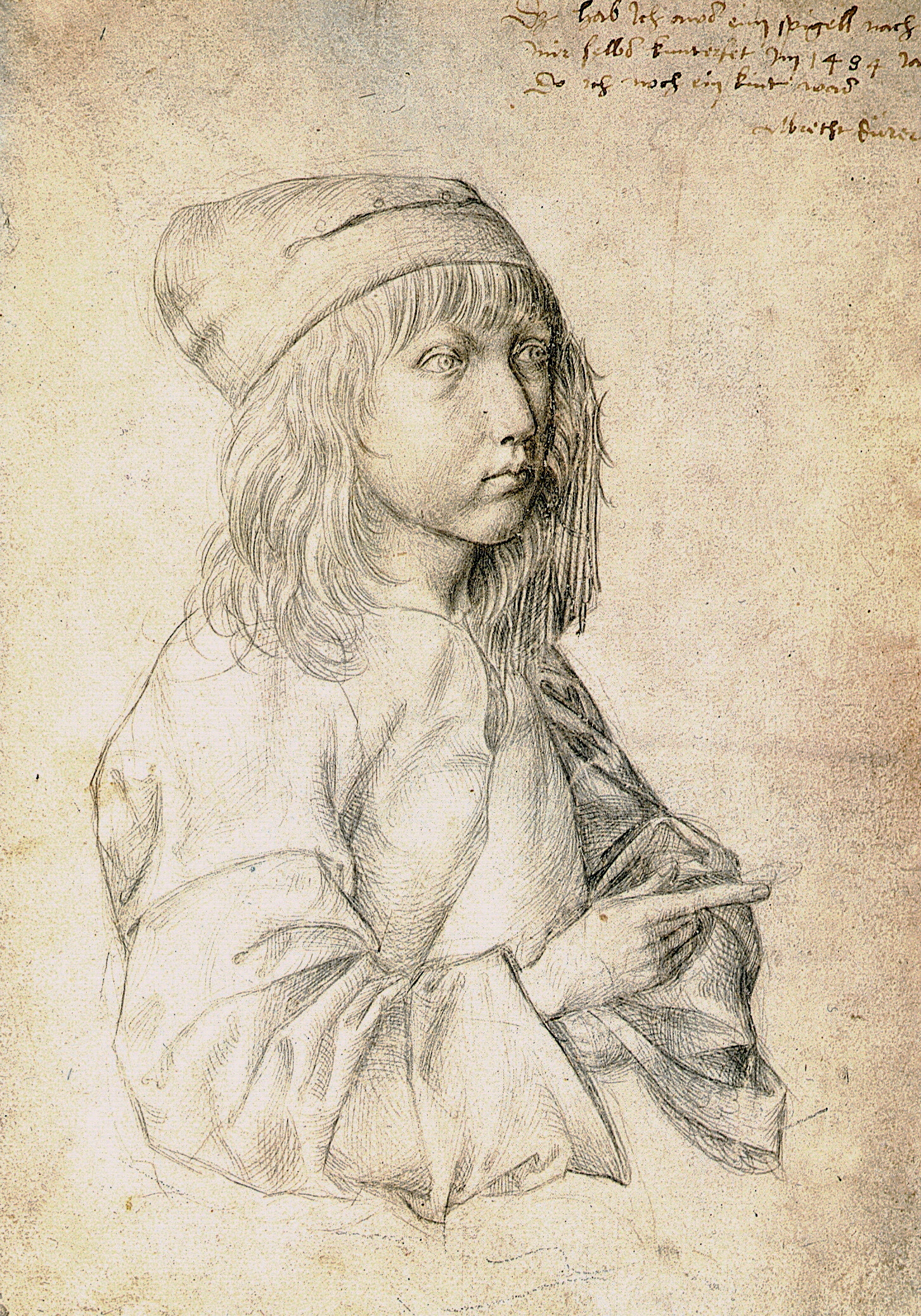
Durero. Autorretrato a los trece años.

En un contexto geográfico diferente, el Autorretrato con su esposa de Hans Burgkmair el Viejo (1473-1531), pintado en 1529, fue el último cuadro del pintor alemán antes de su muerte, unos años después. Casi como un signo de premonición, el artista se retiró con su esposa frente a un espejo en el que aparecen reflejados, en lugar de las dos caras, dos calaveras. En esta pintura, considerada la obra maestra de Burgkmair, la investigación del color de inspiración veneciana se funde con el tema simbólico y existencial típicamente nórdico.
De unos años más tarde es el retrato de sí mismo que Miguel Ángel escondió en el Juicio Final. San Bartolomé, en la tradición murió despellejado, así, la figura que sostiene la piel se muestra con la faz de Pietro Aretino; mientras que la piel oculta el autorretrato del pintor. El motivo que empujó a Miguel Ángel a retratarse en el fresco es quizás la prohibición de que los artistas que trabajaban para el Vaticano tuvieran que firmar sus obras. Según otra hipótesis, la escena alude al incidente que causó Aretino acusando a Miguel Ángel de homosexualidad como resultado de quejas personales debidas a diferentes opiniones sobre el trabajo en la Capilla Sixtina: la imagen de Miguel Ángel desollado en las manos Aretino (en el papel del santo) sería, por lo tanto, un testimonio de cuánto se sintió herido y desgarrado por las acusaciones del poeta.

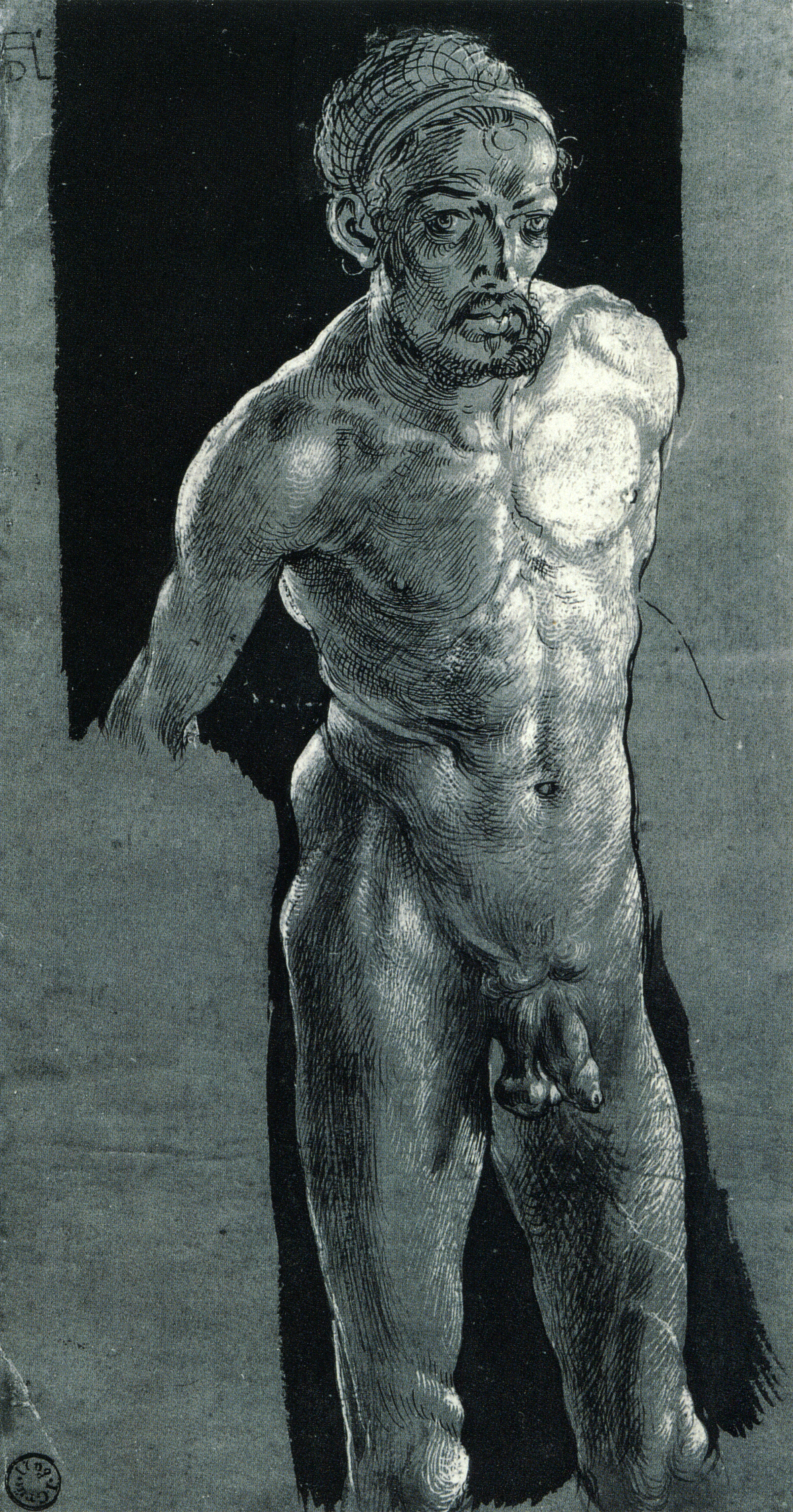
Autorretrato desnudo de Alberto Durero.

## Los autorretratos de Alberto Durero

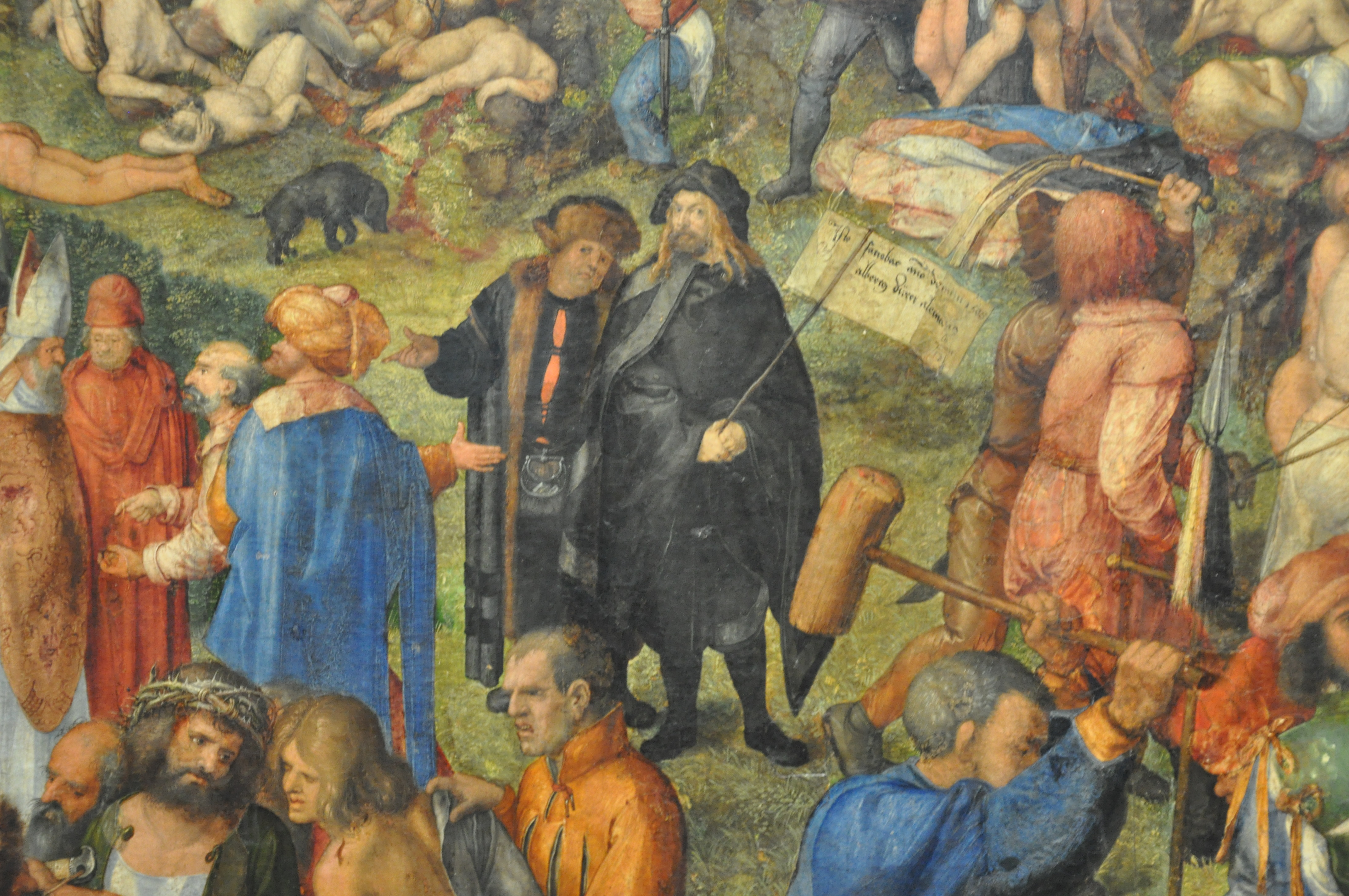
Durero, autorretrato de figurante en el Martirio de los diez mil de 1508 (Vienna, Kunsthistorisches Museum).

El artista que en el siglo XV y comienzos del XVI profundizó más en los aspectos de autorreflexión, convirtiéndolos en un tema central de su producción, fue el alemán Alberto Durero (1471-1528). Pintó alrededor de cincuenta autorretratos, revelando una atención casi obsesiva por su imagen y por la afirmación de su personalidad. La narrativa autobiográfica y la ostentación de su prestigio social son, en consecuencia, las dos directivas de la producción de Durero.
El primero en ser ejecutado fue el Autorretrato a la edad de trece años (1484), un dibujo en que ya se nota una gran habilidad técnica; del que el autor nunca más se separó, fijando años más tarde en la parte superior de la hoja la anotación "En 1484 dibujé mi forma basada en una imagen en espejo cuando yo, Alberto Durero, era todavía un niño". Otros autorretratos dibujados fueron el Autorretrato a los veinte años (o Autorretrato con la venda, 1491), el Autorretrato a los veintidós años (1493), el Autorretrato enfermo (1507), y el Autorretrato como el Varón de dolores (1522).
En cuanto a las pinturas, el artista alemán se retrató en tres obras particularmente conocidas. En el Autorretrato con flor de eringio (1493), el autor revela una dimensión afectiva privada: el eringio era considerado, desde la época de Plinio el Viejo, un símbolo de fidelidad conyugal; este detalle, y el hecho de que la pintura fue hecha originalmente en pergamino, fácilmente enrollable, sugiere que fue enviada a su novia Agnes Frey.
Los otros dos autorretratos famosos tienen en cambio un significado público y profesional más evidente. El Autorretrato con los guantes, llevado a cabo en 1498 en pleno éxito del Apocalipsis, y también debido a la entrada en la nobleza de Núremberg, es un elogio de sí mismo y de su prestigio profesional, en el que se presenta como digno de confianza y la estimación de las clases altas, recurriendo a elementos tales como "el aire italiano y renacentista, los colores claros, el refinamiento de las prendas, la elegancia de la pose, entre la cinta, las mangas y guantes, y mucha arrogancia evidente de la mirada".
En el famoso retrato de las pieles (1500) el pintor acentúa aún más el examen de su forma: La pose hierática y el gesto de la mano, similar a la bendición del Salvator mundi, sugieren una identificación con Cristo y un acercamiento a los dictados de la Imitatio Christi, así como el pensamiento recurrente en el momento, según el cual el poder creativo del artista sería directamente infundido por Dios. Intenciones similares están presentes en la poco conocida Autorretrato como Ecce Homo (1523).
Sin embargo, uno de los autorretratos más curiosos de Durero es también uno de los menos conocidos: es el autorretrato desnudo, un dibujo preparatorio que data de 1500 a 1505 cuya función y destino se desconocen. La posición antinatural y fatigada, el aspecto y el realismo anatómico extremo, estudiado para describir la sombra que se proyecta del órgano genital en el muslo derecho, parecen conducir a una investigación de tipo casi expresionista. Además, es la primera imagen en la historia del arte en que un pintor se ofrece desnudo.
El pintor alemán practica con frecuencia el género del autorretrato como figurante, en la piel de muchos personajes de sus composiciones, como ocurrió por ejemplo en la Bóveda Jabach (1503-1504), la Adoración de los Magos (1504), la Fiesta del Rosario (1506), en la Bóveda Heller (1507 a 1509), el Martirio de los diez mil (1508) y Adoración de la Santa Trinidad (1511). Pero la veta autobiográfica de su pintura también se extendió a las numerosas representaciones de miembros de su familia

### Galería de Durero

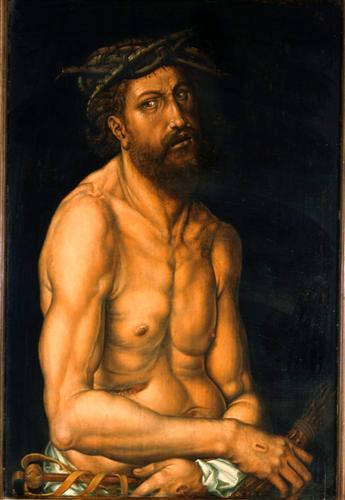
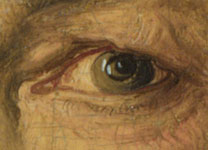
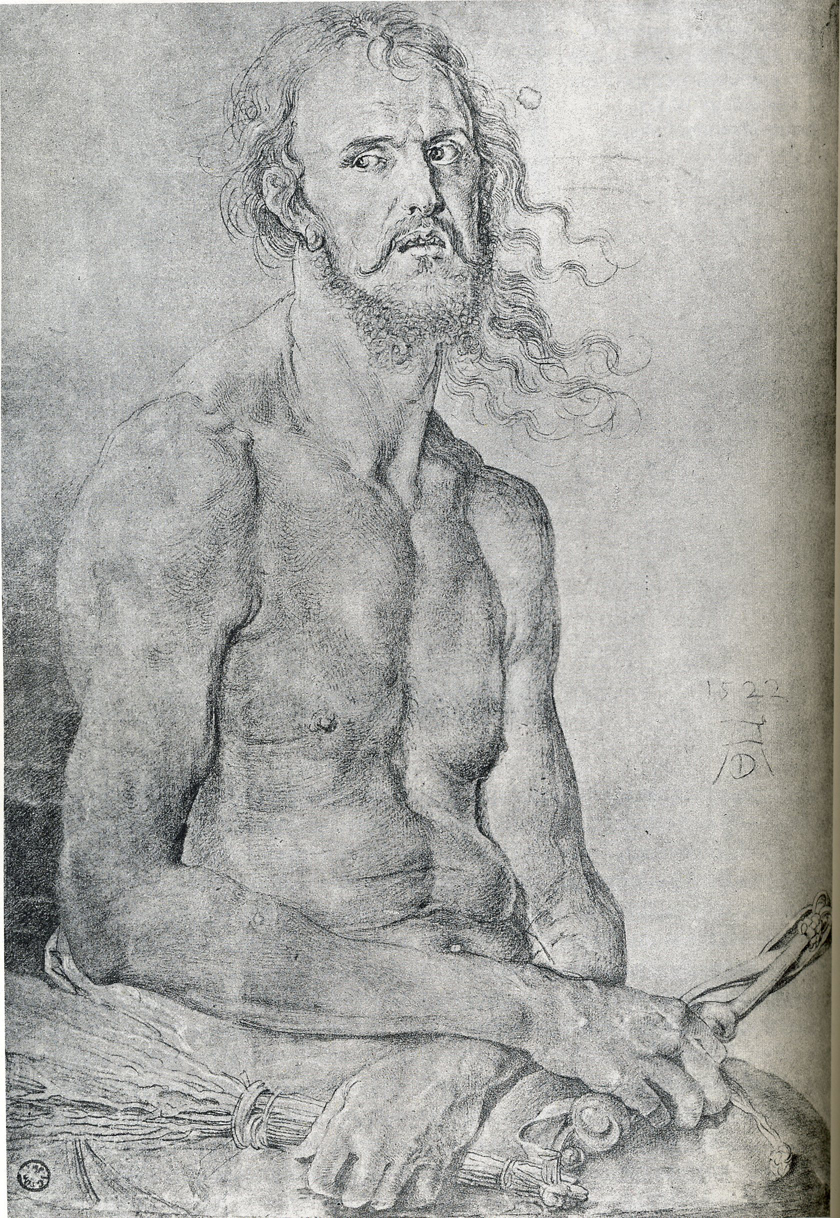
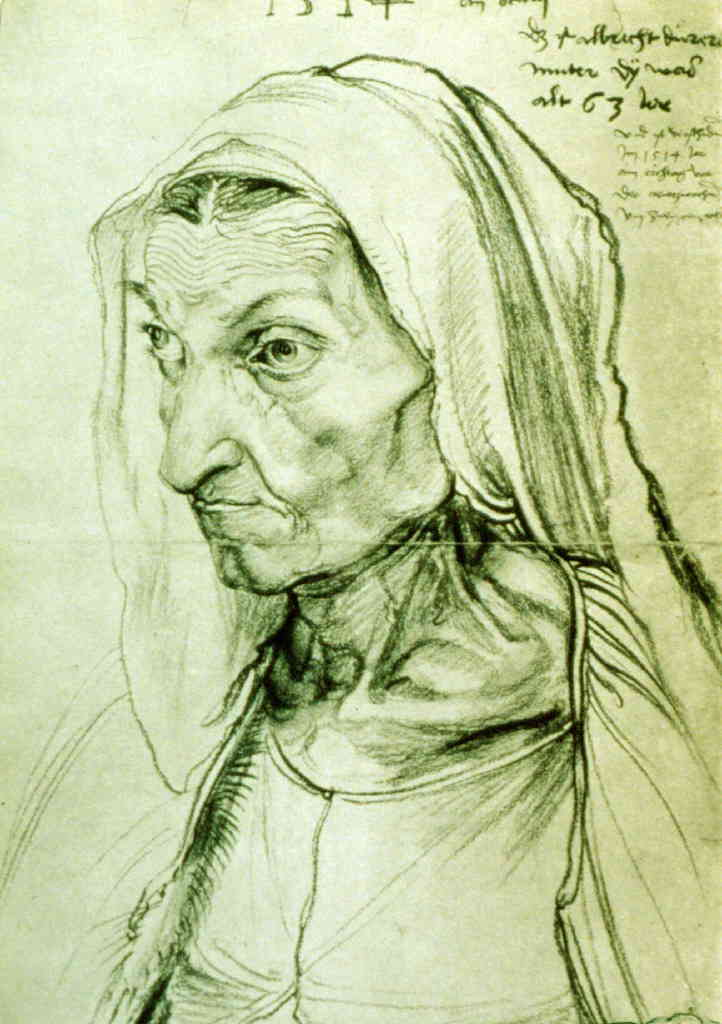
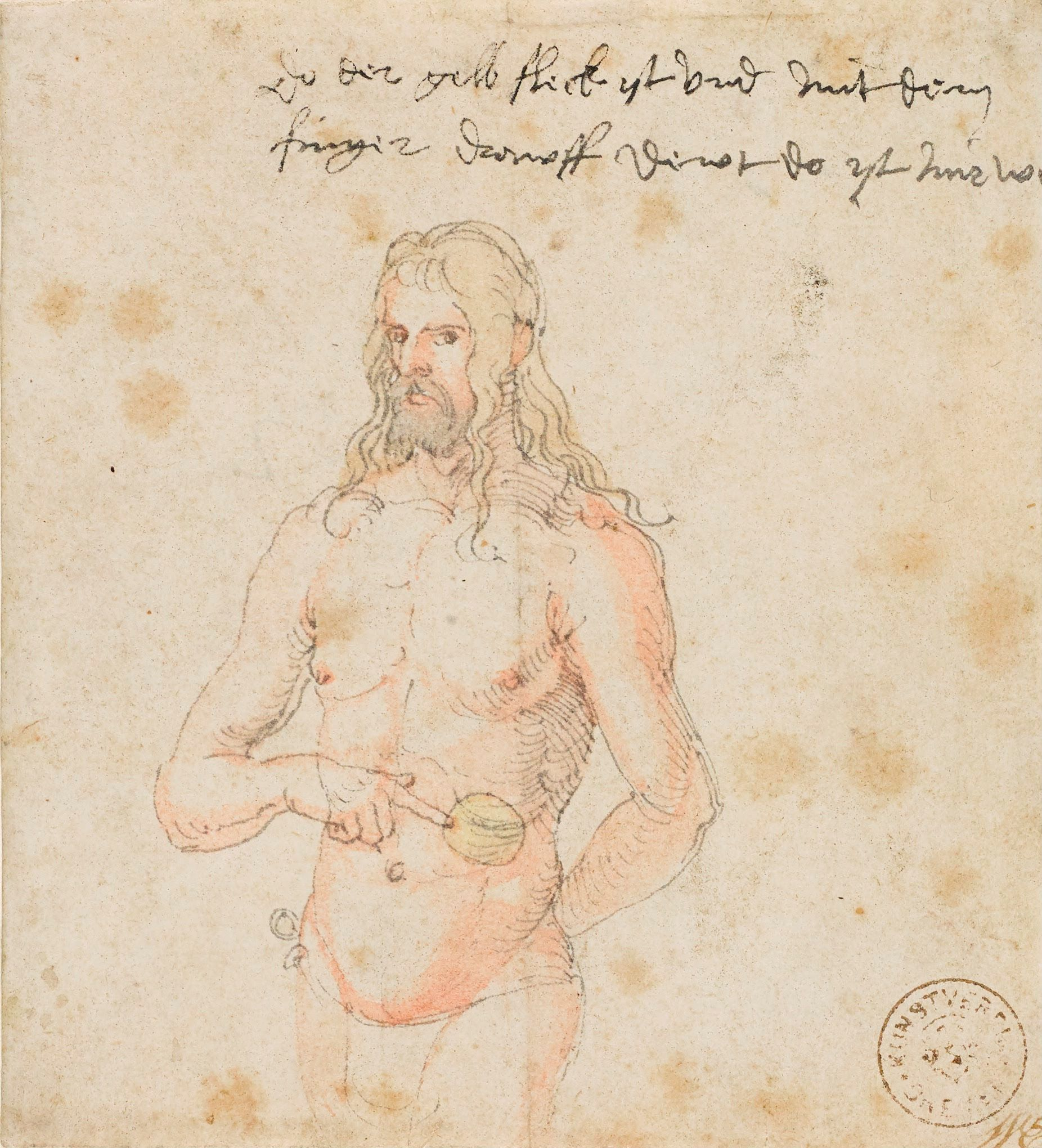
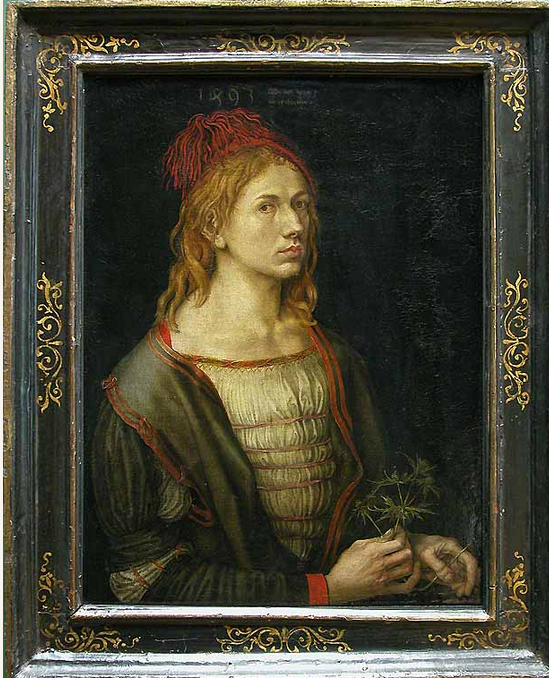

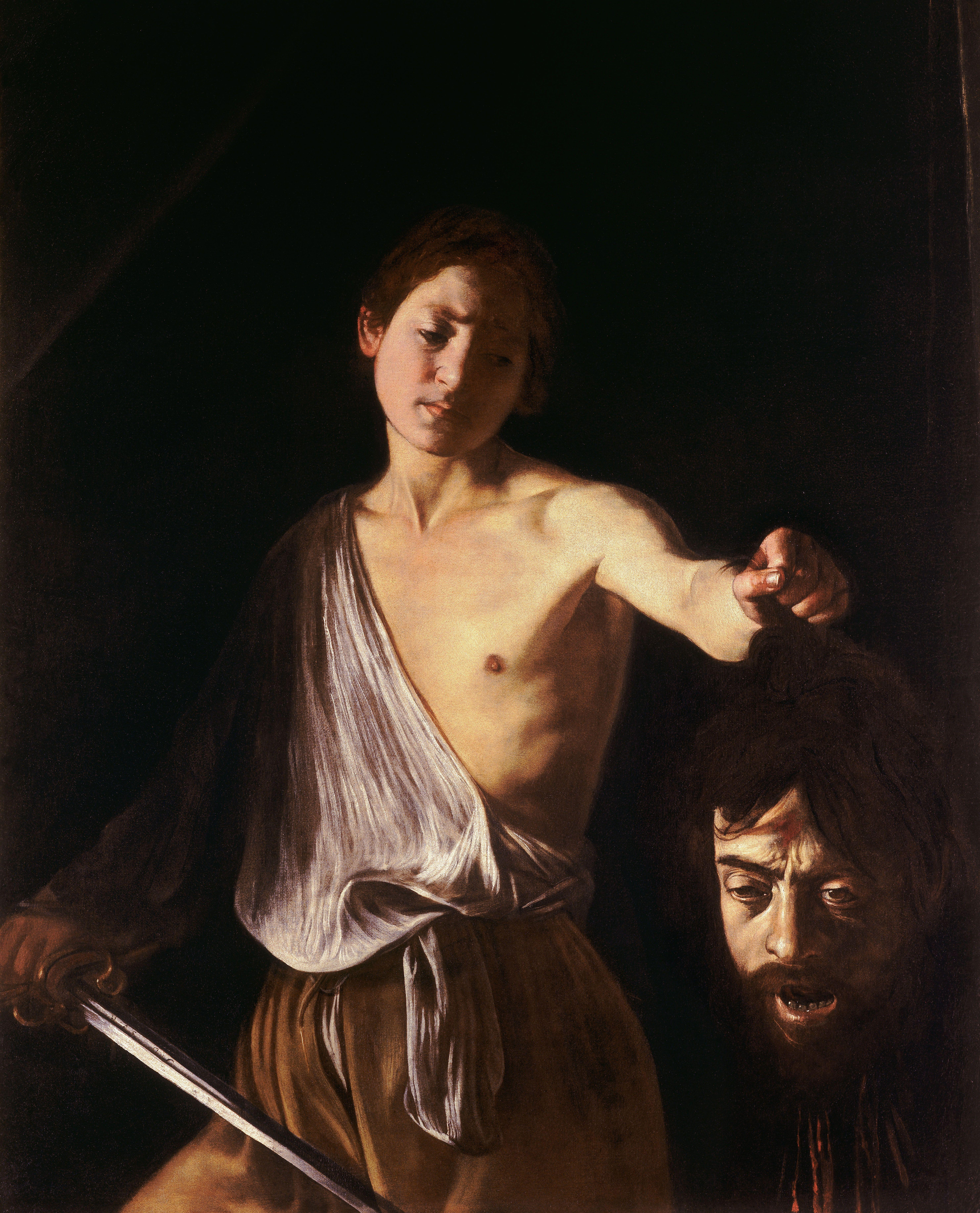
Caravaggio, David con la cabeza de Goliat, que representa al artista.

## Las múltiples direcciones del autorretrato en el siglo diecisiete

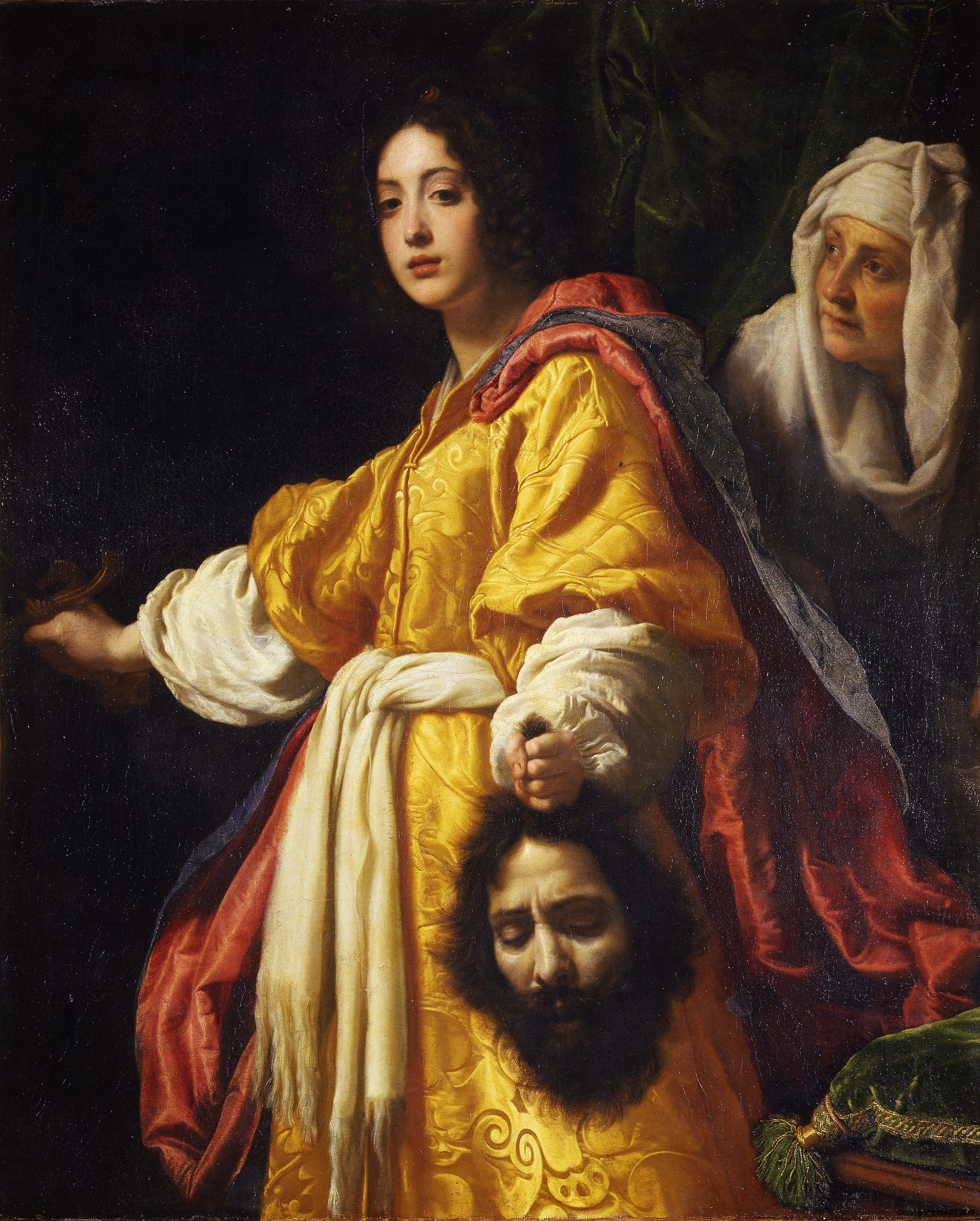
Cristofano Allori que se autorrepresenta en la cabeza cortada de Holofernes.

Durante el siglo XVII se cruzaron al menos cuatro vectores recurrentes diferentes: la introspección psicológica, el autorretrato "grupal" y el autorretrato alegórico, así como, en continuidad con el pasado, la autopromoción profesional.

### Introspección psicológica y significados autobiográficos

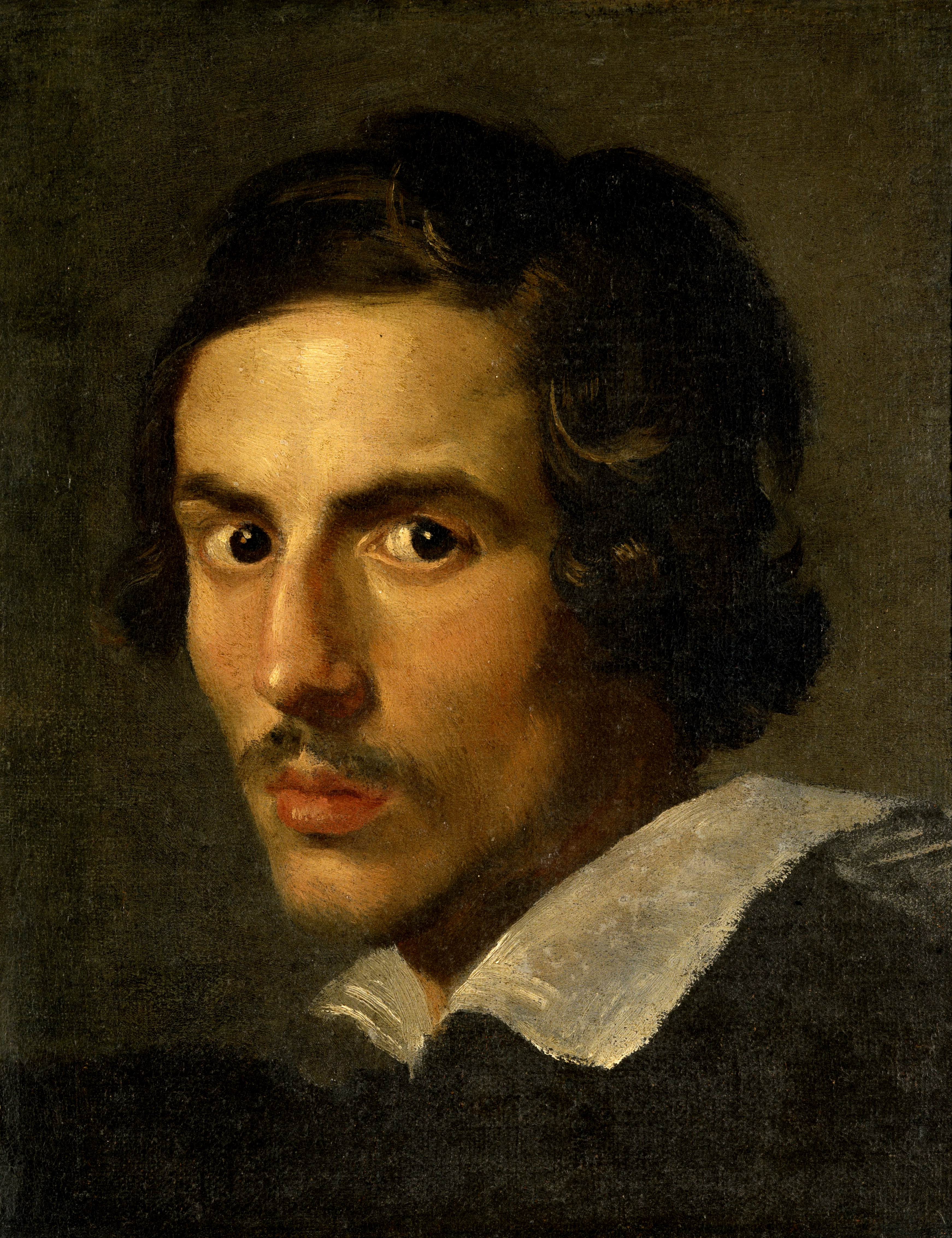
Gian Lorenzo Bernini, autorretrato (1623, Roma, Galleria Borghese)

Diego Velázquez, Las Meninas, 1656-57 (Madrid, Museo del Prado).

El interés en la psique de los sujetos, que en el siglo anterior tenía antecedentes a veces culturales como el pensamiento pseudocientífico de la época, con elementos mágicos de base, como la alquimia y la fisonómica, toma en el siglo XVII un despliegue mucho más moderno,  

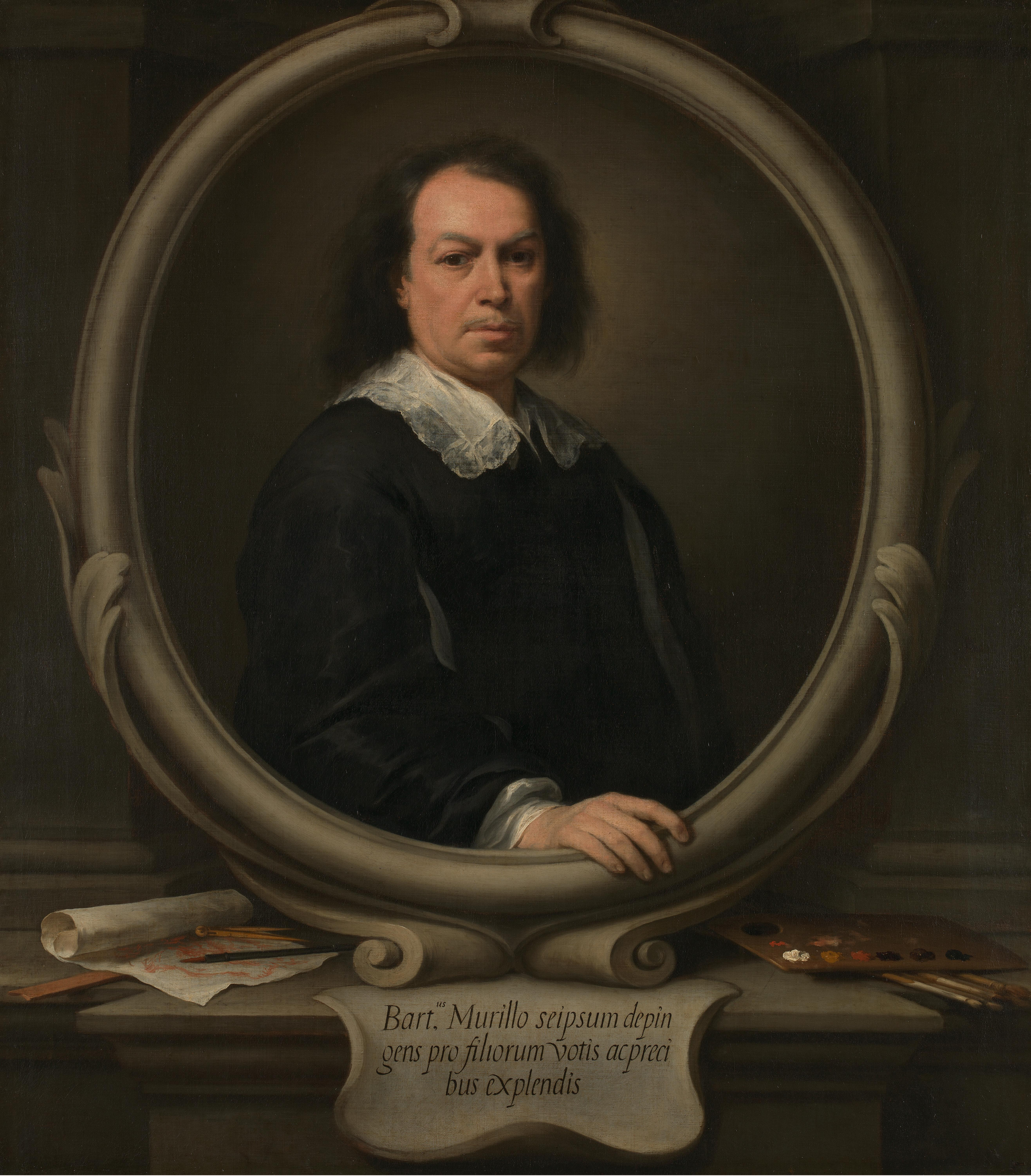
Bartolomé Esteban Murillo - Autorretrato.

racional y científico. En Francia, tuvieron al principio una popularidad considerable las teorías de Charles Le Brun, quien intentó dar un marco científico a la fisonomía, recurriendo también a las teorías zoomórficas de Giambattista della Porta con tanto éxito como para dirigir las opciones de los embajadores de Luis XIV sobre la base del análisis de las características de los rostros y cráneos de los candidatos. 

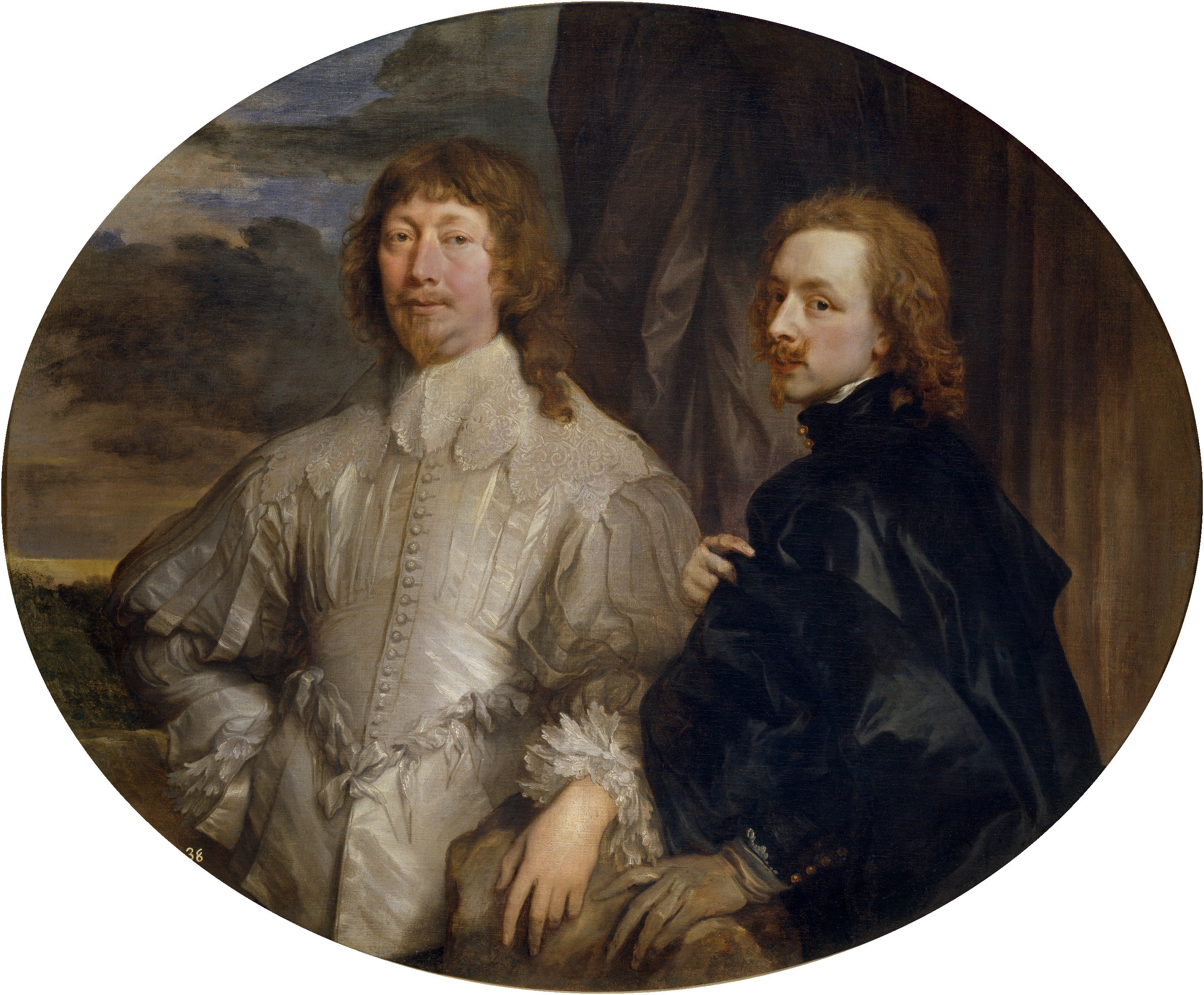
Anton Van Dyck, Autorretrato con Sir Endymion Porter, 1635 (Madrid, Museo del Prado).

El éxito de esta forma de pensar también encontró evidencia sustancial en el extranjero, en parte debido a la vida política, social y cultural central de que goza la corte francesa en Europa, y terminó constituyendo el enlace entre la parte mágica del siglo XVI y la racionalista del siglo XVII. El próximo paso, entonces, fue el dado por el pensamiento de filósofos y científicos como Francis Bacon, René Descartes y Baruch Spinoza, que dio a la cultura europea un concepto del hombre como parte de una realidad natural más amplia, que siempre puede ser investigada científicamente y racionalmente.<ref>Flavio., Caroli, (2007). Tutti i volti dell'arte : da Leonardo a Basquiat (1. ed edición). Mondadori. ISBN 9788804567790. OCLC 123433992.</ref>

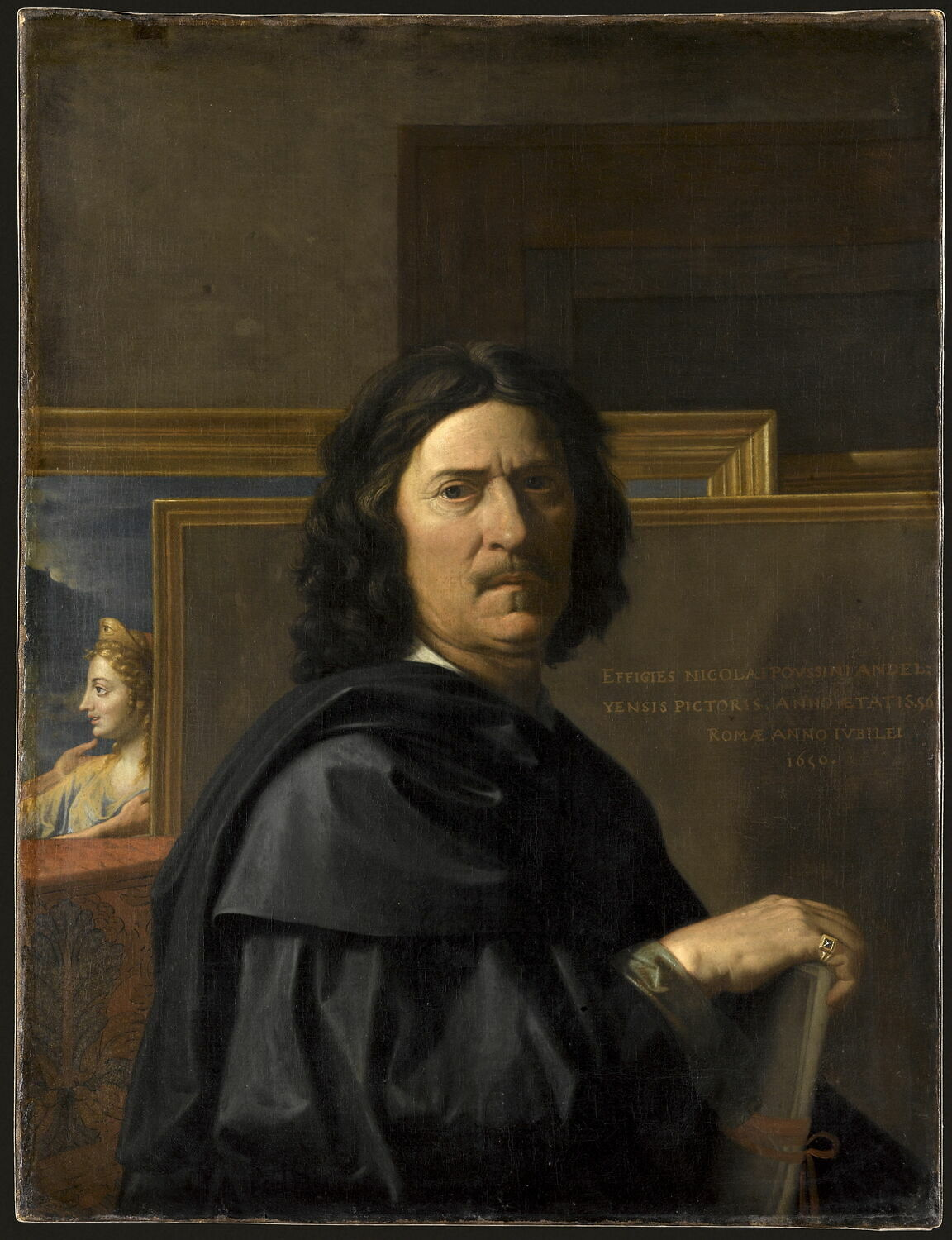
Nicolas Poussin, autorretrato, 1650.

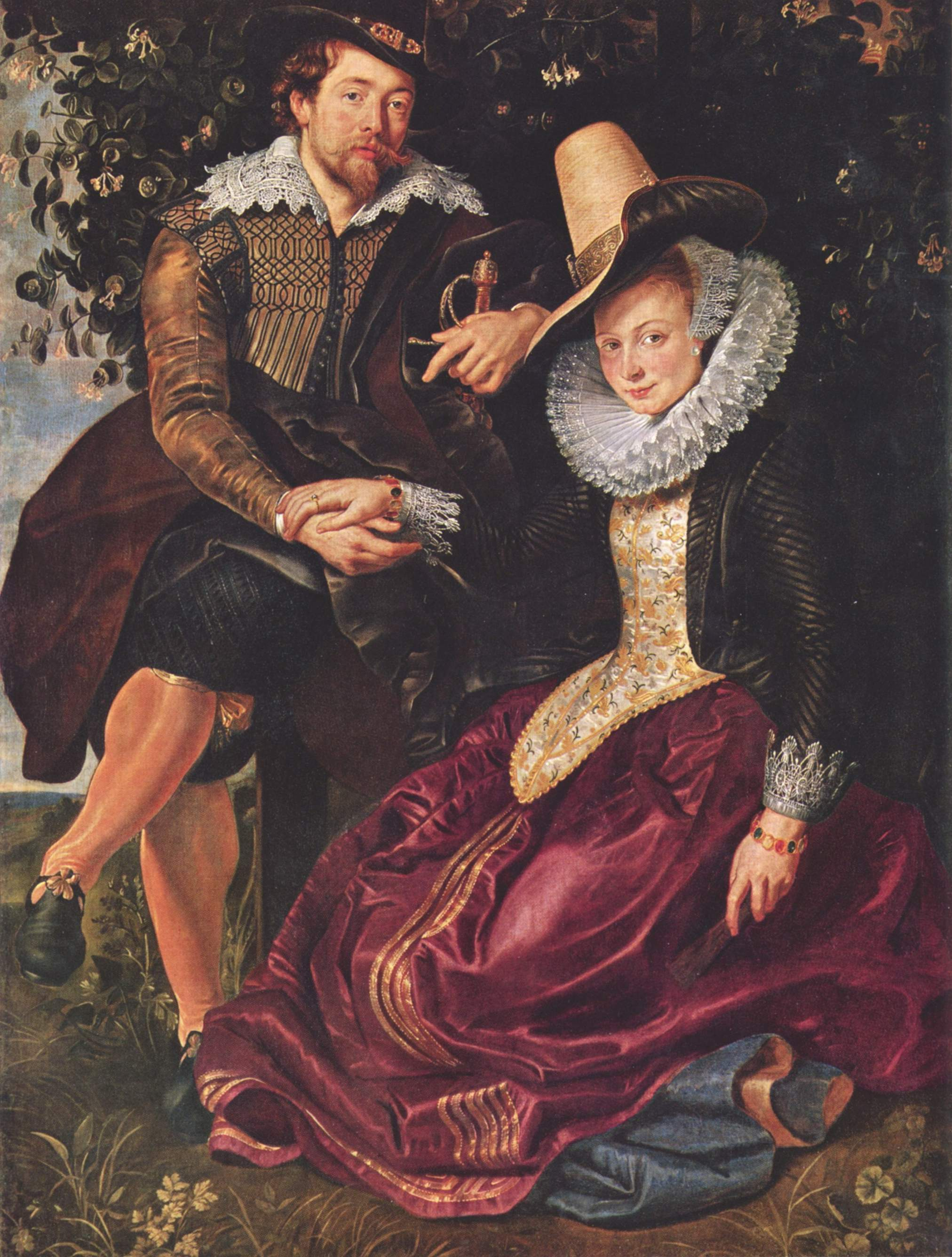
Peter Paul Rubens con su esposa Isabella Brant, autorretrato.

El estudio de esta racionalidad y de los movimientos del alma humana comenzó a caracterizar numerosos retratos y autorretratos de la época. Ejemplo de este nuevo sentimiento artístico es el autorretrato de Gian Lorenzo Bernini de la Galería Borghese: pintado en 1623 más o menos, que revela una inmediatez notable y una introspección psicológica efectiva, generada por la expresión del ceño y la composición inusual del hombro.

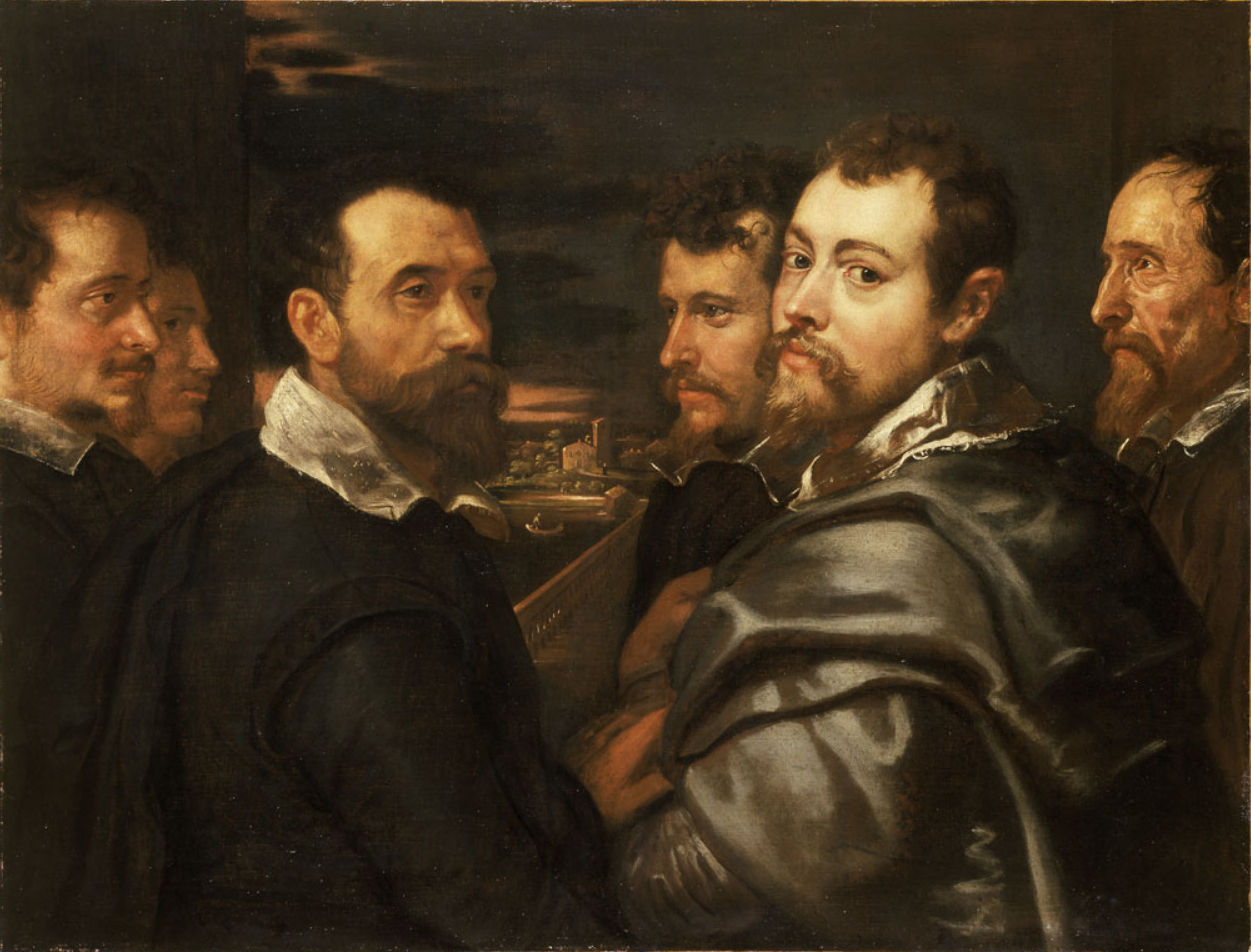
Pieter Paul Rubens, Autorretrato con amigos en Mantua, 1602-04 (Colonia, Wallraf-Richartz Museum).

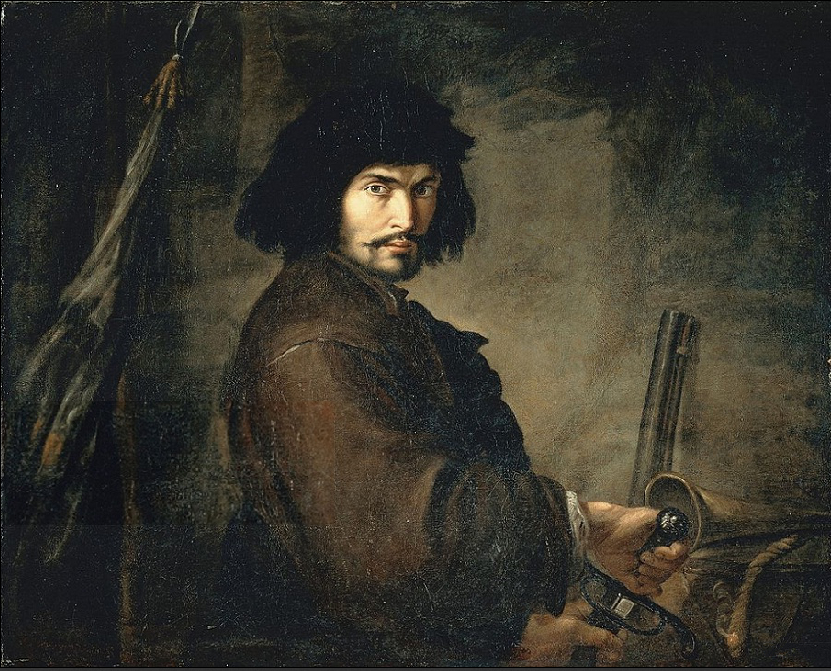
Salvator Rosa, autorretrato como guerrero, 1640-49 (Siena, Monte dei Paschi).

La investigación psicológica y la reflexión autobiográfica se convierten en elementos aún más centrales y dramáticos en el autorretrato que Caravaggio estableció en David con la cabeza de Goliat (1606-10). El pintor retrata su aparición en la cabeza de Goliat, cortada y con el goteo de la sangre, mientras que en la espada de David la inscripción "H-AS OS" se interpreta como una abreviatura del lema agustiniano "Humilitas occidit superbiam" ( "La humildad mata el orgullo "): por lo que sería una declaración simbólica de arrepentimiento del pintor por el orgullo que lo llevó a asesinar a Ranuccio Tomassoni en Roma en 1606, lo que representa una sentencia de muerte por su propia decapitación.

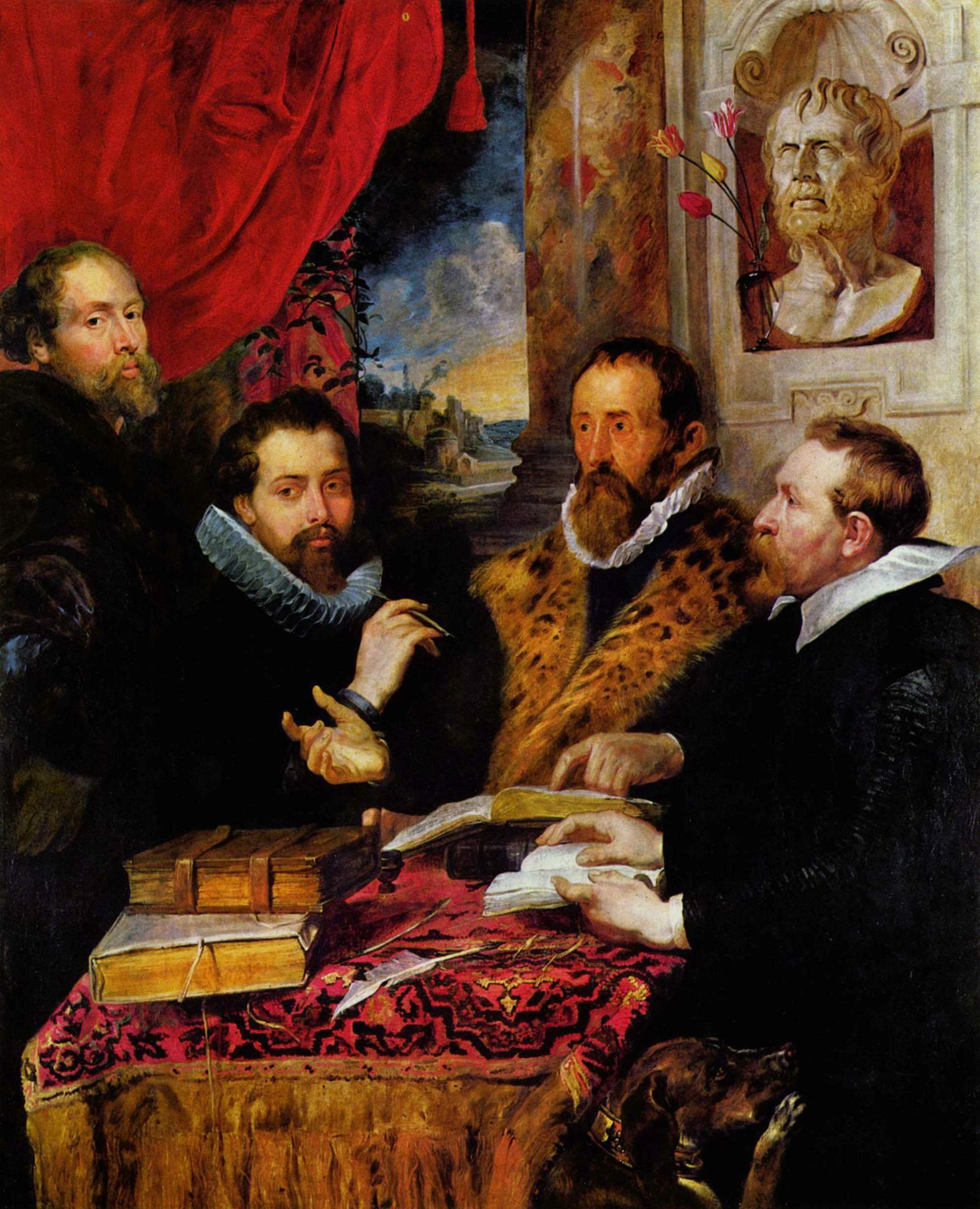
Peter Paul Rubens. Los cuatro filósofos.

Una representación similar de su rostro es la realizada por Cristofano Allori en la pintura Judit con la cabeza de Holofernes de 1613.

### El autorretrato como un signo distintivo profesional
Mientras tanto, la clave expresiva más tradicional del autorretrato, que es el testimonio de la  

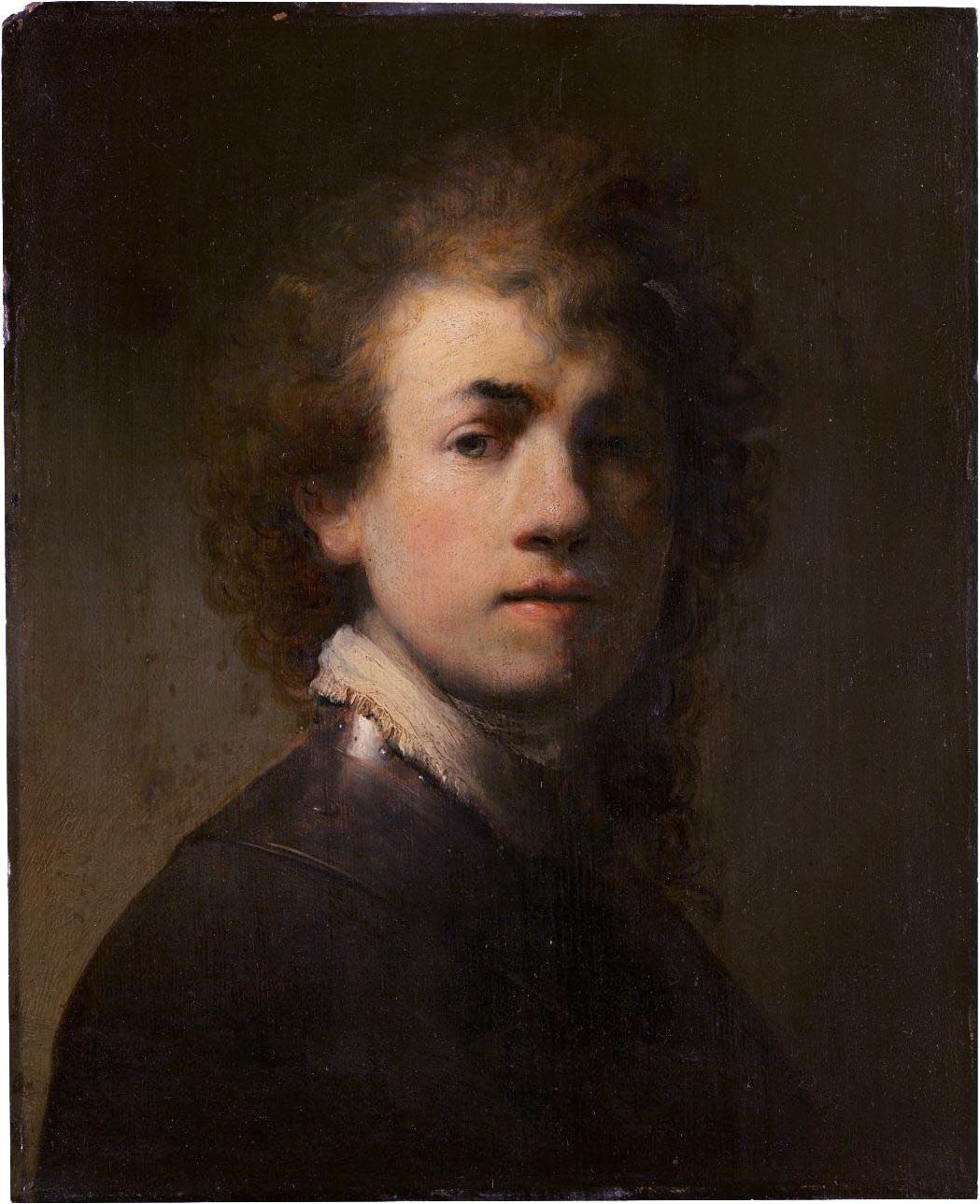
Rembrandt van Rijn. Autorretrato con golilla

propia actividad pictórica, permaneció en boga. Los ambientes, sin embargo, se hicieron cada vez más preciosos y aristocráticos, como en Las Meninas (1656) de Diego Velázquez, donde "el pose 

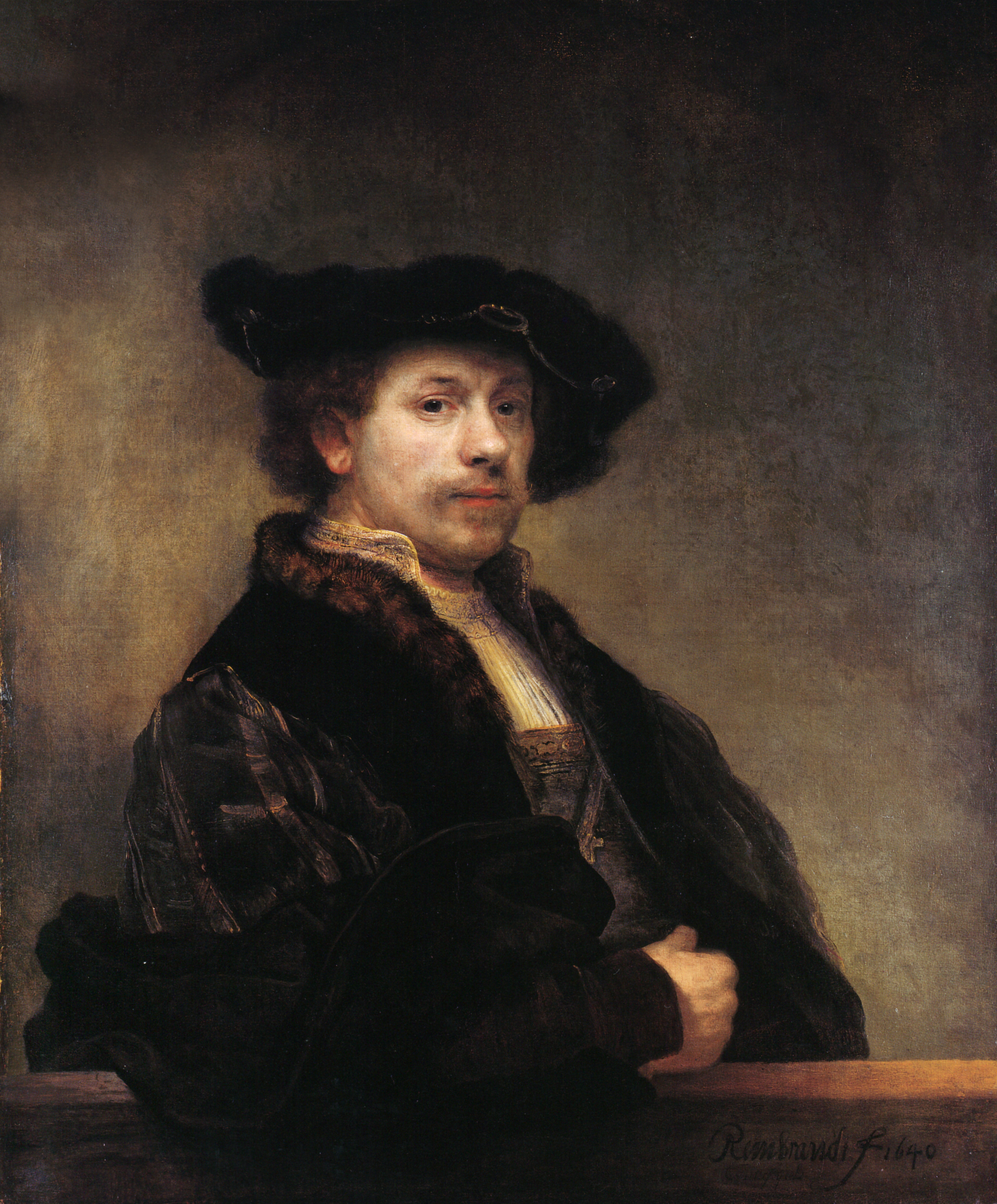
Autorretrato a los 34 años de Rembrandt. 1640

noble [...] está en una composición única y prodigiosamente desarrollada, lo que hace que sea una exaltación misteriosa y sabia del arte de la pintura y del carácter del pintor". Su ubicación escondida e incongruente en la composición, los diferentes planos posibles y luminiscentes en los que se encuentran las figuras, pero sobre todo la presencia del Rey y la Reina reflejados en el espejo, al mismo tiempo, personajes y observadores de la escena, en una oposición interna / externa en comparación con la pintura tomada del matrimonio Arnolfini, creando un caos compositivo refinado que hace que la pintura una "obra maestra resumen del arte español y el ejemplo supremo de retrato de grupo".

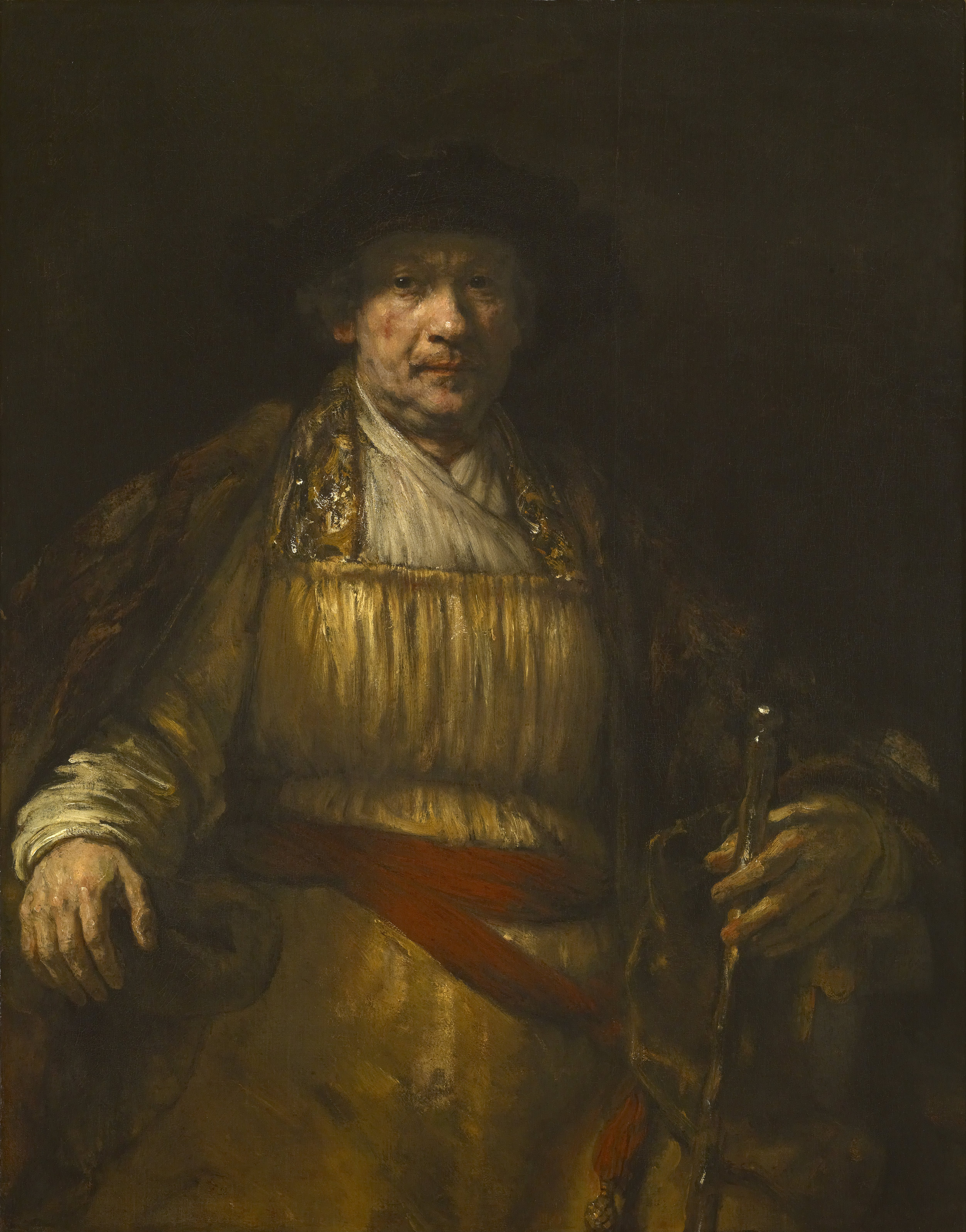
Rembrandt, autorretrato con un bastón, 1658 (Nueva York, Colección Frick).

En términos similares, el Autorretrato de Nicolas Poussin, ejecutado en 1650, dentro del marco del estudio, la figura pintada que es visible en el fondo, probablemente, una alegoría de la pintura, la postura erguida, la mirada fija, la toga con un sabor clásico, el anillo precioso y la cartera de dibujos en la mano califica al artista como «príncipe de la pintura». Otro tanto puede decirse del Autorretrato de Murillo de la Natinal Gallery de Londres.

### Autorretratos de grupo

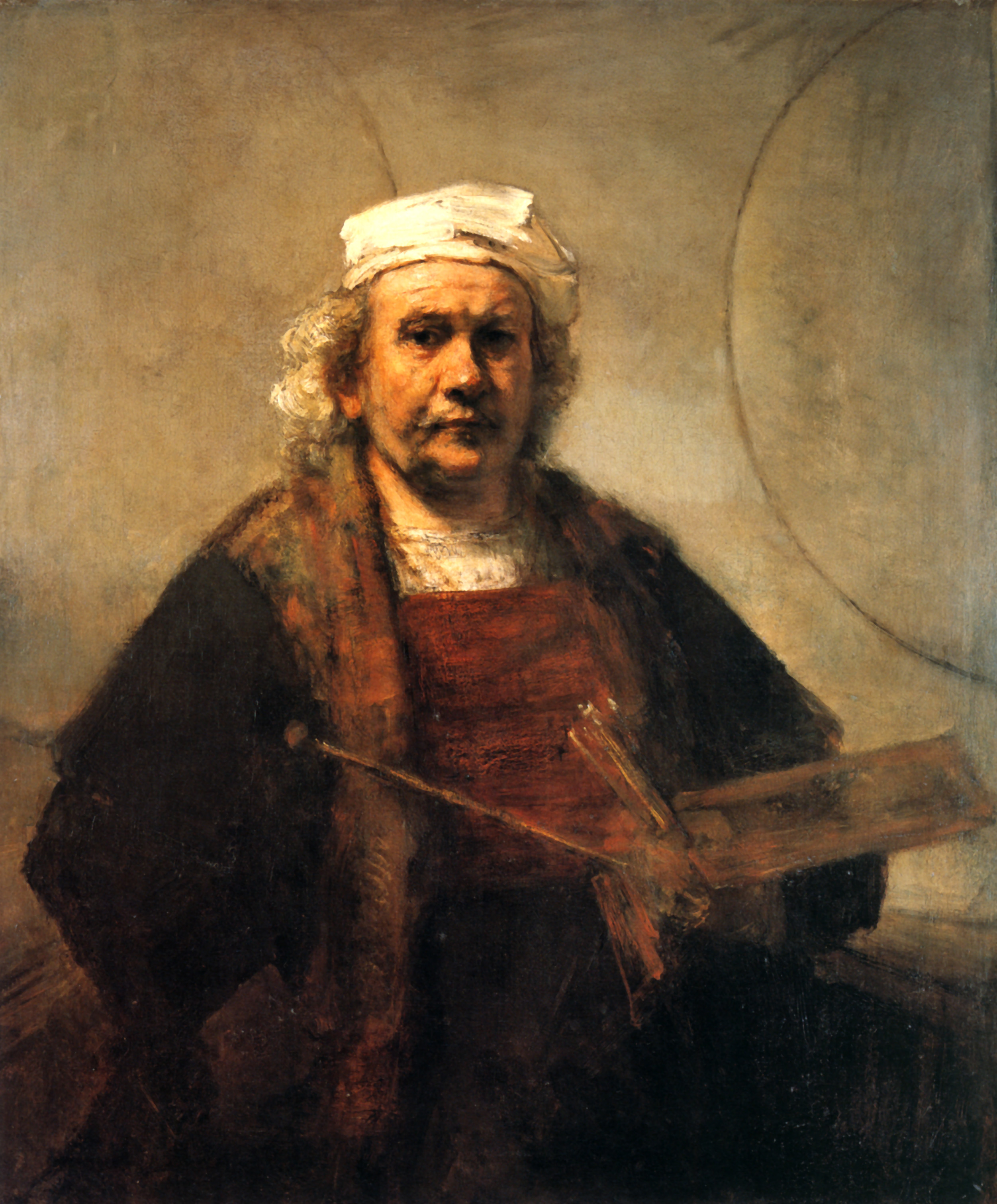
Rembrandt, autorretrato, 1665.

La aristocracia de la configuración o las actitudes en la que se representa el pintor también marcó el tercer vector del siglo XVII, el del autorretrato de grupo, "en el que los artistas son retratados en compañía de otras personas, generalmente amigos o miembros de la familia, sobre todo de moda en los países nórdicos, y especialmente flamencos, y en general en toda la producción de autorretratos en esas áreas geográficas. Pintores particularmente representativos en este sentido fueron, en particular, Antoon van Dyck y su maestro Pieter Paul Rubens.
Del primero, el refinamiento de la ropa y la expresividad de la cara caracterizan la serie de cuatro autorretratos de juventud pintados entre 1613 y 1623 y conservados en Viena, Mónaco, Nueva York y San Petersburgo, y son las características más evidentes en el retrato más maduro con girasol de 1632-33. El Autorretrato con Sir Endymion Porter (1635) es, en cambio, emblemático en el lugar del sujeto grupal. El trabajo por un lado resalta el vínculo de amistad profunda entre el artista y Endymion Porter, cuya solidez parece ser sugerida por la roca en la que ambos ponen sus manos. Al mismo tiempo, sin embargo, hizo hincapié en la brecha social que divide las dos partes: Porter, uno de los principales exponentes de la corte de Carlos I, se representa en posición casi frontal, con la mirada fija hacia el observador, así como ricamente vestido; Van Dyck por el contrario se toma casi de espaldas y con una pose más modesta, no solo vestido con mayor sencillez.
Para Rubens, además de algunos autorretratos autónomos, que impresionaron al joven Rembrandt, se recuerdan varios de grupo, tanto es así que el autor es considerado el máximo exponente de este género: Autorretrato con amigos en Mantua (1602-04), el Autorretrato con su esposa Isabella Brant (1609-10), el Autorretrato con su esposa e hijo (1638) y el Autorretrato con su hijo Alberto. Pertenecientes al mismo género, pero, al mismo tiempo del retrato "delegado", en el que somete a asumir el papel de otros personajes, reales o ficticios, es la pintura Los cuatro filósofos (1611-12), en la que aparece Rubens de pie a la izquierda con la mirada para buscar al observador, según la costumbre de los autorretratos de finales del siglo XV.

### El autorretrato delegado

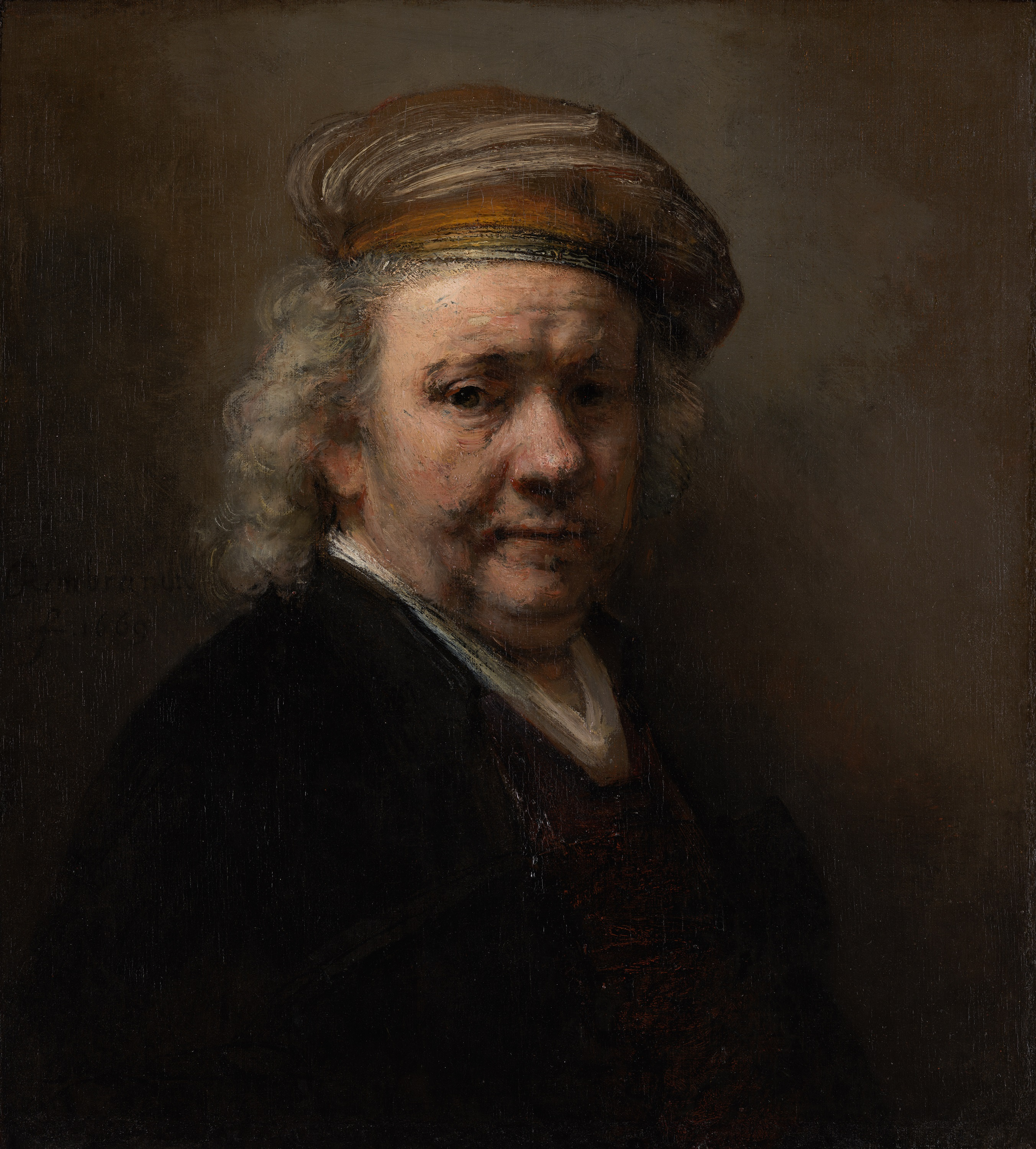
Rembrandt Harmensz, último autorretrato, 1669.

La difusión de "retratos alegóricos", en la que el tema era interpretado como una alegoría histórica o mitológica, también se refirió a la producción de autorretratos, injertado en el género tradicional de autorretratos delegados, en los que se propagan entornos cada vez más mitológicos (especialmente en los siglos XV y XVI) y arcadianos (entre los siglos XVII y XVIII), y contenidos alegóricos.
Entre las representaciones más famosas de este tipo que dejaron los pintores del siglo XVII está el autorretrato como guerrero de Salvator Rosa, realizado en los años cuarenta. En él se representa al pintor como un guerrero, sosteniendo una espada y al fondo un mosquete y una trompeta, para dar a sí mismo la imagen de un hombre rebelde, impulsivo y guerrero, como de hecho lo fue. Pero al mismo tiempo, la mirada revela una gran sensación de soledad y una melancolía que son difíciles de ocultar. La variante de perfil es diferente y menos conocida.

## Los autorretratos de Rembrandt
Al igual que Durero, Rembrandt se dedicó al autorretrato con especial perseverancia, dejando cuarenta y seis retratos, dibujados y pintados, que condensan todas las líneas típicas de la producción del siglo XVII y suponen la culminación absoluta de este género.
Lo más llamativo, sin embargo, es que forman parte de una larga y precisa autobiografía de imágenes, física, moral y familiar. El primer Autorretrato con golilla (1629) devuelve la imagen de un joven arrogante, que quería emular la gloria que el prestigioso Rubens disfrutaba en la cercana Amberes, a la vez que aplicaba de manera personal y con una técnica prodigiosa los últimos hallazgos del tratamiento de la luz y el claroscuro derivados del genial Caravaggio.  
El Autorretrato con Saskia en la parábola del hijo pródigo (1635) es una prueba de la falta de cuidado del pintor con su esposa, mientras que el Autorretrato a los treinta y cuatro años de 1640, inspirado en el modelo del Retrato de Baldassare Castiglione, que Rembrandt había tratado en vano de comprar en una subasta celebrada en Ámsterdam el año pasado, marca la cima del éxito personal y artista profesional. 
A continuación, comenzó un lento declive en el ser humano, con la muerte de su esposa Saskia en 1642, su hijo Tito en el año 1668, los problemas con los clientes, las dificultades financieras que le obligaron a vender sus pertenencias en pública subasta y la vejez que se avecina. Fueron precisamente los autorretratos que, en un intento de transmitir en el lienzo su creciente sufrimiento, dieron la intuición a Rembrandt para operar la desintegración gradual de la pincelada y el material pictórico que se limpió de los rastros de la luz y de precisión de sus pinturas tempranas, según una trayectoria estilística que provocó el asombro de los contemporáneos y que tenía como único precedente la fase "inconclusa" de Tiziano. 
En uno conocido como Último retrato (1669) la imagen del pintor es ahora un anciano solo, en el que solo la dignidad del ojo consigue equilibrar los signos devastadores que el tiempo y las dificultades han dejado en su cara. Incluso el retrato del pintor menudo esconde una introspección autobiográfica similar: los retratos de las personas cercanas a él siempre muestran afecto y ternura: Saskia con la flor roja (1641) es el último emotivo homenaje a su esposa, a pesar de que murió con la cara marcada por la tuberculosis.

### Galería de autorretratos de Rembrandt

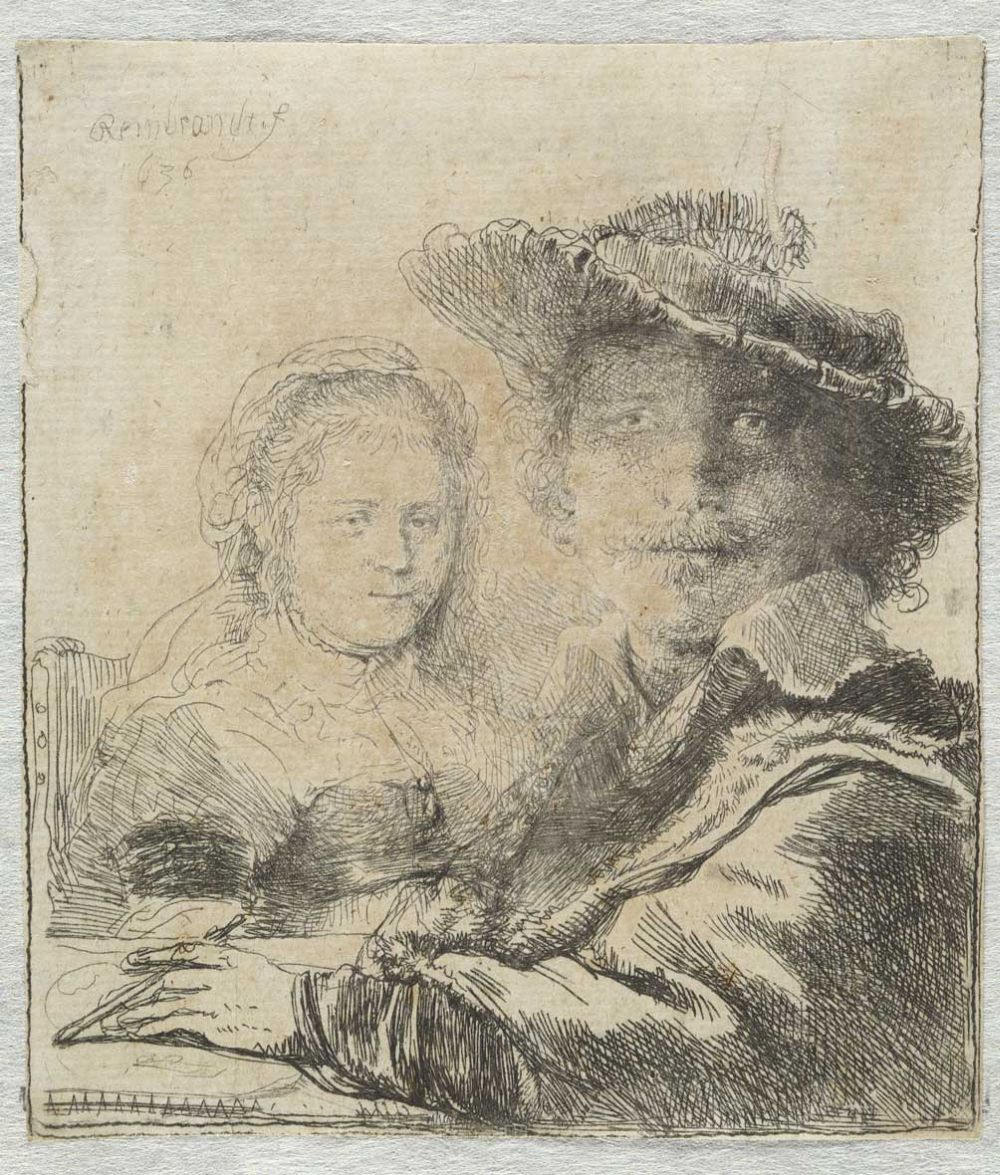
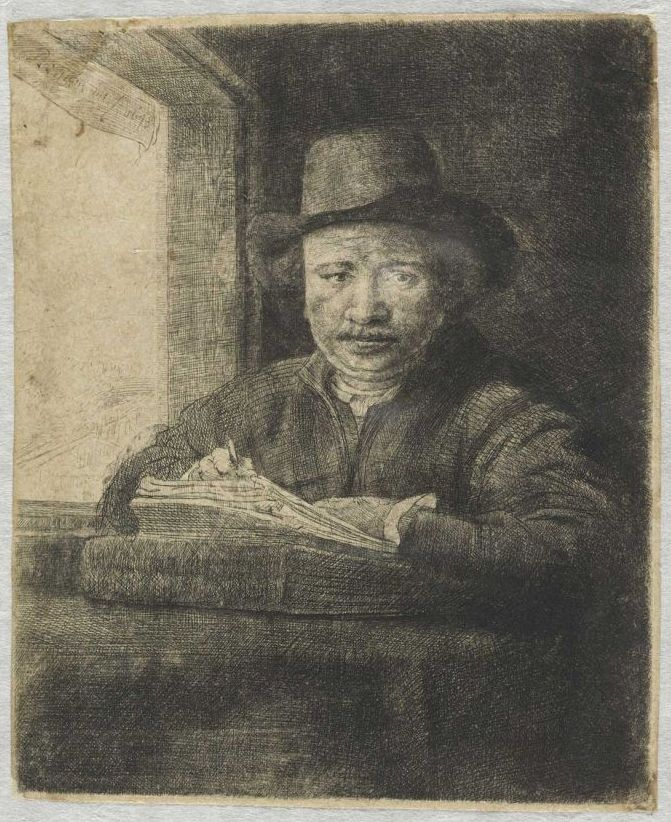
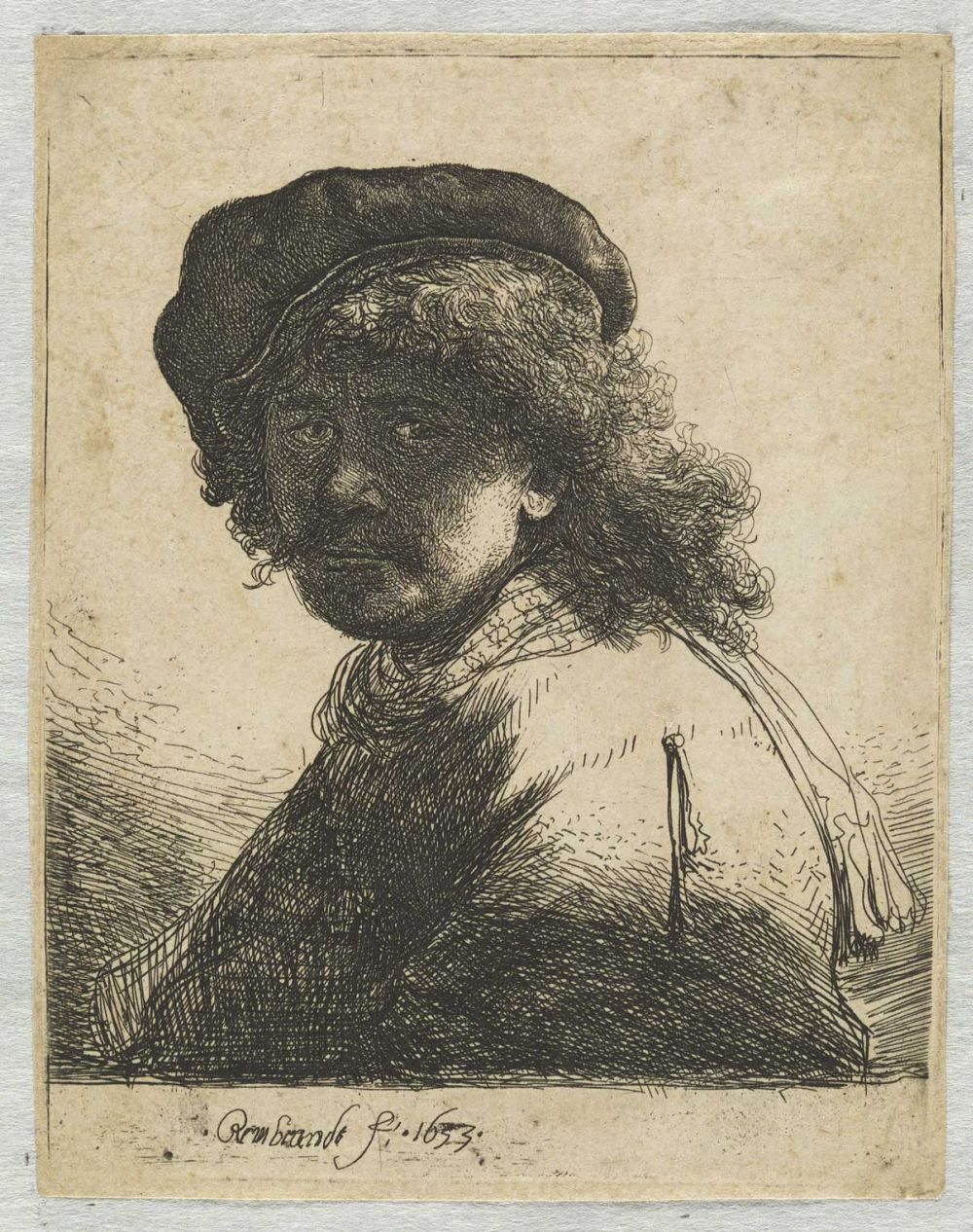
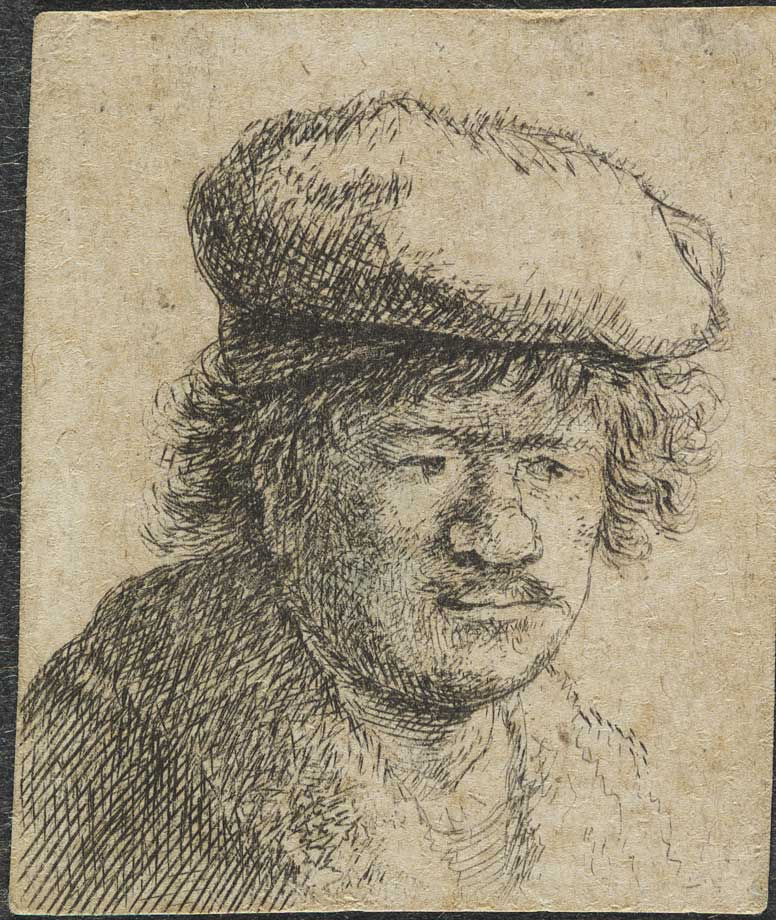
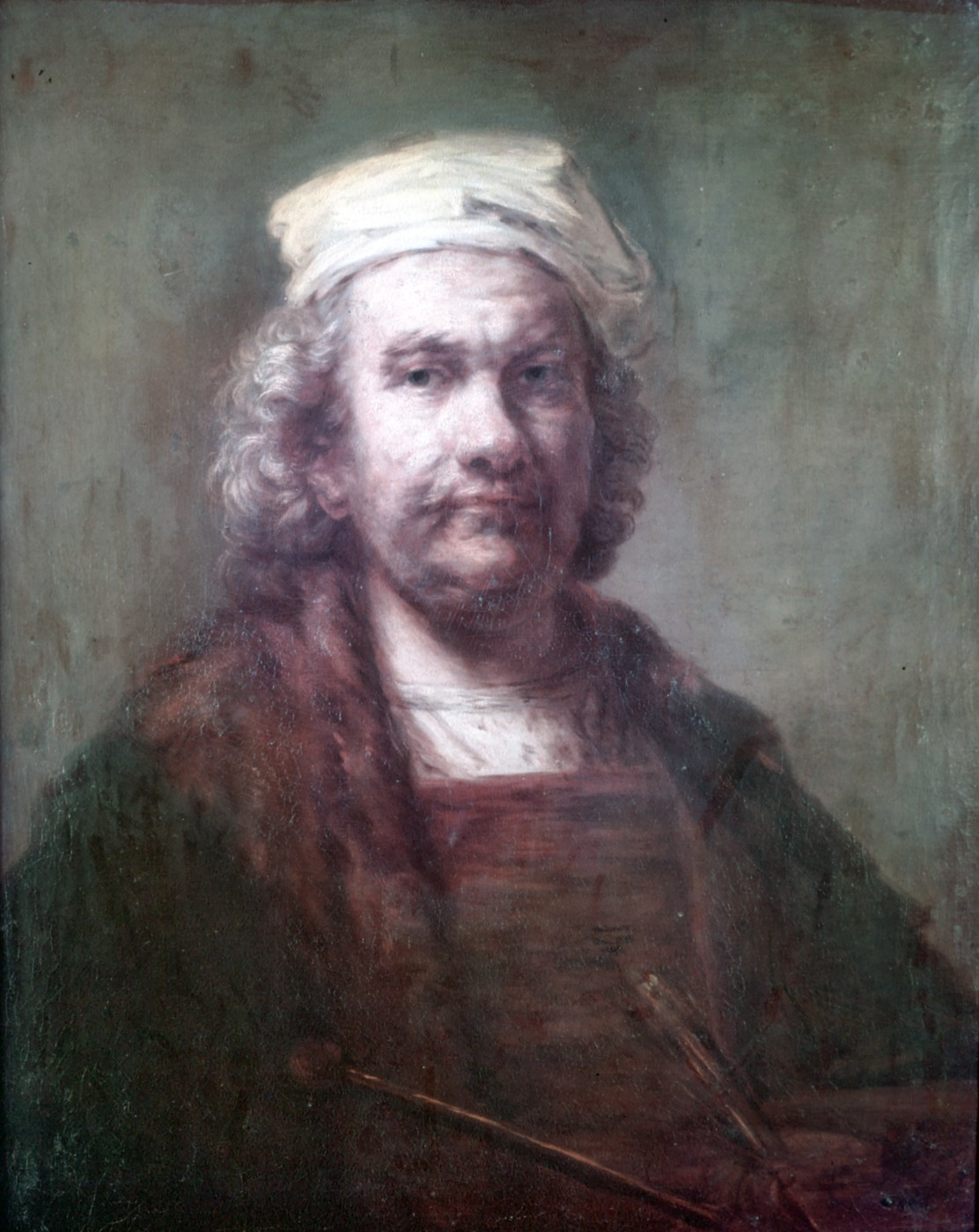
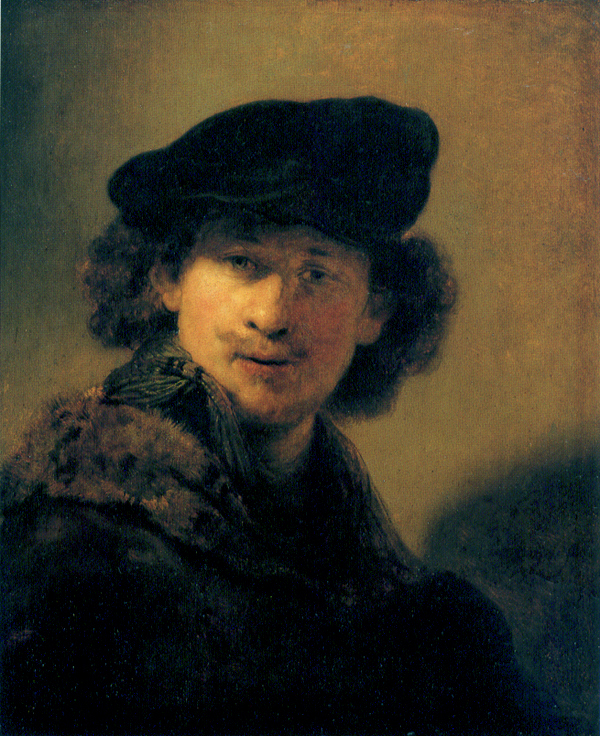
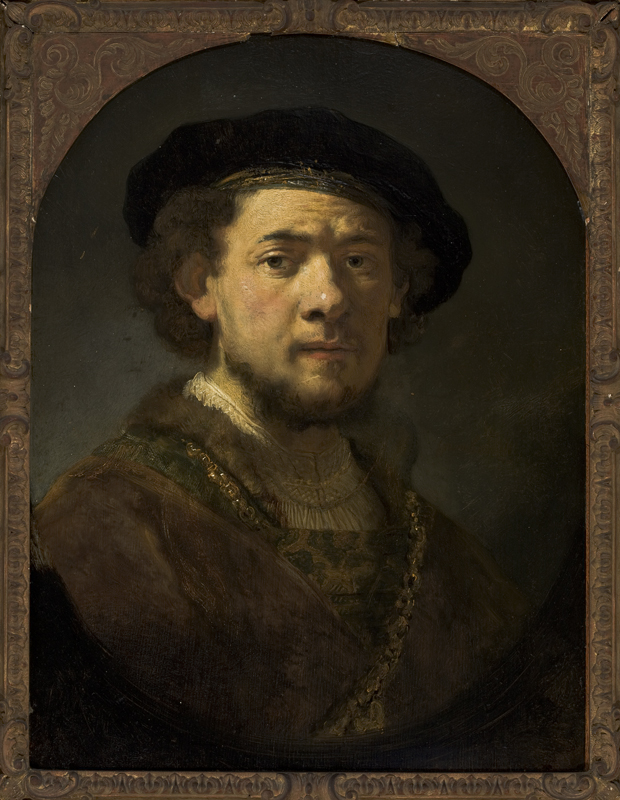
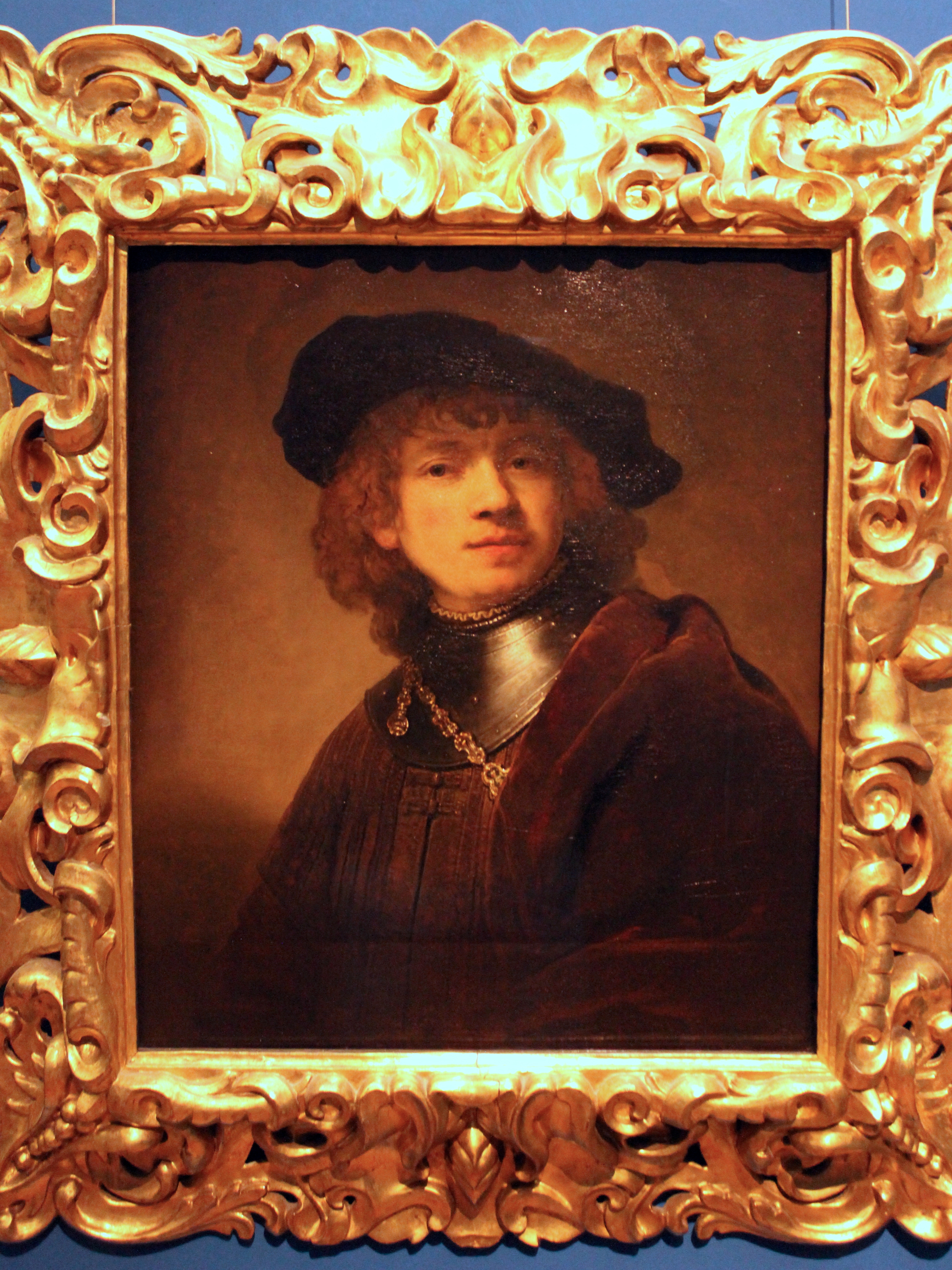
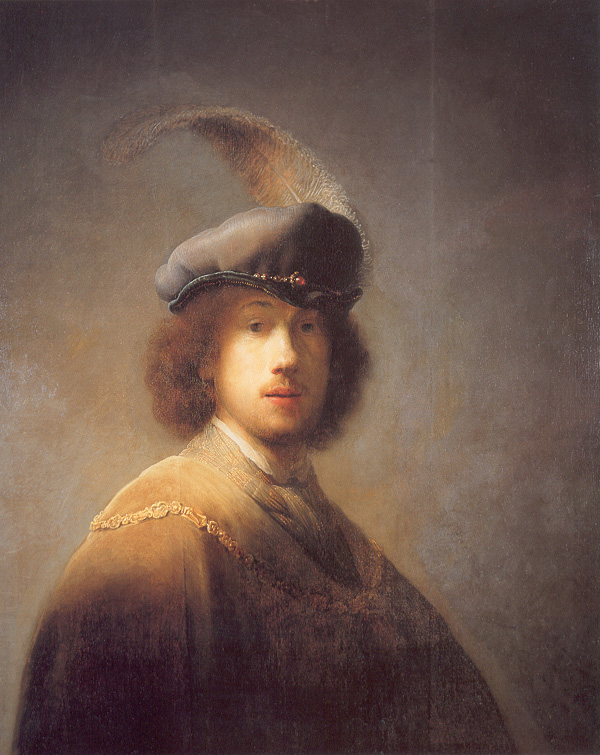
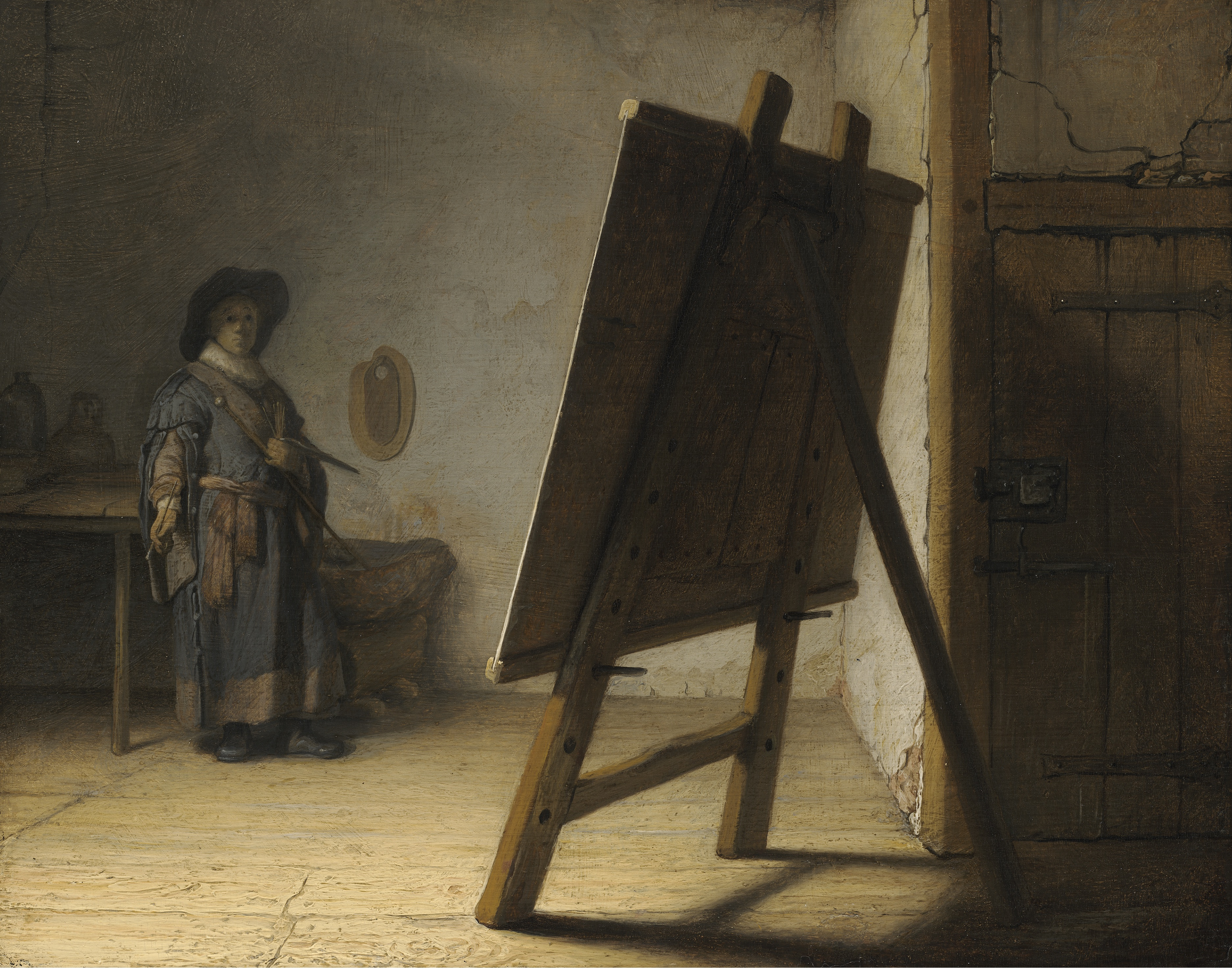
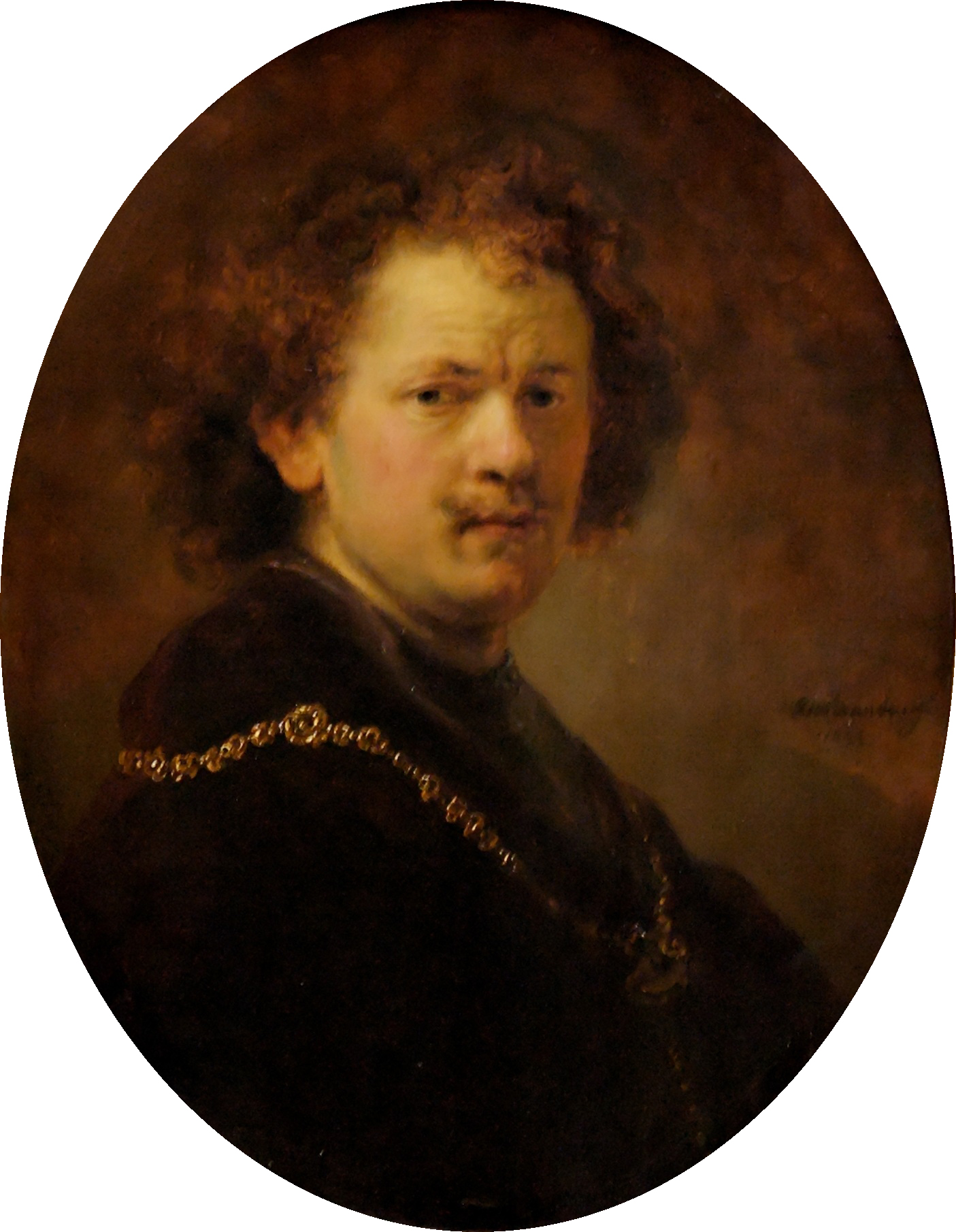
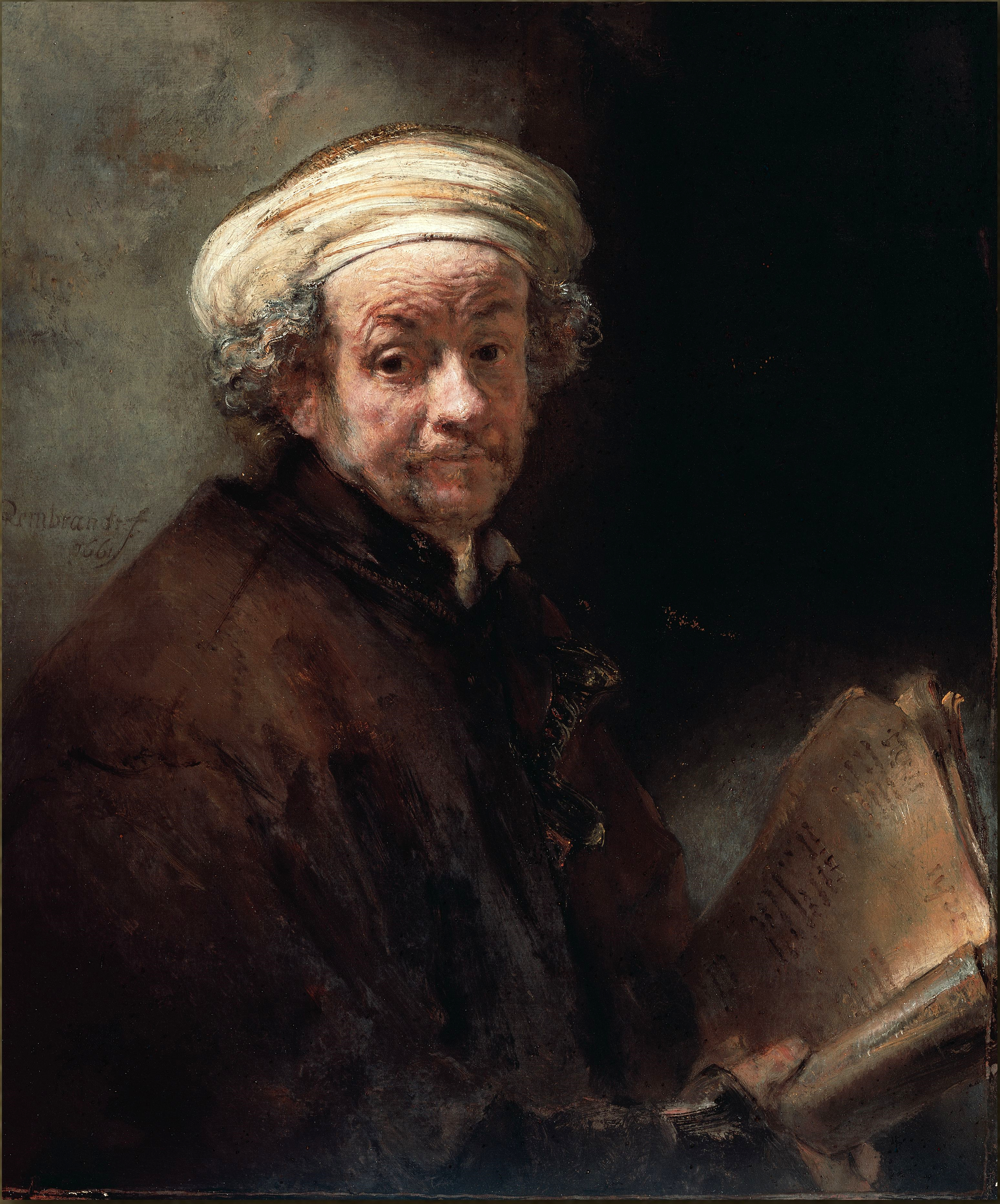
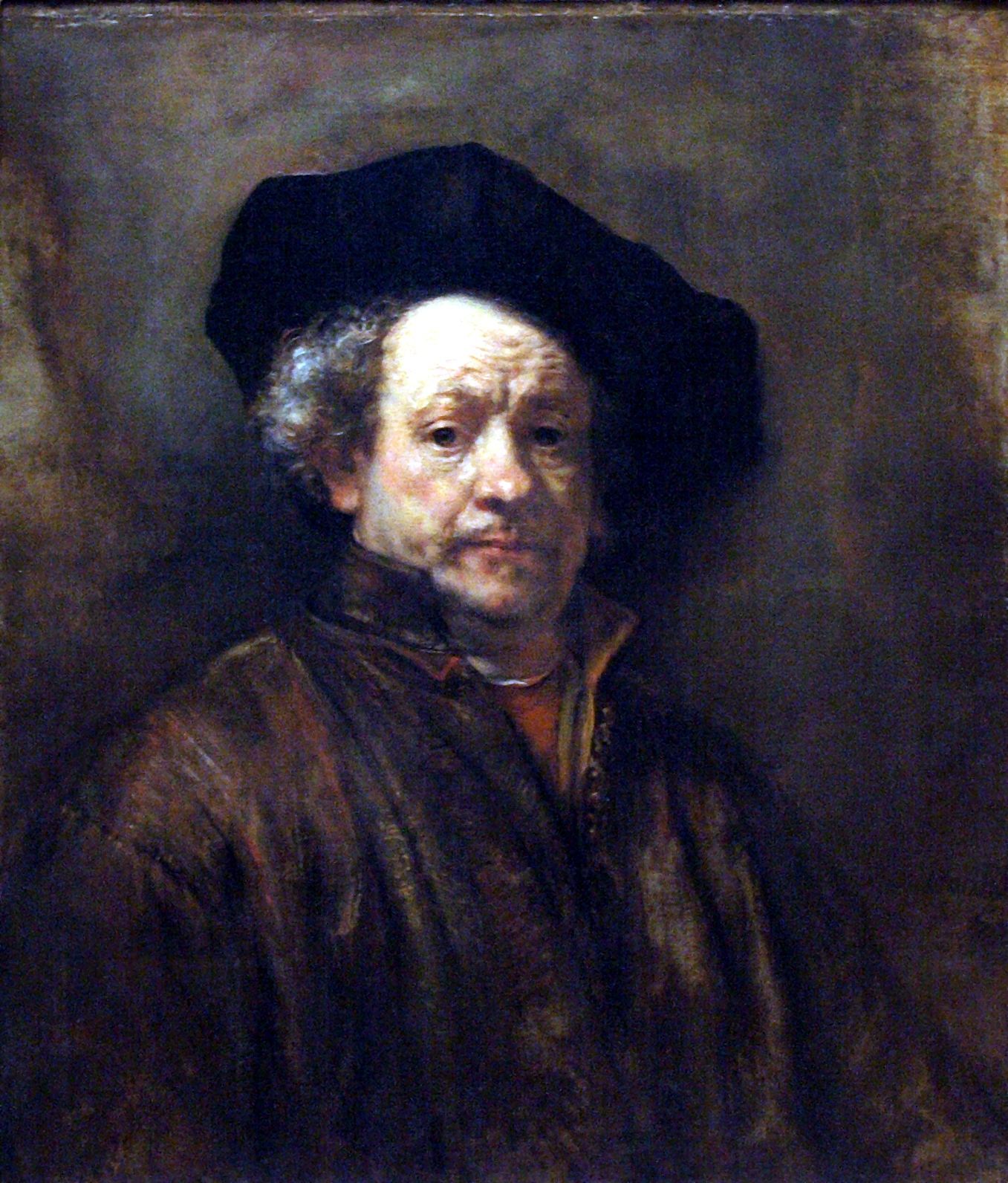

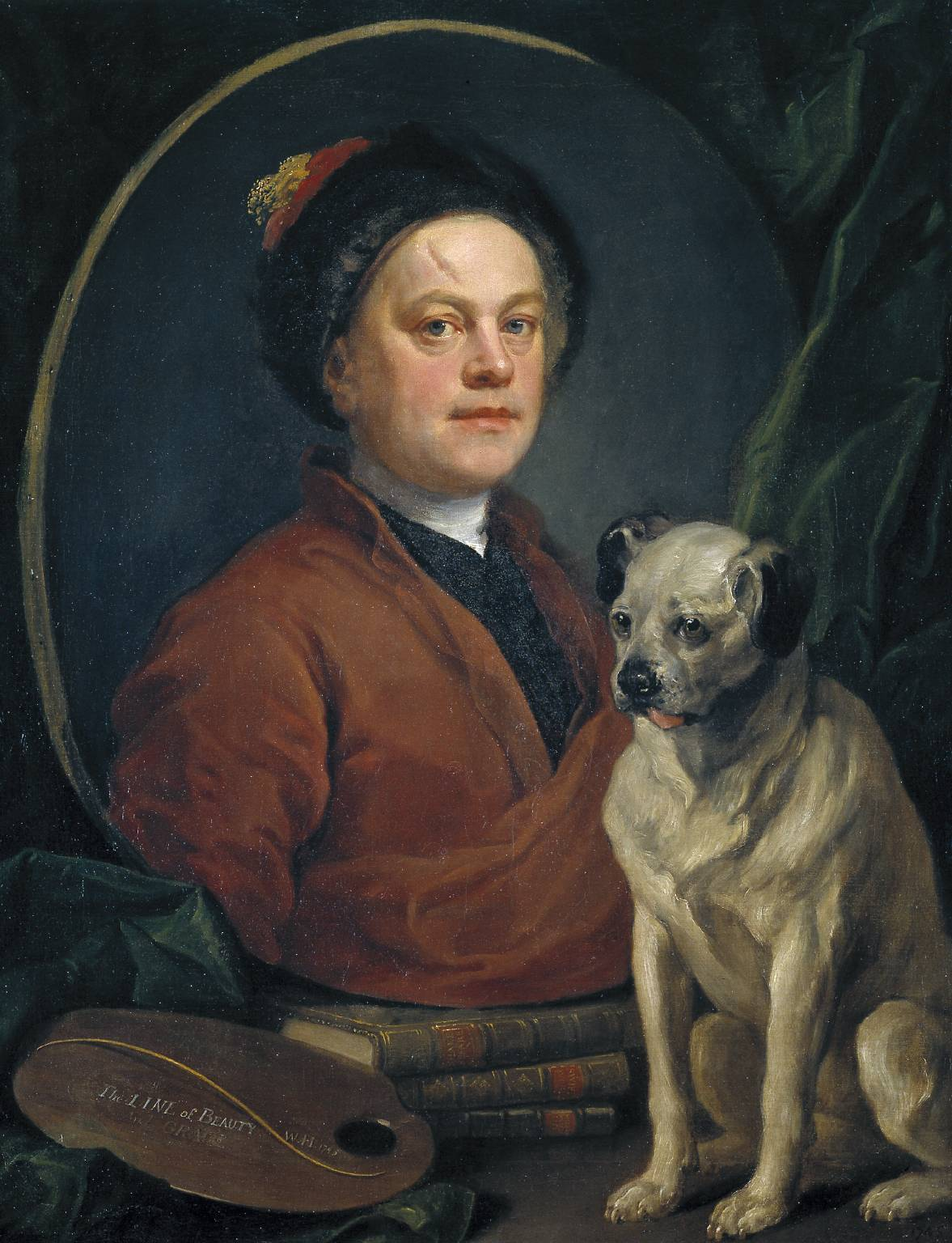
The Painter and His Pug de William Hogarth

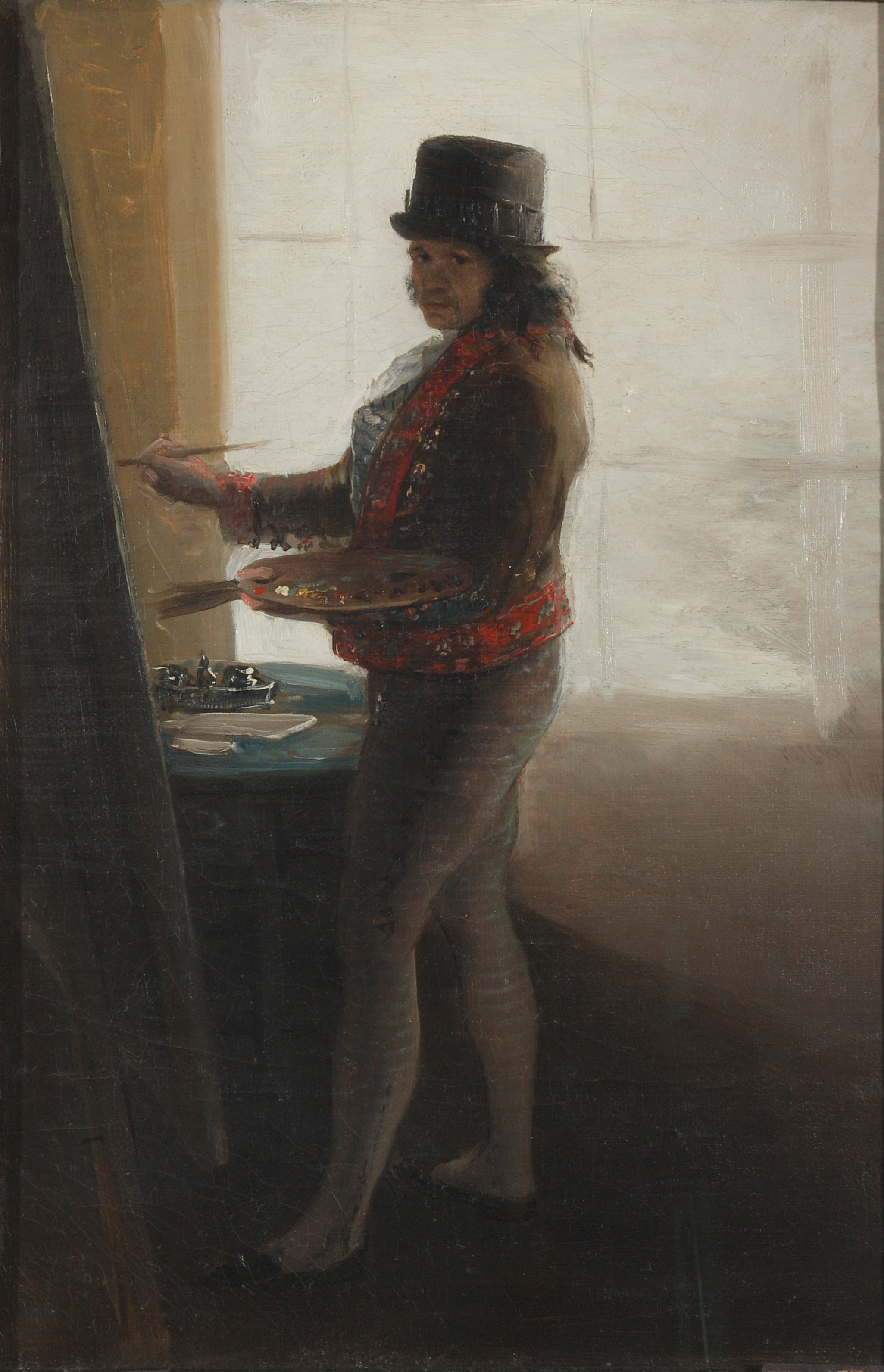
Francisco Goya, autorretrato en el estudio, 1793-95 (Madrid, Real Academia de Bellas Artes de San Fernando)

## El autorretrato en elsigloXVIII
La investigación realizada por Rembrandt idealmente cerró la exploración y la codificación del género que había llevado a alcanzar su importancia y autonomía en la tradición artística europea.
En la pintura del siglo XVIII, dominada por el tema de la historia, el autorretrato regresó a una presentación tradicional del pintor que pretende hacer hincapié en el papel del artista, como en el Autorretrato con perro de William Hogart (1745) que es la representación no de él, sino de su propio autorretrato, como habían hecho en su momento Perugino y Pinturicchio.
A final de siglo destaca el Autorretrato en el estudio (1793-1795) de Francisco de Goya, curioso tanto desde el punto de vista de la ropa como del tratamiento lumínico. Antes en La familia del infante don Luis (1783-1784), adopta la misma solución de la composición adoptada por Velázquez en Las Meninas, y Autorretrato con el doctor Arrieta (1820).
En este tipo de trabajos, en el que el pintor hizo hincapié en su papel, con los autorretratos en un entorno lujoso y ropa elegante, mostrando medallas y premios otorgados por sus clientes: no solo describe la profesión, sino que afirma su prestigio.
Incluso el temperamento humano siguió siendo objeto de investigación de los retratos del siglo XVIII, como por ejemplo en el Autorretrato (1775) de Jean-Baptiste Chardin. Al final del siglo también hubo algunos autorretratos de Anton Raphael Mengs y Jacques-Louis David.

Courbet, atelier del pintor, 1855 (París, Museo de Orsay).

## El : La recuperación de la polaridad entre la representación social y la introspección psíquica

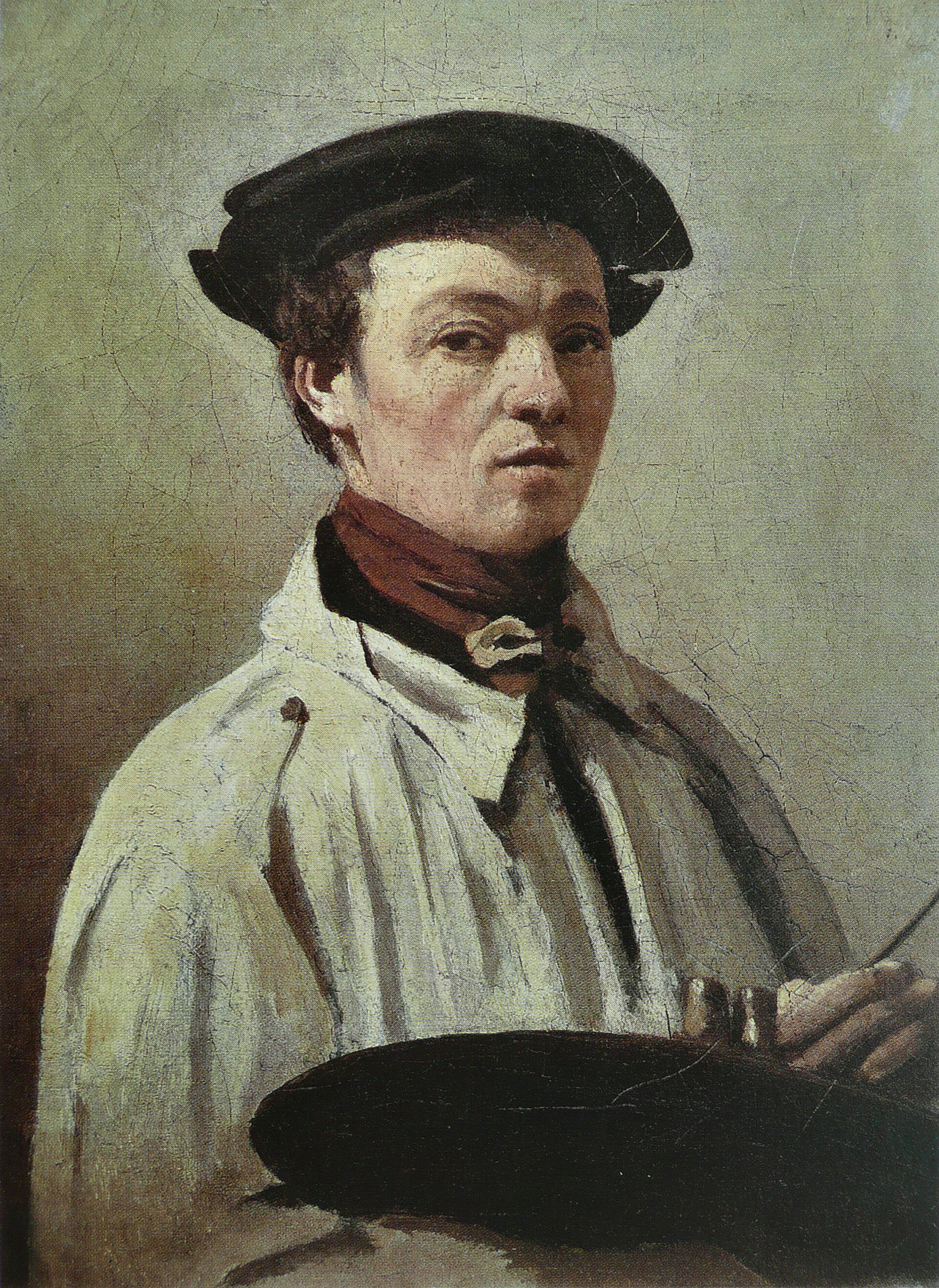
Jean-Baptiste Camille Corot, autorretrato.

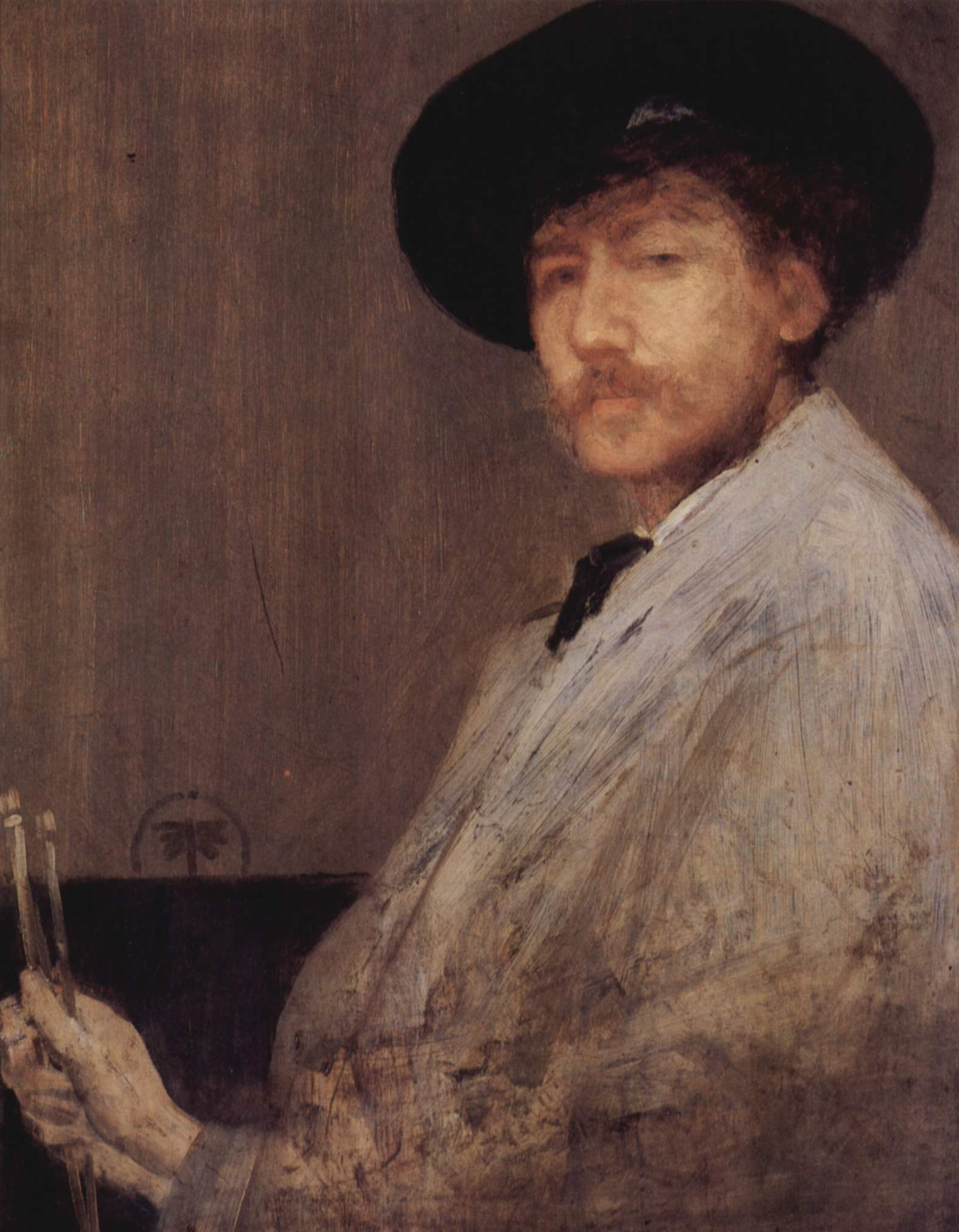
James Abbot McNeill Whistler, autorretrato.

## ElsigloXIX: La recuperación de la polaridad entre la representación social y la introspección psíquica

### Afianzamiento de la representación social

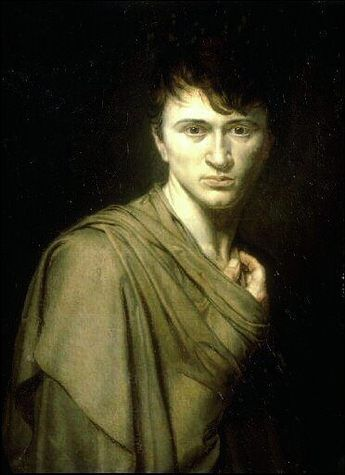
Alexandre-Denis Abel de Pujol, autorretrato, 1806 (Valenciennes, Museo de Bellas Artes).

La tendencia del siglo XIX fue recuperar la antigua polaridad que había guiado a los pintores en la representación de su propio rostro, es decir, la que existe entre la afirmación de su rol pictórico y la introspección psicológica. En el primer aspecto está la producción de Gustave Courbet, quien en sus numerosos autorretratos siempre buscó su propio reclamo social; el más famoso es, sin duda, L'Atelier (1854-1855), que, según ha explicado el mismo Courbet en una carta a Champfleury, simboliza la historia de su carrera como pintor. Del mismo modo, Jean-Auguste-Dominique Ingres, Camille Corot, James Abbott McNeill Whistler, Camille Pissarro, Claude Monet y Paul Cézanne han prestado más atención a la imagen que querían dar de sí mismos y de su papel.

### El Romanticismo: Vocación y rebeldía
Las características que son bastante peculiares son las registradas en el contexto del Romanticismo a principios del siglo XIX. En este contexto, hubo un cambio profundo en el papel del artista en la sociedad. Los jóvenes pintores románticos comenzaron a considerar el arte como una vocación, más que una profesión normal, y la carrera artística solía ser ya una elección libre de los jóvenes, incluso en contraste con las familias, a tal punto que dedicar la  

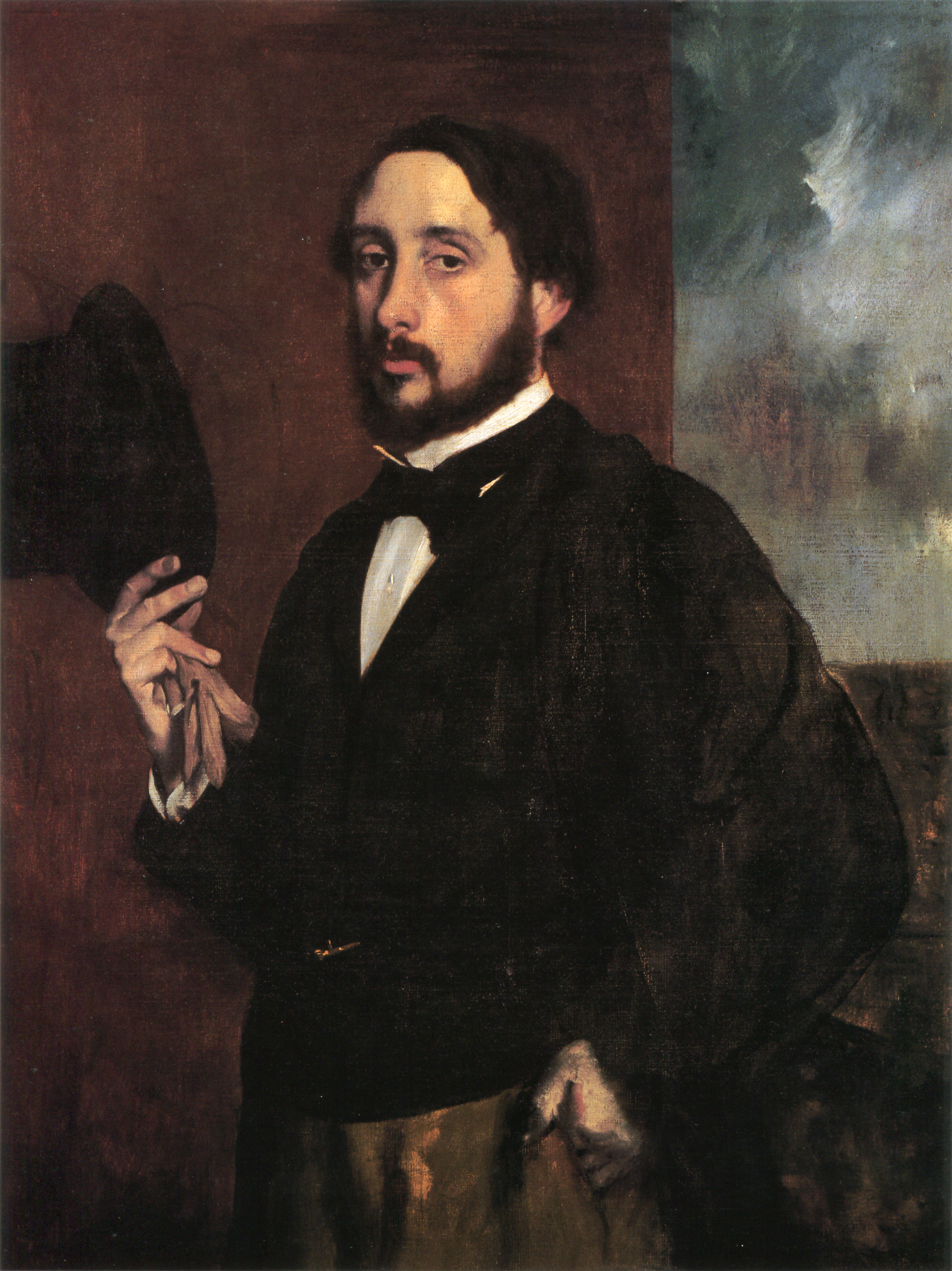
Edgar Degas, Degas saludando, 1863 (Lisboa, Museo Calouste Gulbenkian).

propia vida al arte a menudo se consideraba un acto de rebelión familiar y social. Entonces, en los autorretratos de la época, y especialmente en los de los jóvenes, aparecen poses y miradas arrogantes. El énfasis del concepto de vocación por el arte como una opción existencial llevó cada vez más a esnobismo en relación con los ingresos y el logro económico y social, así como a un enfoque diferente, si no a un rechazo, al cliente, y creció en consecuencia la ostentación en los autorretratos de actitudes suficientes. 

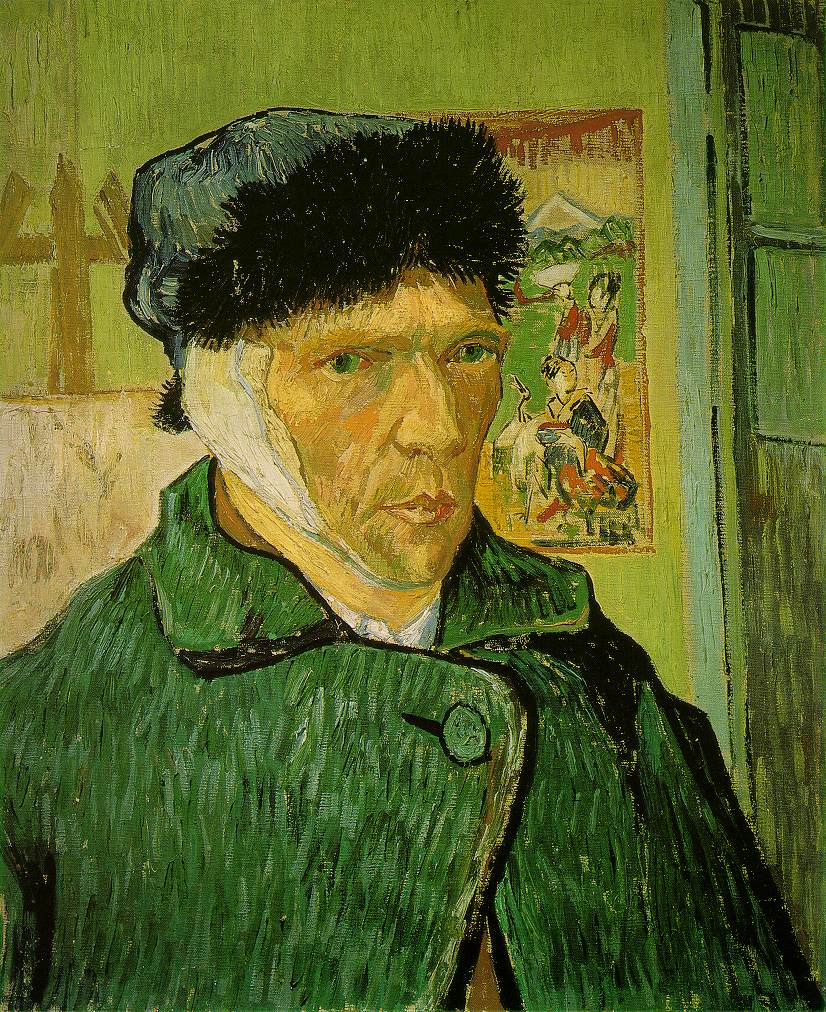
Van Gogh, Autorretrato con la oreja vendada.

Paul Gauguin, autorretrato.

La negativa a considerar el arte como una profesión ayudó a difundir la moda de retratarse sin los atributos profesionales y ya no en el acto de pintar, frente al caballete y sosteniendo la paleta y el pincel. La ropa, que era de lujo en los retratos del siglo XVIII, se convirtió en poco atractiva y con frecuencia se usa con negligencia. Las mismas características se pueden encontrar en los retratos que los pintores románticos hicieron a otros artistas, escritores y músicos.
En el segundo aspecto, la introspección psicológica, el tema se hizo en el siglo XIX de carácter particularmente profundo y espectacular, sobre la base de la psique humana condujo al final del siglo a la fundación del psicoanálisis por Sigmund Freud. Igualmente relevante fue la nueva dimensión social en la que los artistas se encontraron viviendo, ya no eran profesionales con un importante reconocimiento cultural y social y económico, sino cada vez más, personalidades aisladas en un mundo burgués que consideraban hipócrita y conformista.

### La influencia de la fotografía
En la primera mitad del siglo, la fotografía apareció en la historia del arte, con su carga de novedad y el posible conflicto con la técnica pictórica. Sin embargo, algunos pintores explotaron los potenciales técnicos del medio fotográfico en su beneficio. En sus autorretratos y en general en la mayoría de su producción pictórica, Edgar Degas hizo estas potencialidades bastante evidentes. La pintura Degas saludando (1863), aunque probablemente no constituya una copia, podría sin embargo derivarse de una observación cuidadosa de una fotografía: se puede deducir sobre todo de la ausencia de las inversiones derecha-izquierda típicas de las pinturas ejecutadas en el espejo. Además, el artista tenía una fotografía muy parecida de este autorretrato en lo que respecta al tema y el entorno.
En el gesto de saludo, también se vio como una especie de despedida a una forma de figuración que en ese momento se consideraba a punto de desaparecer, precisamente por la competencia de la fotografía. En este, como en otros autorretratos, Degas se mantuvo alejado de las representaciones dramáticas interiores de algunos de sus colegas, prefiriendo más bien mostrarse como un dandi refinado y elegante, perfectamente integrado y cómodo en la sociedad.

## Al otro lado del espejo. Van Gogh y Gauguin
La naturaleza dramática de estas condiciones fue evidente en los autorretratos de Vincent van Gogh, probablemente el artista principal (junto con Rembrandt, también neerlandés) entre los que hicieron de su propia imagen en un tema recurrente de su pintura, en la clave autobiográfica. En el momento de la hospitalización y en el asilo psiquiátrico (1889), Van Gogh pintó numerosos autorretratos de considerable impacto psicológico. En el Autorretrato con pipa, el pintor se mostró con la oreja izquierda cortada, en un gesto de autolesión, con un sistema cromático dominado por el contraste estridente entre colores complementarios.
En el Autorretrato con la oreja vendada, la cara parece demacrada, el aspecto ausente y la ropa sugiere cierre y aislamiento hacia el observador y el entorno externo. Del mismo modo, en el Autorretrato del Museo de Orsay, el artista se ve tenso, con la mirada agresiva y temerosa, mientras que el fondo es totalmente abstracto, y cuya agitación genera un efecto psíquico muy particular.
En los mismos años, Paul Gauguin desarrolló una verdadera obsesión con su imagen. Las pinturas I miserabili (1888), dedicadas a Van Gogh, Autorretrato con paleta (1891) y Autorretrato con sombrero (1893) comunican odio y valentía; en un autorretrato de 1889 llegó a retratarse en una especie de personificación de Satanás: el halo y el entorno cercano entre la manzana y la serpiente han sugerido la imagen del ángel caído, mientras que la mirada altiva sugiere el desprecio del mundo.

### Galería de autorretratos de Van Gogh y Gauguin

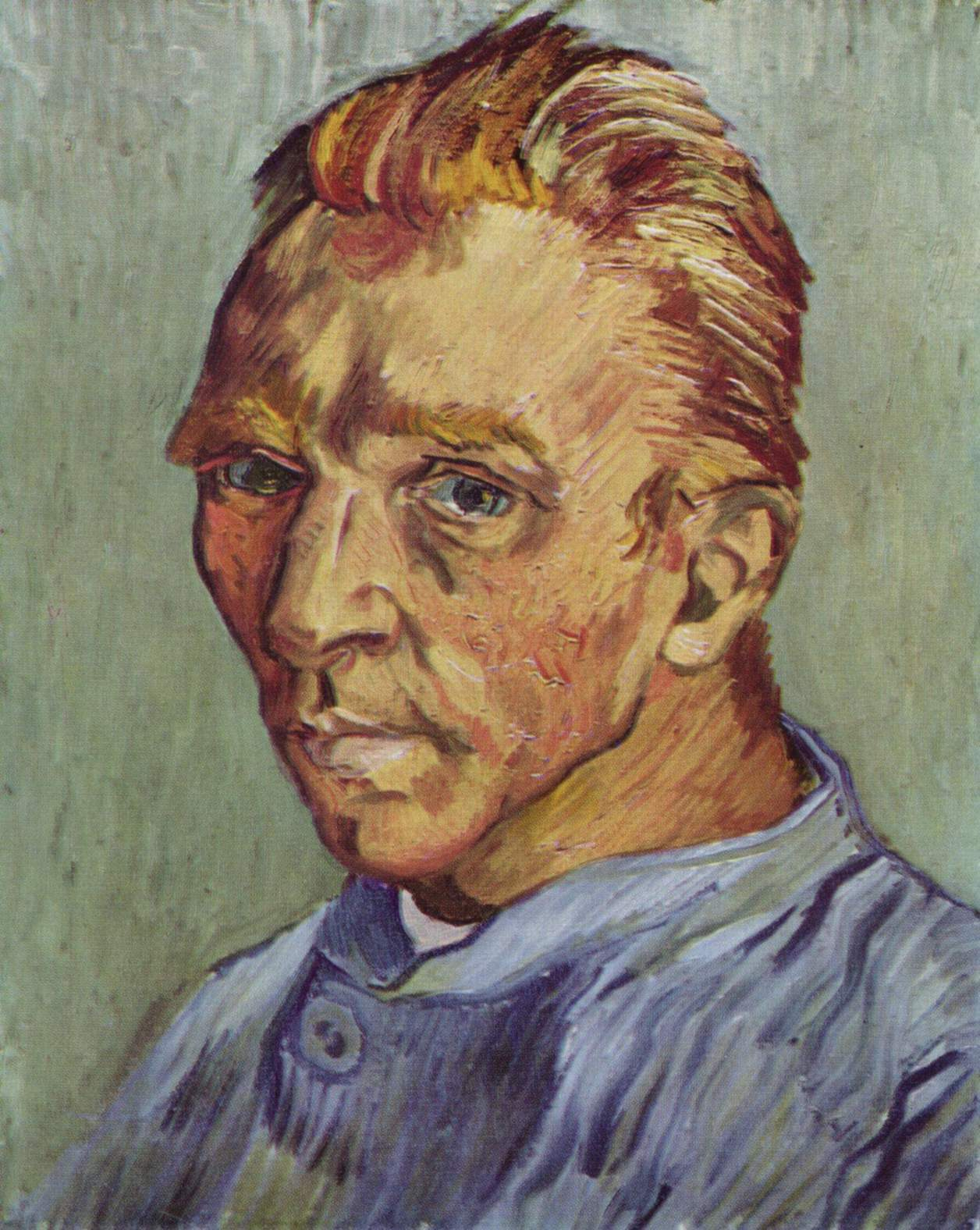
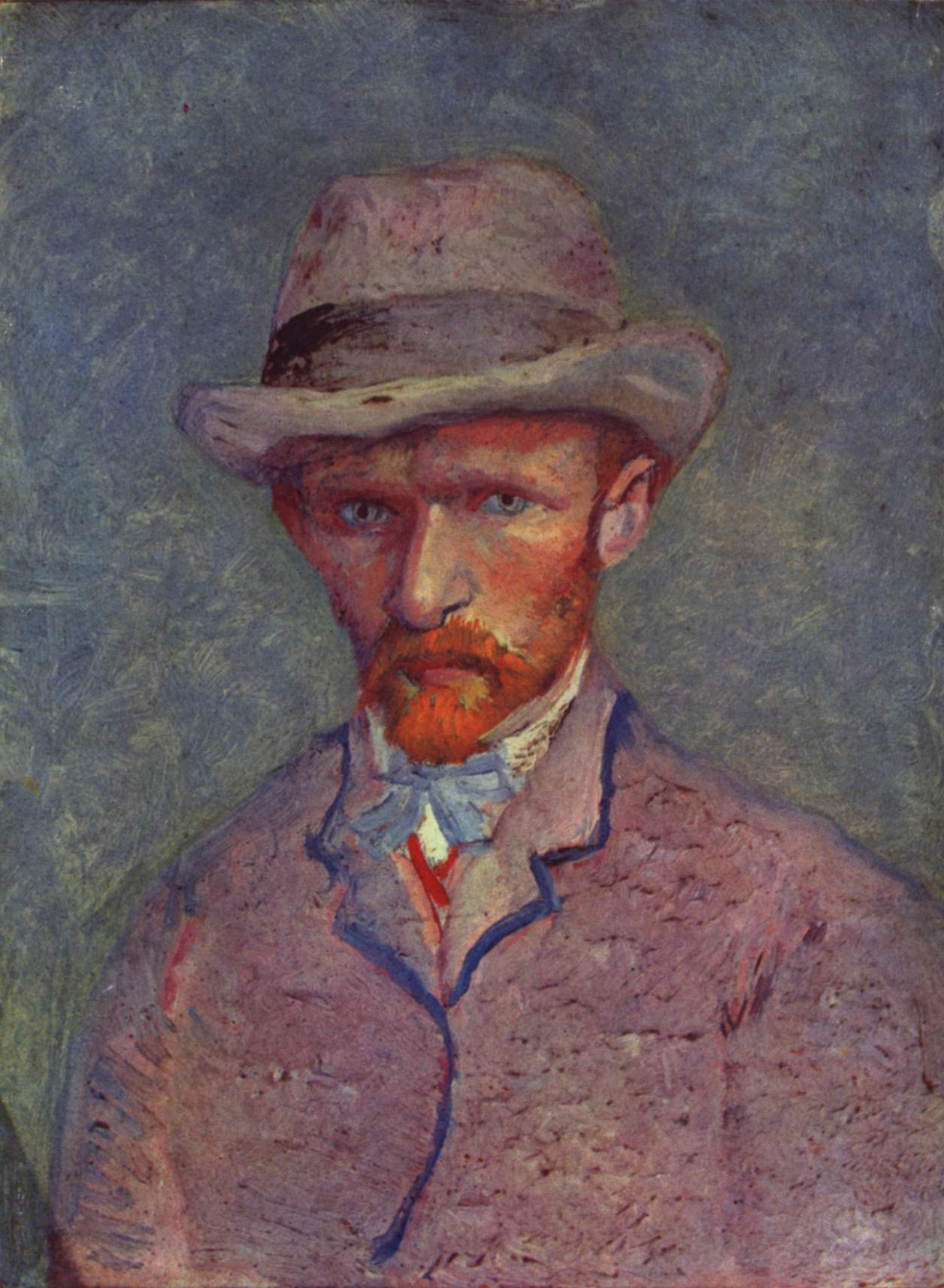
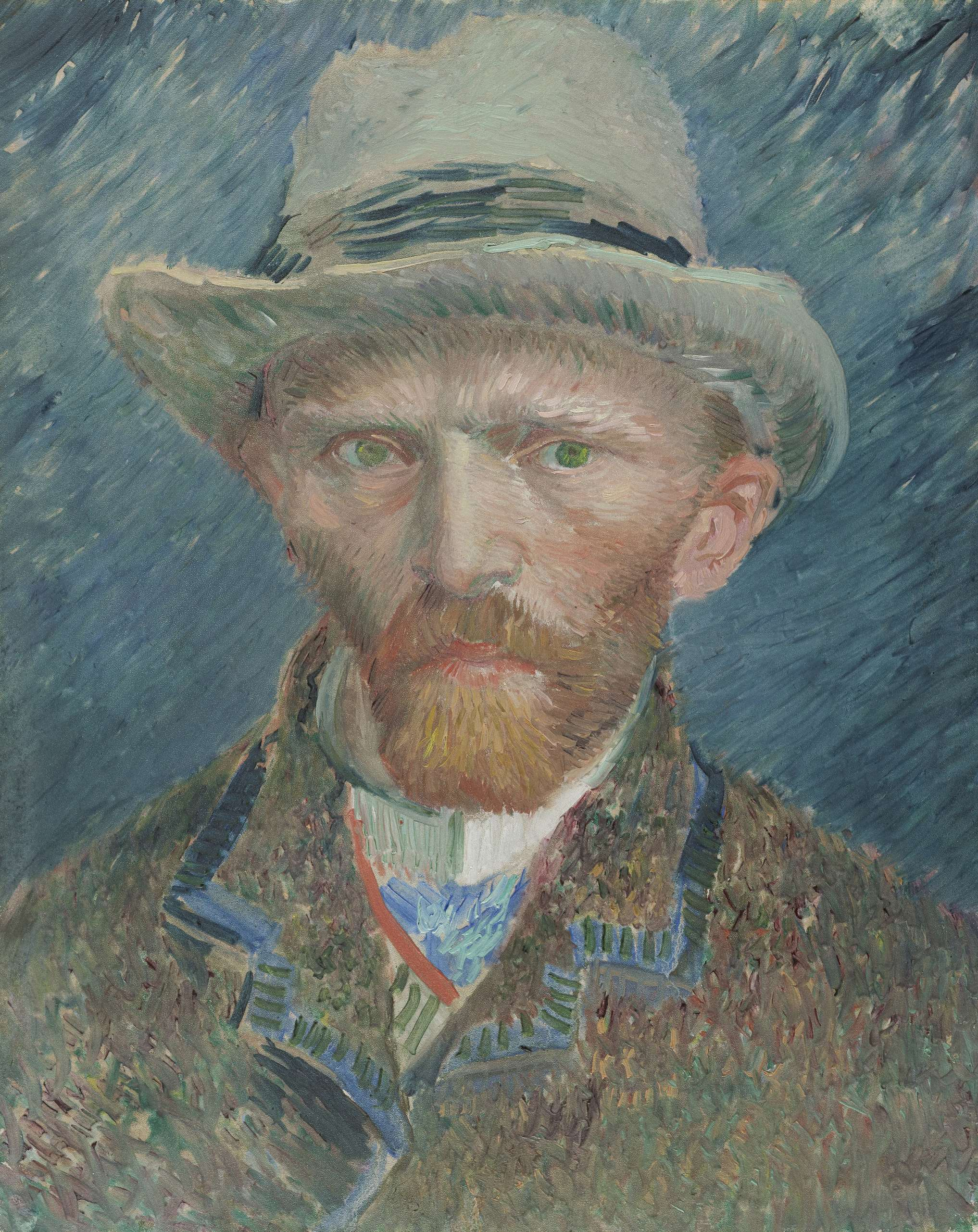
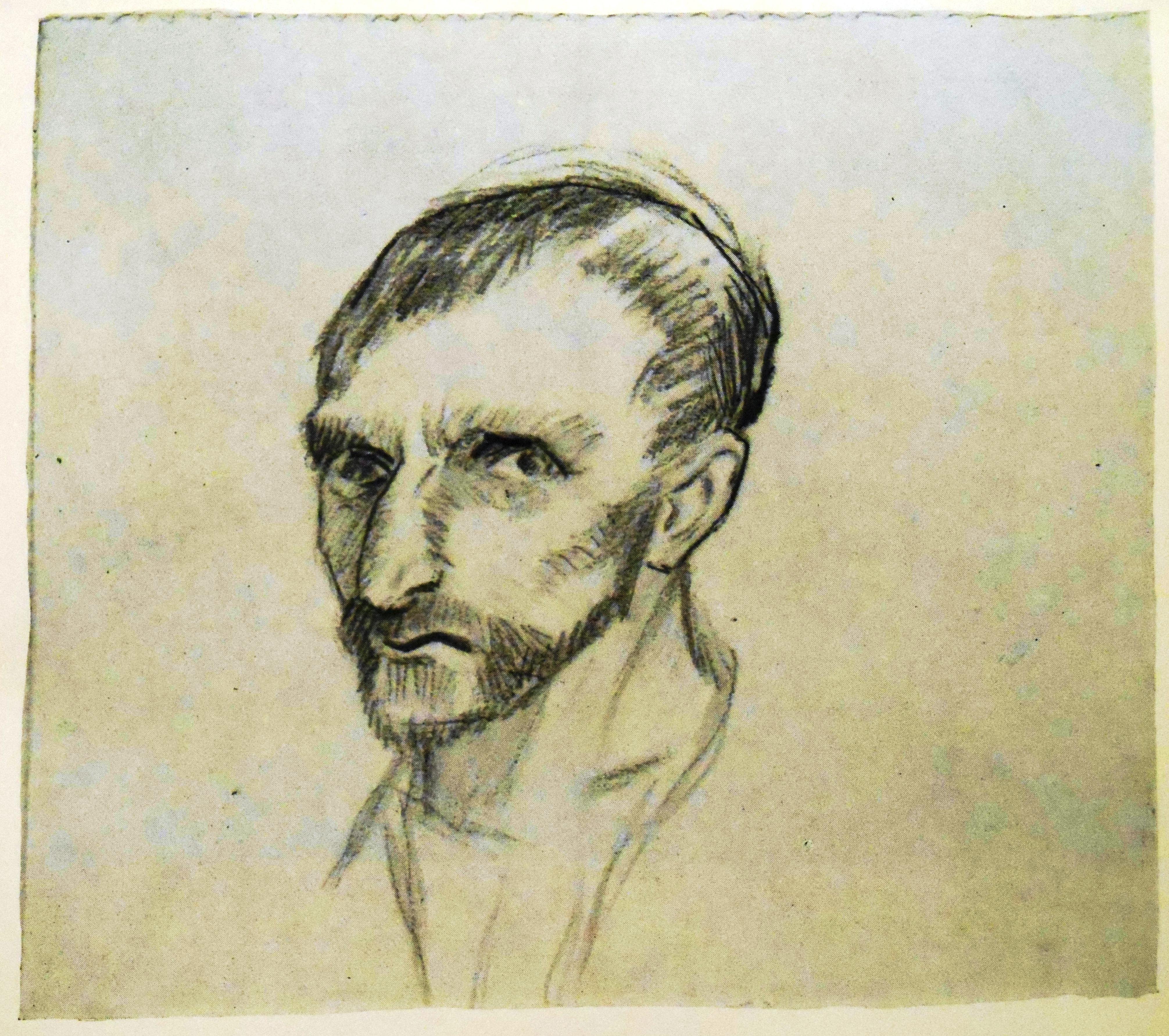
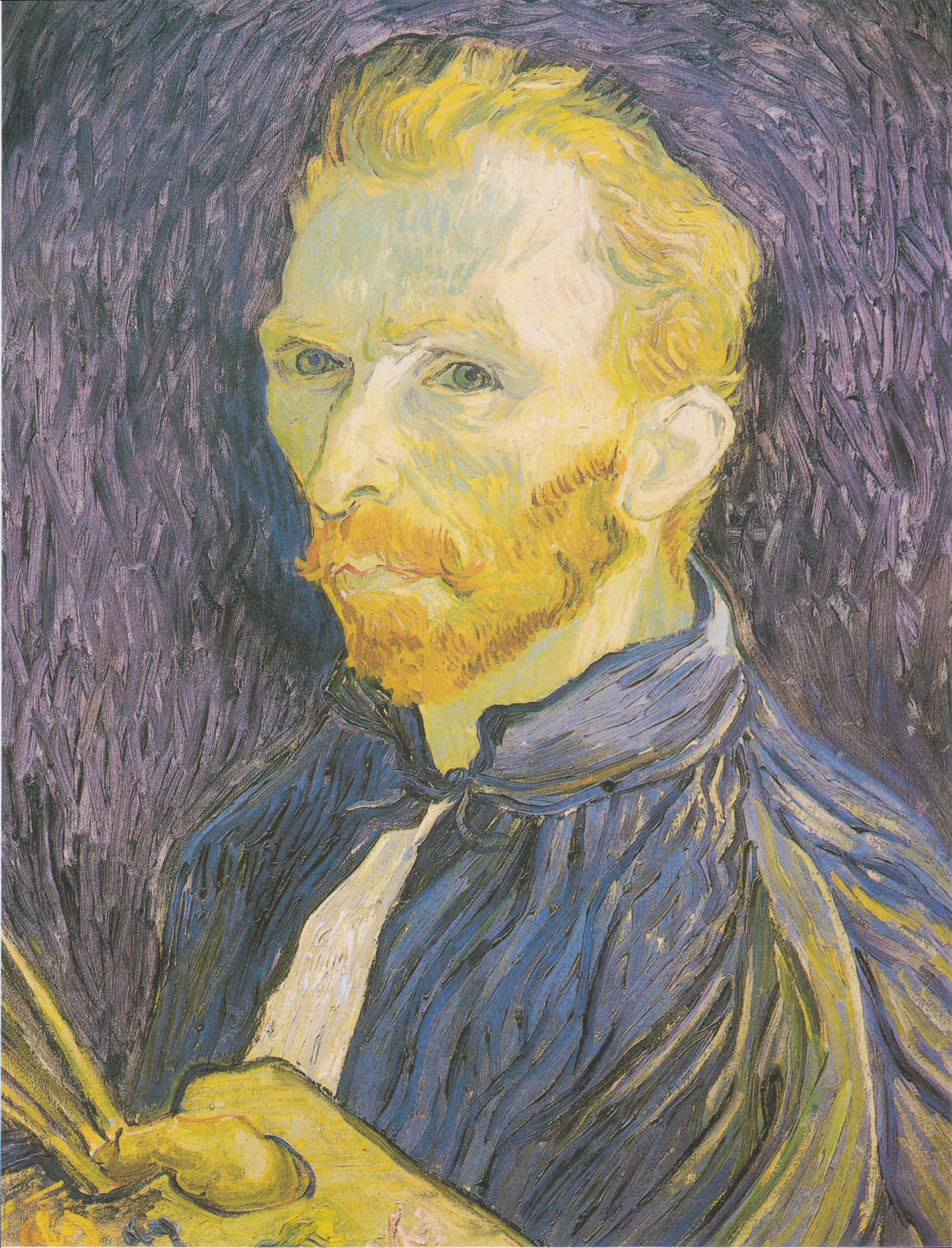
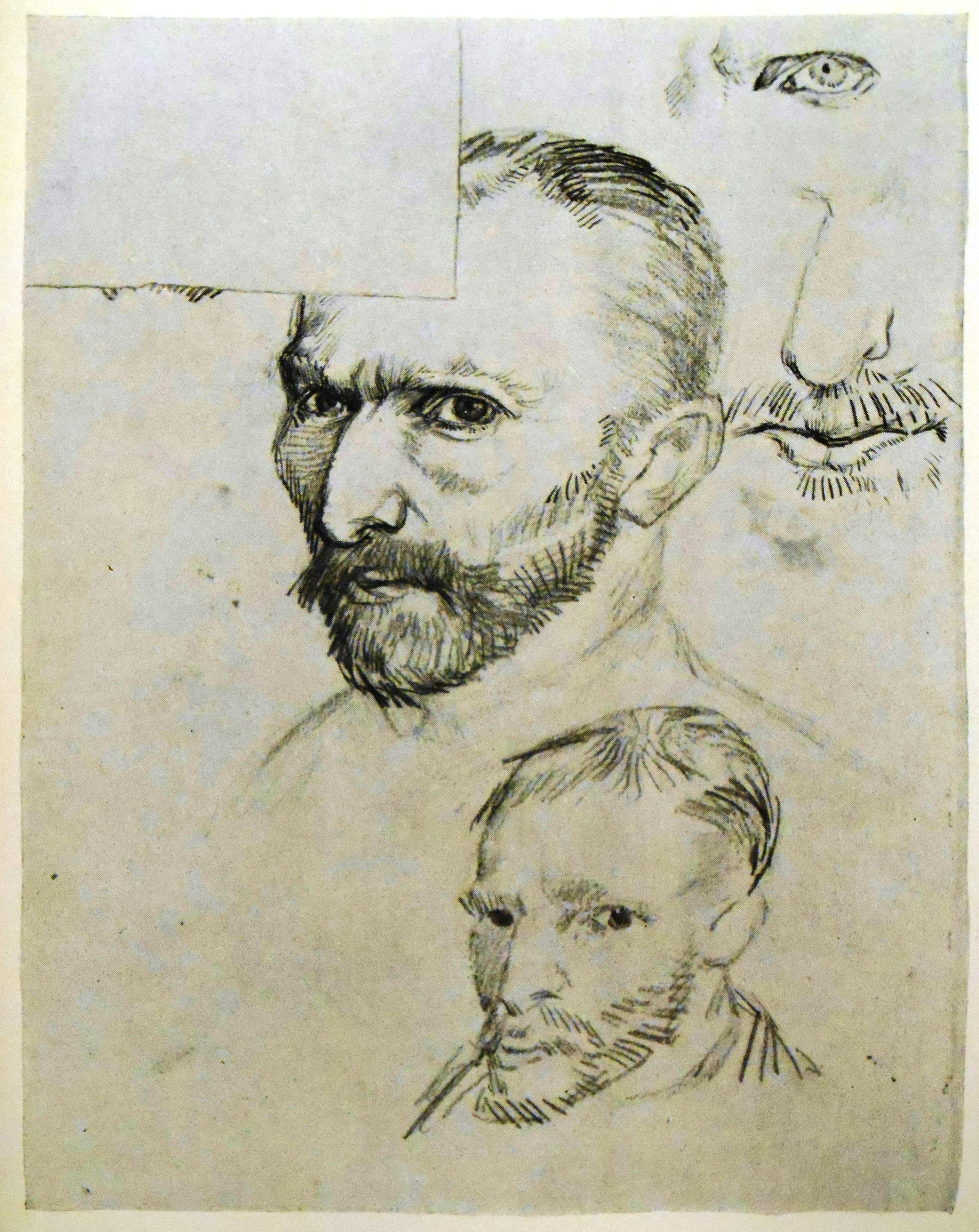
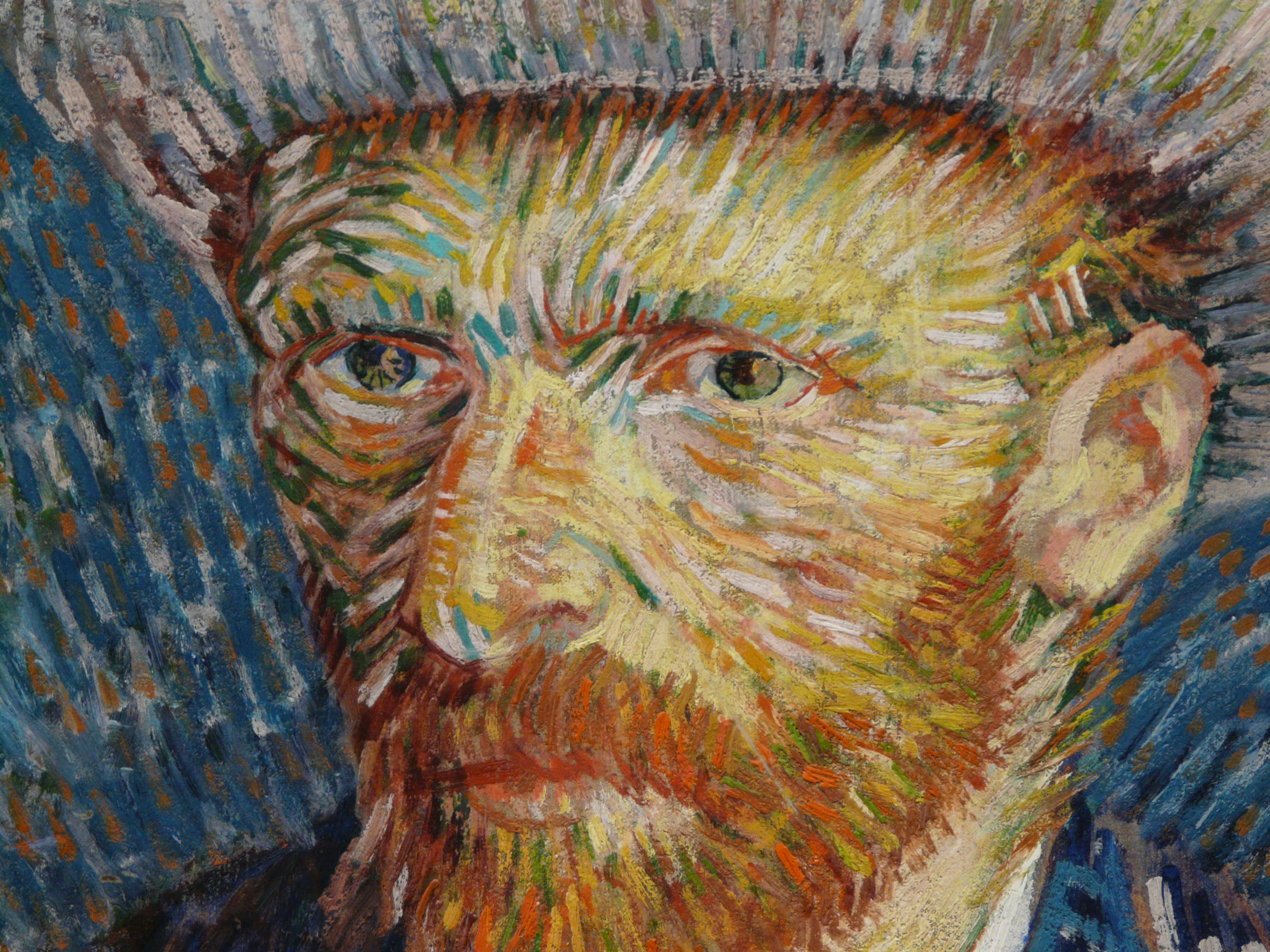
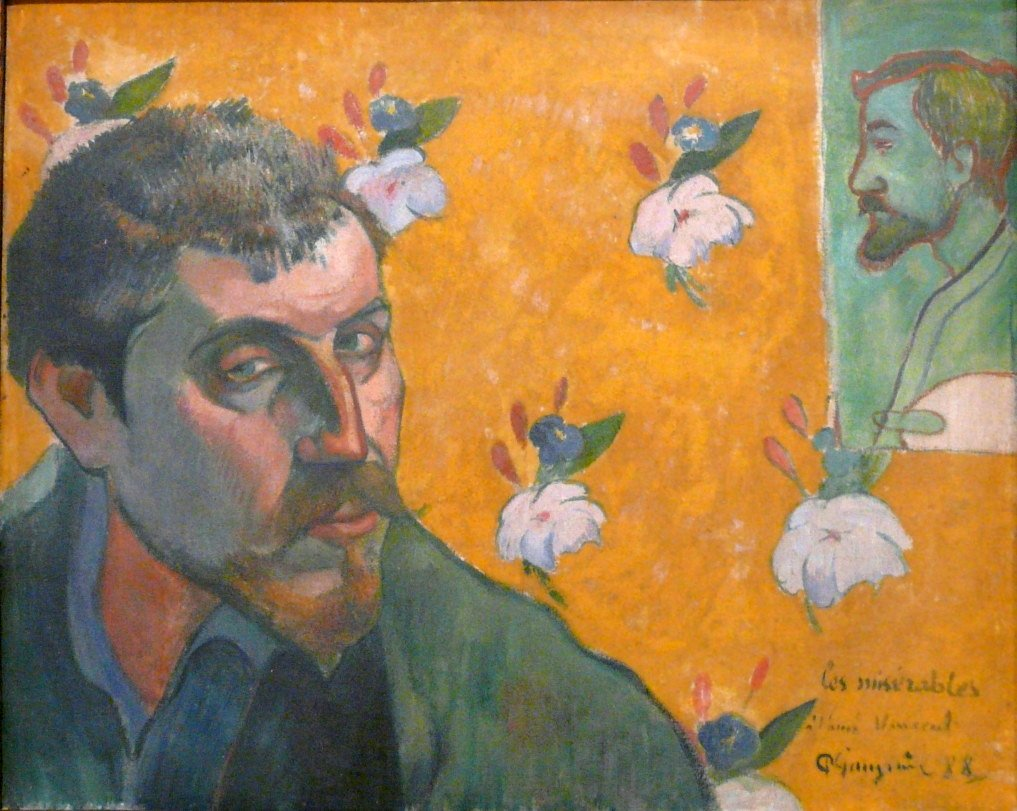
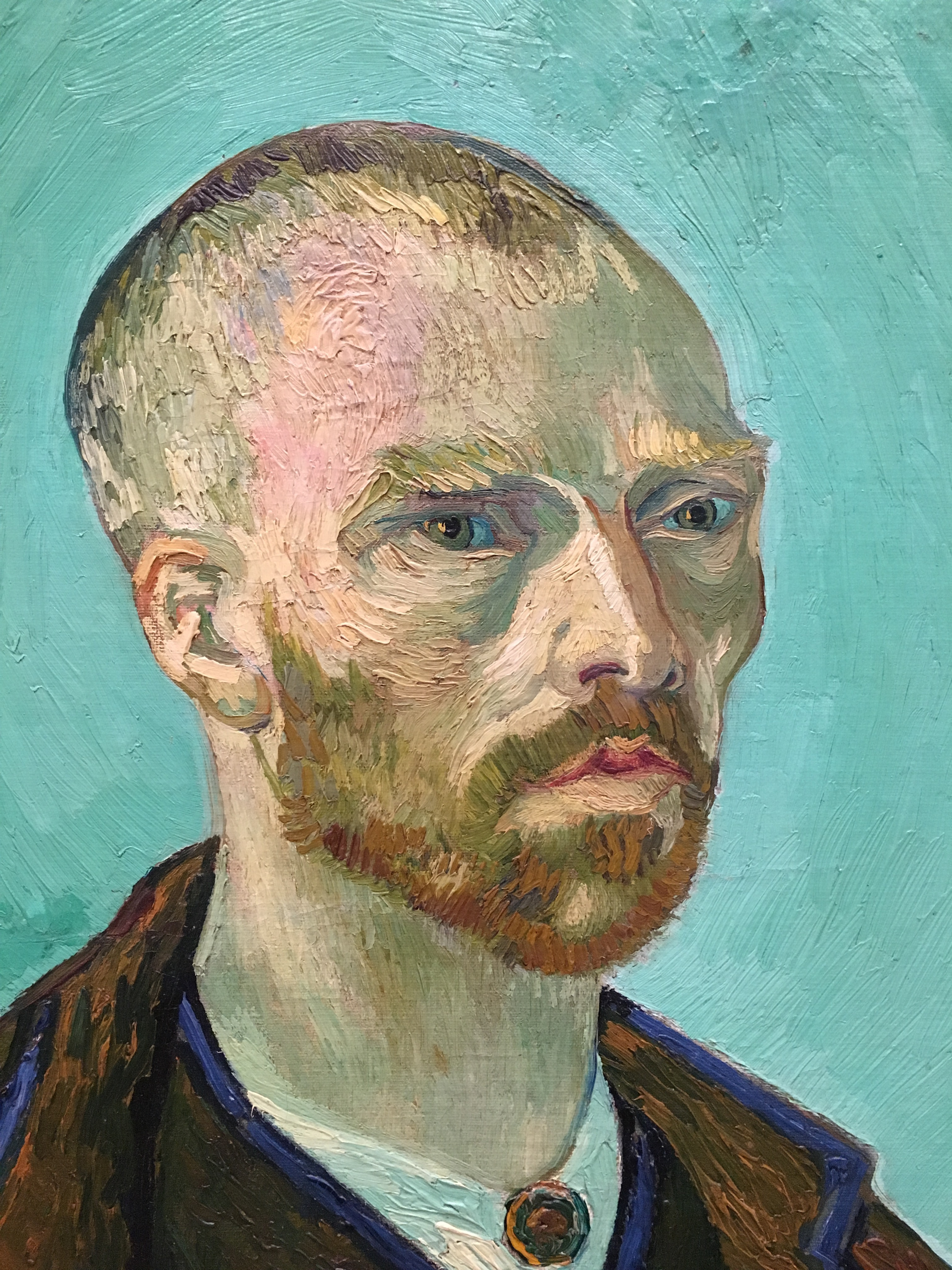
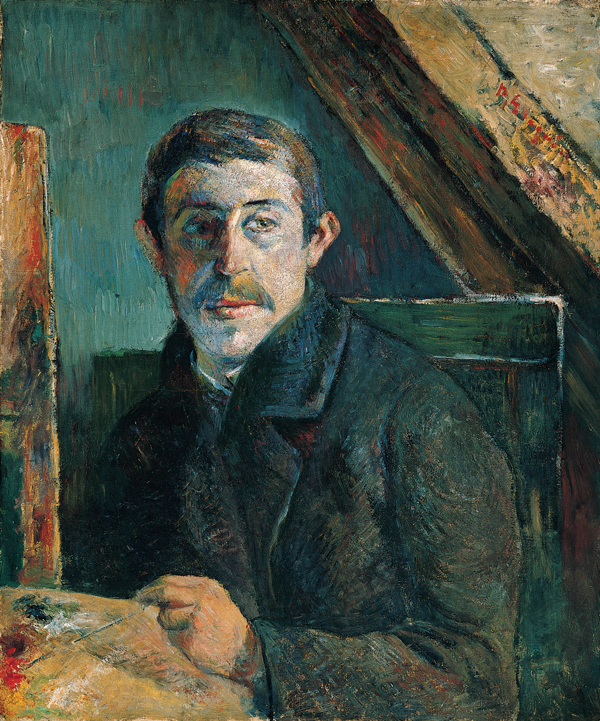
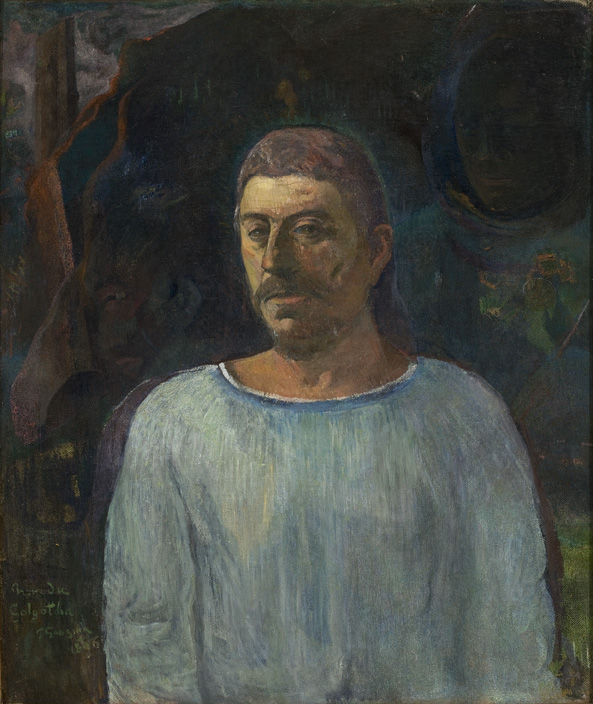
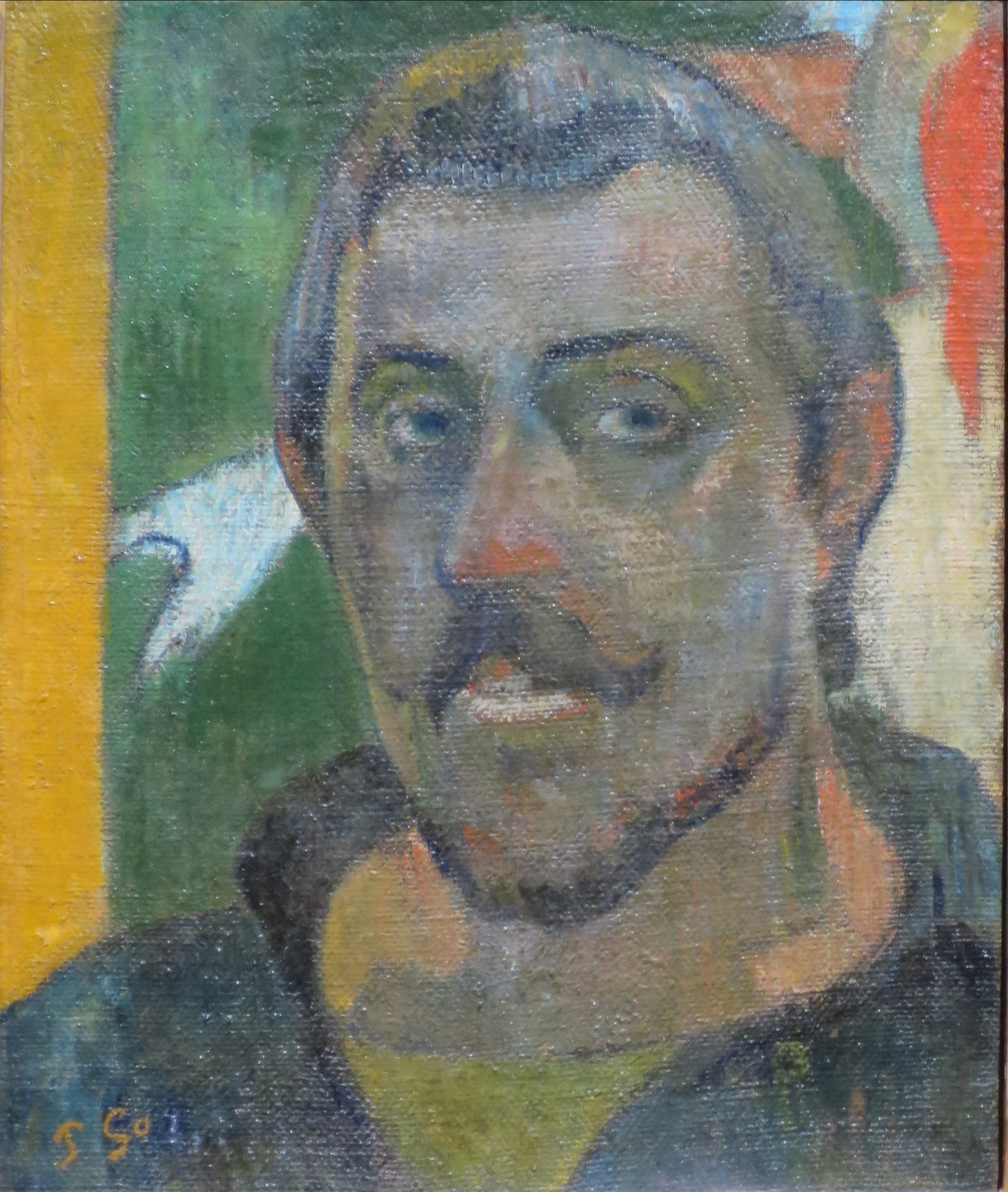
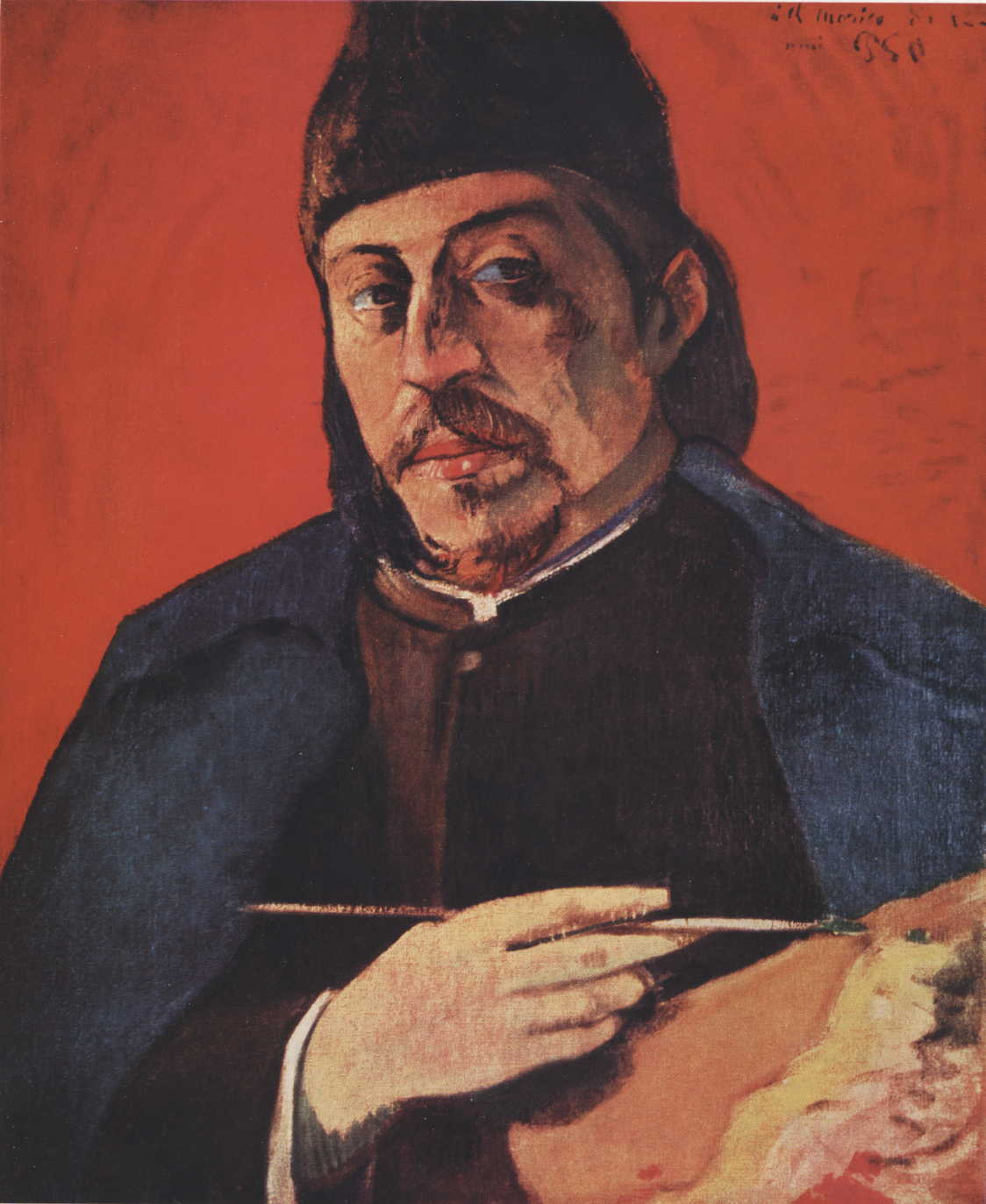
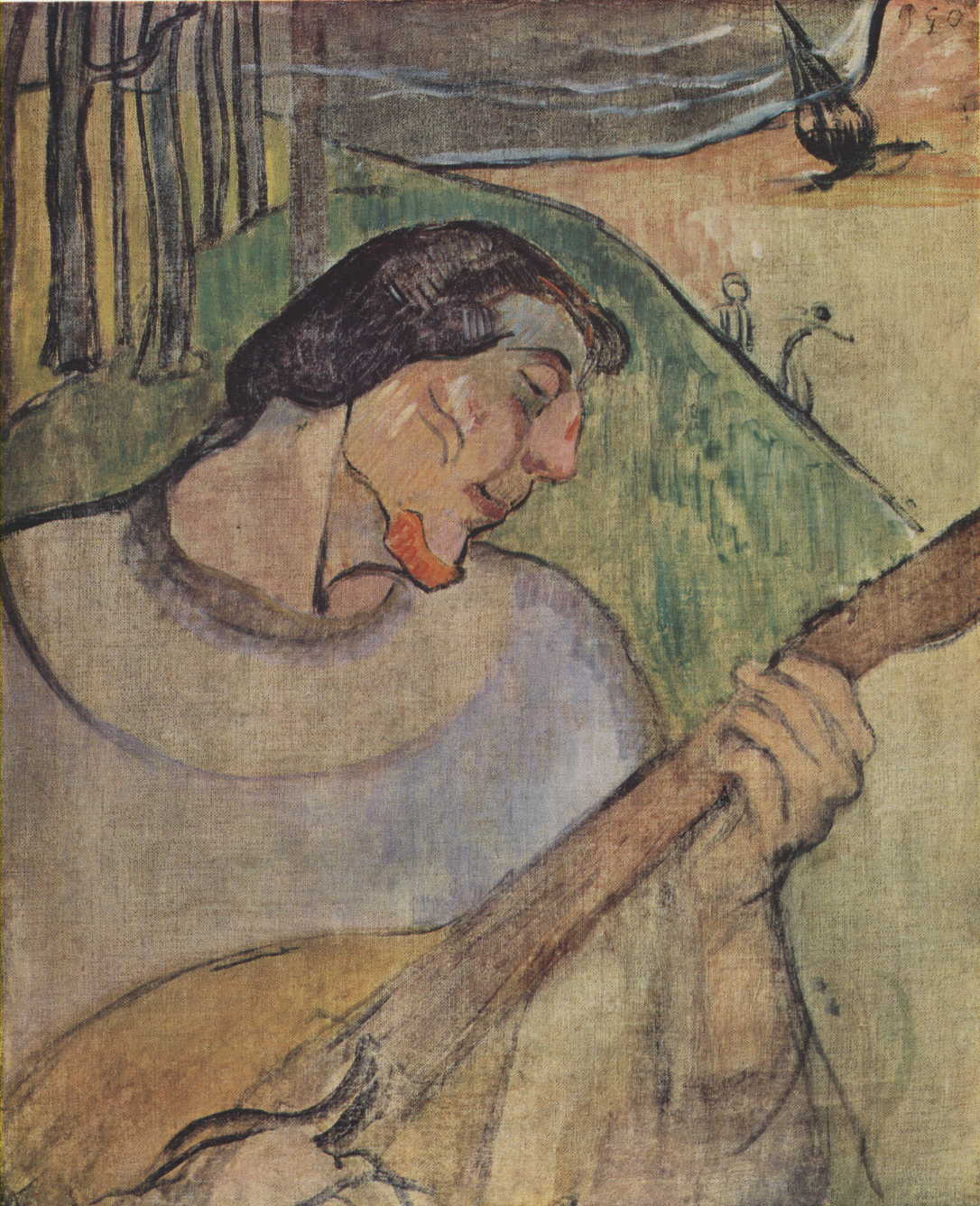
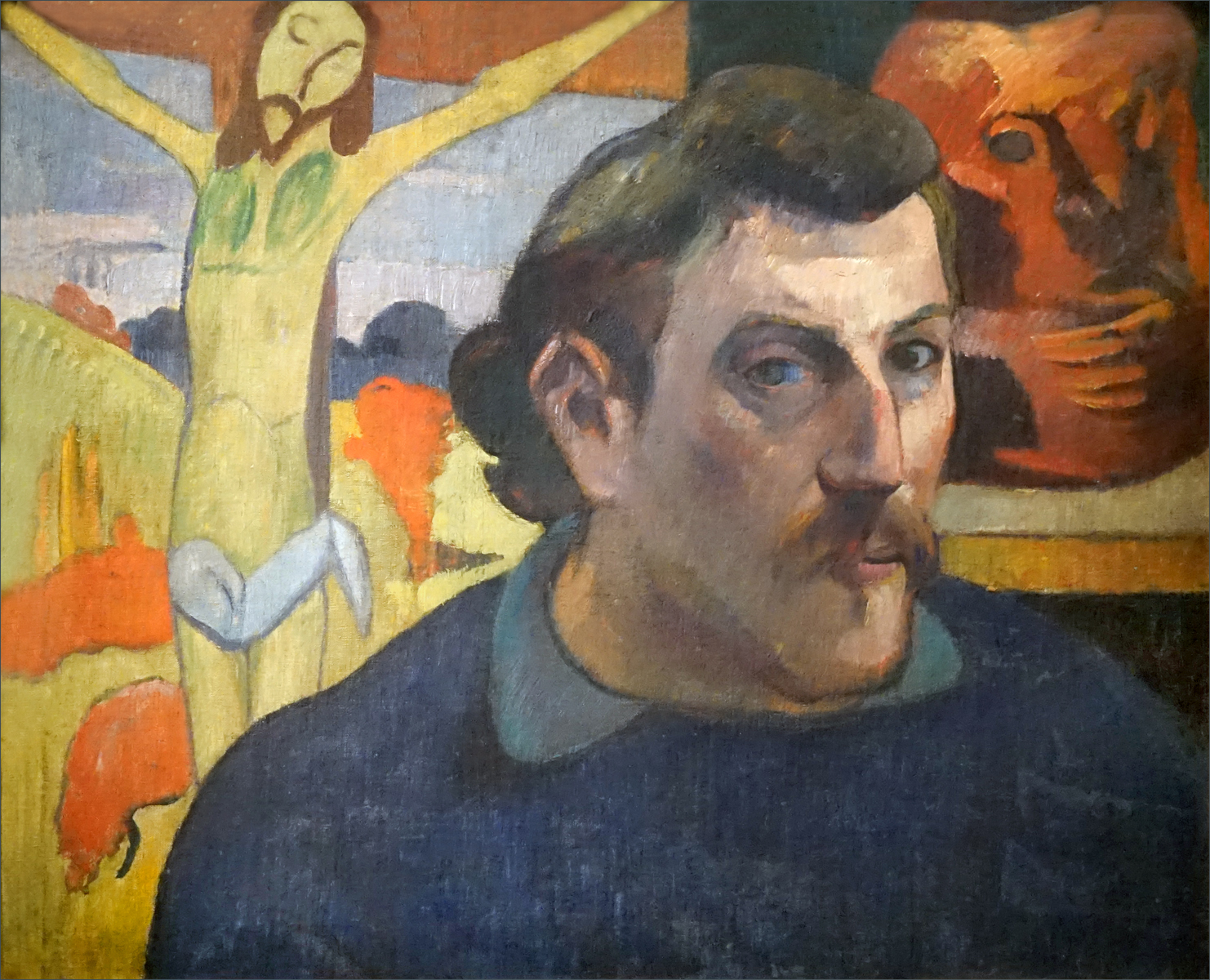
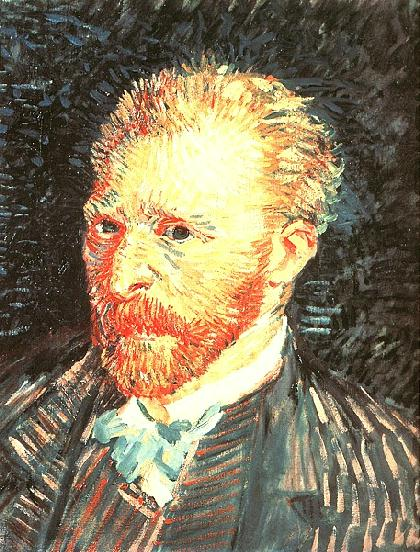
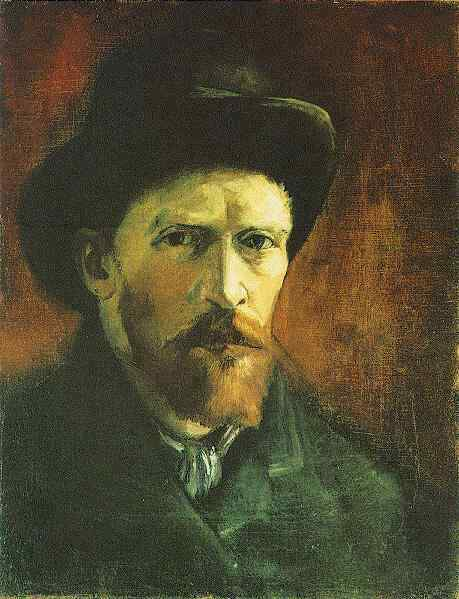

## ElsigloXX. A la búsqueda del yo perdido

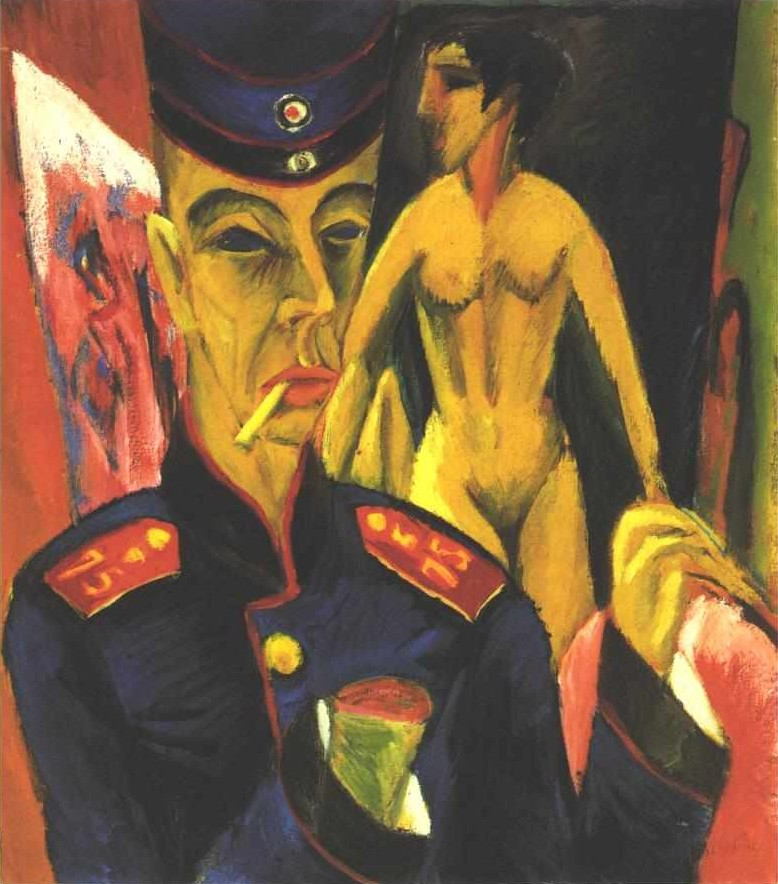
Ernst Ludwig Kirchner, autorretrato como soldado, 1915 (Oberlin, Allen memorial art museum).

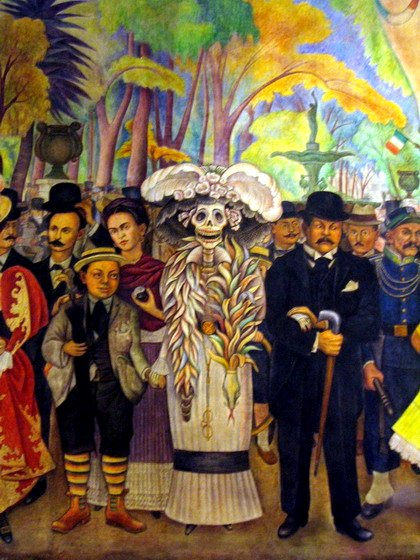
Diego Rivera. Detalle del Sueño de una tarde de domingo en el parque de la Alameda o The Kid (1947-1948), mural de Diego Rivera donde representa el papel de Frida Kahlo como madre protectora, Diego se representa como un niño, mientras que Frida lo protege con la mano derecha sobre el hombro

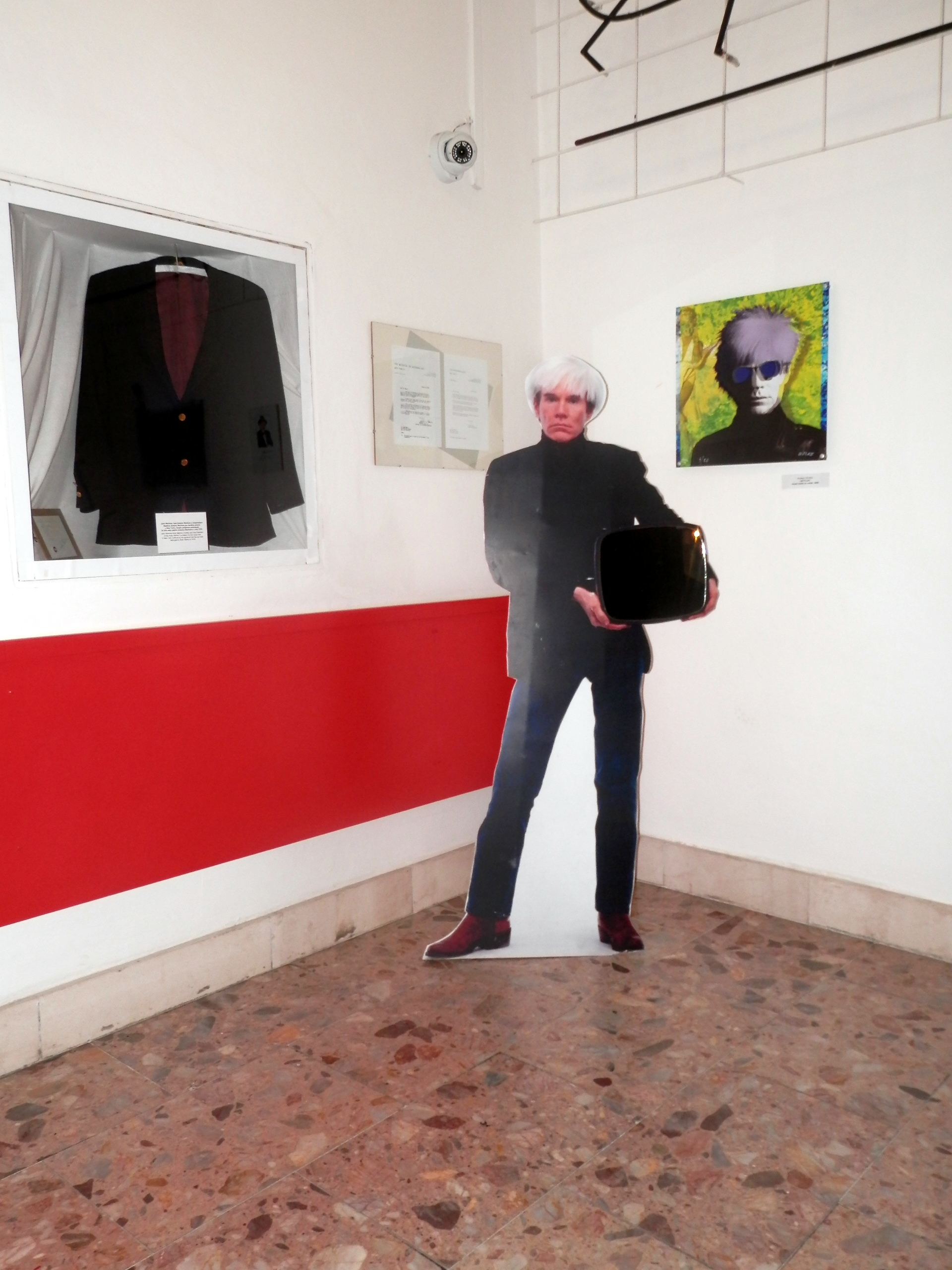
Andy Warhol.

Al llegar al siglo XX, completamente investigado y codificado, el género del autorretrato tuvo un cierto eclipse aunque nunca ha habido un abandono radical. En los primeros años del siglo XX la sensibilidad expresionista del siglo dio vida a las representaciones en las que el tormento interior, la alienación social y la historia de la tragedia de la guerra son la base de opciones de estilo peculiar, en consonancia con la introspección psicológica refinada por los pintores del siglo anterior. Significativos en este sentido son los autorretratos de Picasso, Max Beckmann y Ernst Ludwig Kirchner, que en su autorretrato muestra su mano amputada, testimonio de la experiencia bélica, cuyas consecuencias marcaron al pintor y lo condujeron al suicidio.
Como en todo el arte del siglo la figura predominante es Pablo Picasso que cultiva el autorretrato con asiduidad en todas sus etapas. Comienza por el impresionante Autorretrato de la época azul, sigue con el no menos notable de Praga, de la época de Les demoiselles d'Avignon. En su etapa media tiene una gran fijación en su identificación como sátiro o mejor como minotauro, motivos con los que realiza grandes series de grabados. Al final de su vida plantea algunos autorretratos con su musa y modelo de la época, Jacqueline Roque, caracterizado de torero.
El género no fue completamente abandonado por los pintores futuristas (Luigi Russolo), surrealistas (Max Ernst y Hans Bellmer) y la nueva objetividad (Otto Dix). Después el autorretrato deja de ser practicado, como cualquier otra forma de representación, con el advenimiento de la abstracción. 
En la nueva figuración y el pop art, se encuentran a menudo modelos de expresiones comunicativas y autorretratos, renovados por la confluencia entre la pintura, el grabado y la fotografía, con momentos notables de Andy Warhol y Francis Bacon.
Bacon llevó a las últimas consecuencias la búsqueda pictórica del yo desdoblado y quizá perdido, como puede apreciarse en sus Autorretrato y el tríptico Tres estudios para un autorretrato. Bacón pintó «Autorretrato» (1975) después del suicidio de su amante George Dyer en 1971.
El tríptico de «Los tres estudios para un autorretrato», fue posterior (1980) cuando ya era septuagenario, y muestra su obsesión por la muerte. El crítico Oliver Barker dice que el tríptico enseña «su nivel de angustia psicológica. A lo largo de su vida, Bacon se cuestionó la existencia humana. Y donde es más patente es en sus autorretratos».

## Otros ejemplos

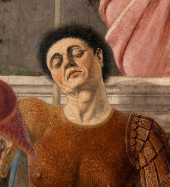
Piero della Francesca: Autorretrato, (1463-1465) en Resurrección de Cristo.
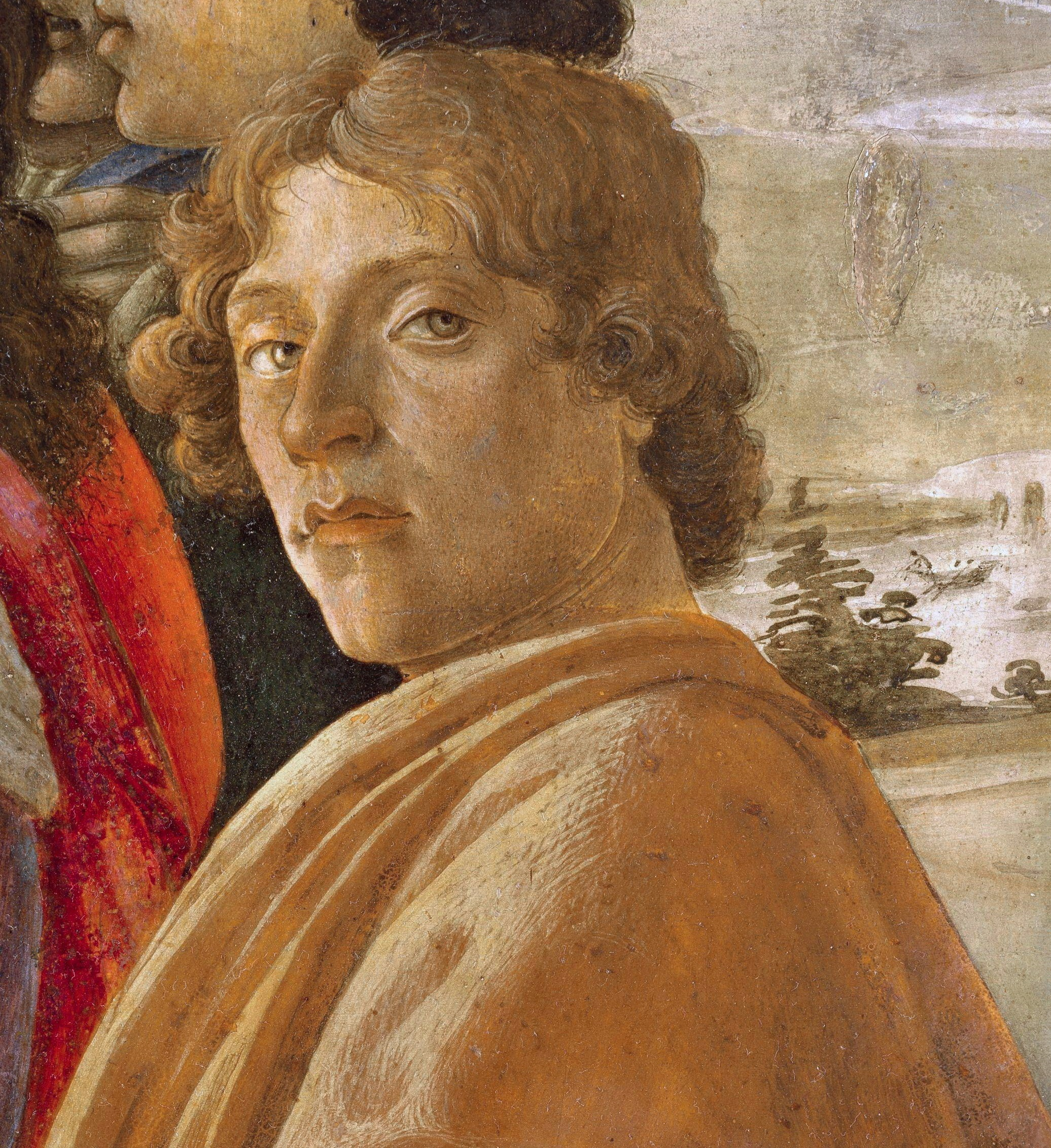
Sandro Botticelli: Autorretrato, (1475).
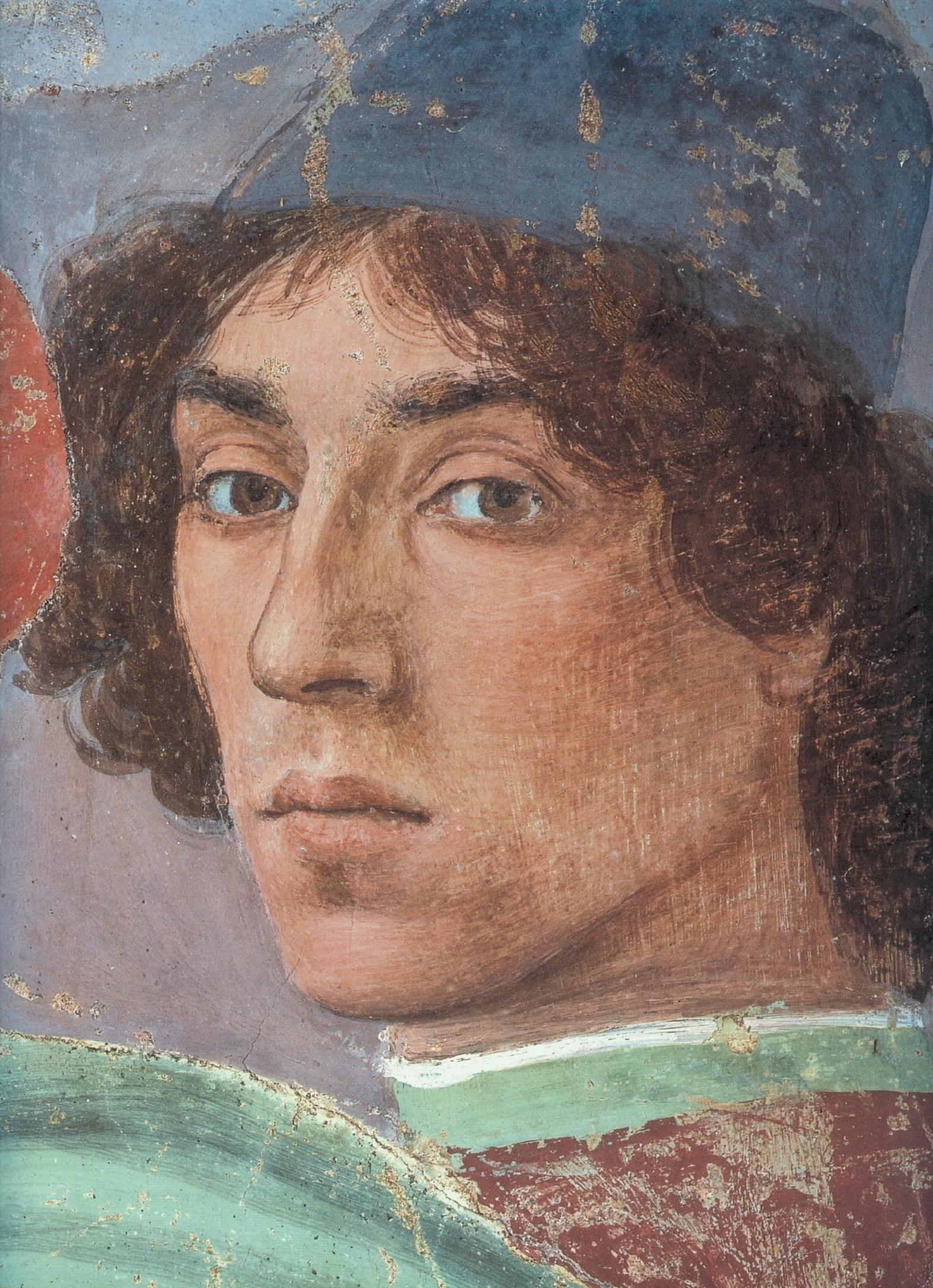
Filippino Lippi: Autorretrato, (1481-1482) en Martirio de San Pedro.
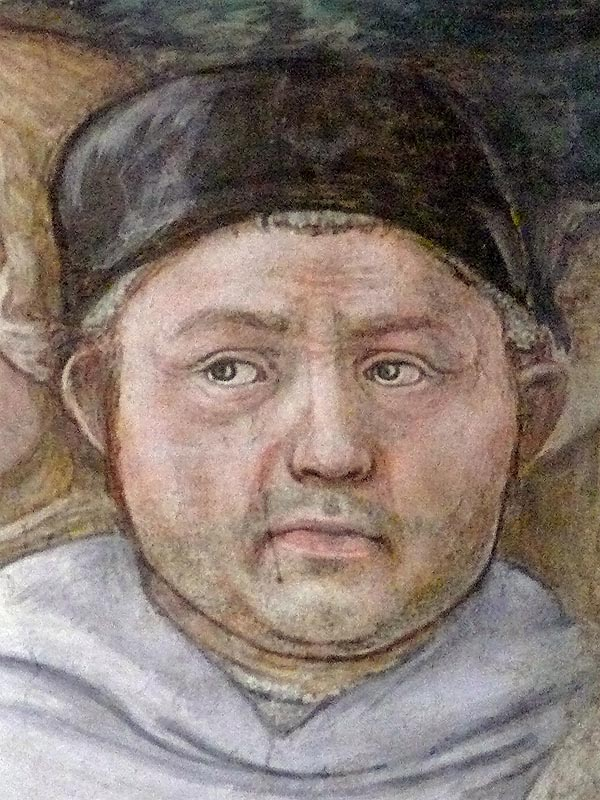
Filippo Lippi Autorretrato en Funeral de la Virgen.
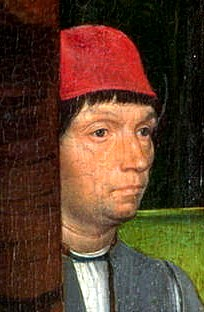
Hans Memling: Autorretrato, (~1480).
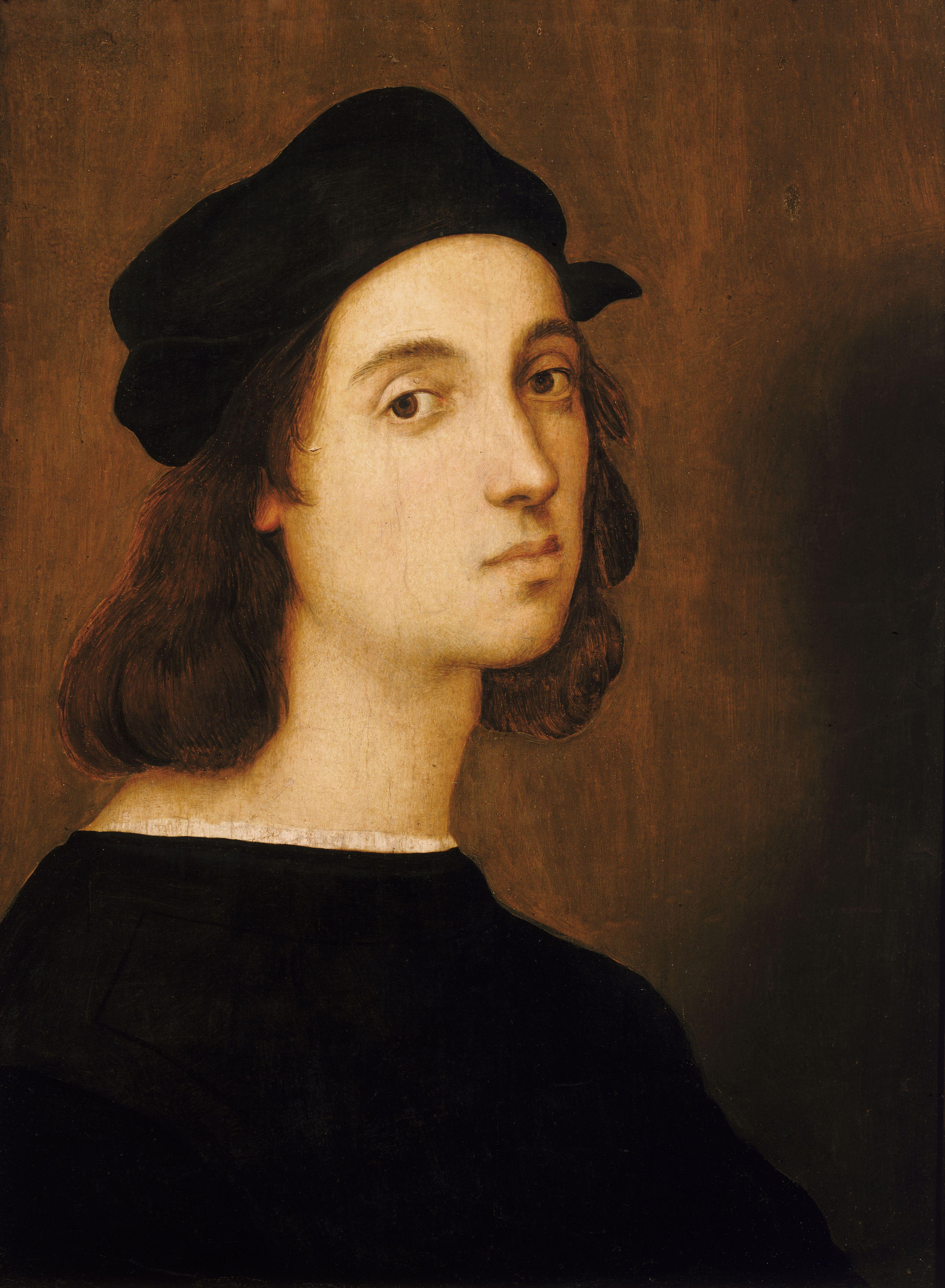
Rafael: Autorretrato, (~1517 - 1518).
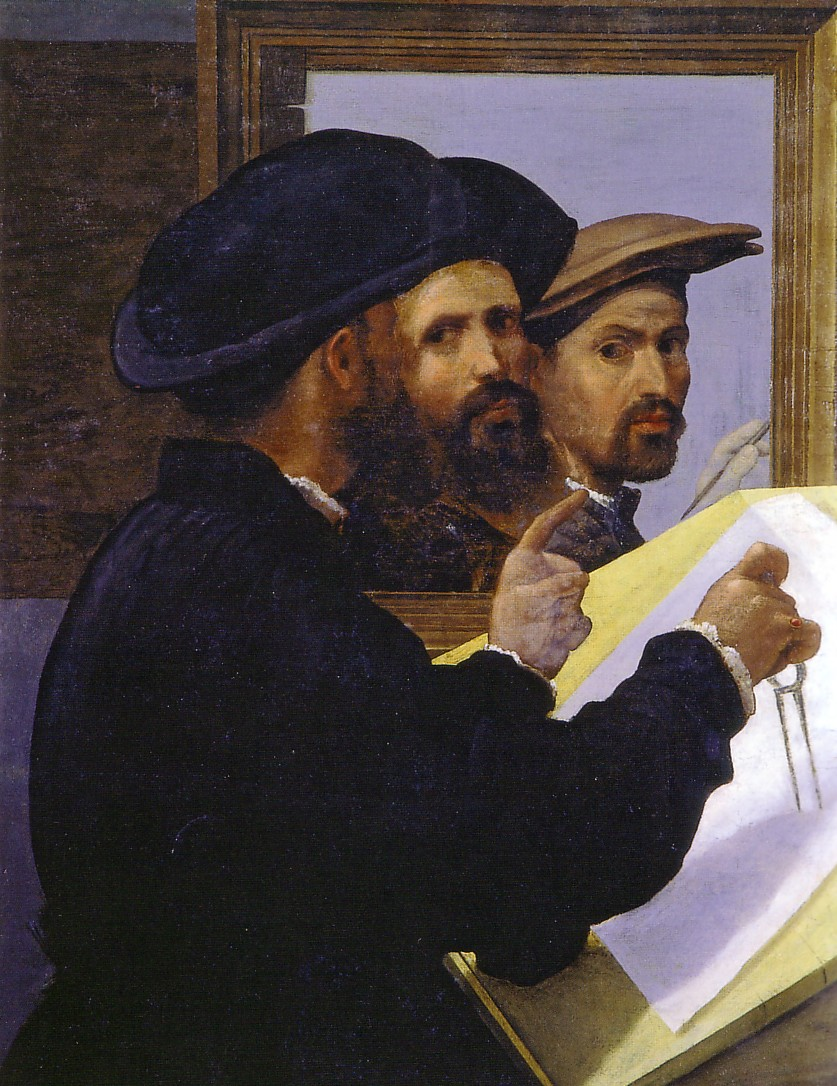
Bernardino Licinio: Retrato de un arquitecto y autorretrato (c. 1520-30)
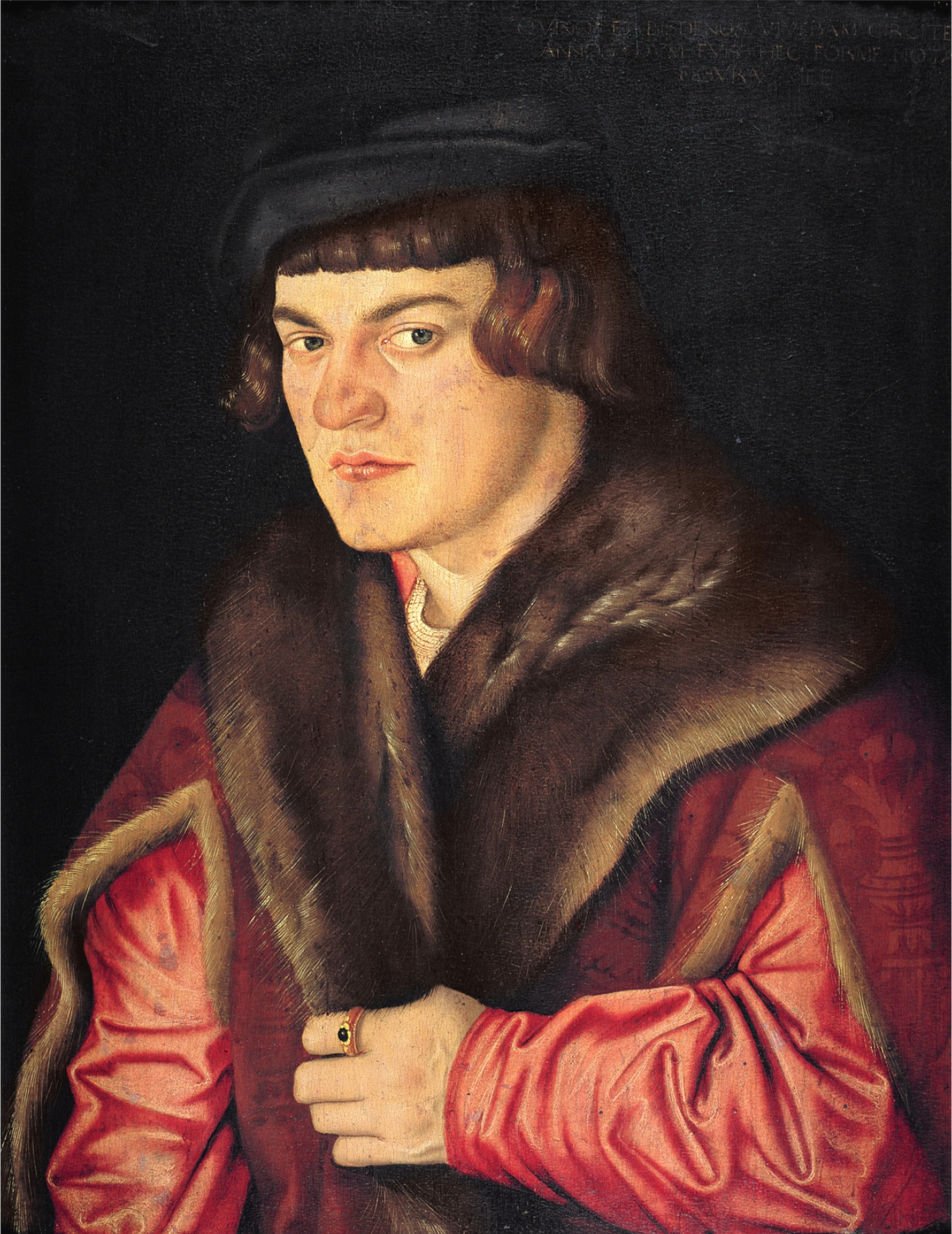
Hans Baldung: Autorretrato, (1526).
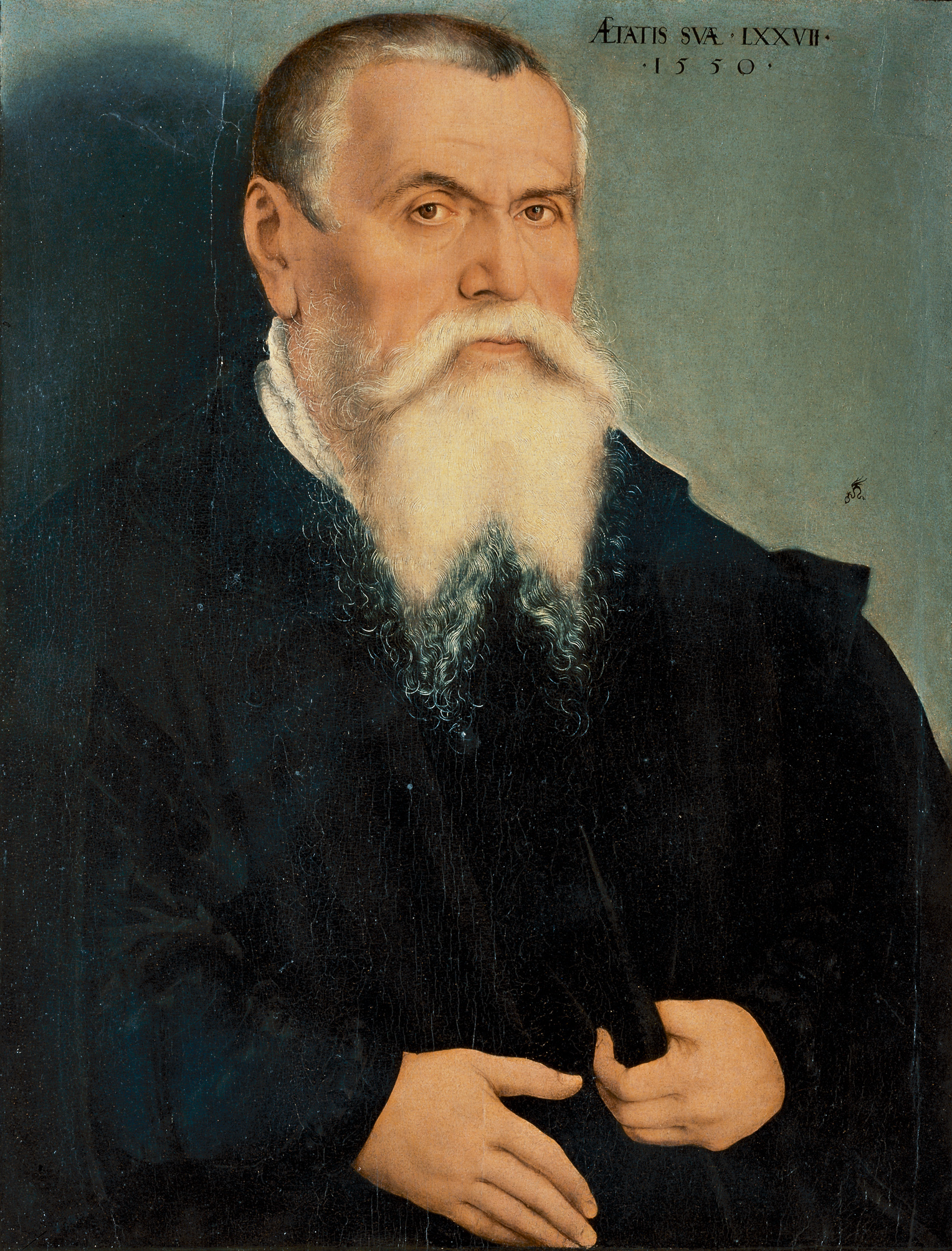
Lucas Cranach: Autorretrato, (1550).
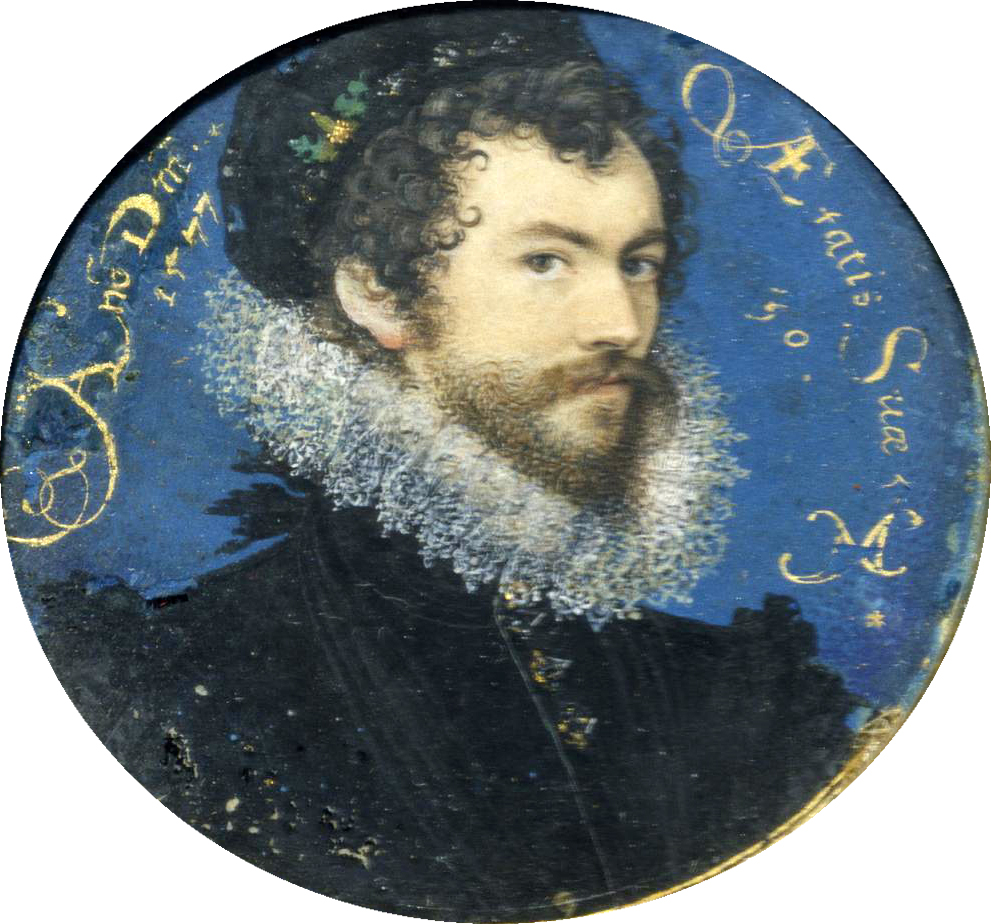
Nicholas Hilliard: Autorretrato, (1575).
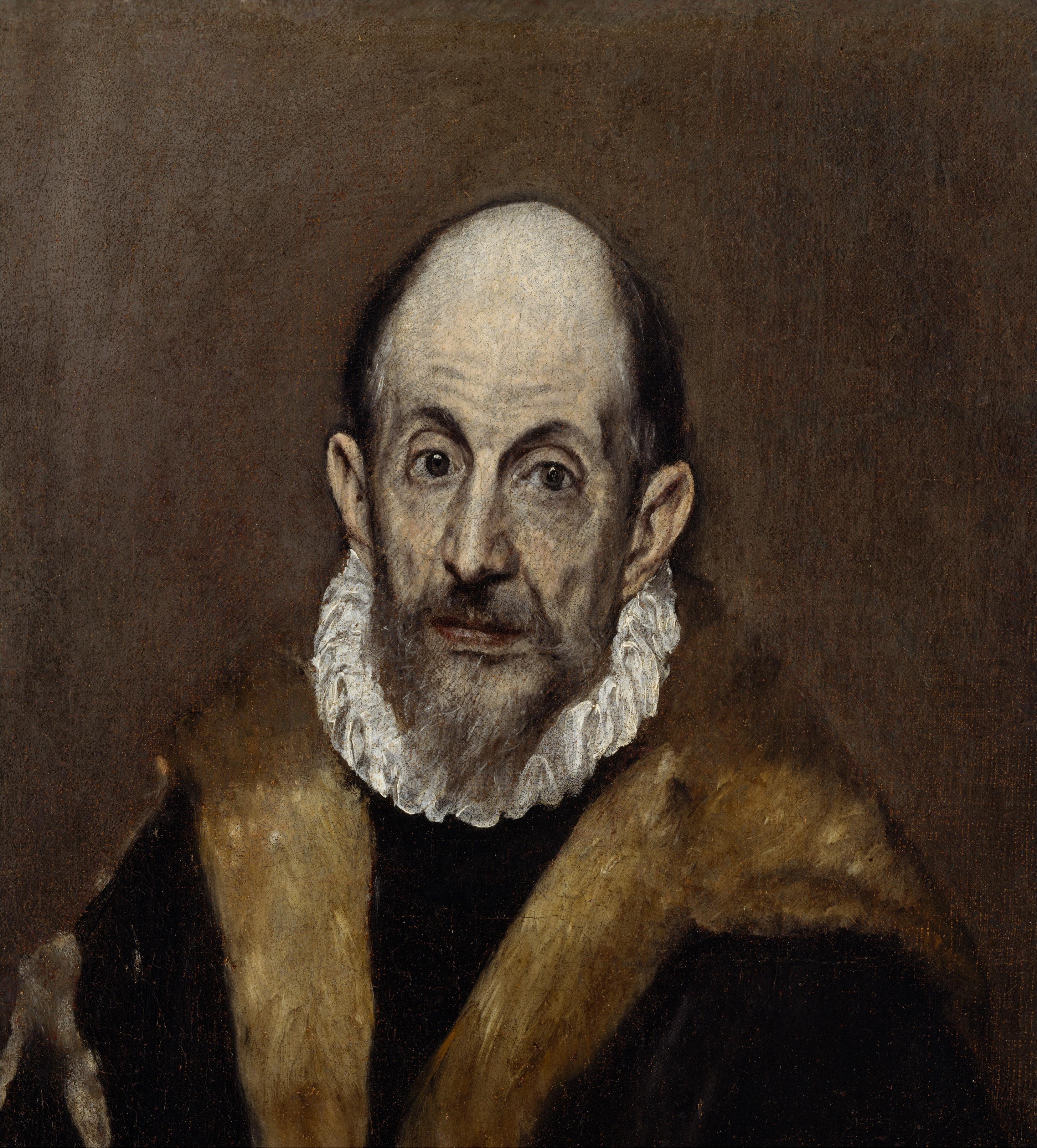
El Greco: Autorretrato, en Retrato de un caballero anciano (1604).
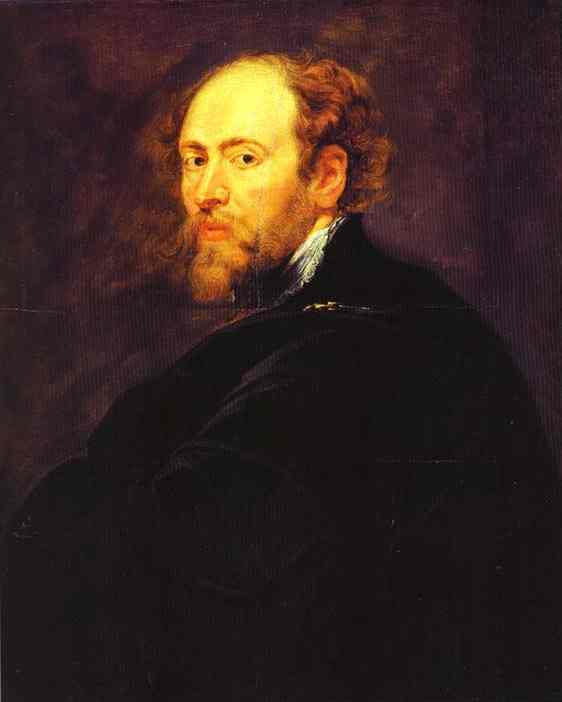
Rubens: Autorretrato, (1623).
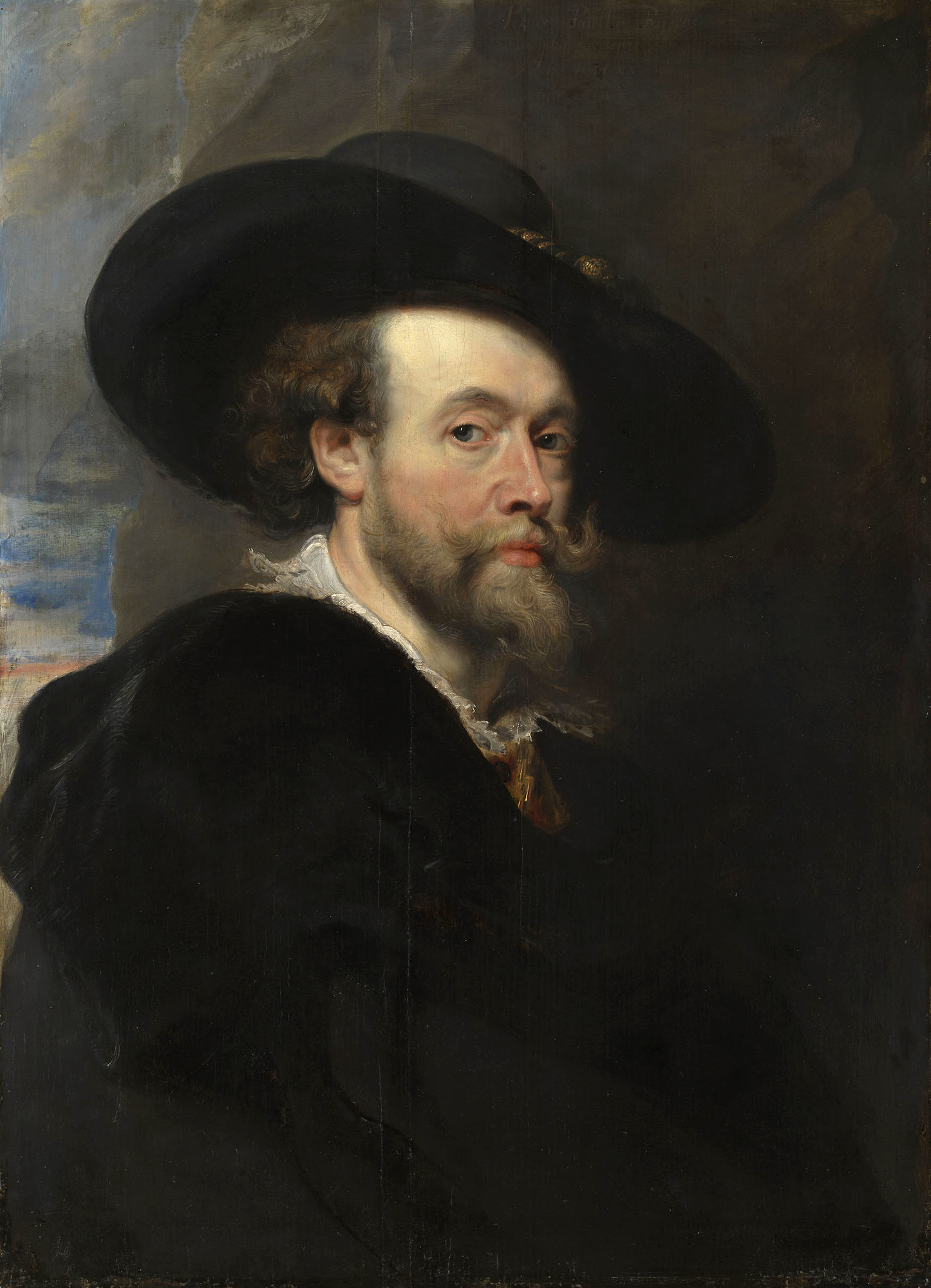
Rubens: Autorretrato, (1639).
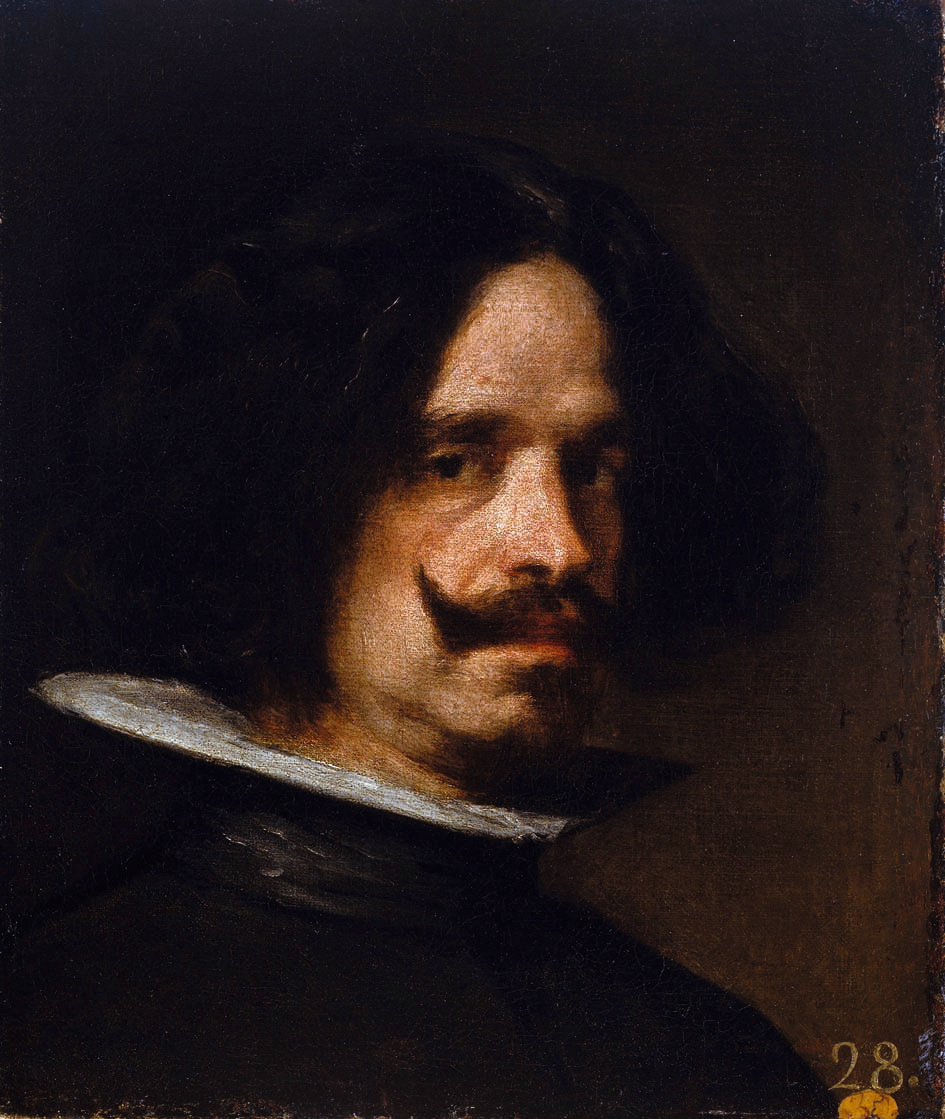
Velázquez: Autorretrato, (1630).
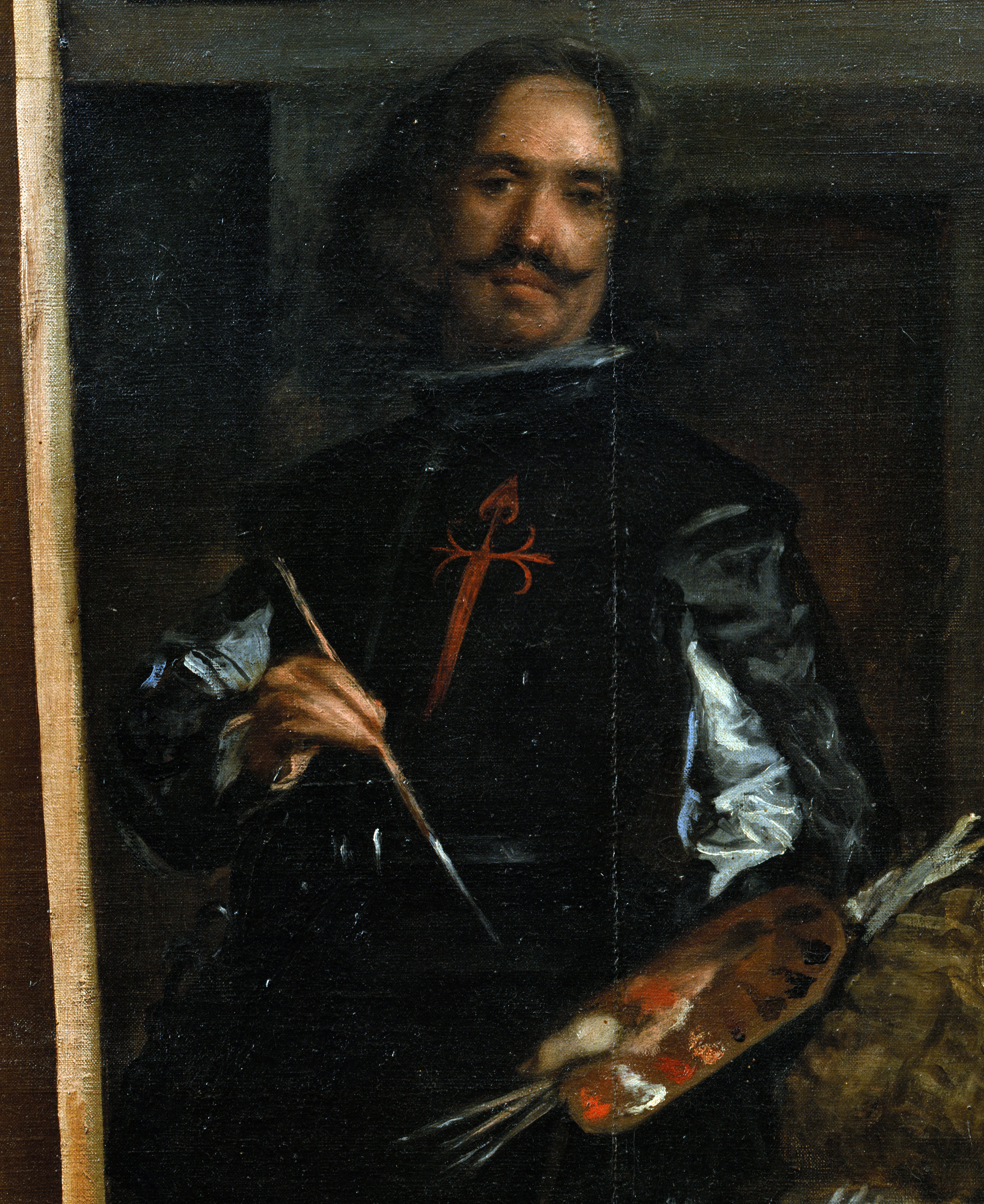
Velázquez: Autorretrato en Las Meninas, (1656).
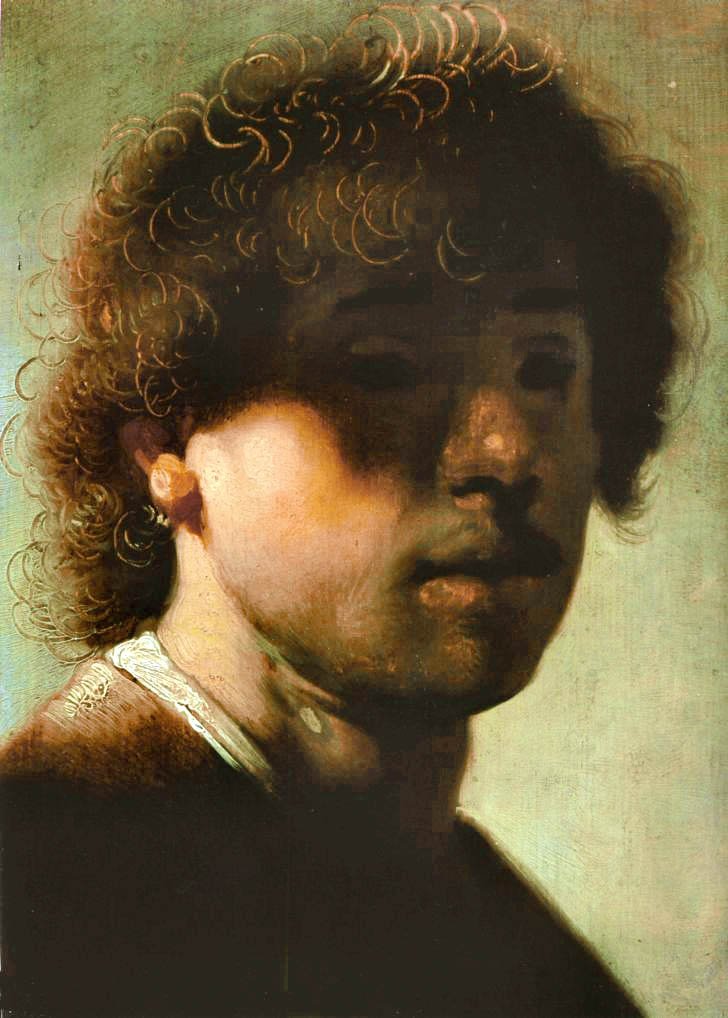
Rembrandt: Autorretrato, (~1628).
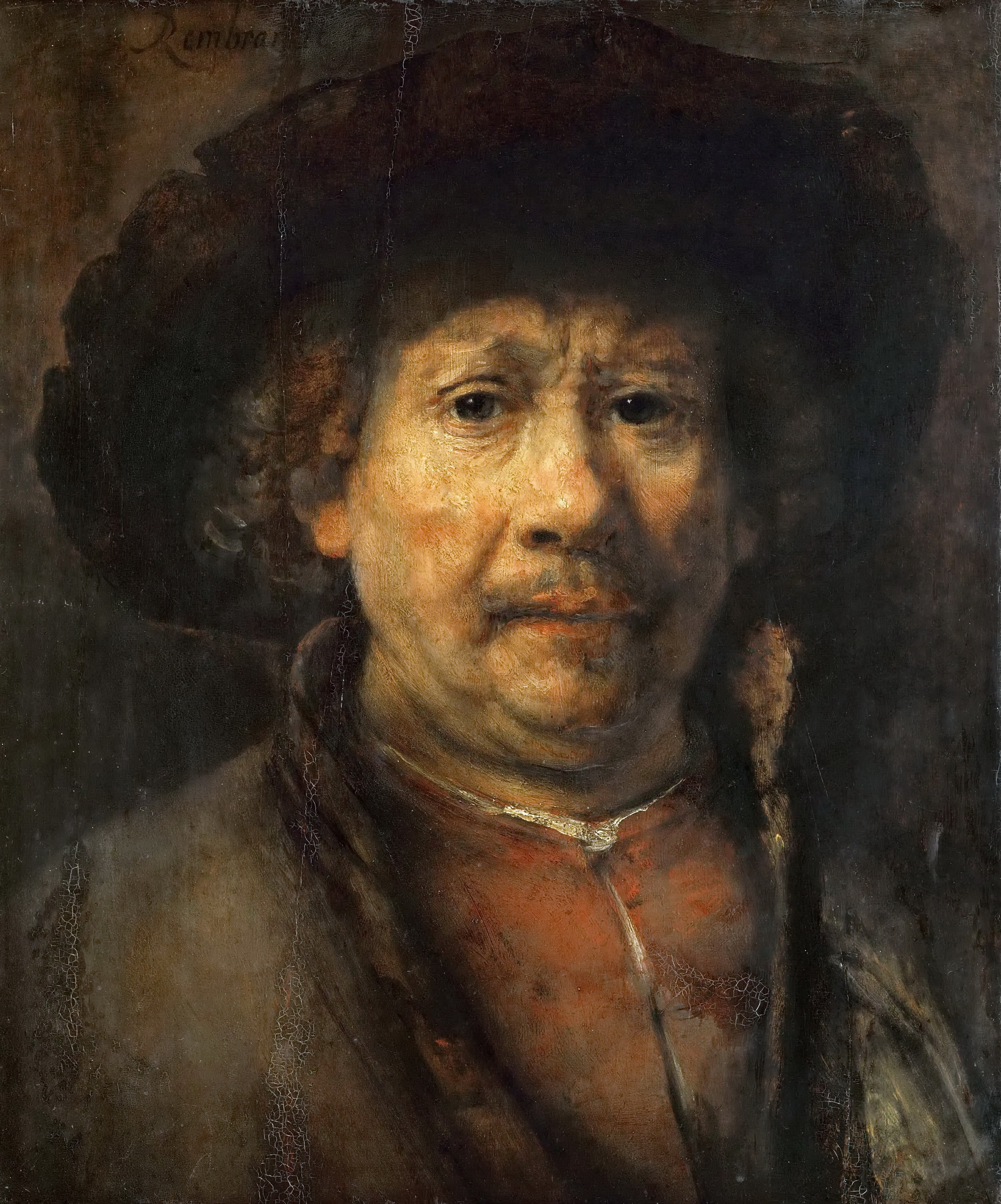
Rembrandt: Autorretrato, (~1655).
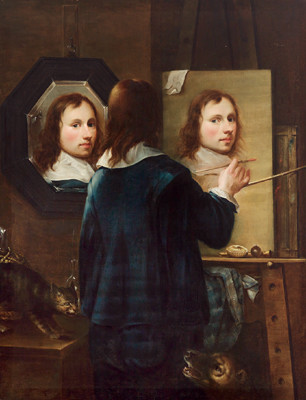
Johannes Gumpp: Autorretrato (1646)
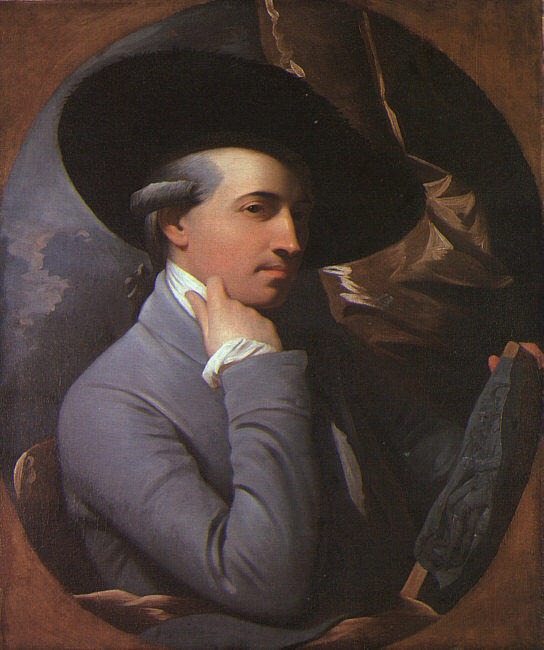
Benjamin West: Autorretrato, (1770).
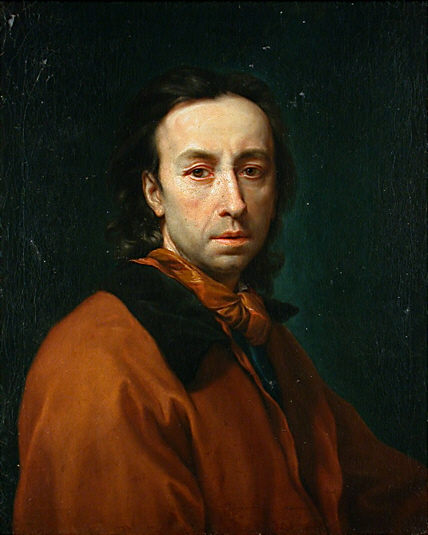
Rafael Mengs: Autorretrato, (1773).
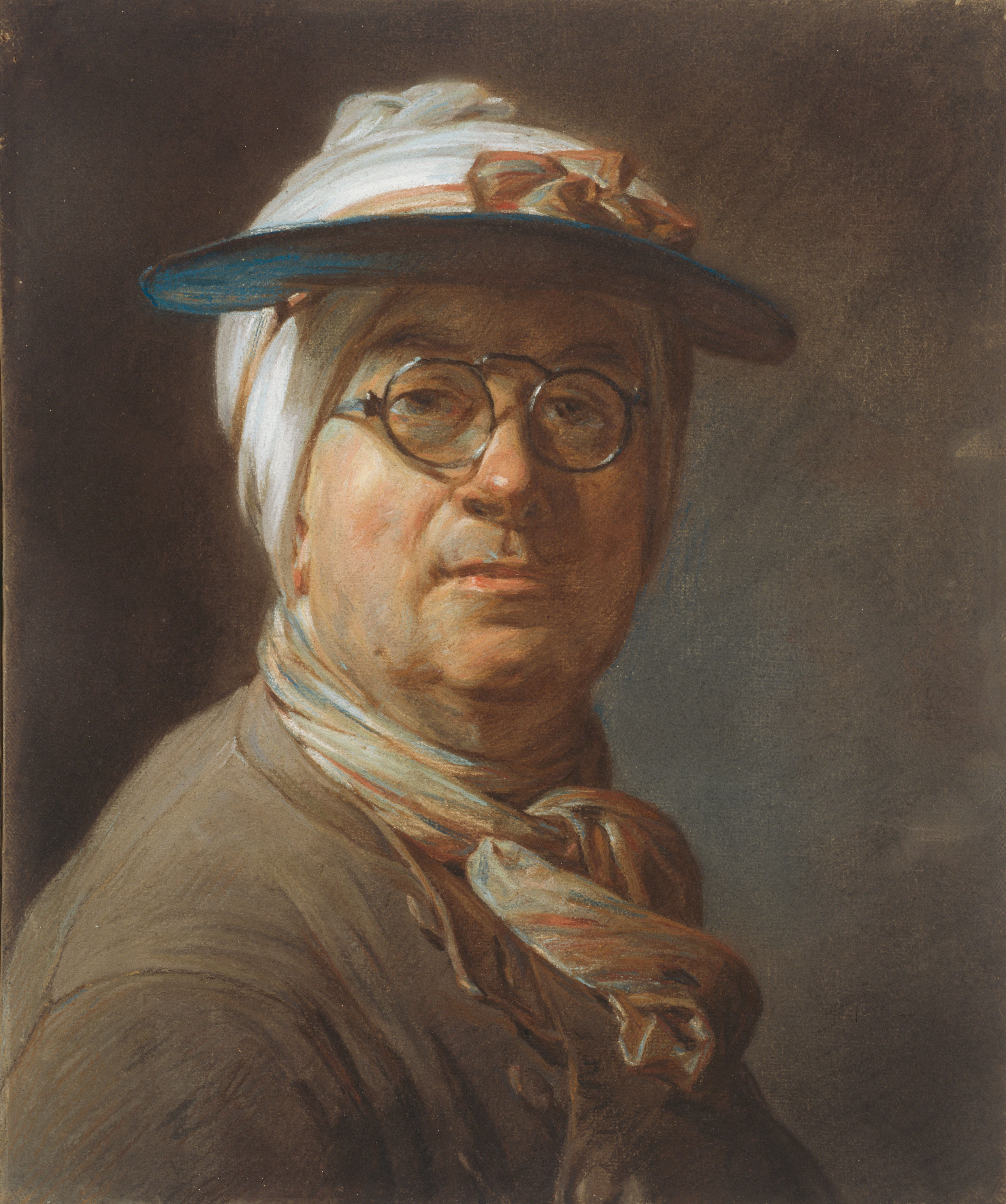
Jean-Baptiste Siméon Chardin Autorretrato, (1775).
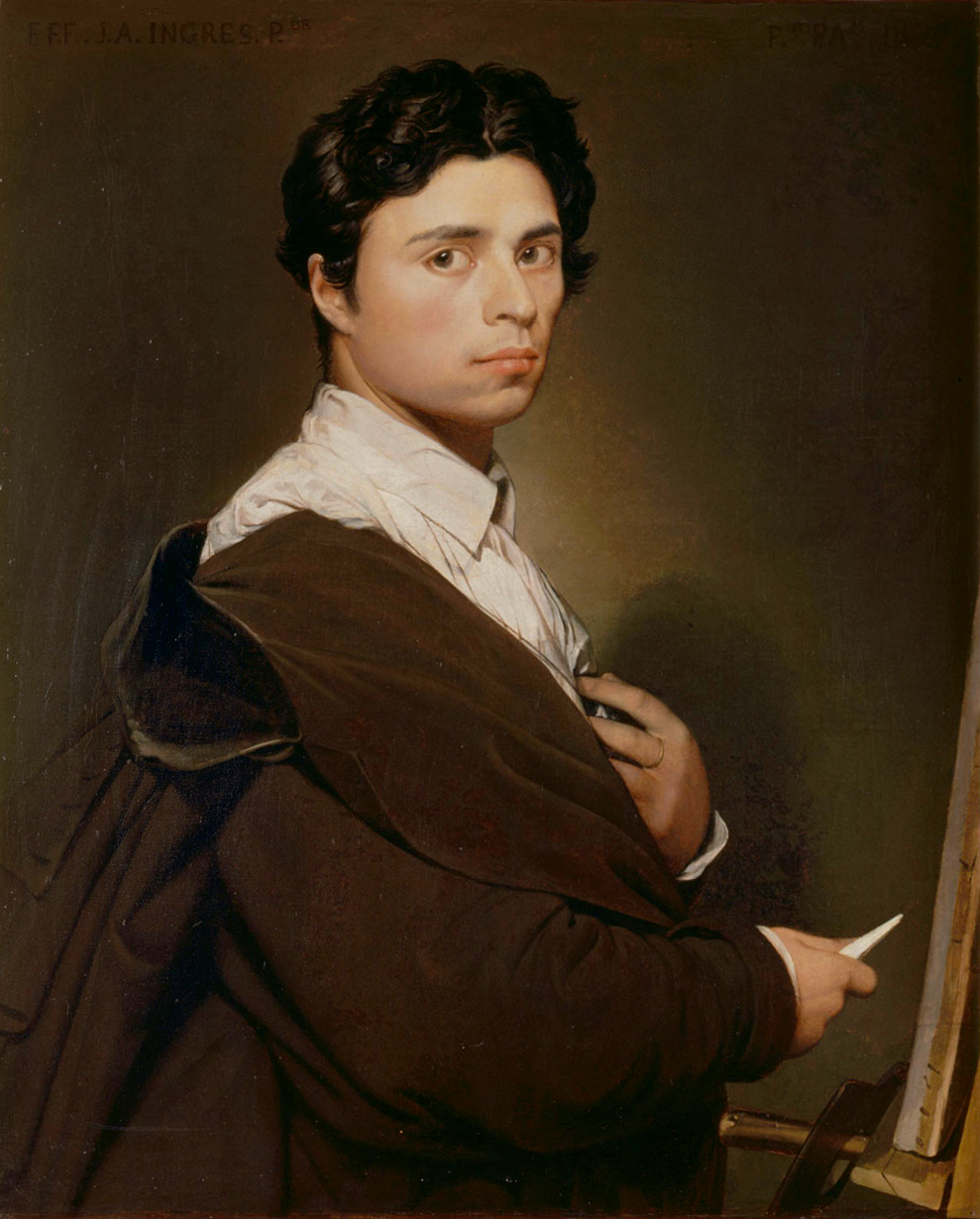
Ingres: Autorretrato, (1804).
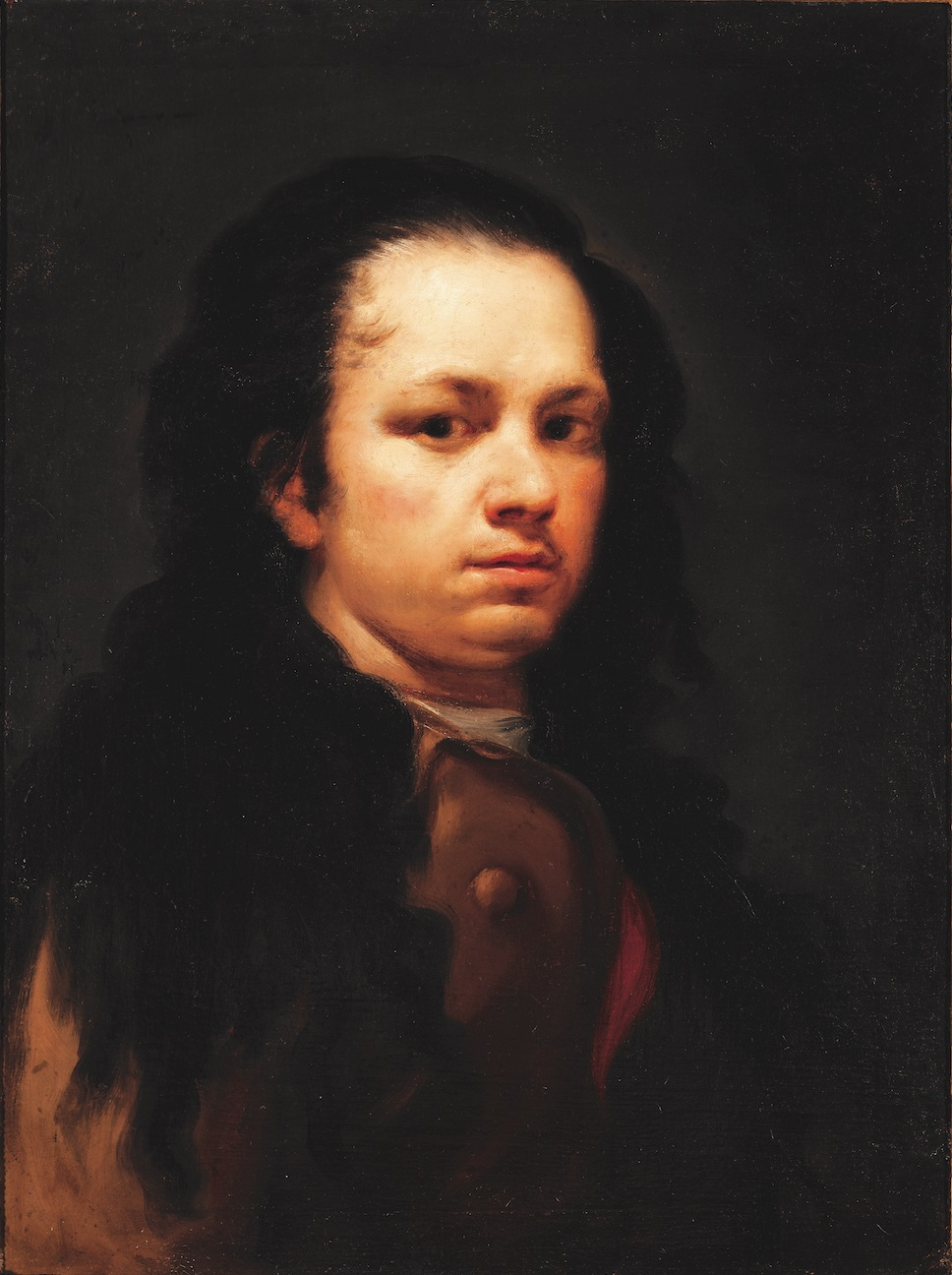
Francisco Goya Autorretrato, (~1771-1775)
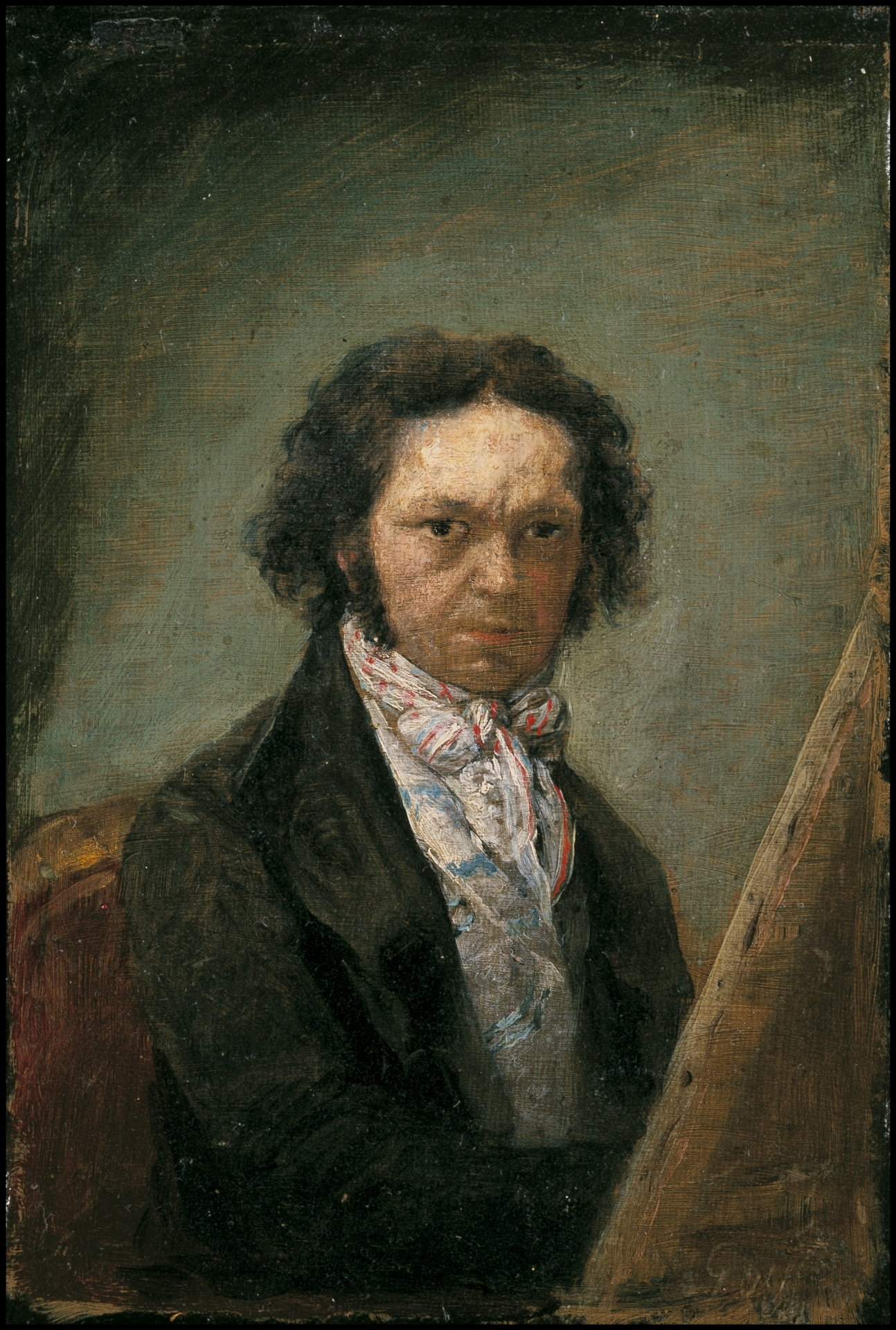
Francisco Goya: Autorretrato, (1795).
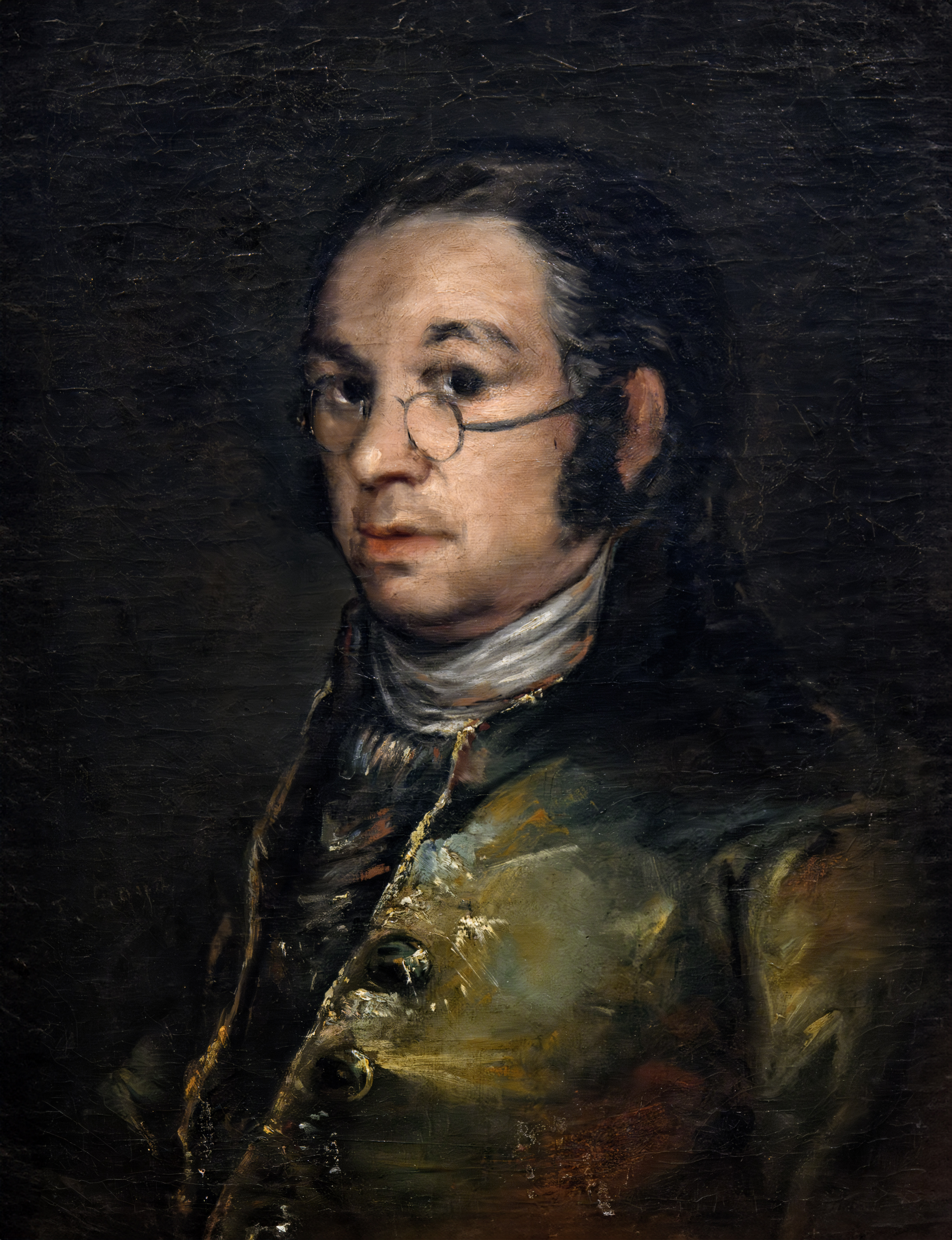
Francisco Goya: Autorretrato, (1797-1800).
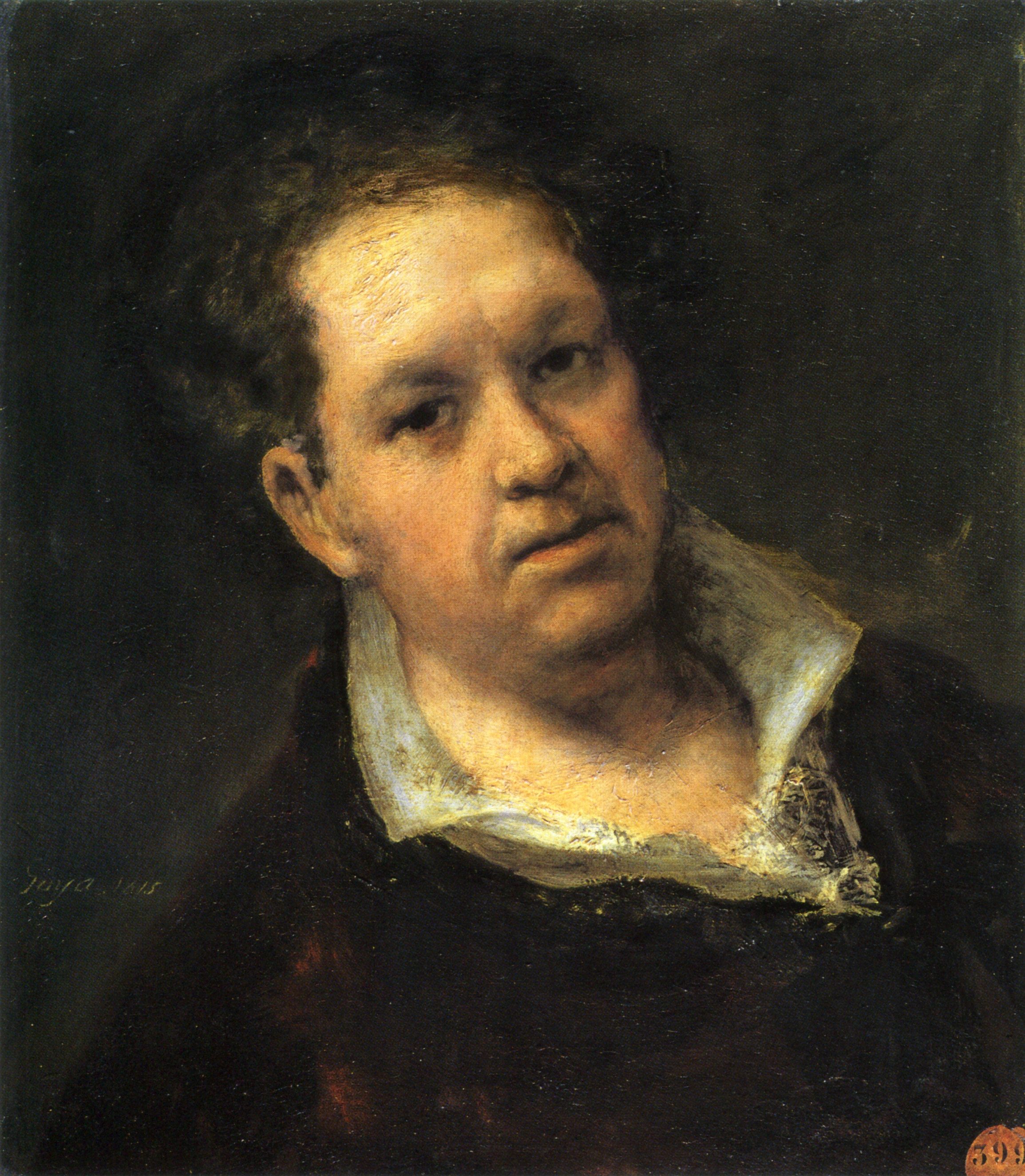
Francisco Goya Autorretrato, (1815)
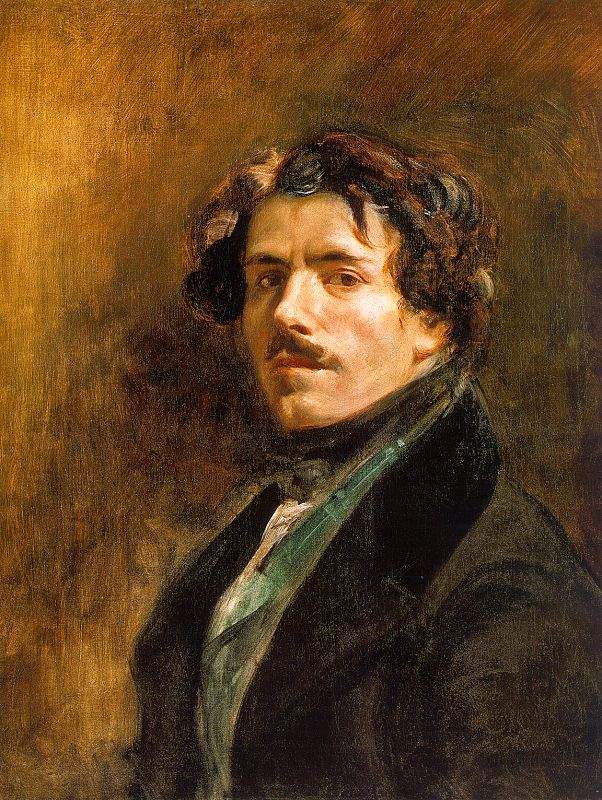
Delacroix: Autorretrato, (1837).
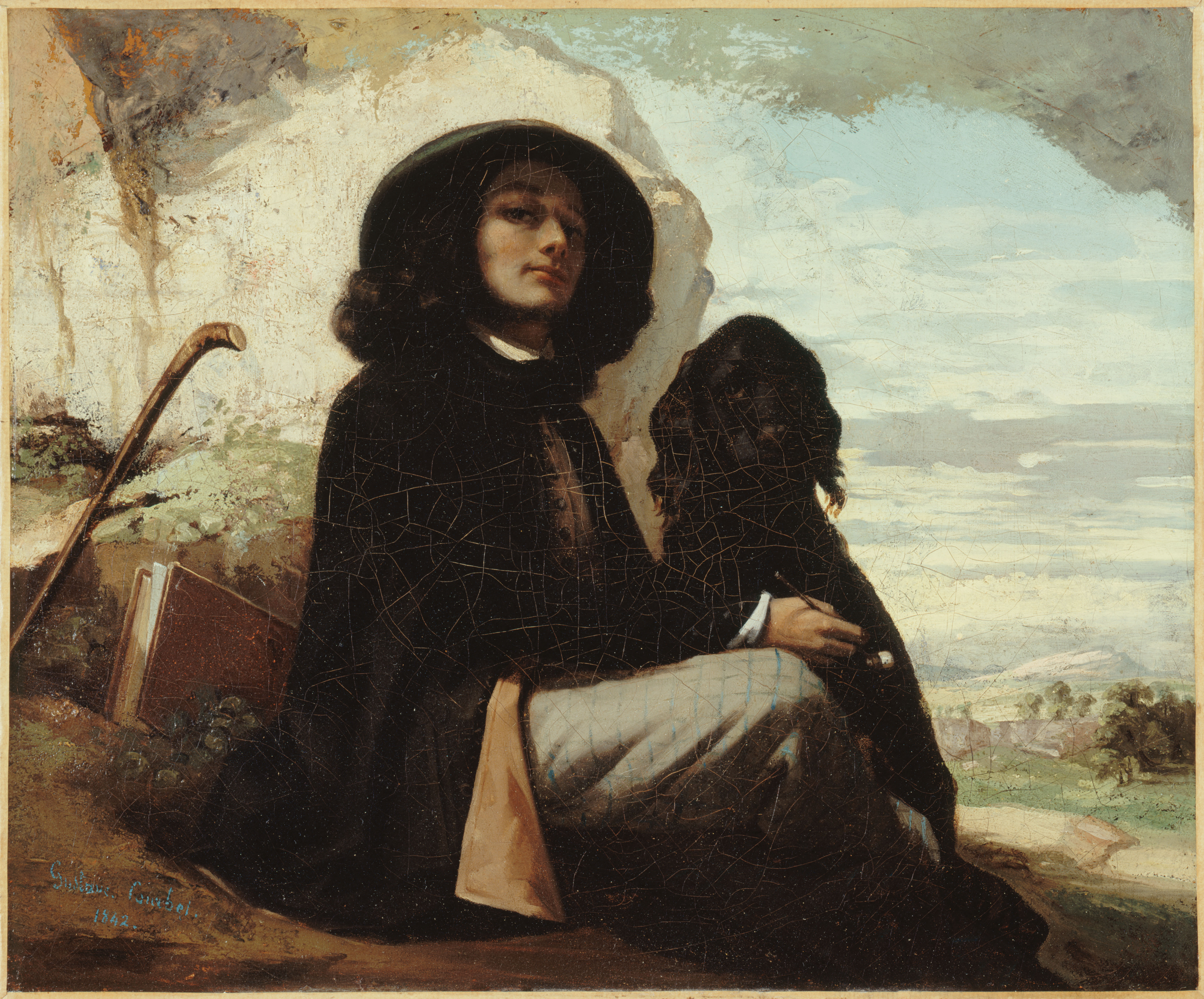
Gustave Courbet: Autorretrato con perro negro, (1842).
Gustave Courbet: El desesperado, (1843).
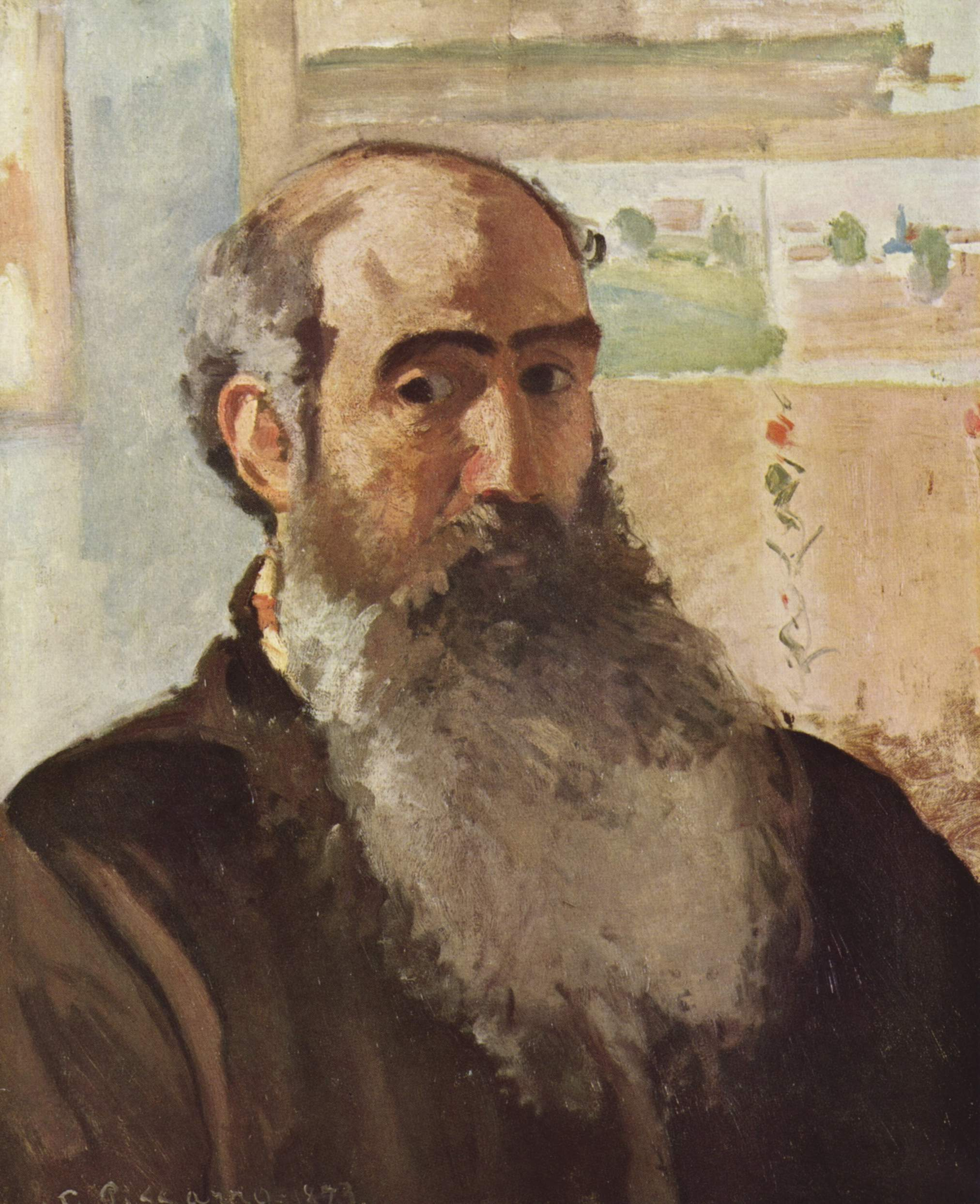
Camille Pissarro: Autorretrato, (1873).
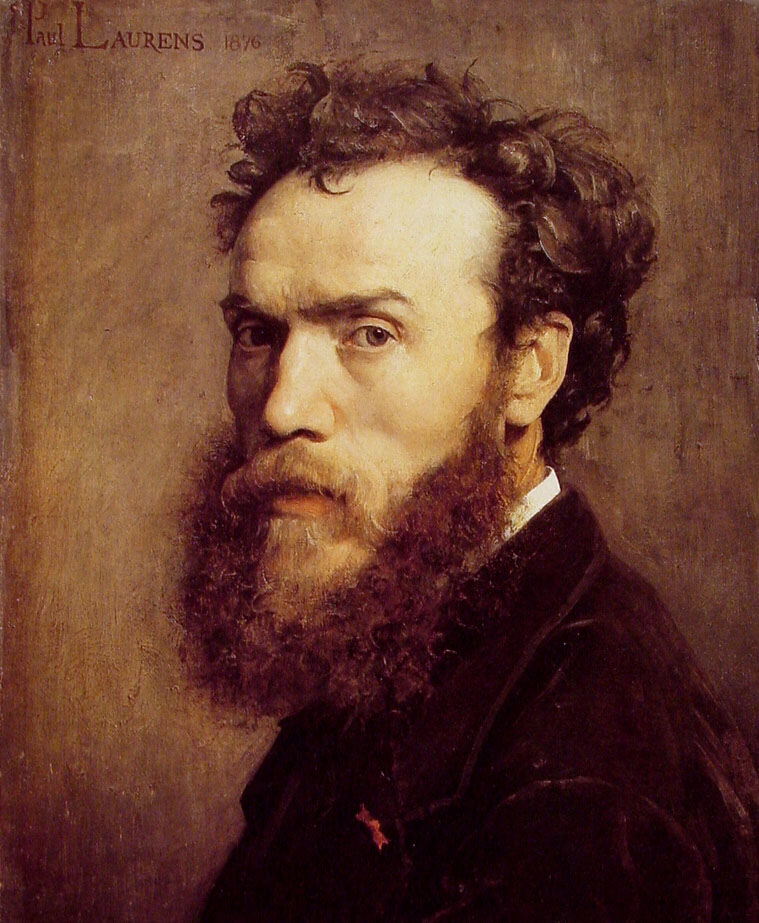
Jean-Paul Laurens: Autorretrato, (1876).
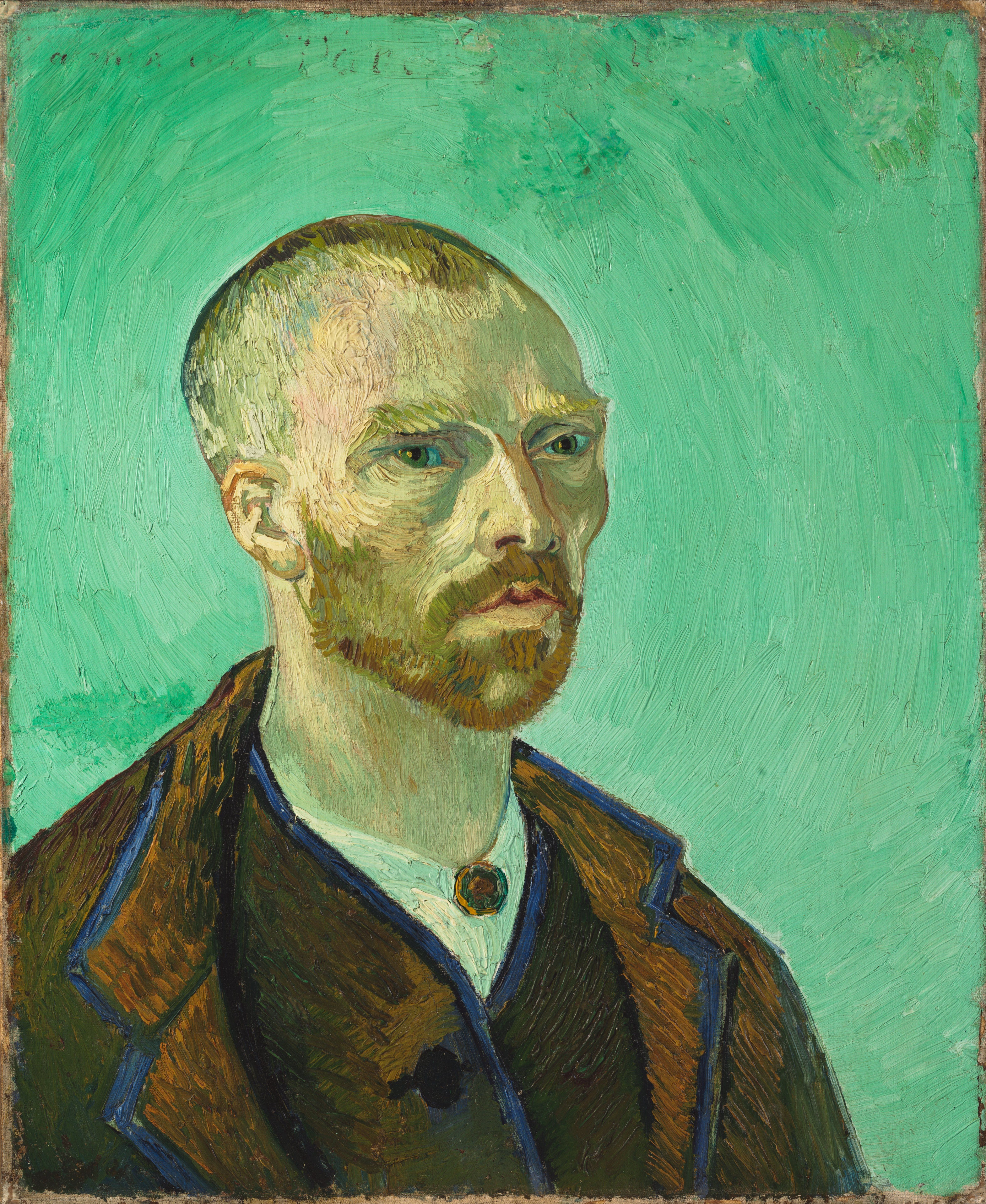
Vincent Van Gogh: Autorretrato.
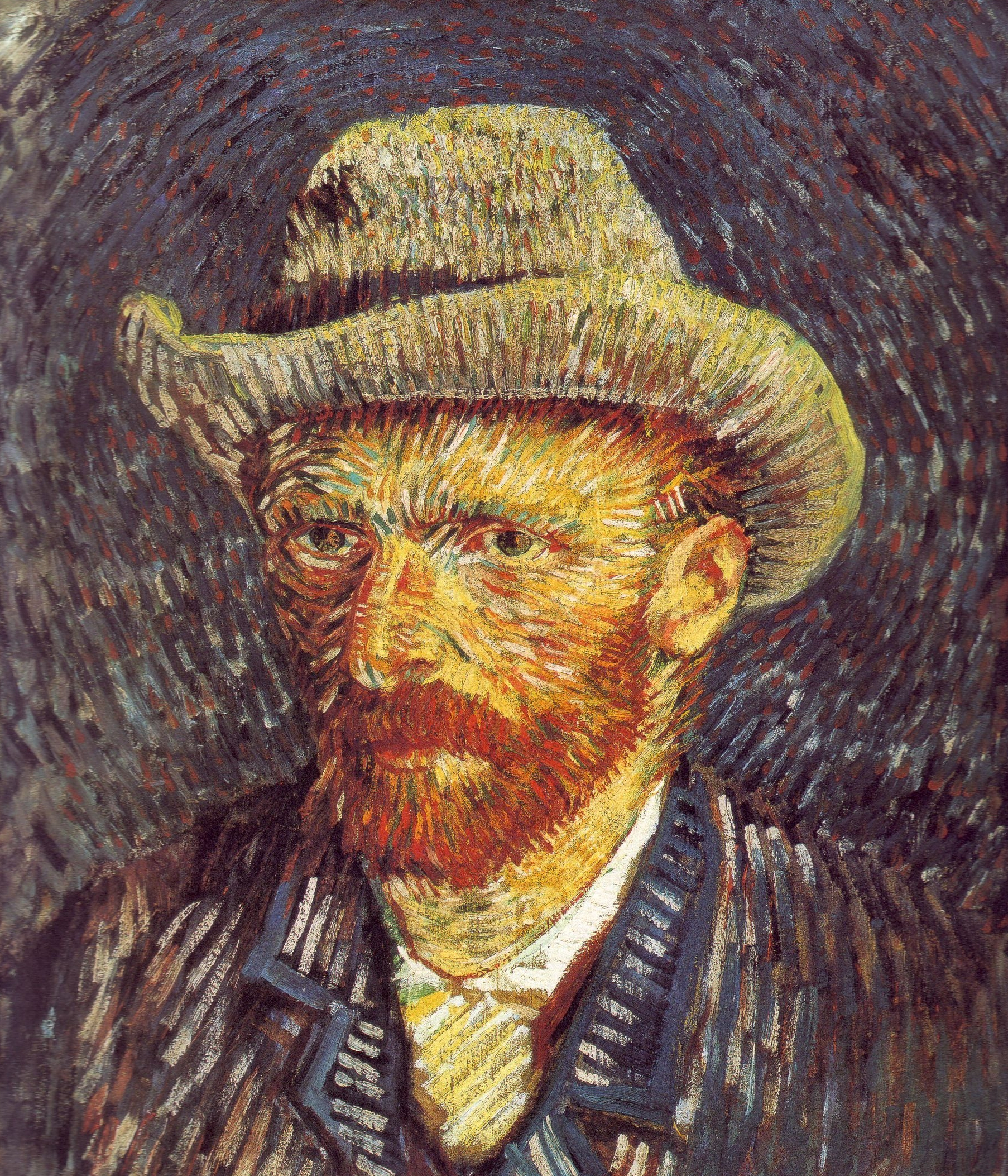
Vincent Van Gogh: Autorretrato.
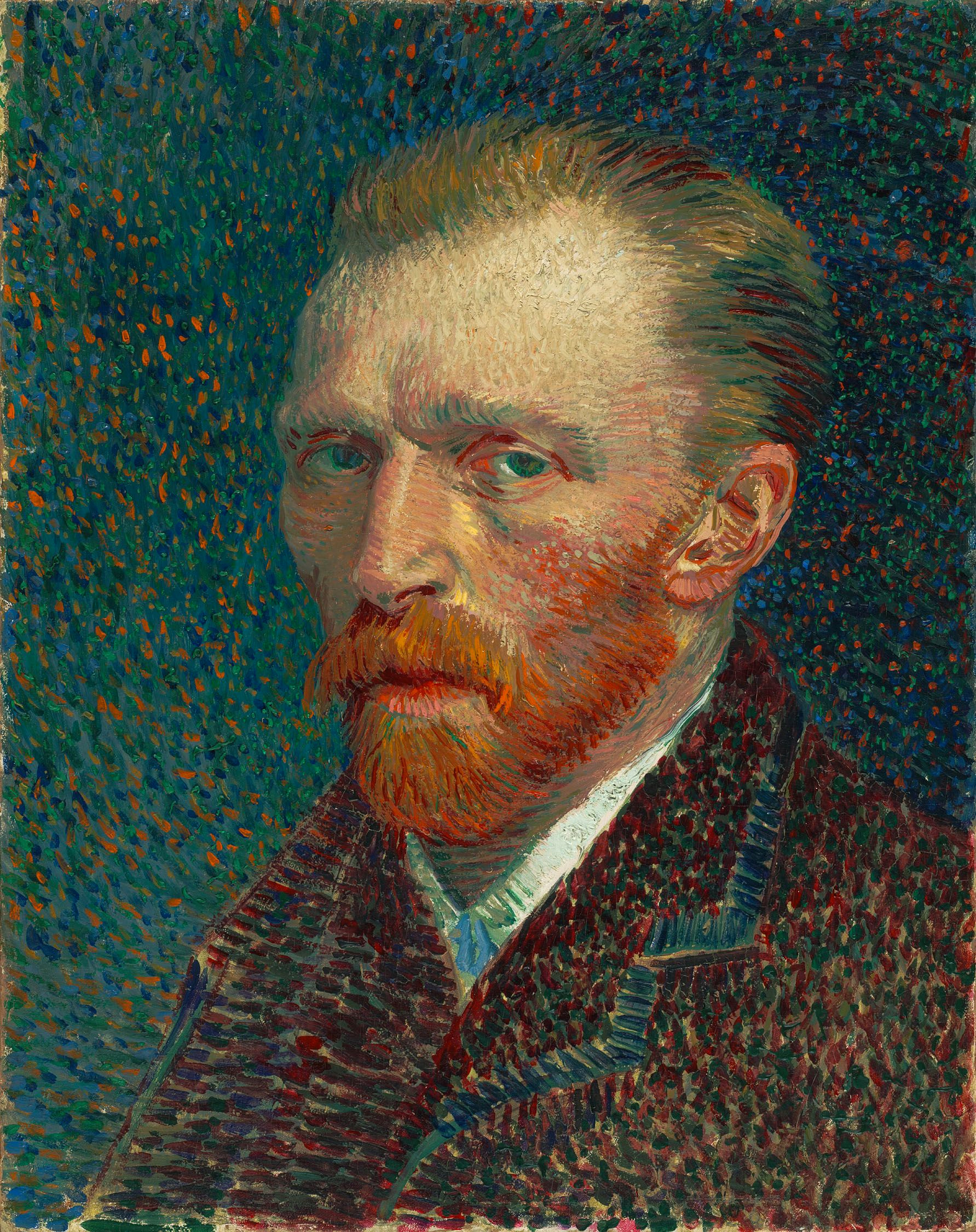
Vincent Van Gogh: Autorretrato, (1887).
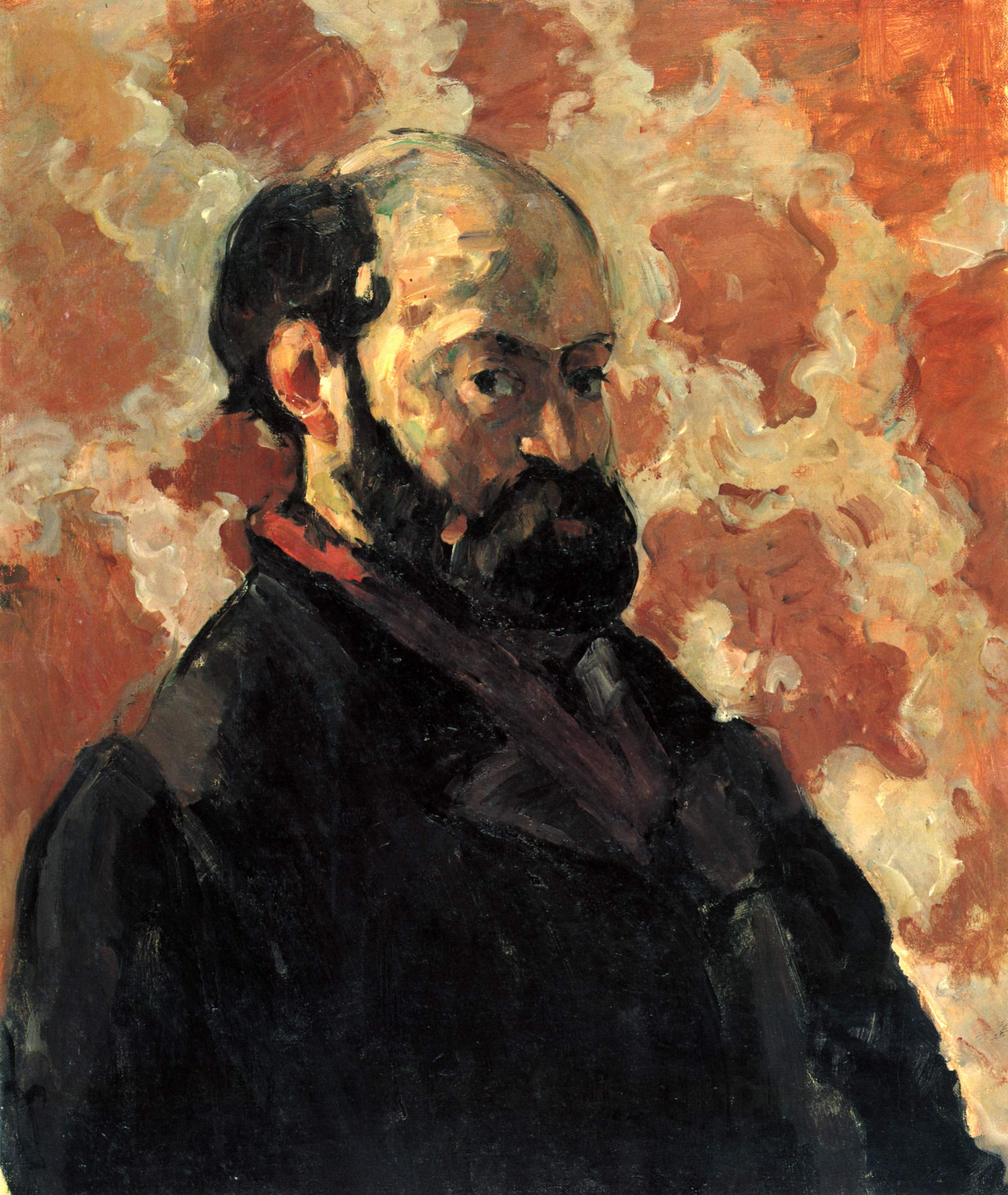
Paul Cézanne: Autorretrato, (1864).
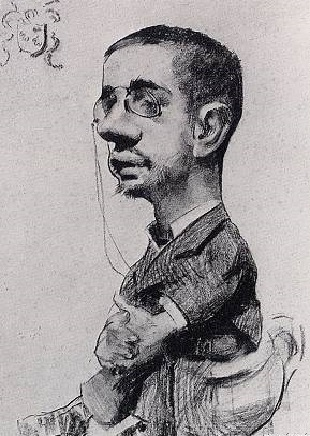
Toulouse-Lautrec: Autorretrato, (1882).
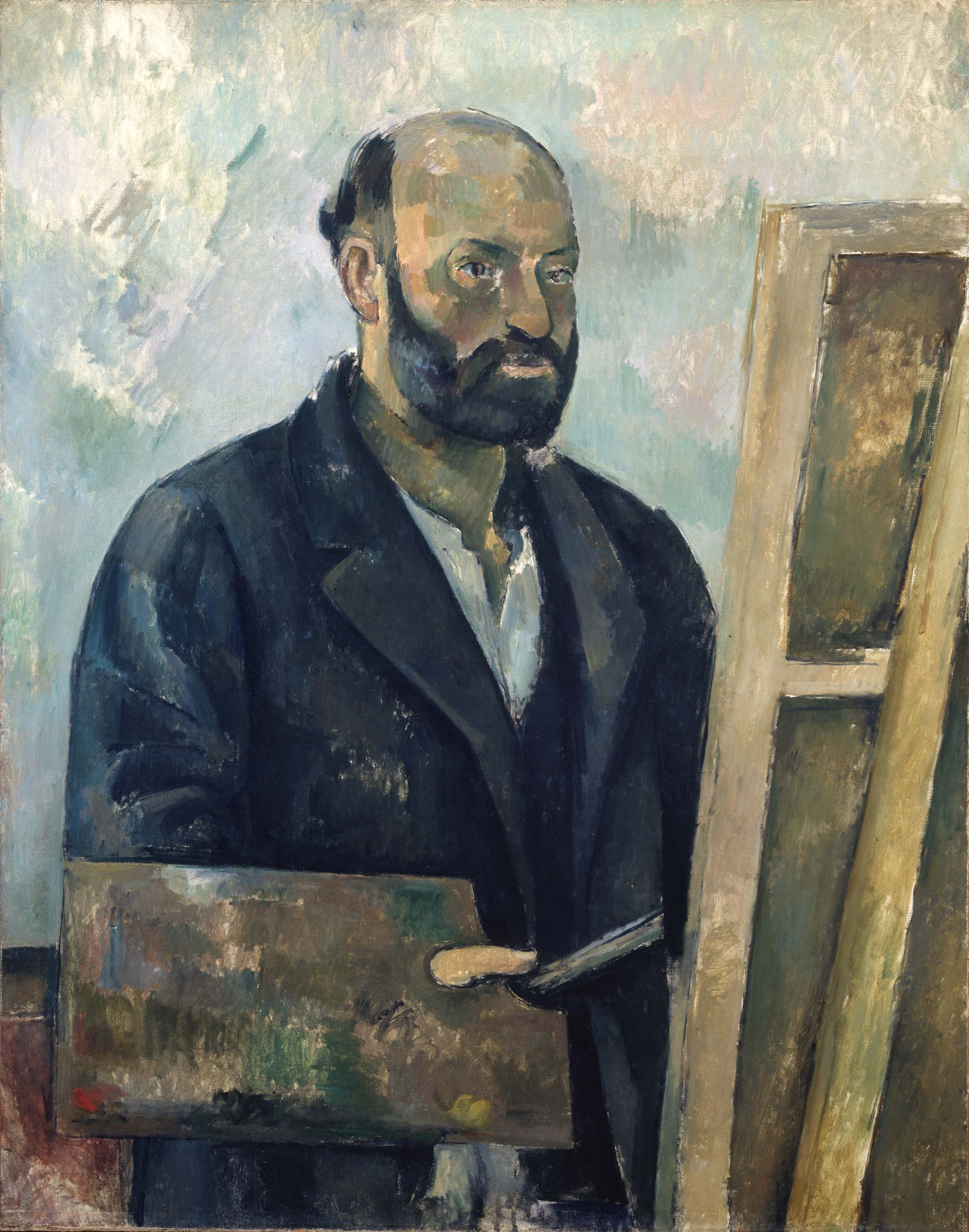
Paul Cézanne: Autorretrato, (1890).
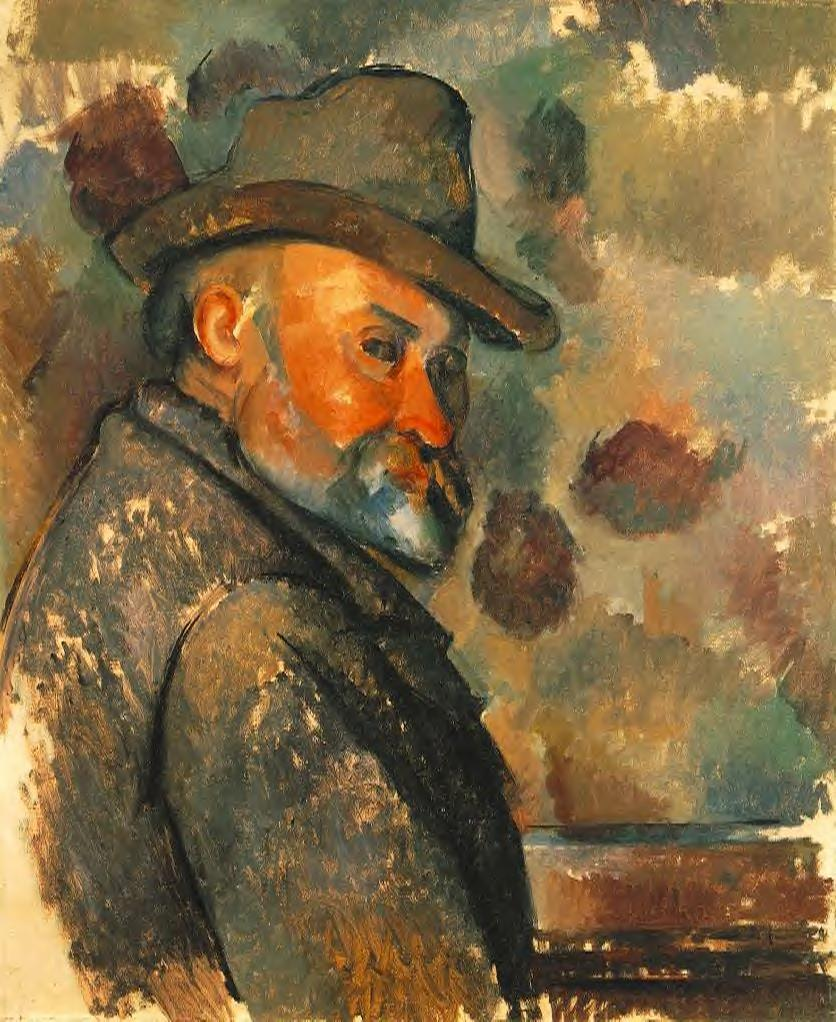
Paul Cézanne: Autorretrato, (1890-1894).
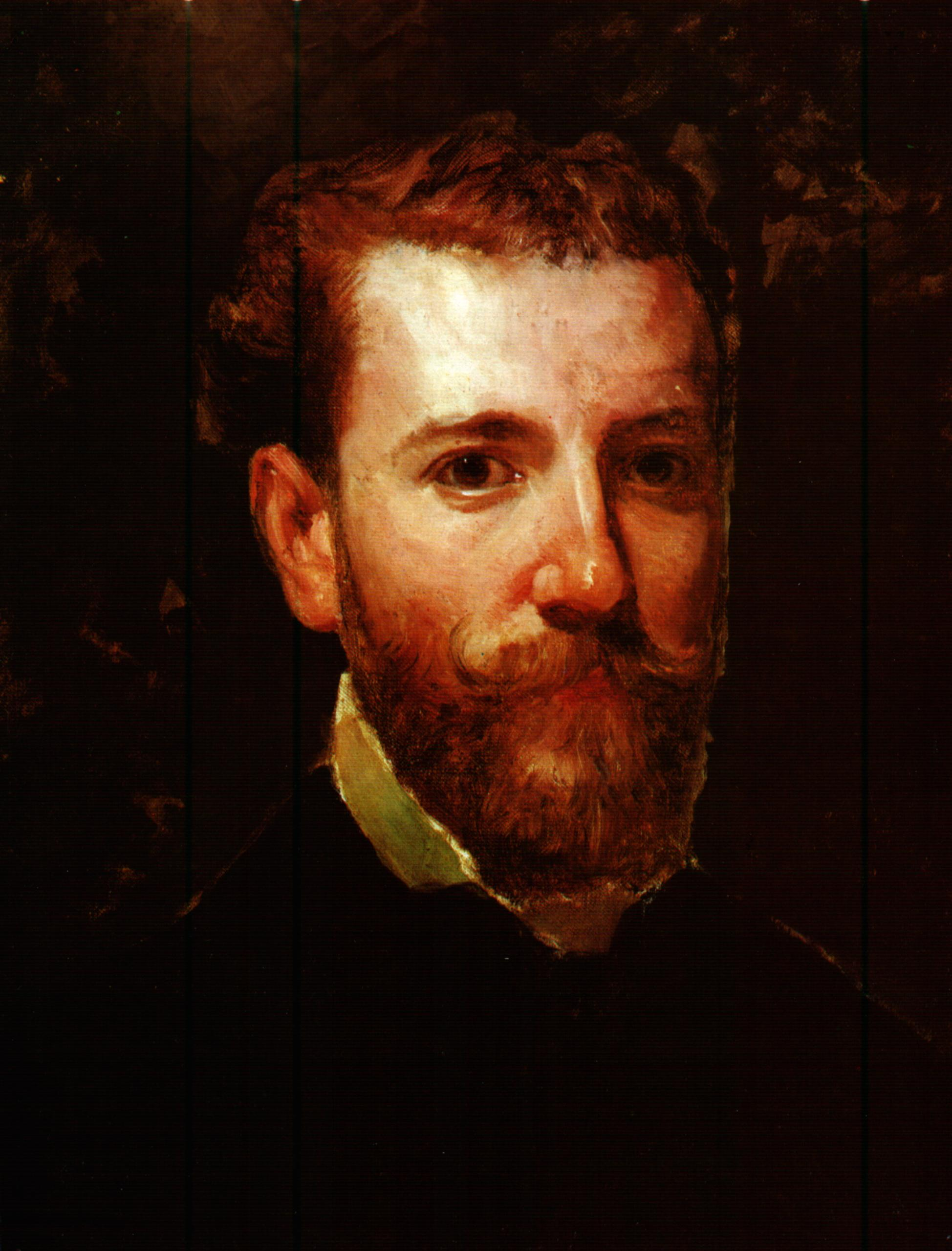
Emilio Mauri: Autorretrato, (1887).
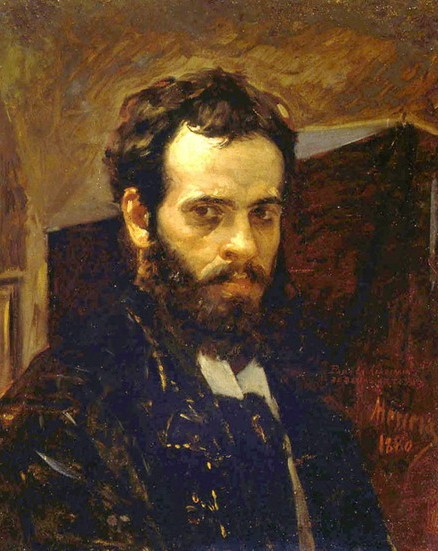
Antonio Herrera Toro: Autorretrato, (1887).
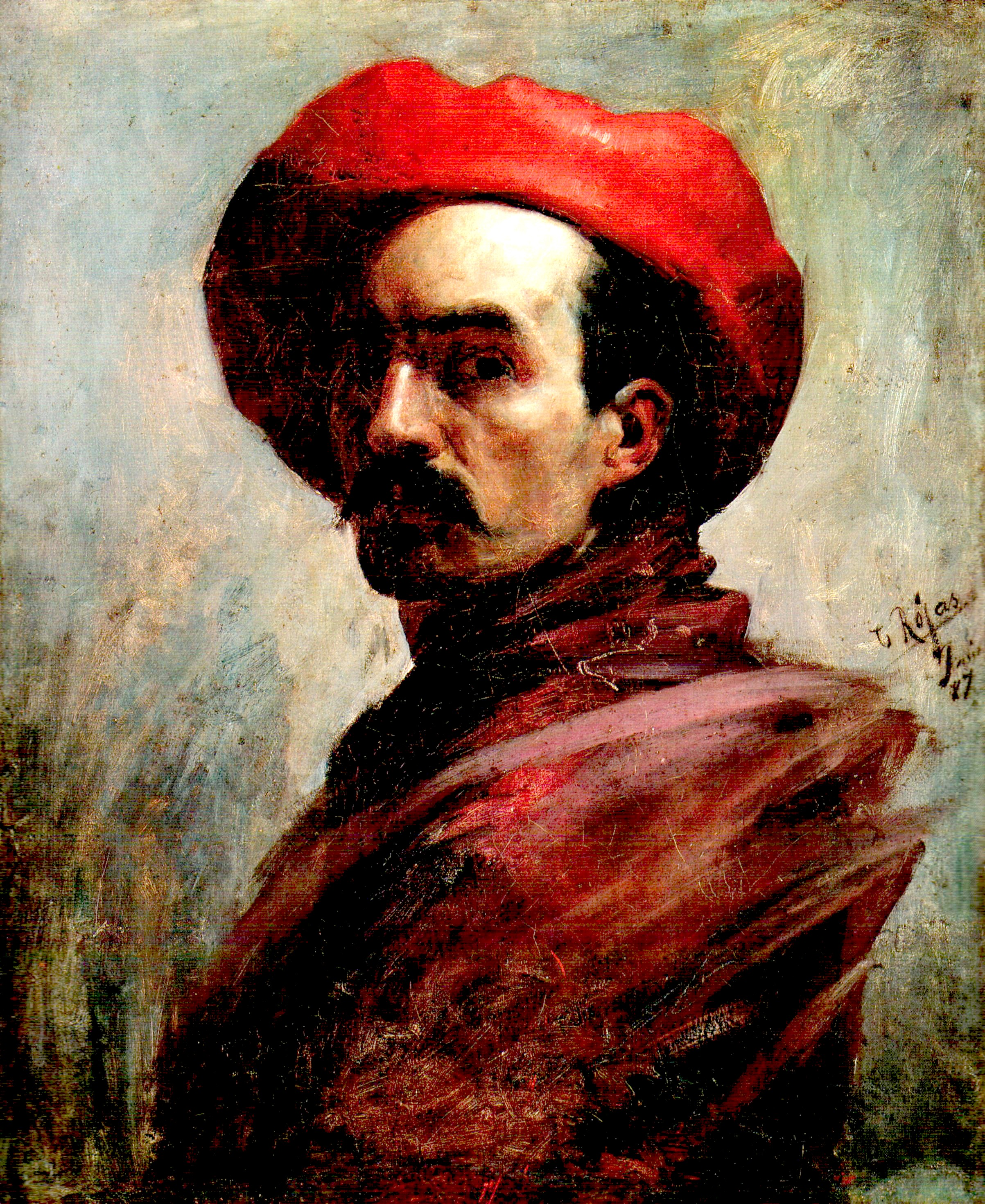
Cristóbal Rojas: Autorretrato con sombrero rojo, (1887).
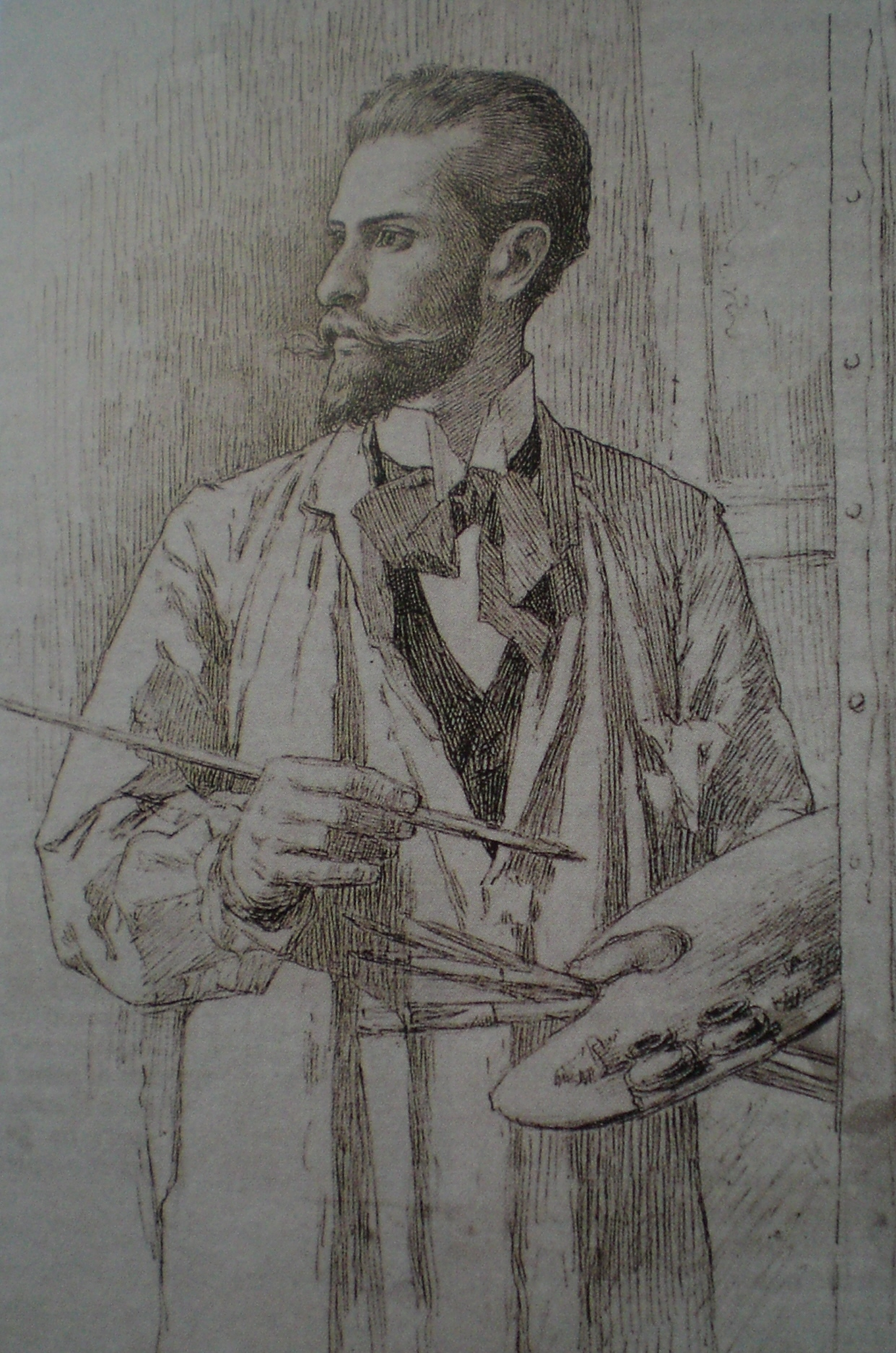
Arturo Michelena: Autorretrato, (1890).
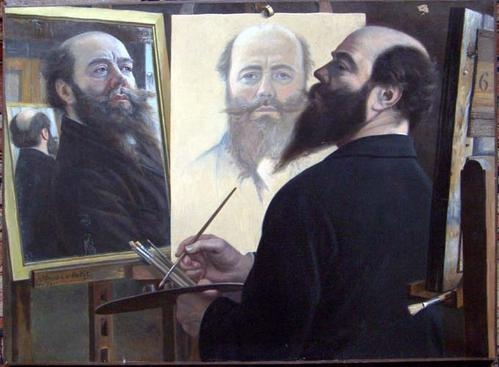
Alfred Le Petit: Autorretrato (1893)
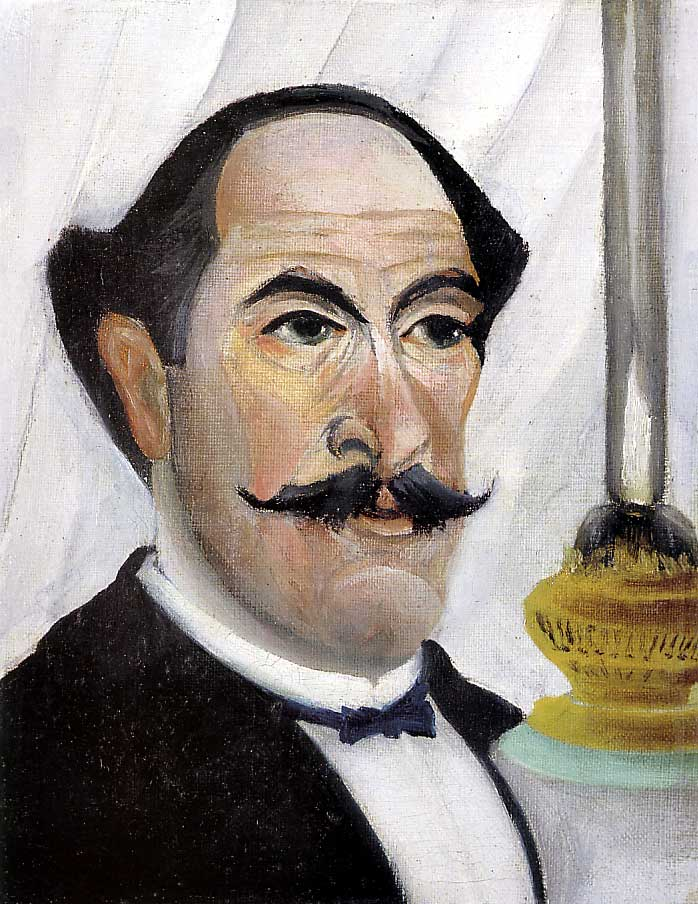
Henri Rousseau: Autorretrato, (1903).
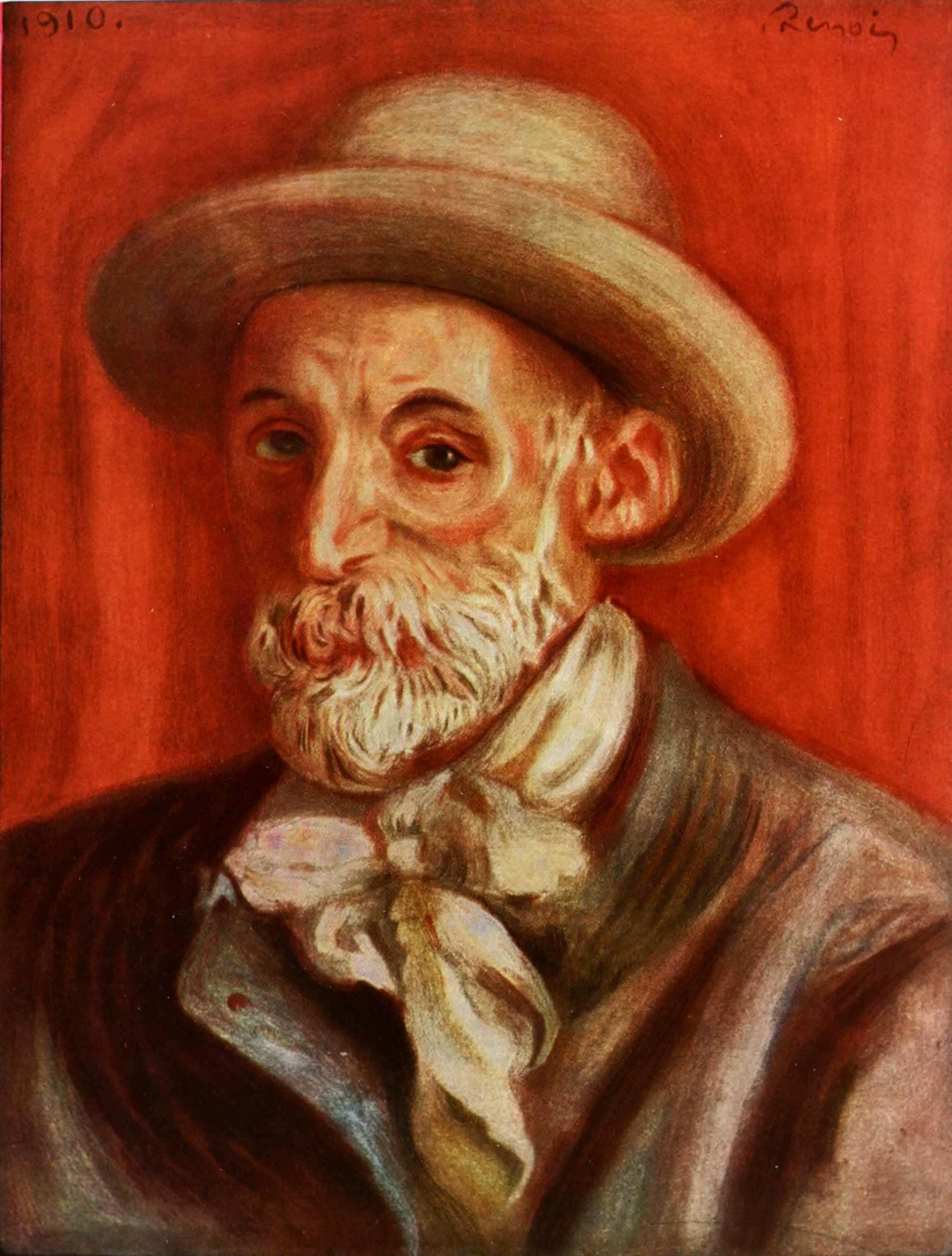
Renoir: Autorretrato, (1910).
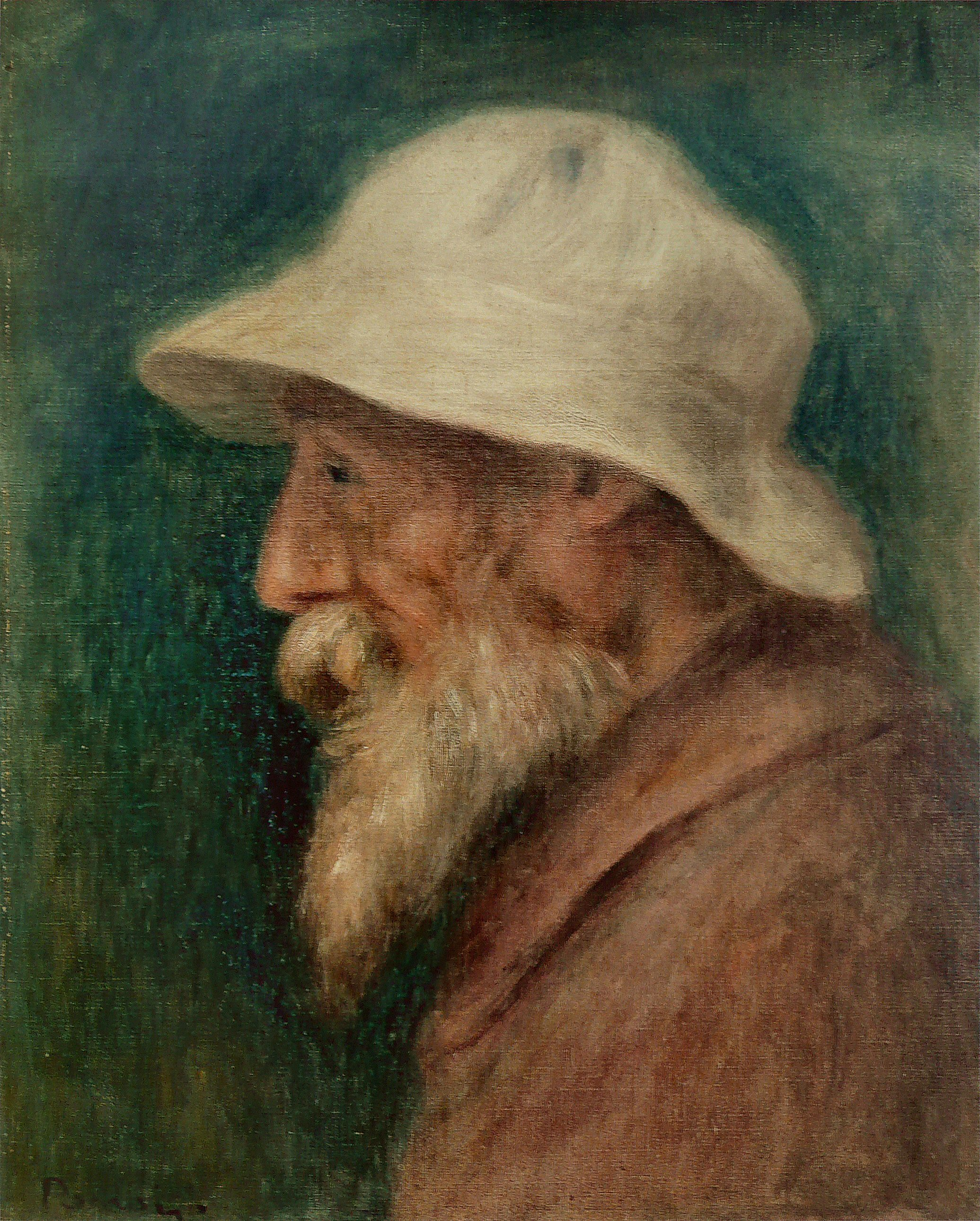
Renoir: Autorretrato, (1910).
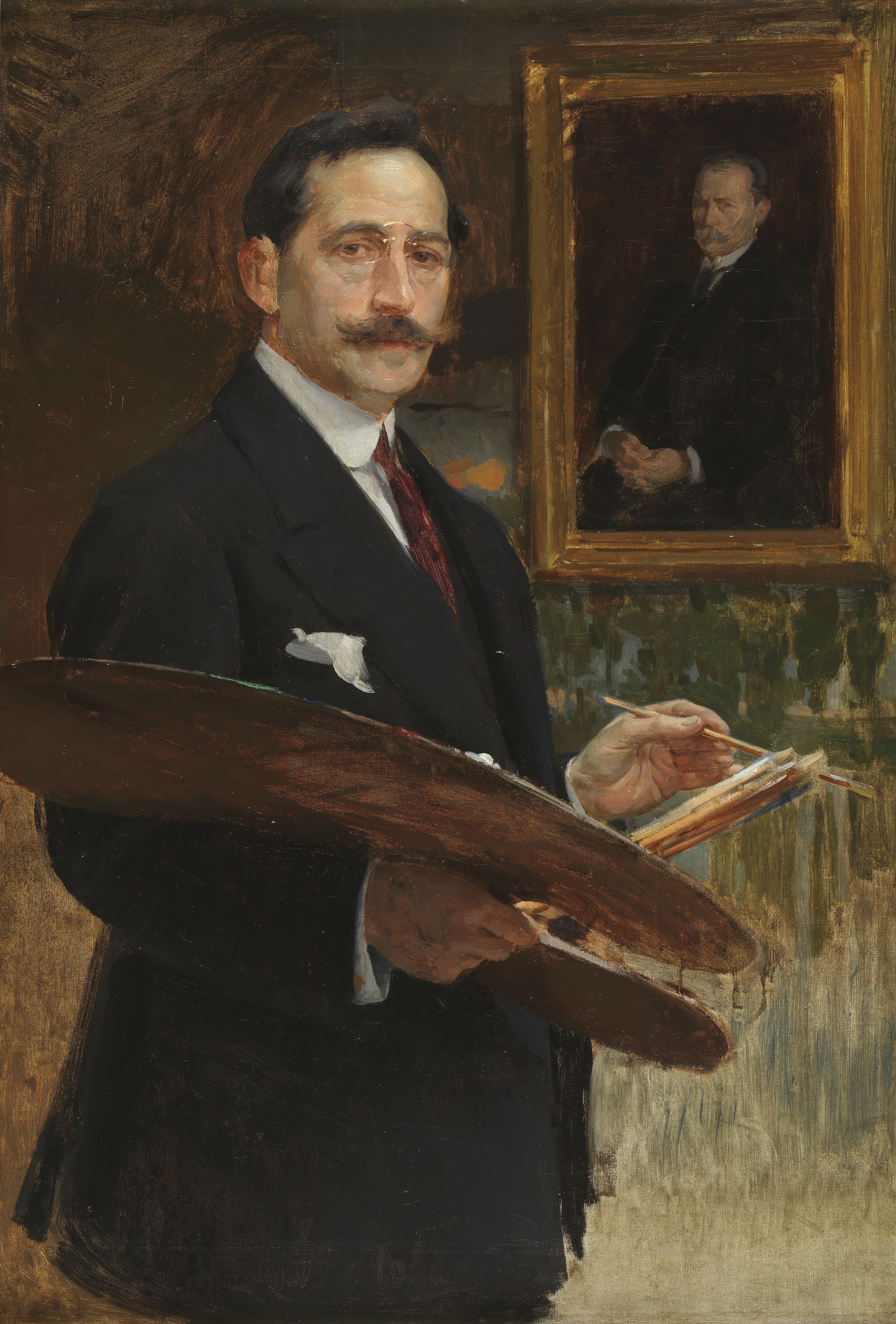
Enrique Simonet: Autorretrato, (1910).
Egon Schiele: Autorretrato, (1912).
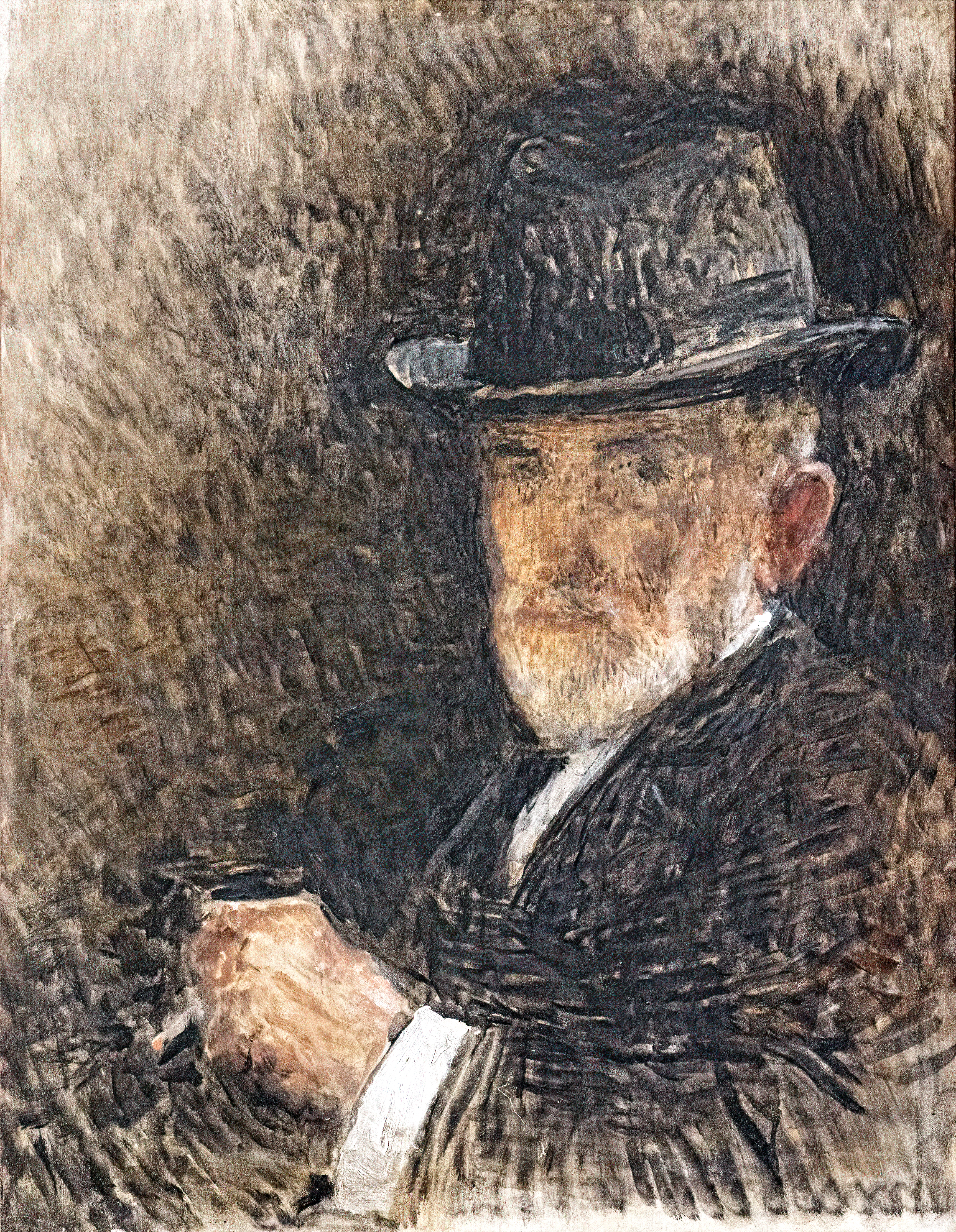
Léon Bonnat: Autorretrato, (1916).
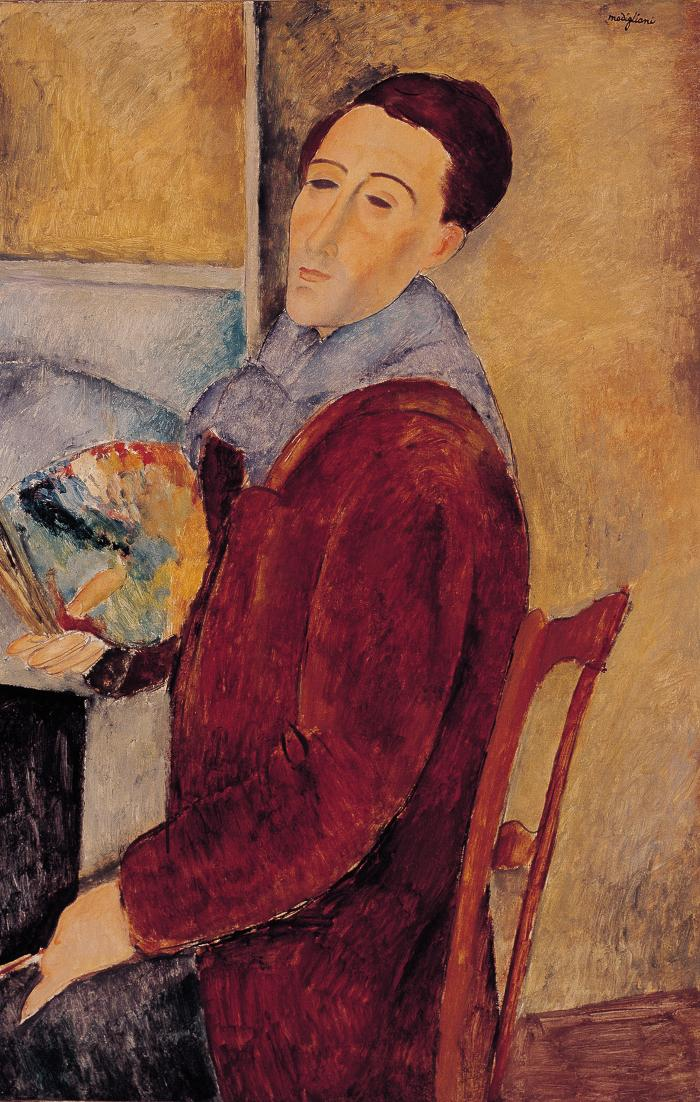
Amedeo Modigliani: Autorretrato, (1919).
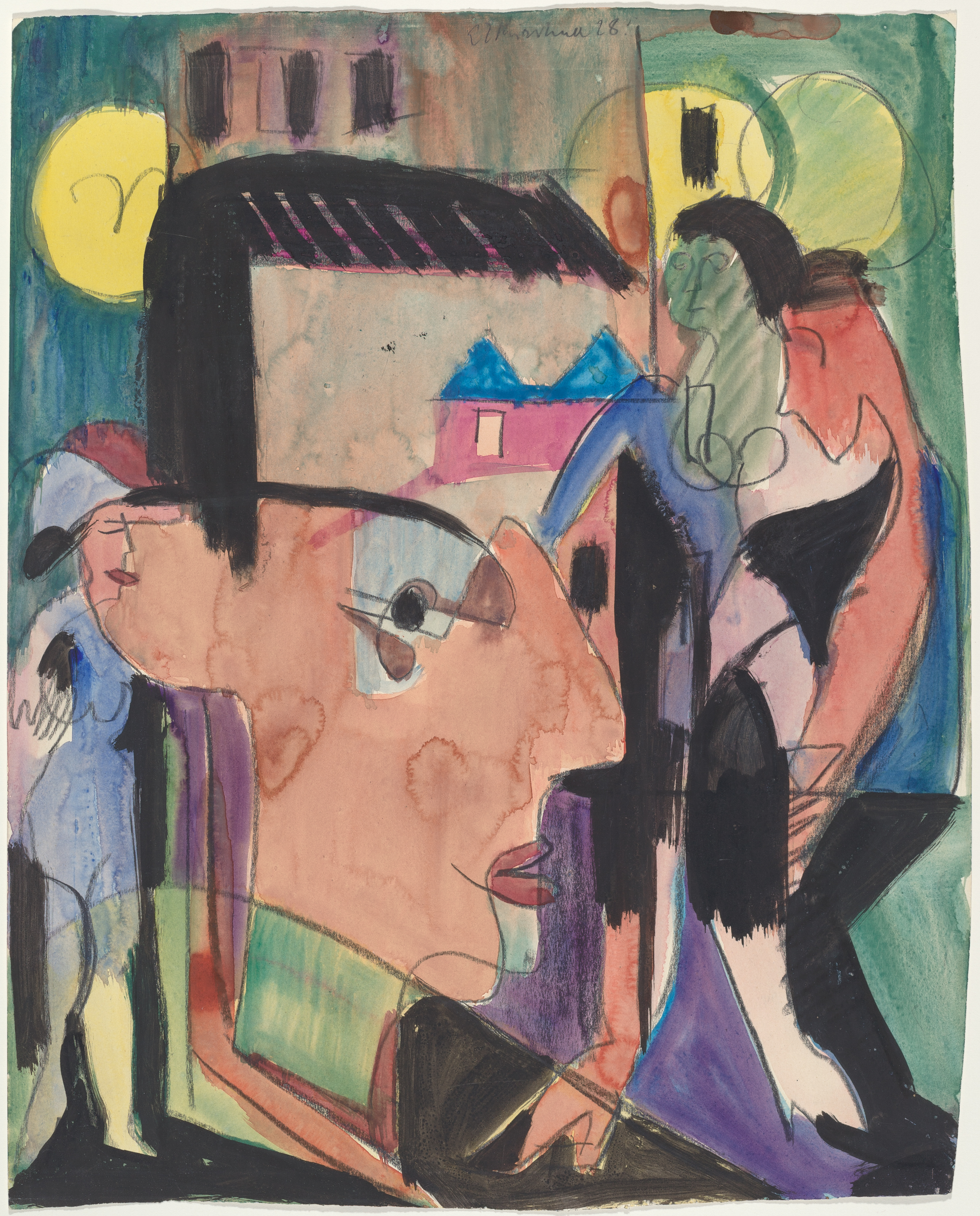
Ernst Ludwig Kirchner: Autorretrato, (1928).
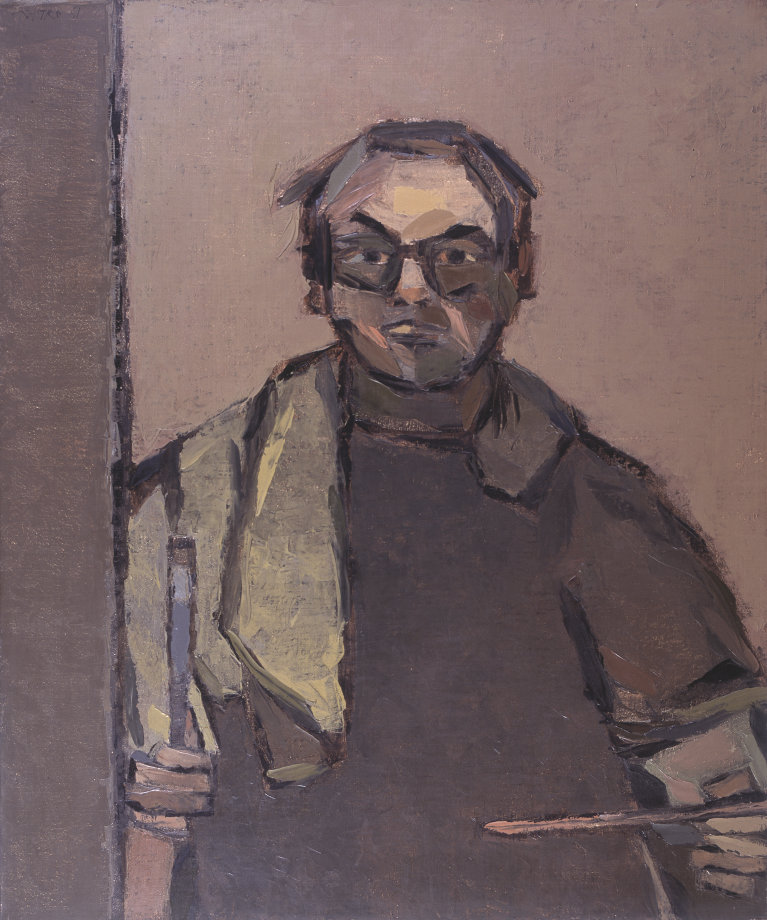
Sergio de Castro: Autorretrato, (1961).
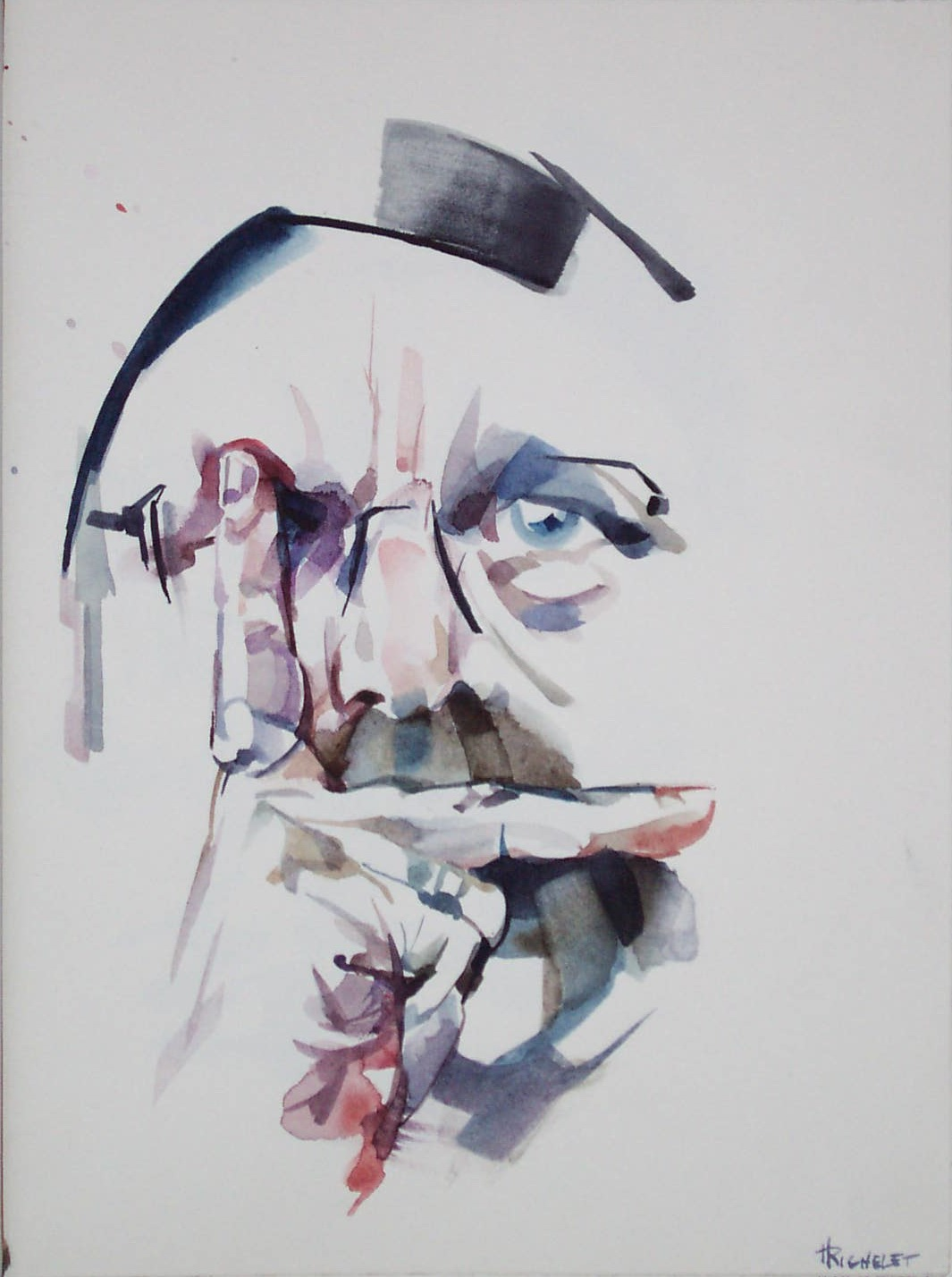
Henri Richelet: Autorretrato, (2000).

### Autorretrato fotográfico

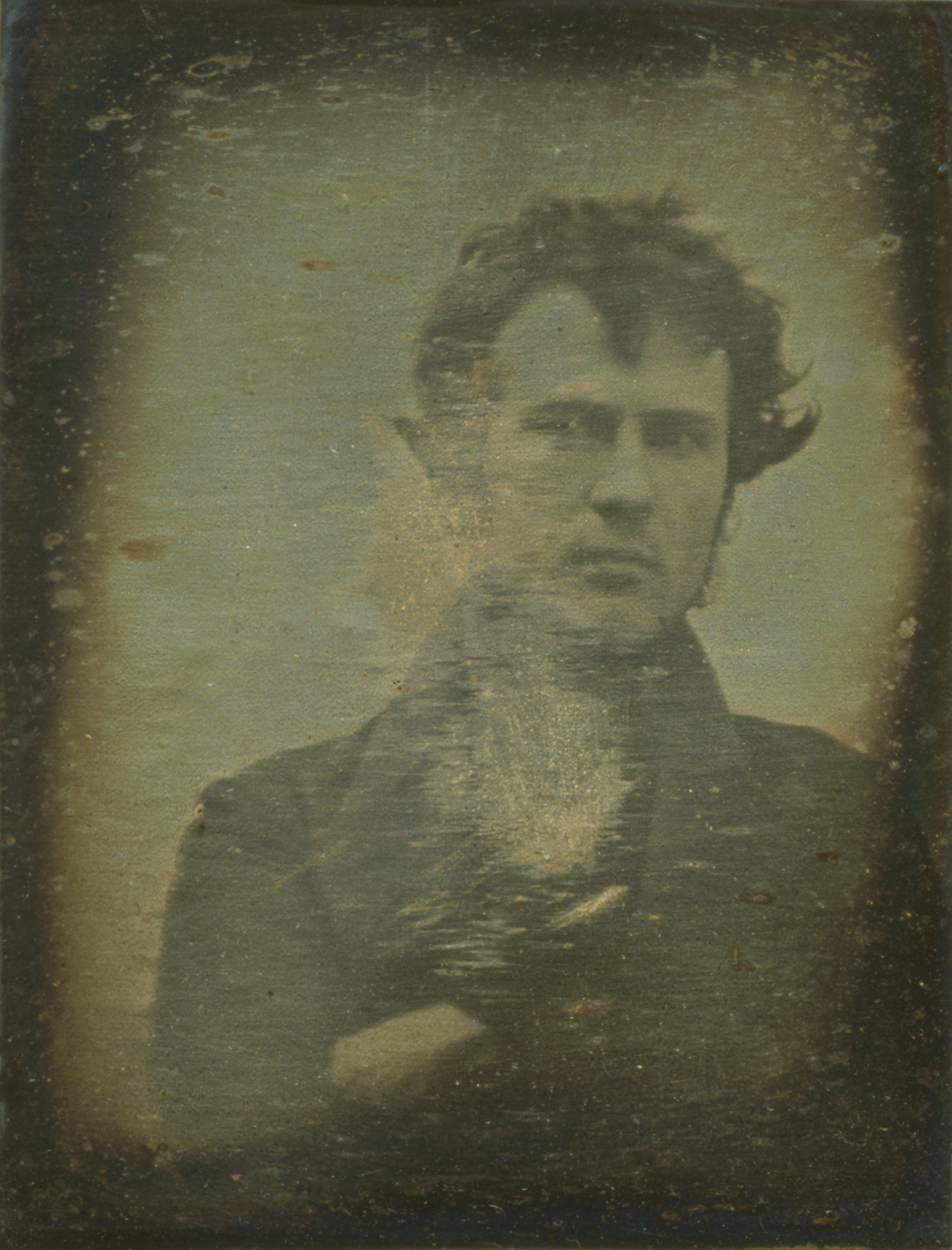
El primer retrato fotográfico jamás realizado fue un autorretrato de Robert Cornelius, 1839.
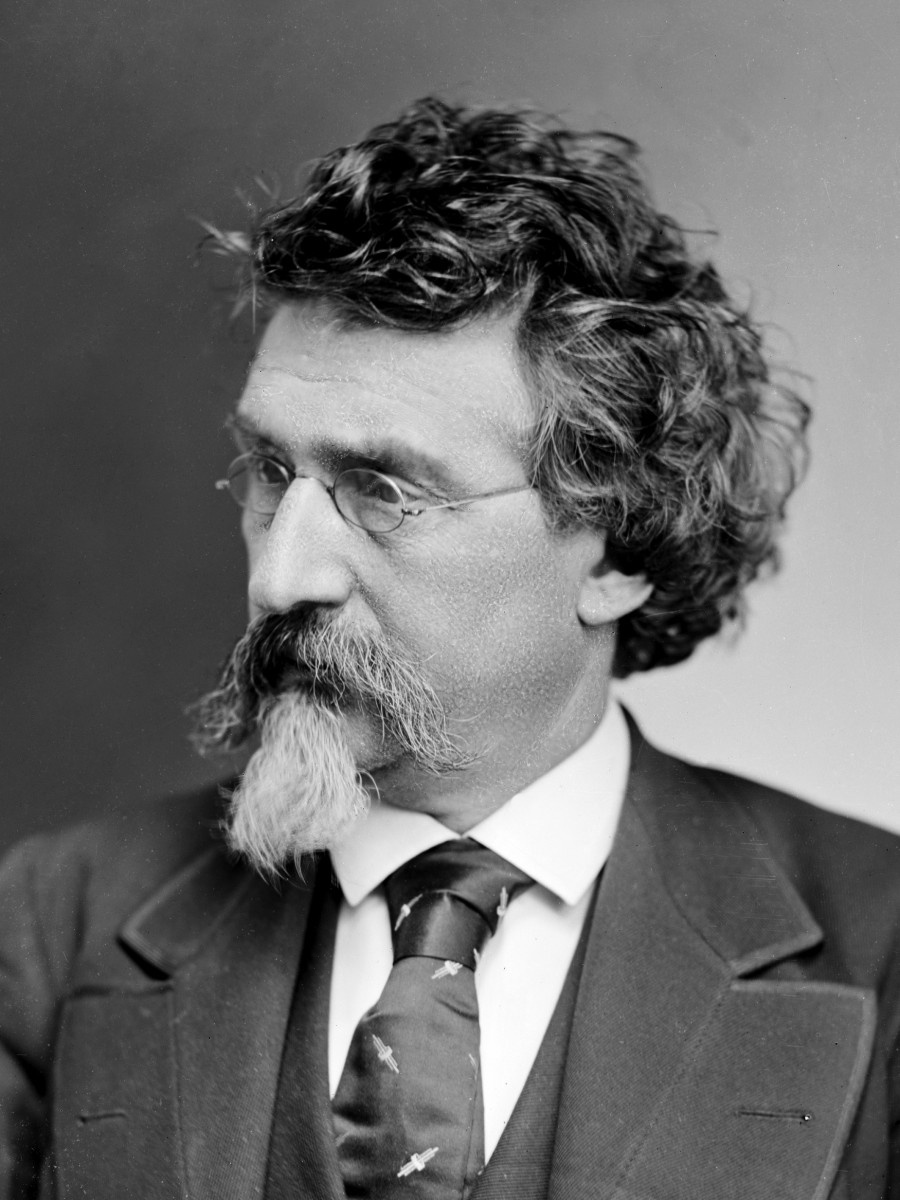
Mathew Brady, autorretrato, circa 1875
Nadar, Autorretrato giratorio, c. 1865
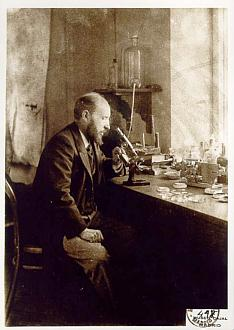
Ramón y Cajal, Autorretrato mirando un microscopio
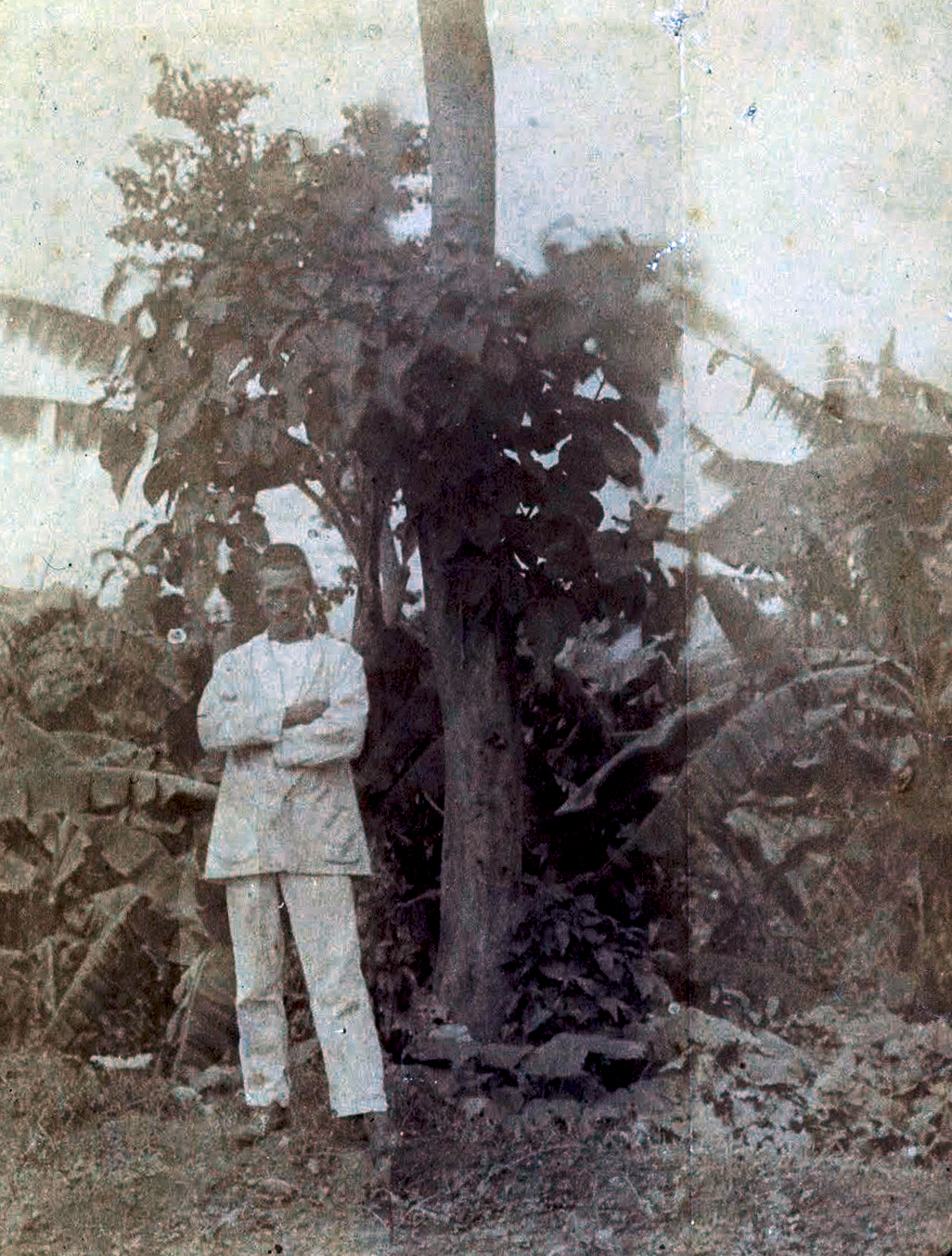
Arthur Rimbaud, Autorretrato en Harar, Etiopía, 1883
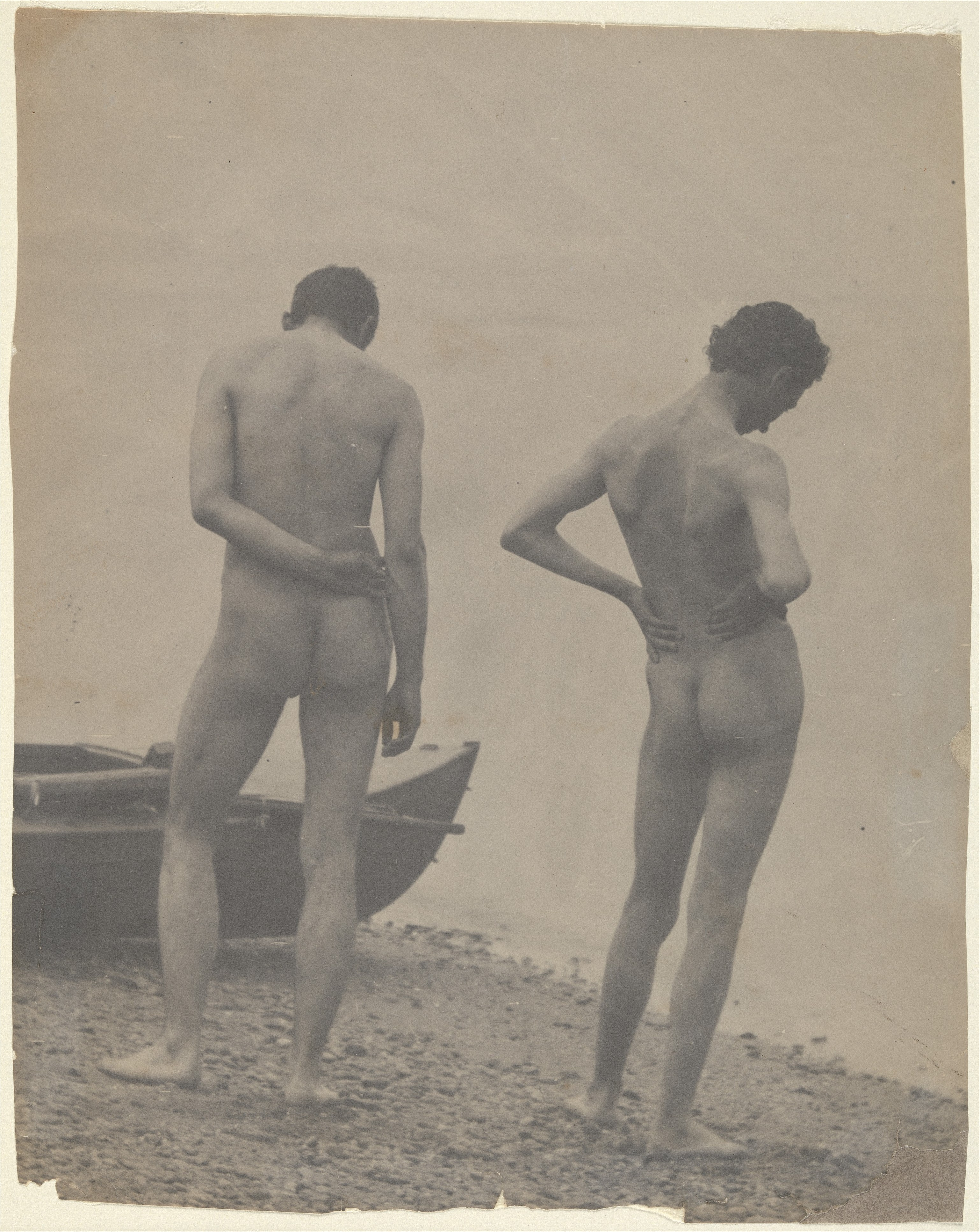
Thomas Eakins, Autorretrato con John Laurie Wallace, c. 1883
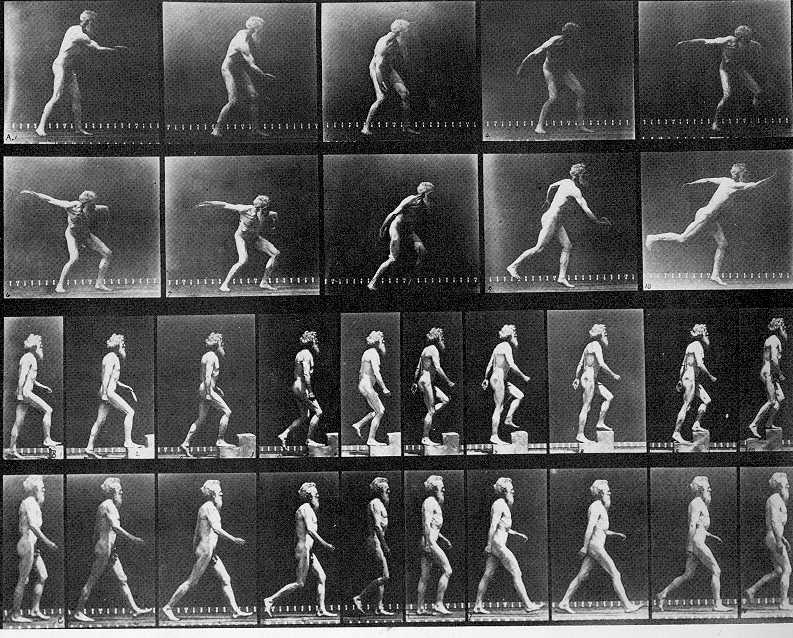
Eadweard Muybridge, Autorretrato como hombre arrojando un disco, subiendo un escalón y caminando, circa 1893
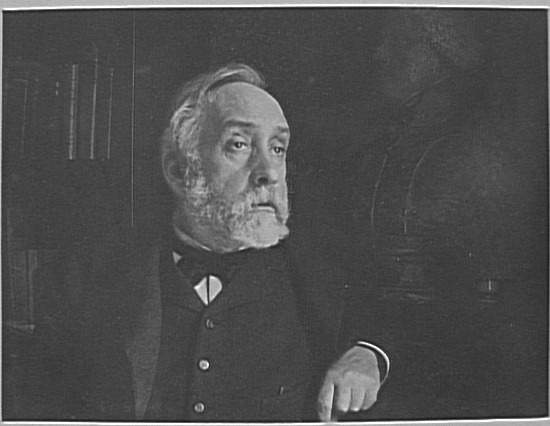
Edgar Degas, Autorretrato, 1895
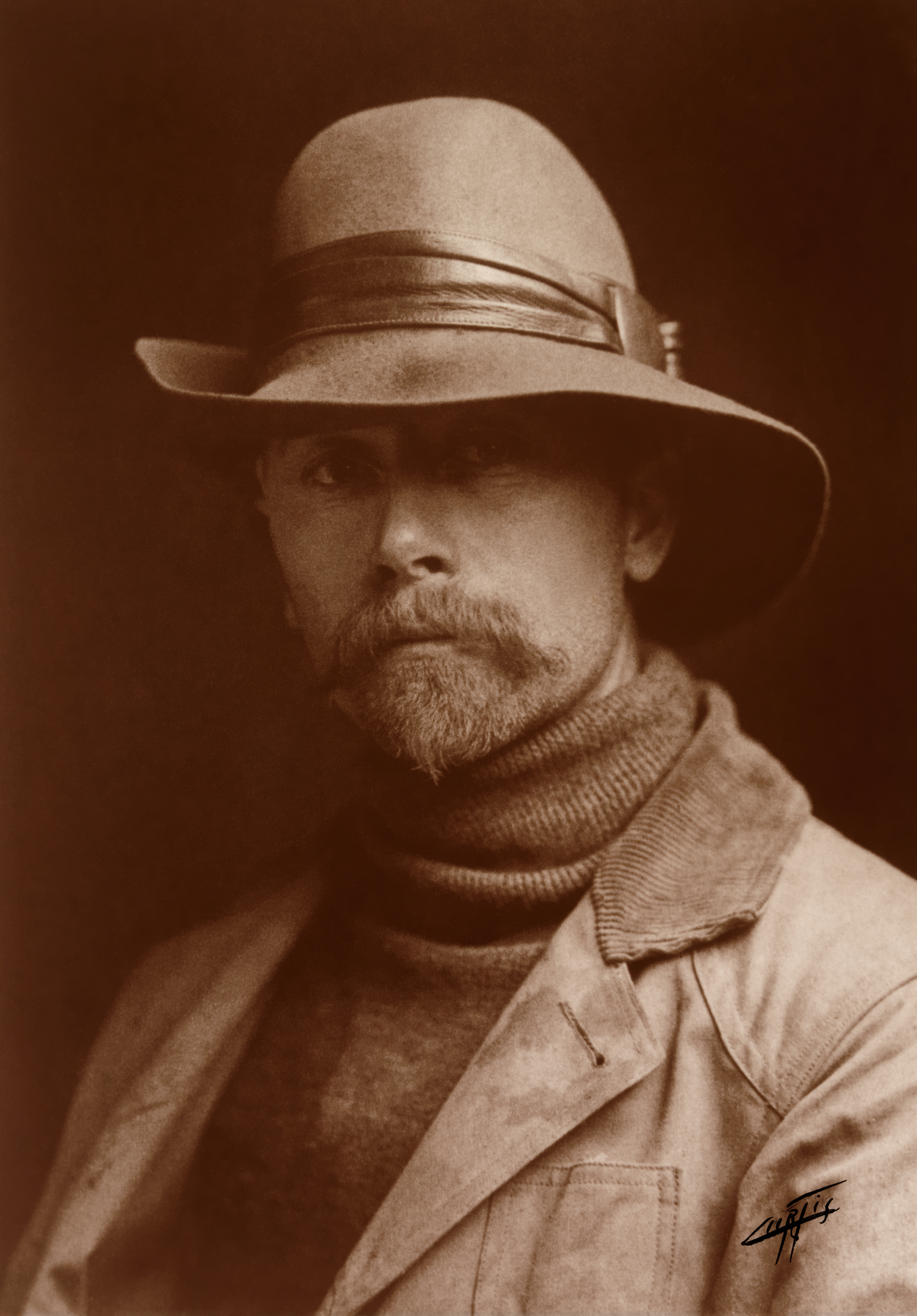
Edward S. Curtis, Autorretrato, 1898
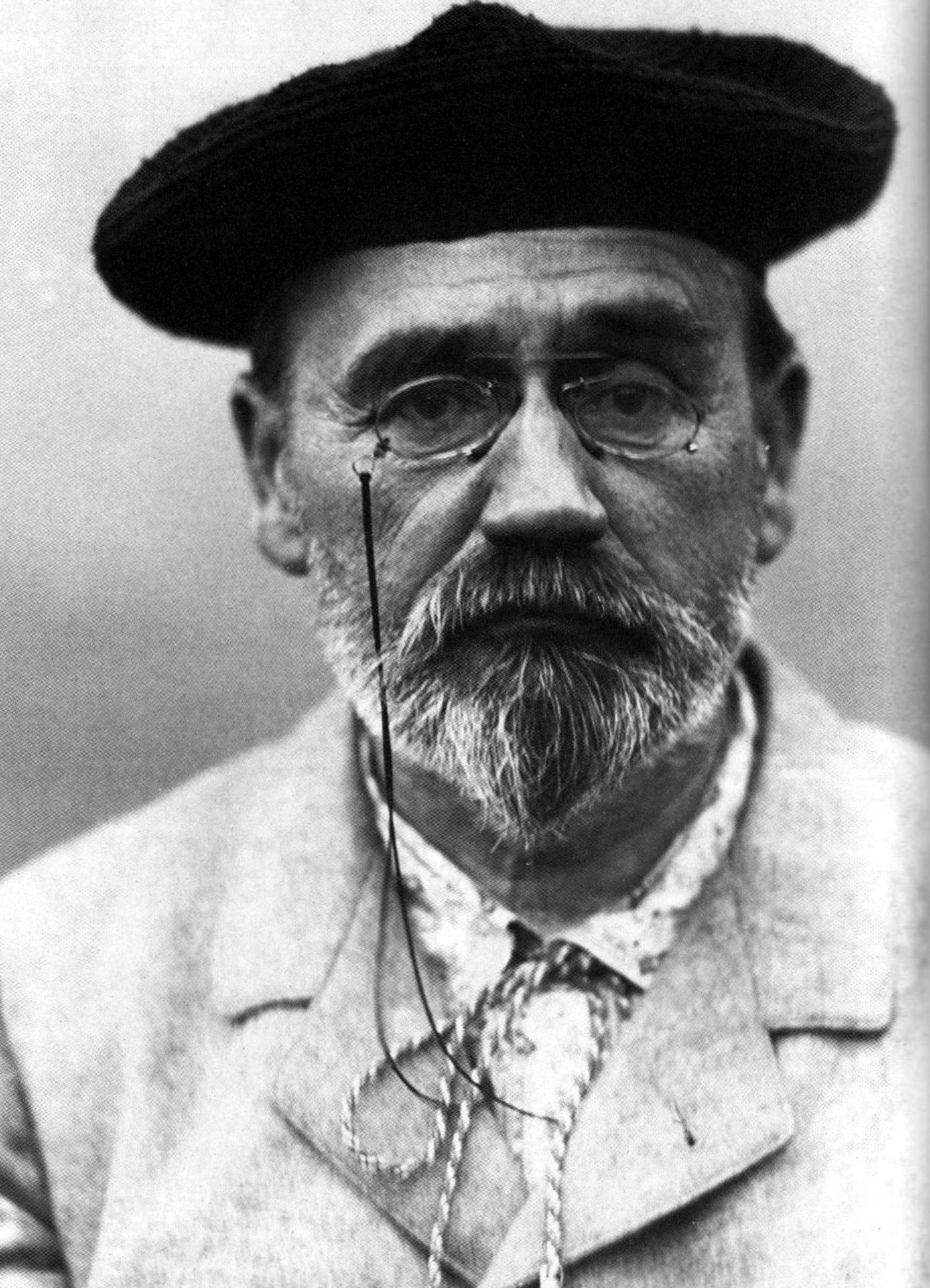
Émile Zola, Autorretrato, 1902
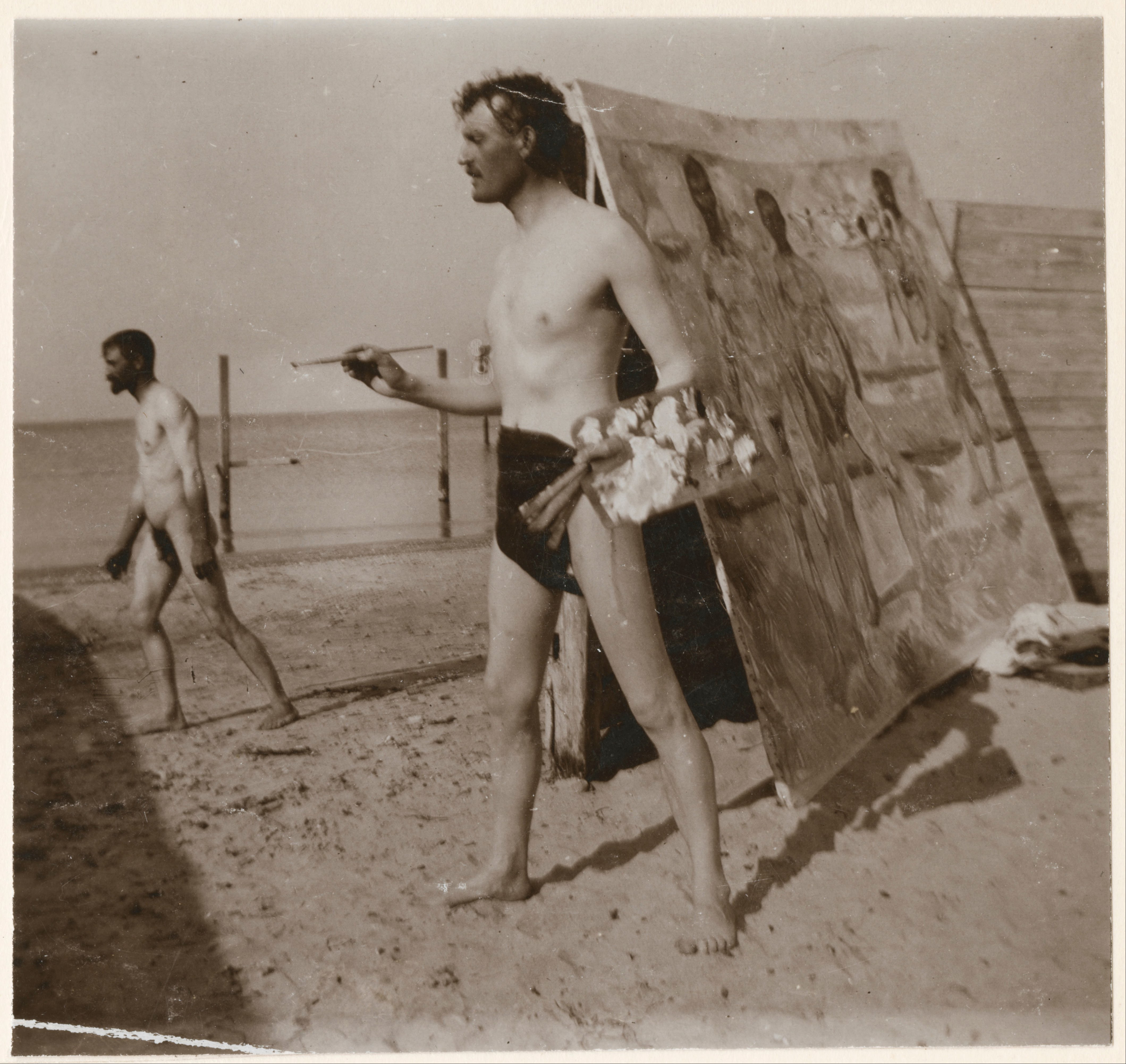
Edvard Munch, Autorretrato en la playa de Warnemünde, 1907. Museo Munch, Oslo.
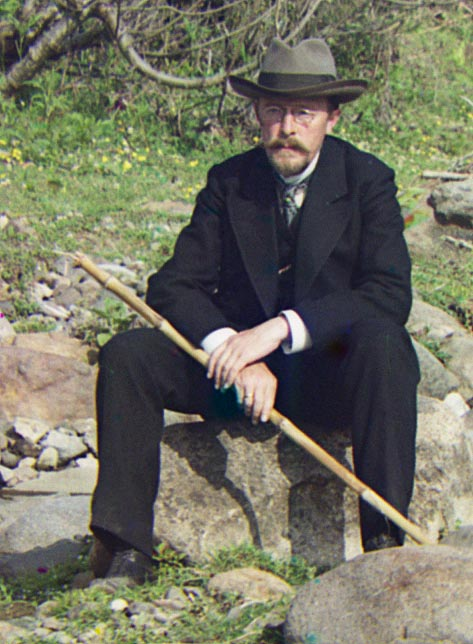
Sergey Prokudin-Gorsky, Autorretrato sobre el río Korolistskali, 1912
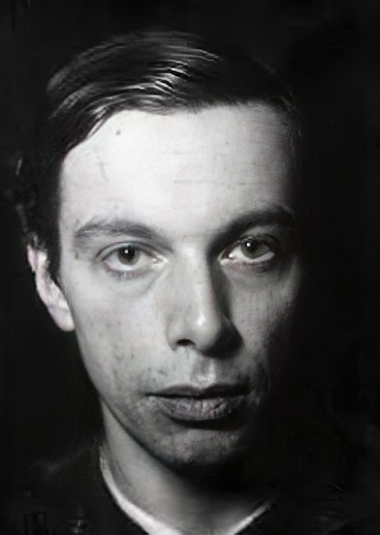
Ernst Ludwig Kirchner, Autorretrato, 1919

## El autorretrato femenino
Los primeros autorretratos femeninos surgen en el Renacimiento, siendo el de Caterina Van Hemessen, en 1548, uno de los primeros reconocidos comúnmente. En su Autorretrato, la pintora flamenca aparece muy joven, como manifestación de su precocidad y la espontaneidad y carácter natural de su talento. Esta será una pauta constante en el autorretrato femenino. Otra es el escaso uso del espejo, por ser un simbolismo negativo como exponente de vanidad femenina.
Al igual que ocurre con los autorretratos masculinos, este género artístico servía de carta de presentación de los artistas para sus clientes, que podrían juzgar, de primera mano, la destreza, estilo y parecido. Les permitía además elegir con qué imagen querrían pasar a la posteridad.
Muchas han sido las mujeres artistas que han trabajado este género, entre ellas cinco muy representativas: Sofonisba Anguissola, Artemisia Gentileschi, Marie-Louise-Élisabeth Vigée-Lebrun, Adélaïde Labille-Guiard y, posteriormente, Frida Kahlo.
- Sofonisba Anguissola. En sus autorretratos se percibe su preocupación por dejar marcado su origen aristocrático y su vasta cultura. Según la crítica inglesa Ann Sutherland Harris, Anguissola es la artista que más autorretratos ha realizado, junto con Alberto Durero y Rembrandt.[47]
- Artemisia Gentileschi. Su obra se contrapone al espíritu de la de Sofonisba Anguissola, pues se presenta absorta en su trabajo, en actitud espontánea y ajena a las preocupaciones prototípicamente femeninas. La acción es característica de la escuela de Caravaggio a la que ella pertenece y de ahí que se represente de un modo intempestivo, que choca con las expectativas de aquella sociedad imponía al aspecto femenino e incluso a los artistas.[48]
- Elizabeth Vigée-Lebrun. Sus autorretratos en la Francia de María Antonieta resultaron incómodos. En su obra, cruzaba la línea entre lo público y lo privado. La acusaron de haber utilizado su propio cuerpo como modelo. En sus cuadros supo manipular la visión que se tenía entonces de la feminidad para su provecho.[49]
- Adélaïde Labille-Guiard. Los autorretratos de la artista francesa estaban muy enfocados a la imagen que proyectaba a sus posibles clientes. Se pintaba luciendo sus mejores vestidos, mientras oía música o conversaciones inteligentes, como una mujer de la nobleza.[50]
- Frida Kahlo. La obra de la mexicana está centrada casi prácticamente en este tema, lo que da una pista del carácter autobiográfico del autorretrato en su trayectoria artística. En su primer autorretrato, en 1926, que pintó para recuperar el amor de un novio, se muestra como una mujer sofisticada, con el pelo hacia atrás y pose lánguida, muy diferente a la imagen más conocida posterior de la artista. Sin embargo, en 1939, año de su divorcio, en casi todos sus autorretratos, según la historiadora Hayden Herrera, "Frida se da a sí misma una serie de compañeros: esqueletos, Judas, sus sobrinos, una hermana gemela y sus mascotas. Entre ellos, los más curiosos son los monos que la abrazan como amigos íntimos".[51] Los autorretratos de Frida Kahlo, que se centraron en la autoincorporación de una gran parte de su investigación artística, son bastante particulares. Con un estilo típico de la técnica de representación de indio-mexicana y profundamente influenciada tanto por el surrealismo como por el estilo ingenuo de Diego Rivera, la pintora en sus retratos condensa sus tormentos personales, debidos a las secuelas de un grave accidente de tráfico a los dieciocho años, y que resulta en la enfermedad, los embarazos fallidos, en el tormentoso matrimonio con Rivera, pero también en cuestiones sociales y políticas relacionadas con el feminismo y la lucha por los derechos de los indios mexicanos.[10]

En el caso de autorretratos femeninos algunos ejemplos son:

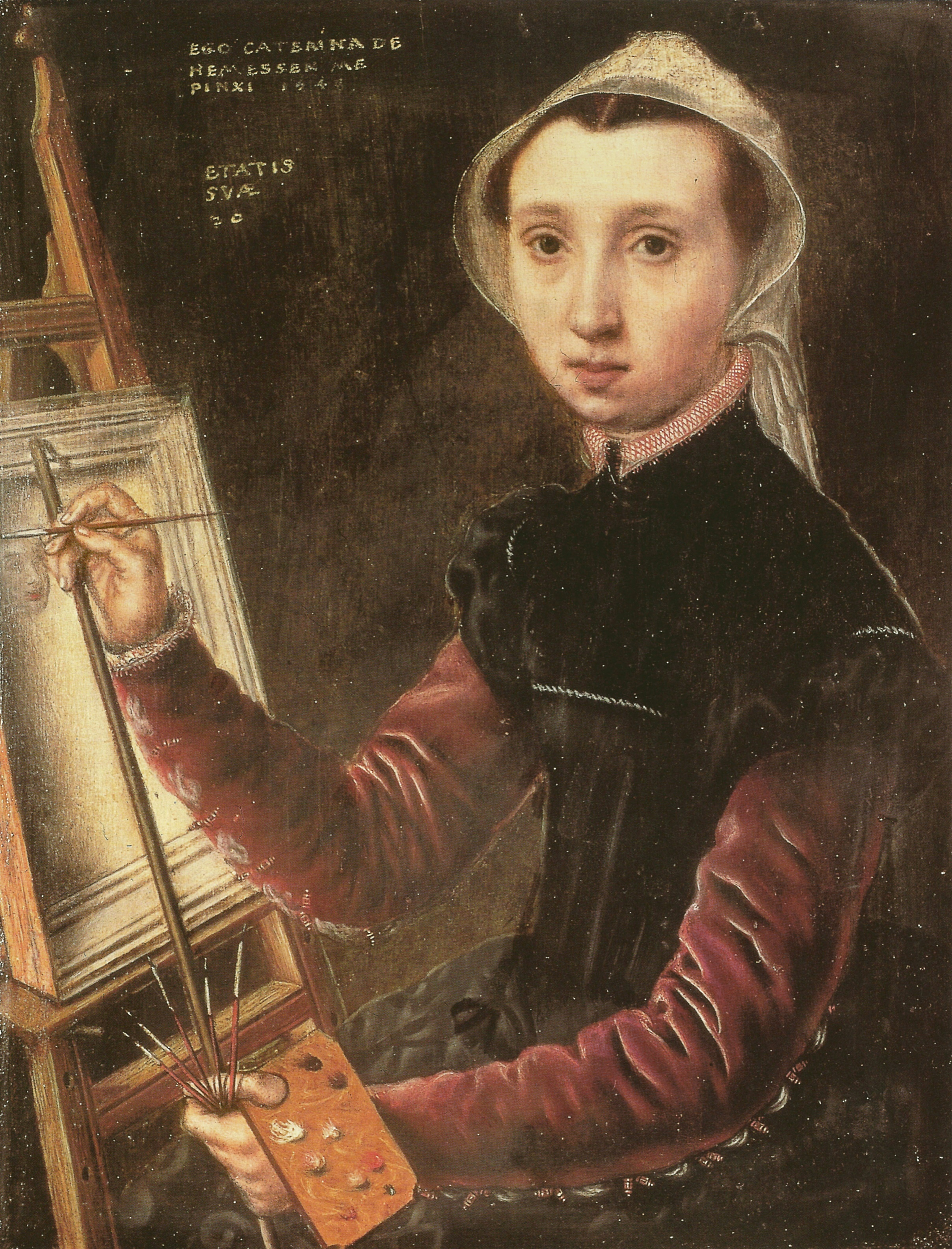
Catharina van Hemessen (~1527-1578)
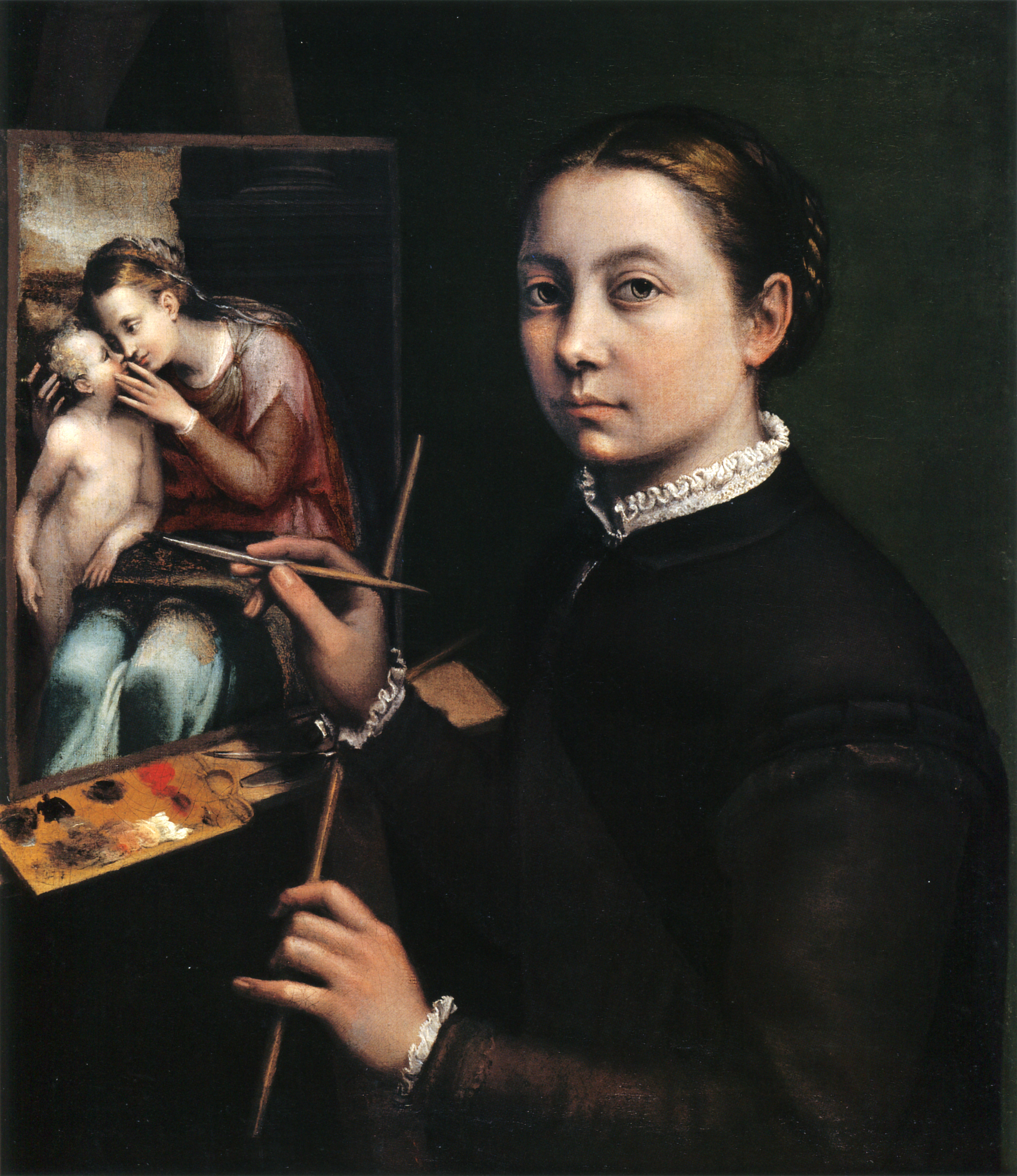
Sofonisba Anguissola (~1532 - 1625)
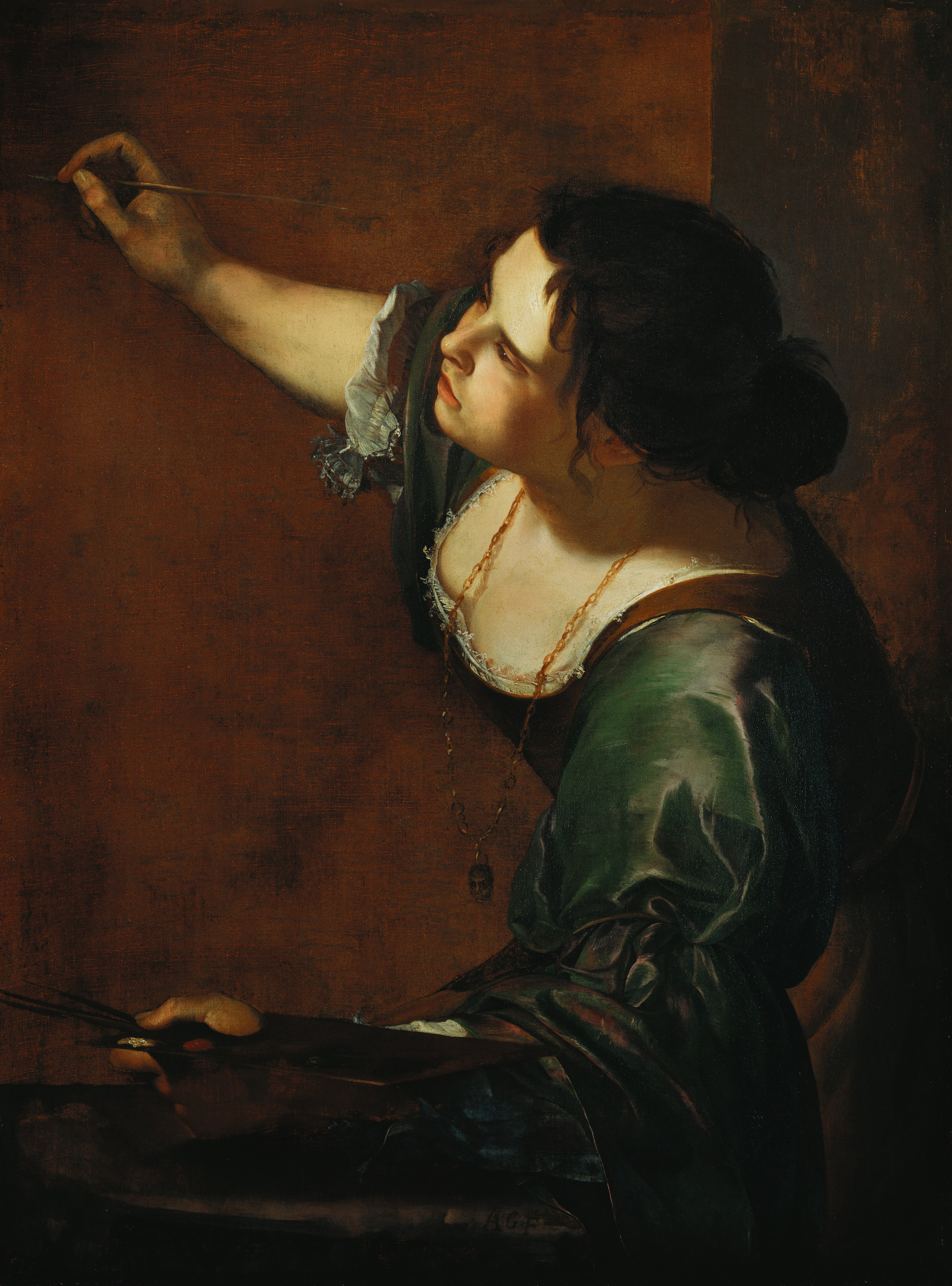
Artemisia Gentileschi, (1593 - 1654)
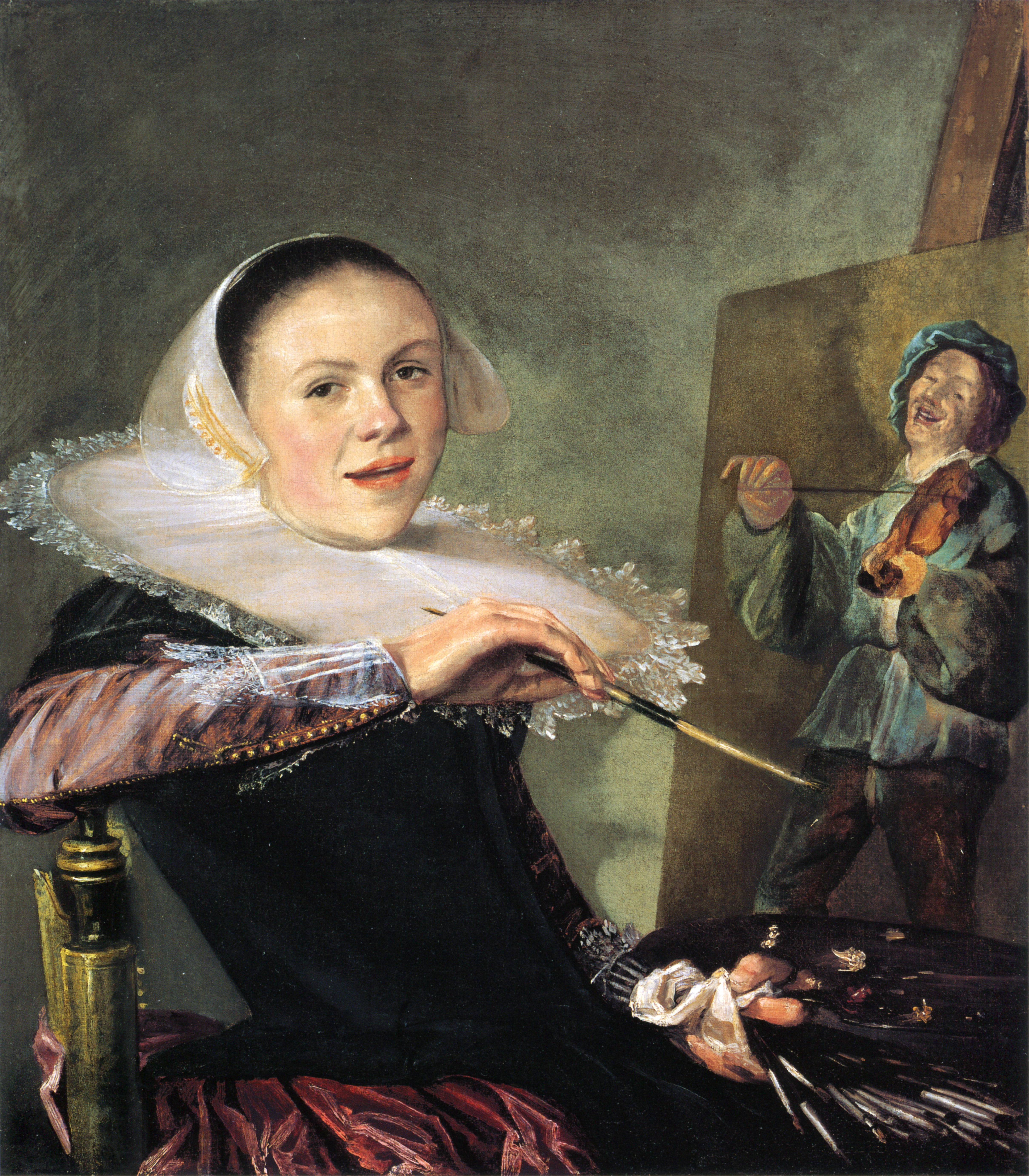
Judith Leyster (1609 - 1660)
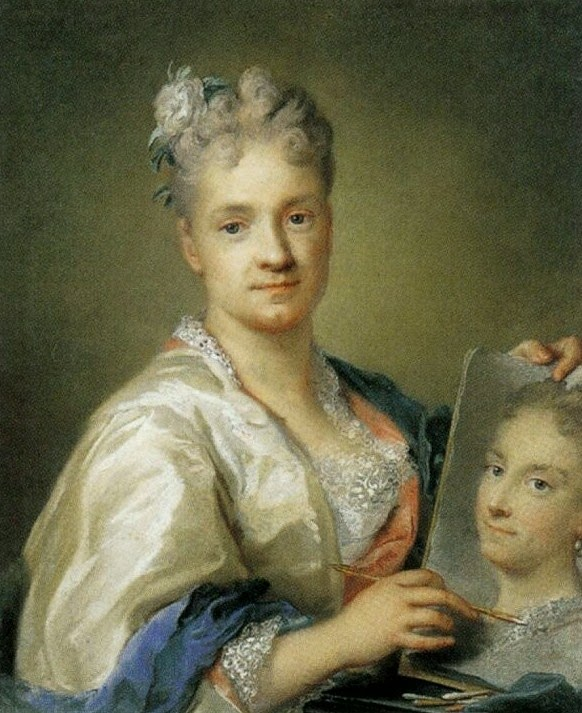
Rosalba Carriera (1675 - 1757), Autorretrato con retrato de su hermana, 1715
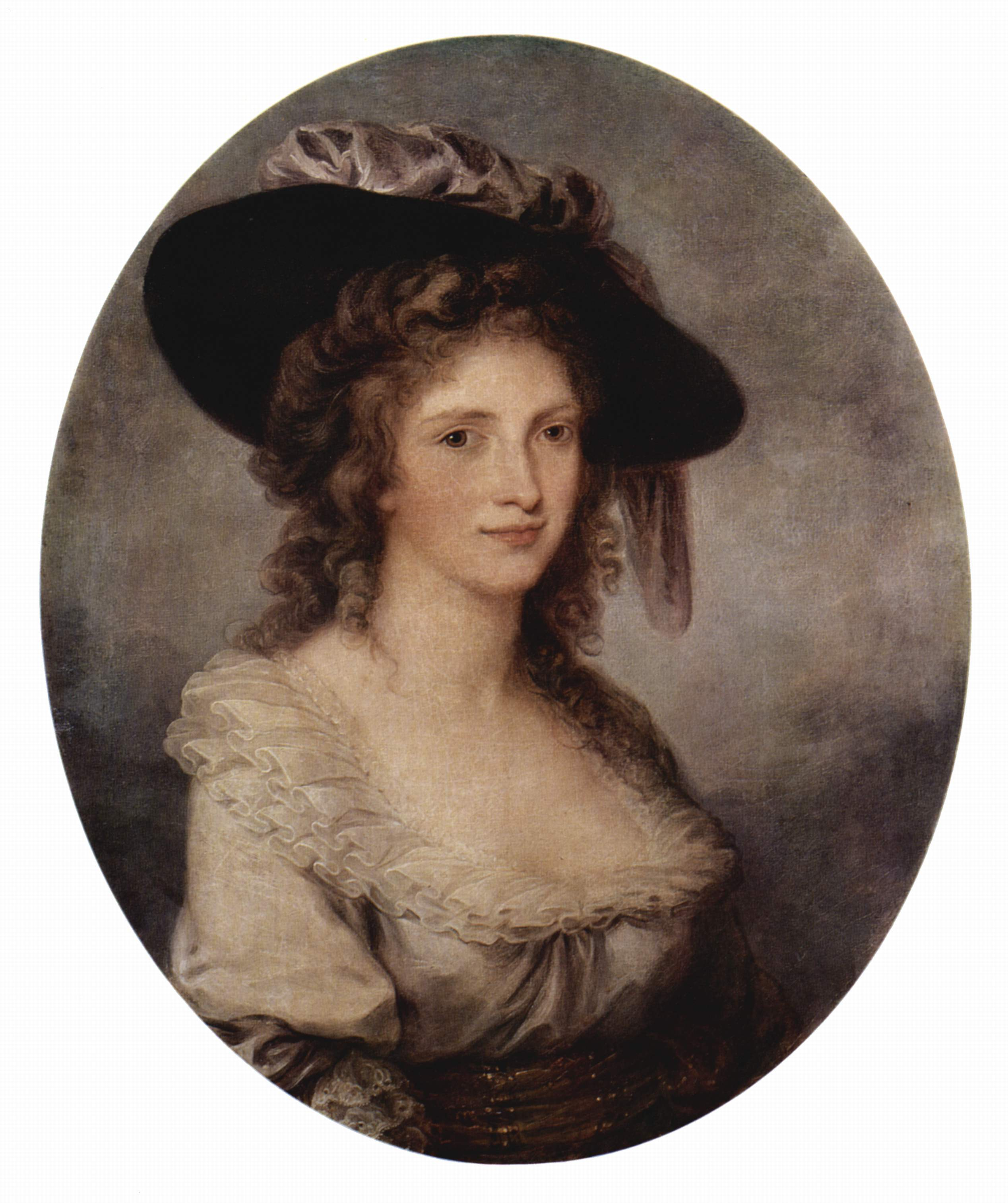
Angelica Kauffmann (1741 - 1807)
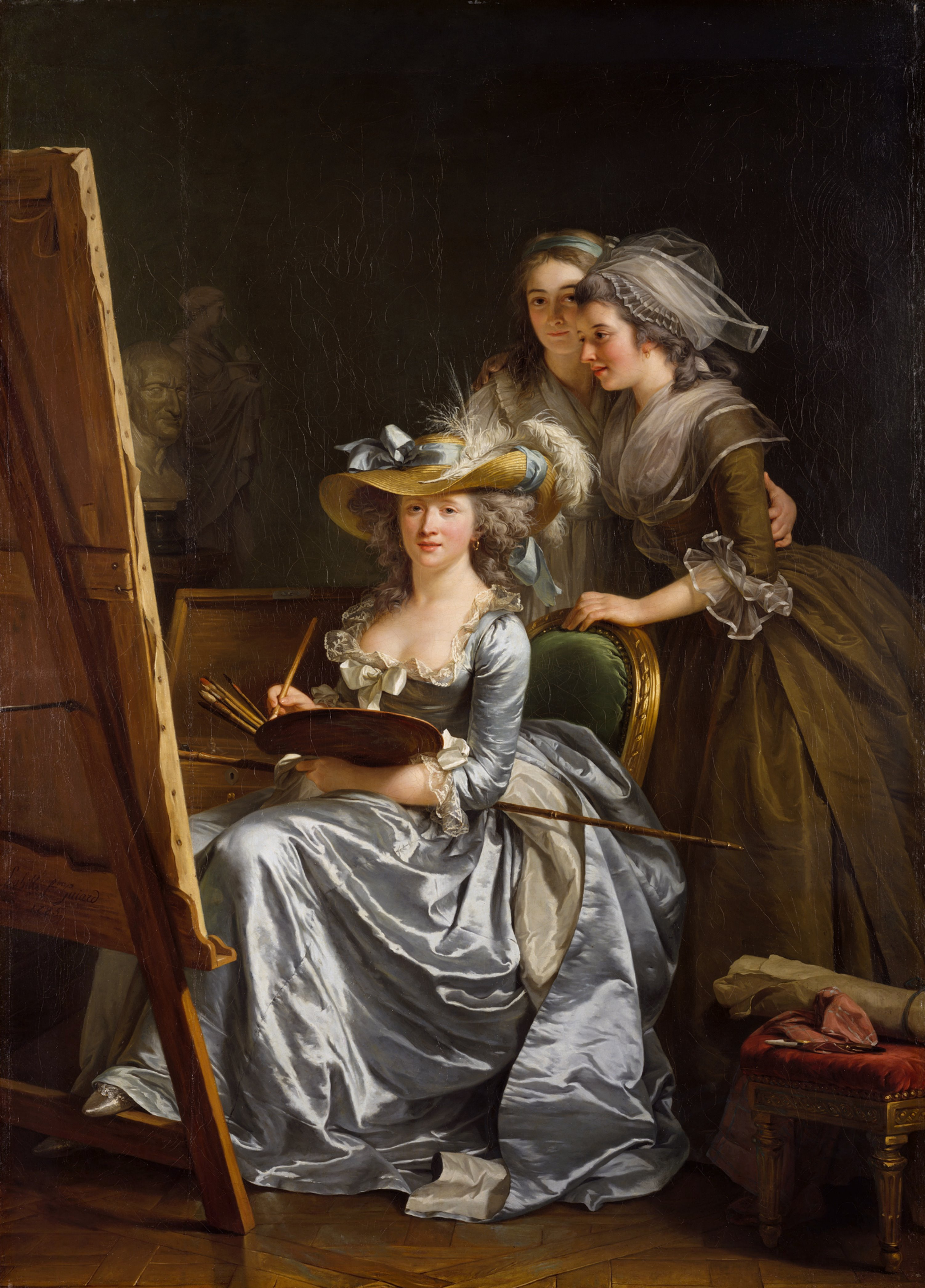
Adélaïde Labille-Guiard (1749 - 1803)
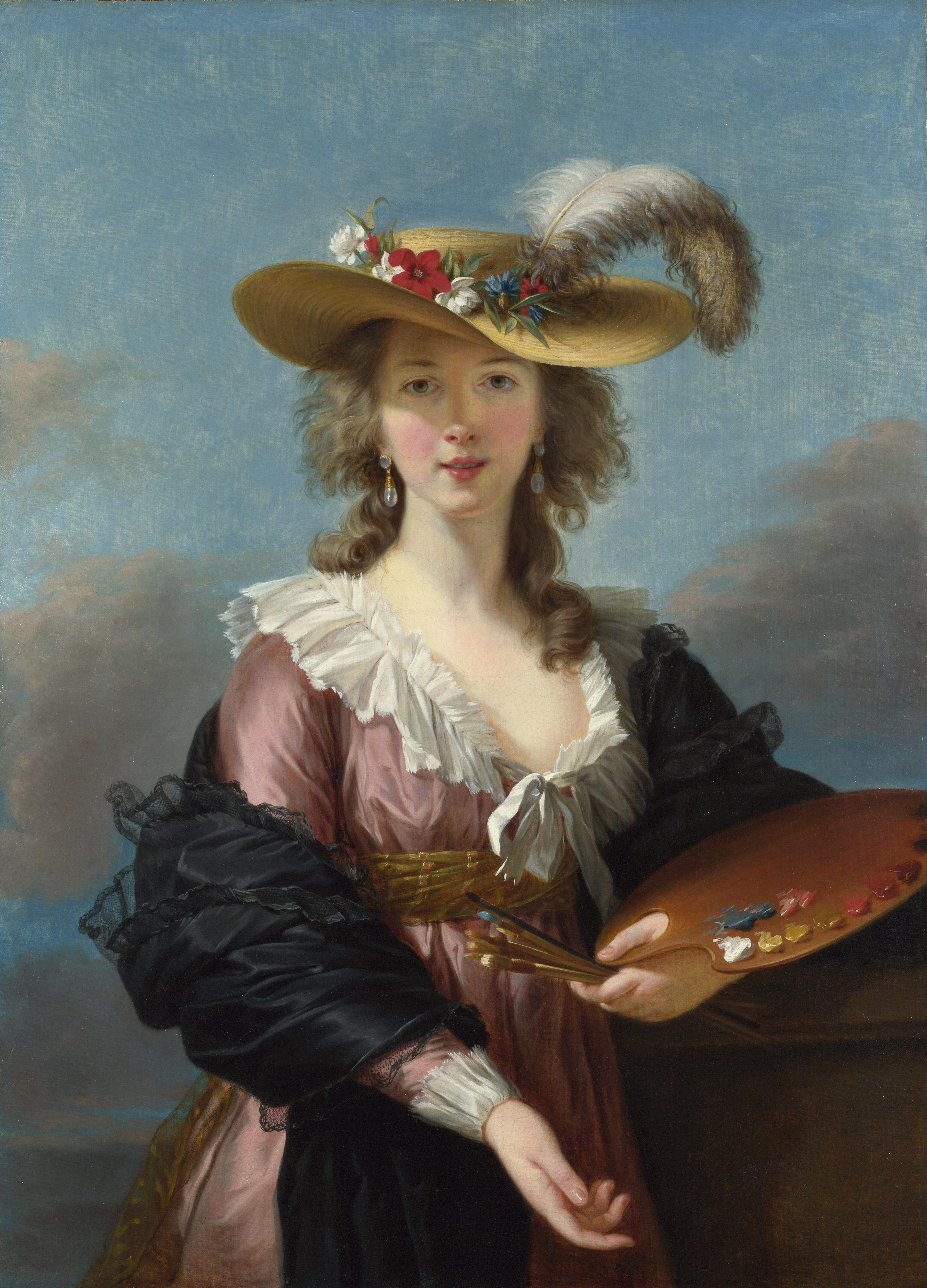
Marie-Louise-Élisabeth Vigée-Lebrun (1755 - 1842)
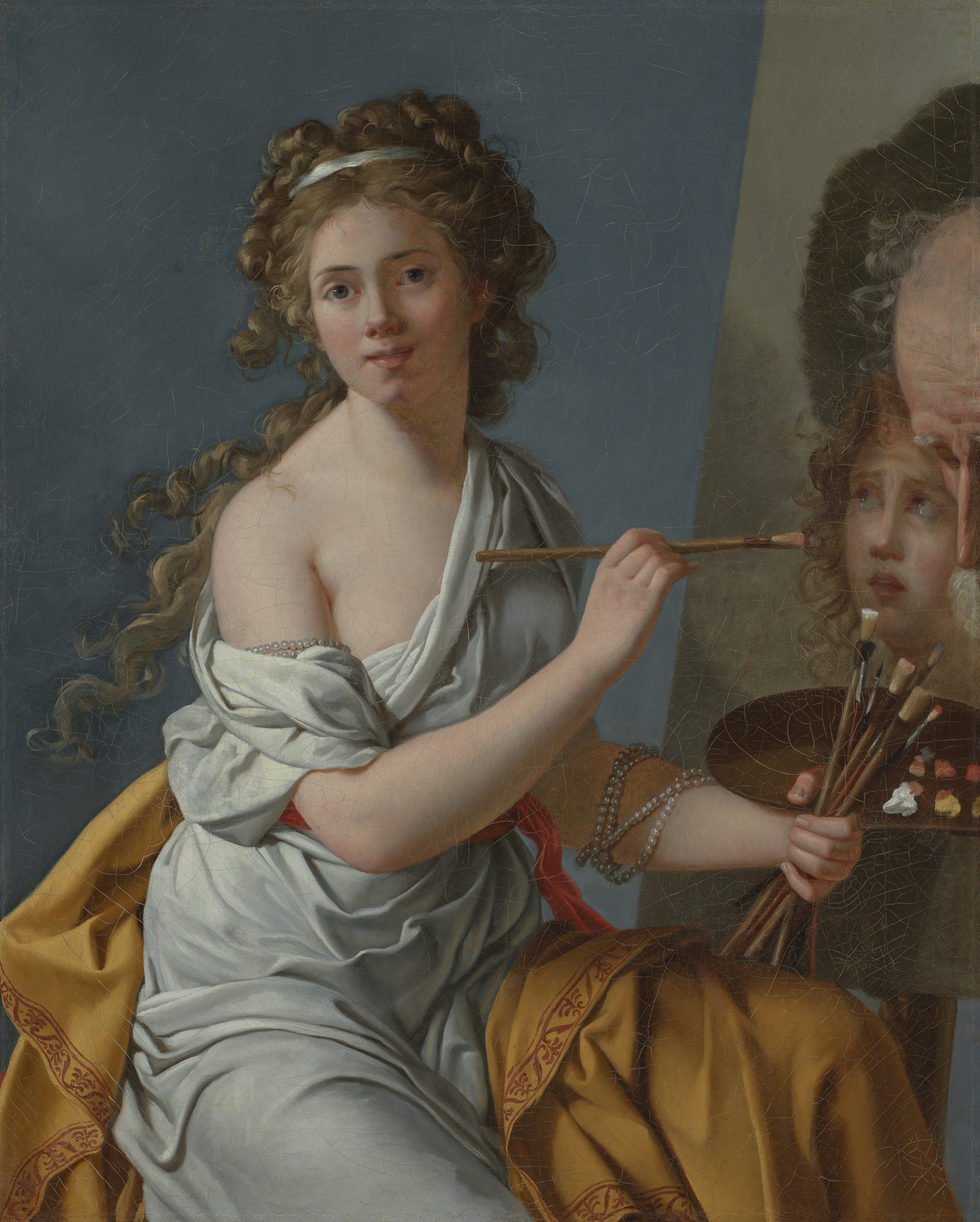
Marie-Guillemine Benoist (1768–1826)
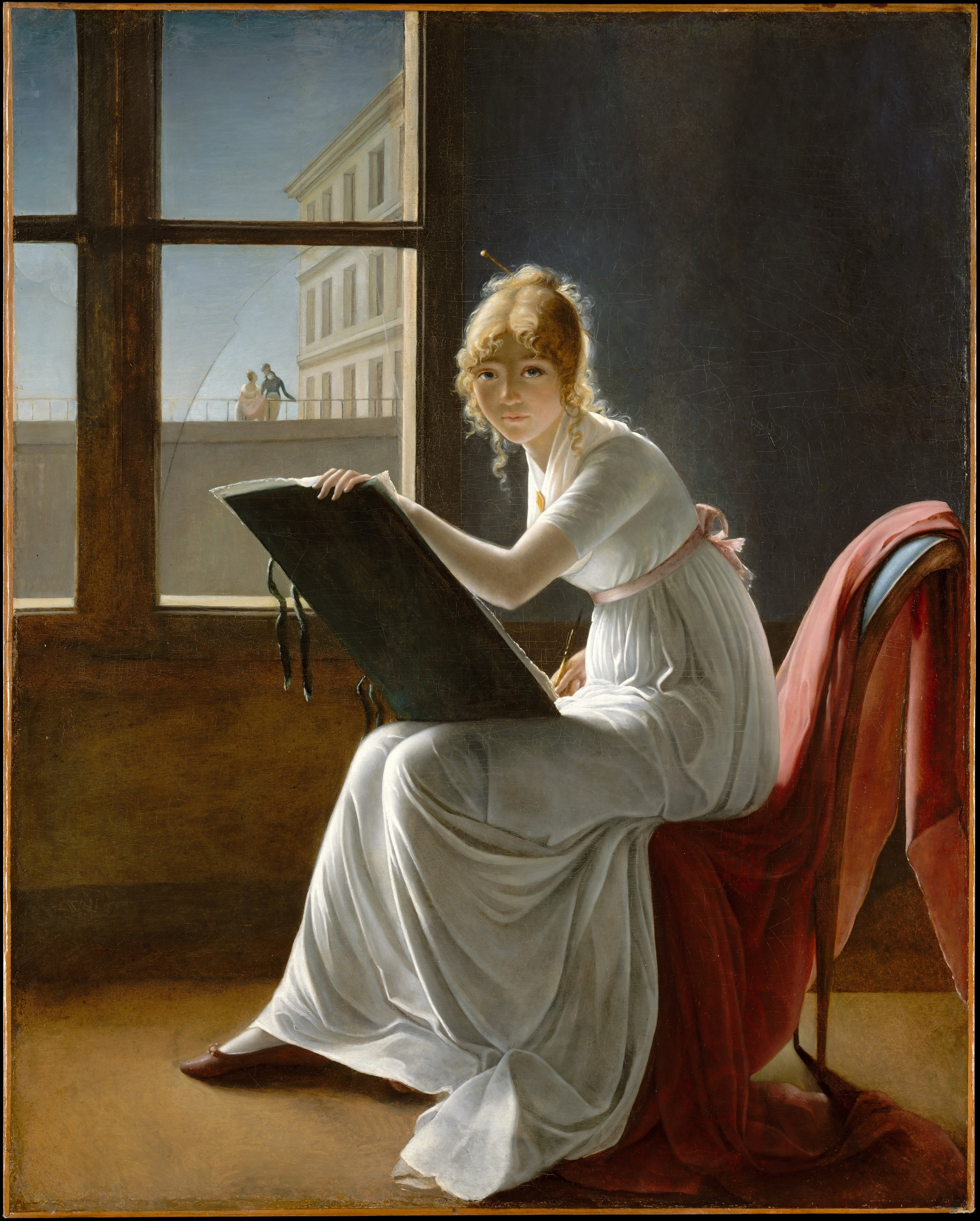
Marie-Denise Villers (1774 - 1821)
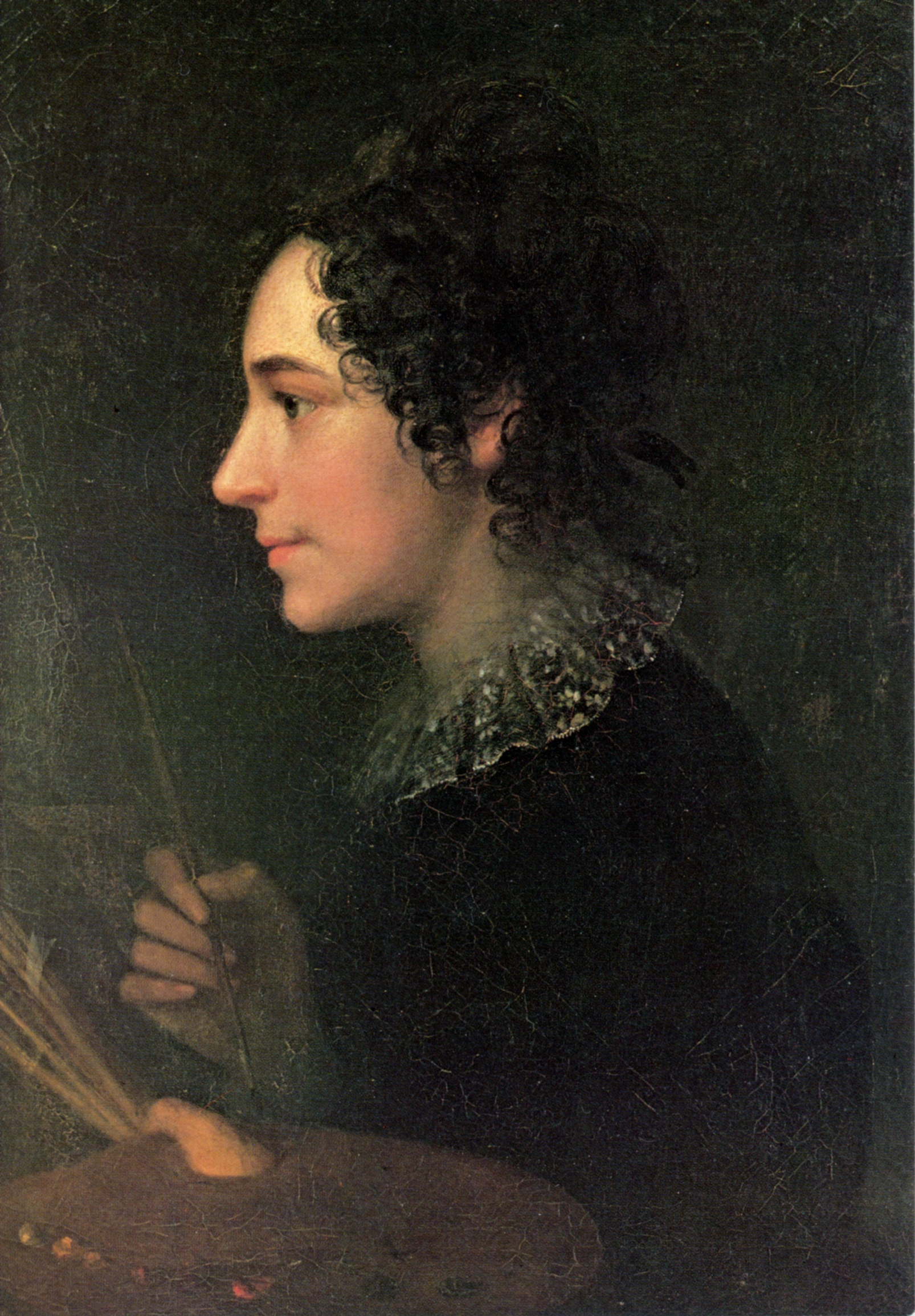
Marie Ellenrieder (1791 - 1863)
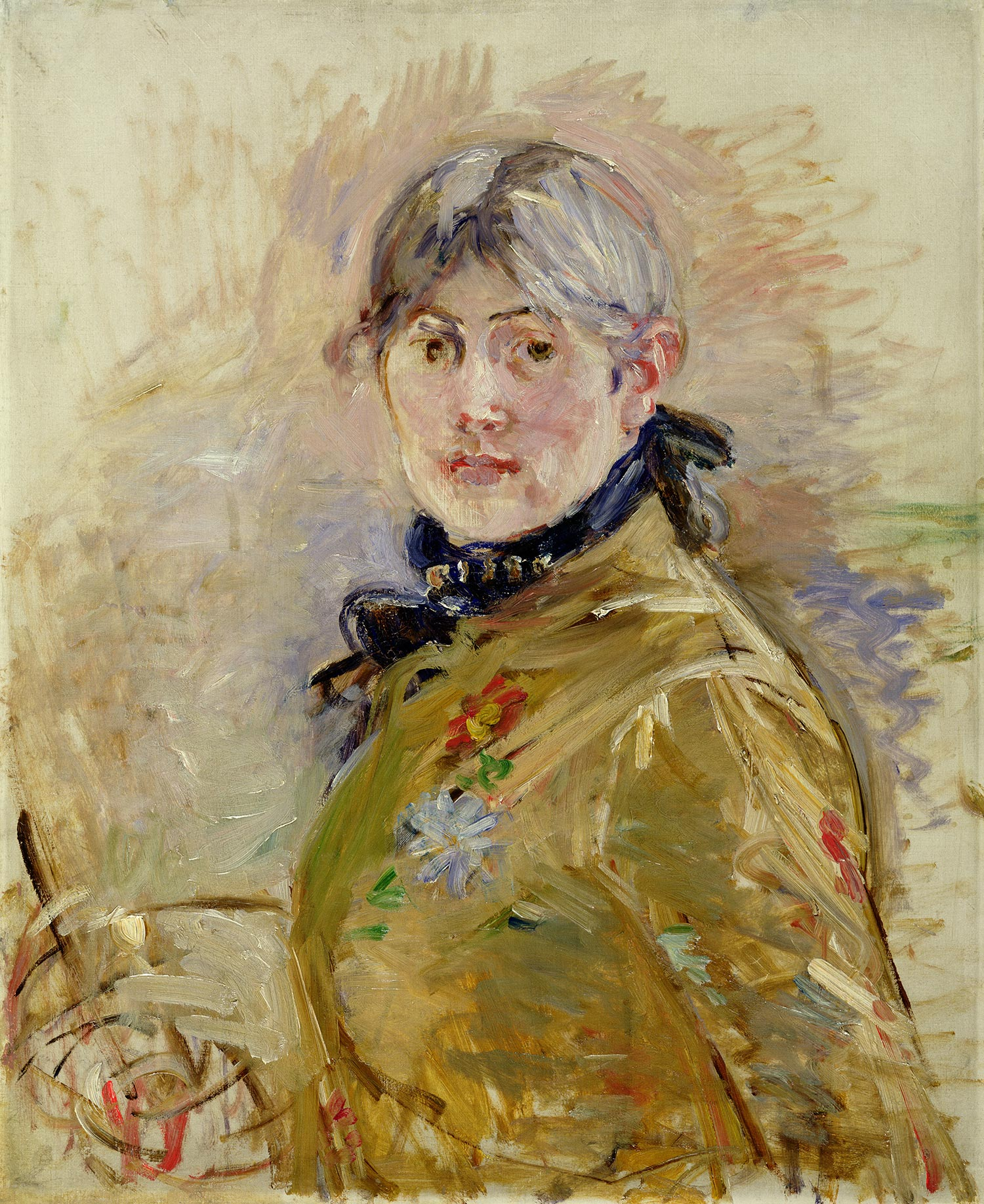
Berthe Morisot (1841 - 1895)
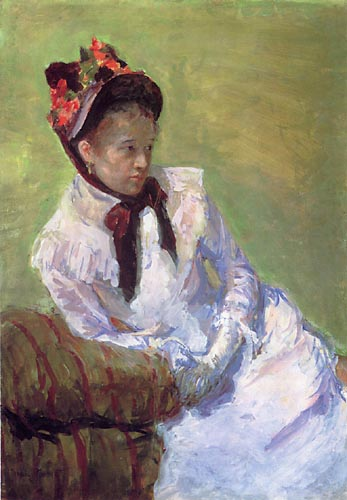
Mary Cassatt (1844 - 1926)
Anna Bilińska-Bohdanowicz (1857–1893)
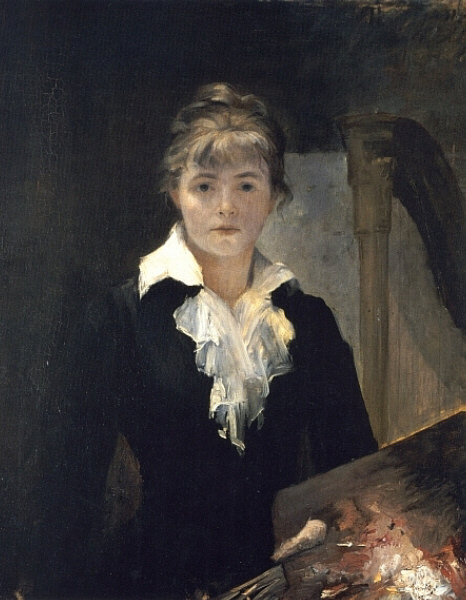
Marie Bashkirtseff (1858 - 1884)
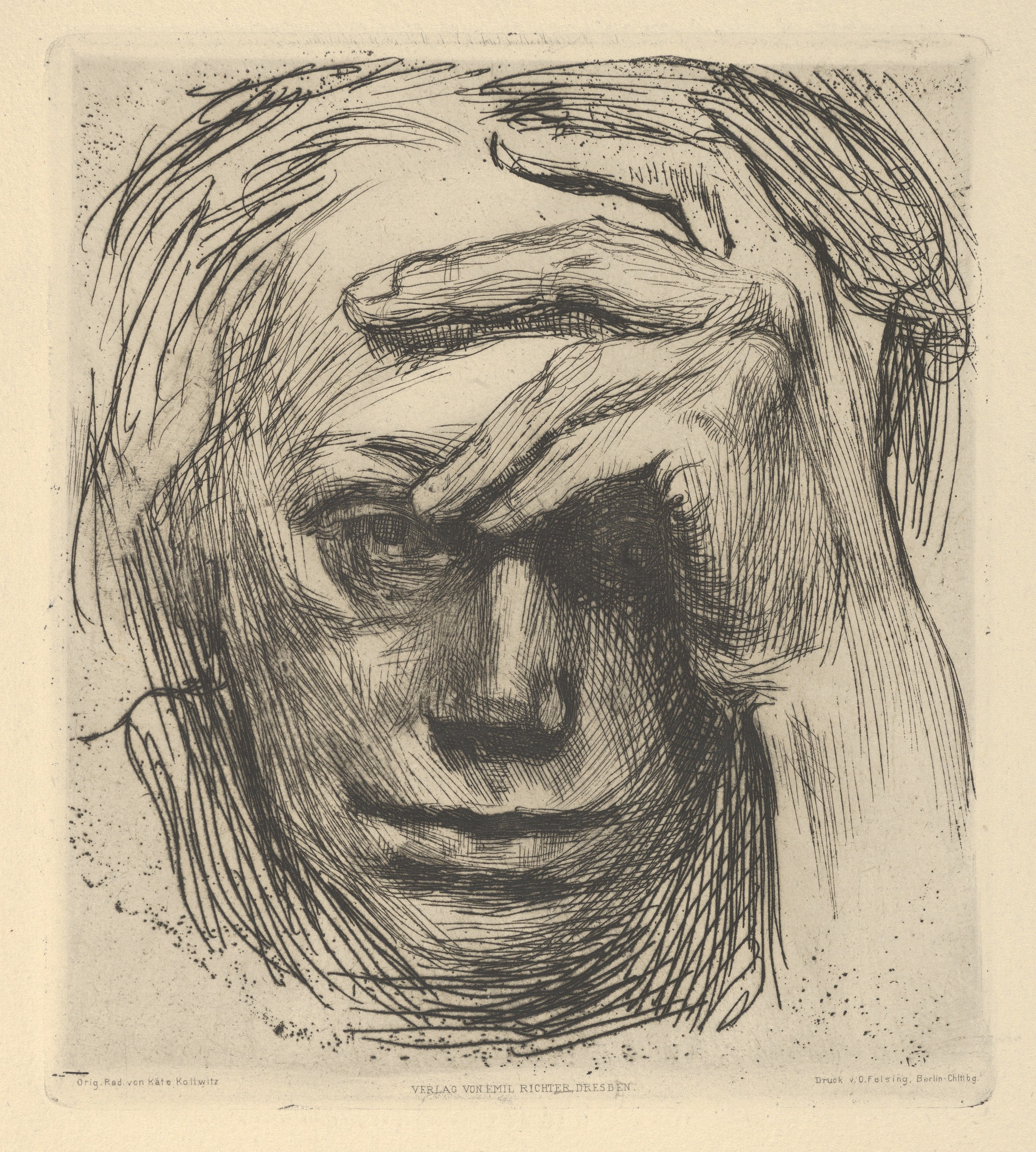
Kathe Kollwitz (1867 - 1945)
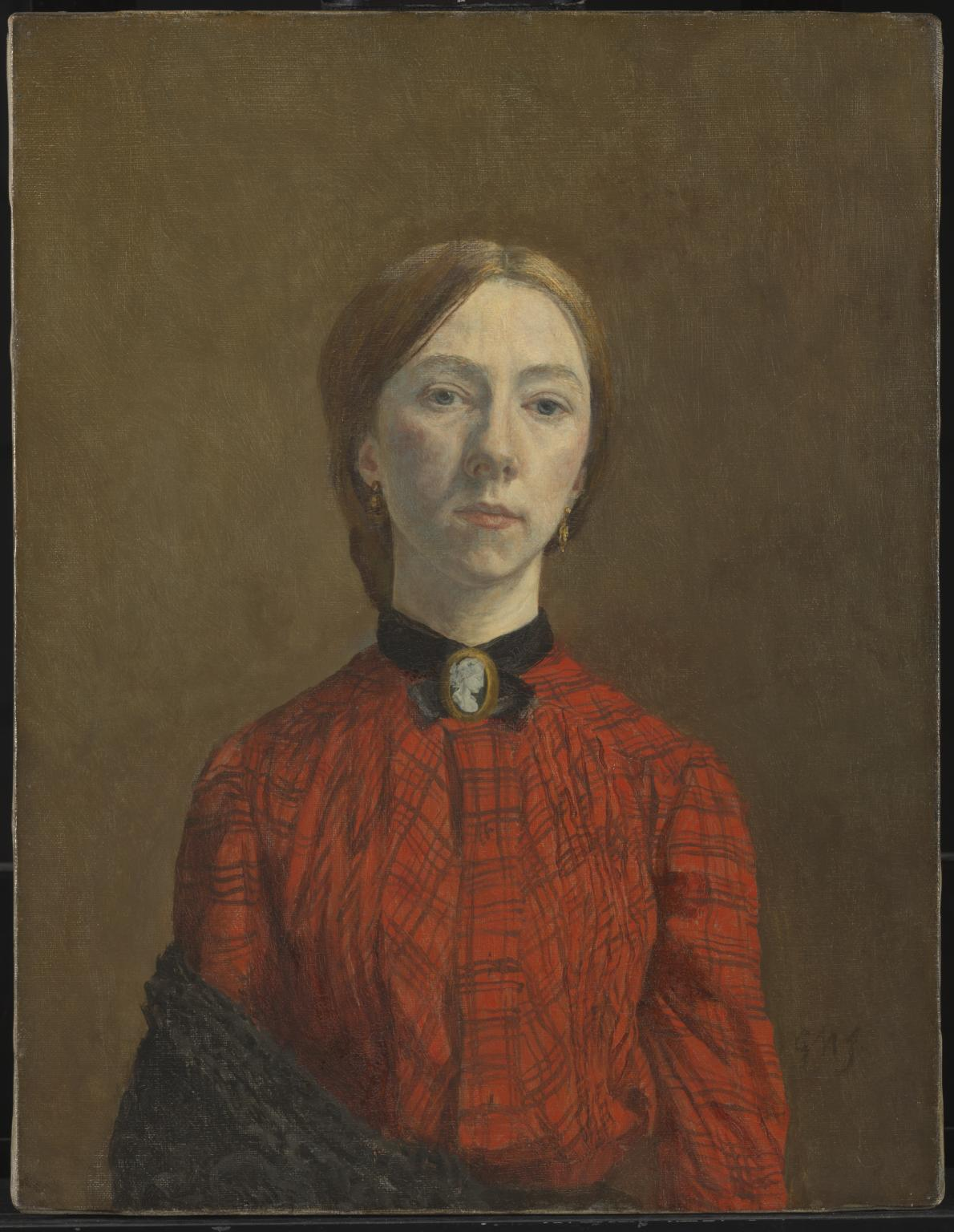
Gwen John (1876 - 1939)
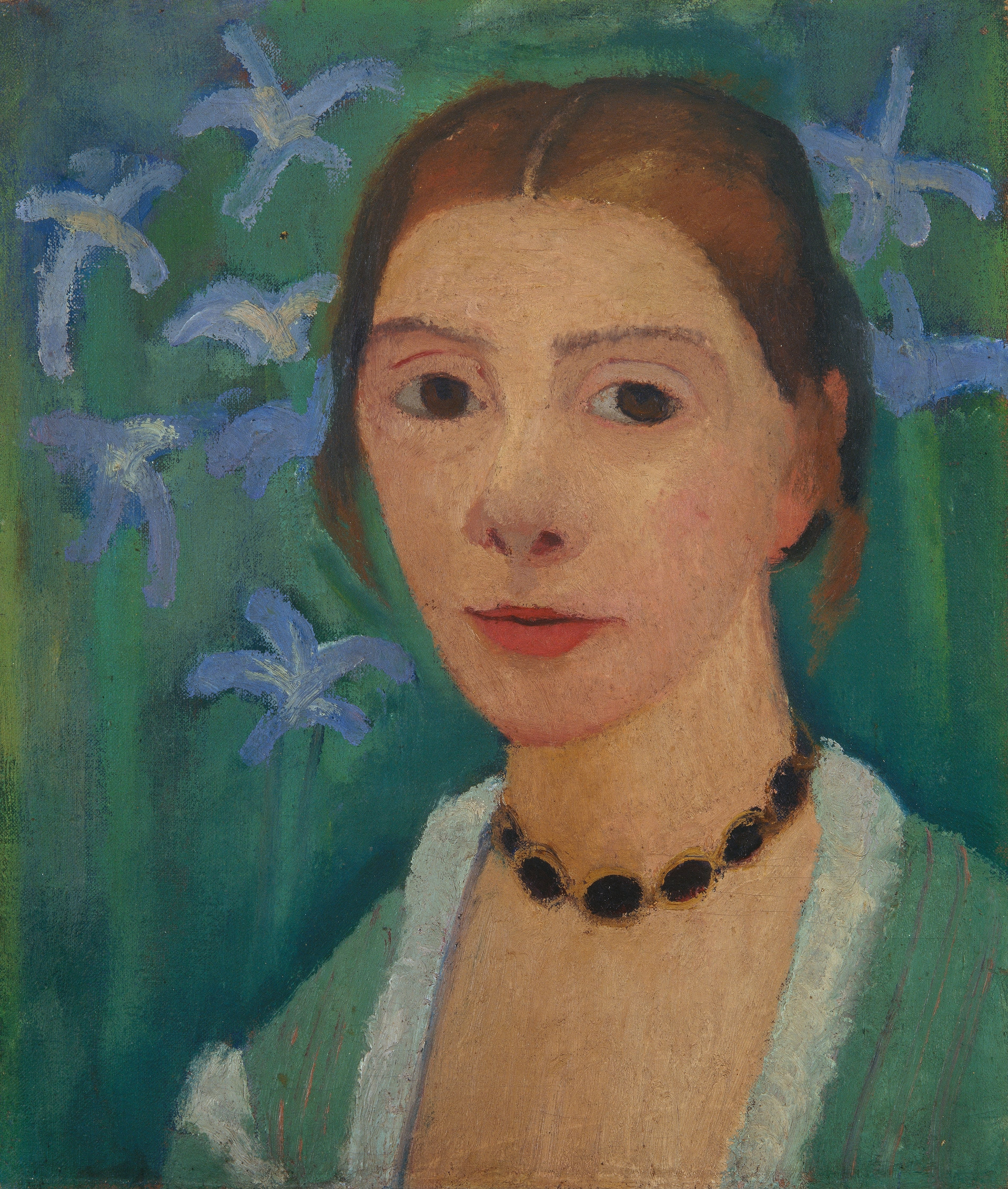
Paula Modersohn-Becker (1876 - 1907)
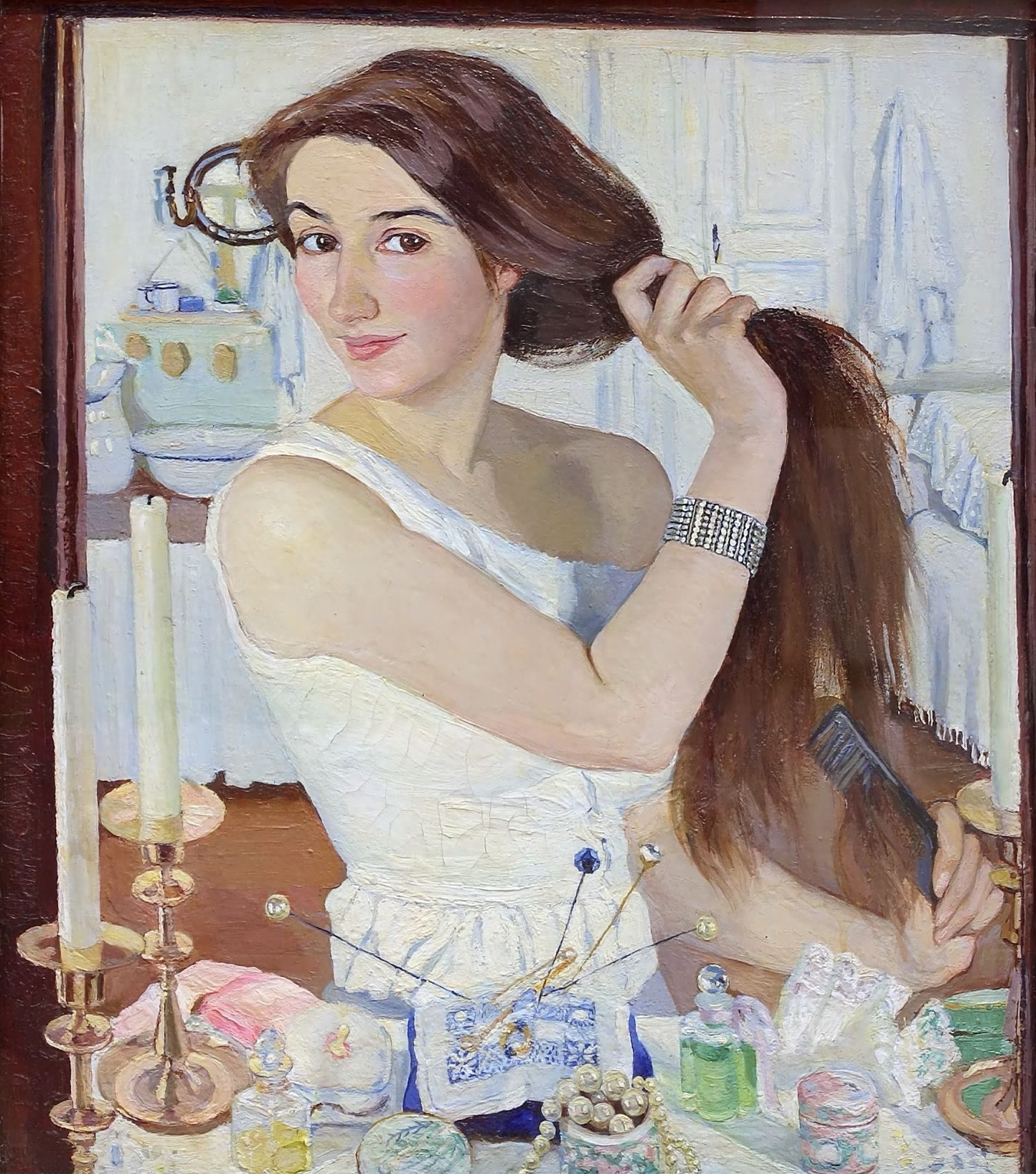
Zinaída Serebriakova (1884 - 1967)
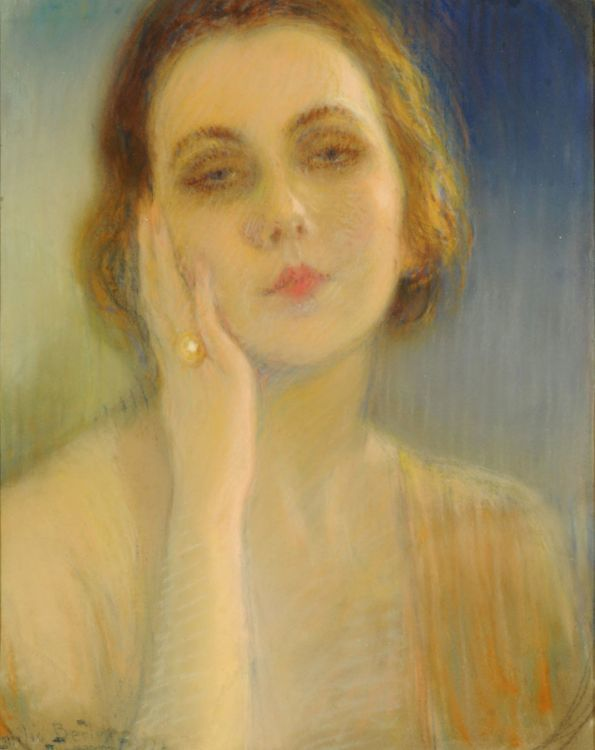
Emilia Bertolé (1896 - 1949)

### General
- John J. Ciofalo, Self-Portraits of Francisco Goya. Cambridge University Press, 2001
- Edward Lucie-Smith with Sean Kelly, The Self Portrait: A Modern View. (1987)
- Ernst van de Wetering and others; Rembrandt by himself, 1999, National Gallery, London / Mauritshuis, The Hague, ISBN 1-85709-270-8
- Joseph Leo Koerner, The Moment of Self-Portraiture in German Renaissance Art, Chicago/London, 1993
- Jonathan Miller, On Reflection, 1998, National Gallery, ISBN 1-85709-237-6.
- Joanna Woodall, Self Portrait. Renaissance to Contemporary. National Portrait Gallery, London and Art Gallery of New South Wales, Sydney, 2005.
- Belle, Julian (Ed.): Five Hundred Self-Portraits. Phaidon Press, London/New York, 2000 (pb 2004), ISBN 0-7148-4384-9 Self-Portraits in chronological order from ancient Egypt to the present.

- Joëlle Moulin, L'autoportrait au XXe siècle, éd. Adam Biro, Paris, 1999
- Pascal Bonafoux, Les peintres et l'autoportrait, 1984
- Bernard Auriol, L'image préalable, l'expression impressive et l'autoportrait, Psychologie Médicale, 19, 9, 1543–1547, 1987 {available on line : self-portrait}
- Bonafoux, Pascal / Rosenberg, David: Moi! Autoportraits du XXe siècle. Musée du Luxembourg (Paris) / Skira Editore (Milano), Exhibition catalogue. 2004, Text French, Paris 2004, ISBN 88-8491-854-5 The book presents 155 artist (fine art) of the 20th century by showing their self-portraits added by informative texts.
- Borzello, Frances: Wie Frauen sich sehen  –  Selbstbildnisse aus fünf Jahrhunderten. Karl Blessing Verlag, München 1998, ISBN 3-89667-052-2
- Calabrese, Omar: Die Geschichte des Selbstporträts. Deutscher Kunstverlag, München 2006, ISBN 3-7774-2955-4
- Pfisterer, Ulrich / Rosen, Valeska von ~ (Hrsg.): Der Künstler als Kunstwerk. Selbstporträts vom Mittelalter bis zur Gegenwart. Reclam, Stuttgart 2005, ISBN 3-15-010571-4 (Rezension)
- Jeancolas, Claude. (1998). Passion Rimbaud: L'Album d'une vie. (en francés) Paris: Textuel. ISBN 978-2-909317-66-3
- Kathrin Schmidt: Annegret Soltau: ich selbst, Mathildenhöhe Darmstadt (Germany), 2006 ISBN 3-935062-06-0

### Autorretrato en neurología
- Tielsch AH, Allen PJ (2005) Listen to them draw: screening children in primary care through the use of human figure drawings. Pediatr Nurs 31(4): 320–327. Esta recopilación se centra en el método de dibujar personas como el método de diagnóstico. En las figuras de los niños se pueden reconocer los trastornos mentales. Los autores describen el uso de autorretratos para el diagnóstico de trastornos emocionales en niños de 6 a 12 años. Aunque este procedimiento no permite realizar el diagnóstico final, es útil para el reconocimiento de problemas.
- Morin C, Pradat-Diehl P, Robain G, Bensalah Y, Perrigot M (2003) Stroke hemiplegia and specular image: lessons from self-portraits. Int J Aging Hum Dev 56(1): 1-41. Los pacientes con hemiplejia tienen diversos problemas de autopercepción, que son causados por fallos neurológicas sobre el cuerpo, o por problemas psicológicos con la percepción de sí mismos.

### Psicología
- Wegner DM (2003) The mind's self-portrait. Ann N Y Acad Sci 1001: 212–225. La psicología y la neurociencia abordan la comprensión de la razón y la conciencia. Mientras tanto, la razón humana contiene el autorretrato, que contiene la autoevaluación de los procesos cognitivos. Este autorretrato supone que las acciones del hombre están gobernadas por pensamientos y, por lo tanto, el cuerpo está gobernado por la conciencia. El autorretrato conduce a la persuasión, de que conscientemente deseamos hacer algo. Los estudios muestran que el autorretrato es una caricatura sobre la función del cerebro, pero al mismo tiempo es la base de la sensación de autoría y responsabilidad de las propias acciones.